# Wien
Wien (Aussprache [viːn] ⓘ) ist die Bundeshauptstadt der Republik Österreich und zugleich eines der neun österreichischen Bundesländer. Mit mehr als 2 Millionen Einwohnern ist das an der Donau gelegene Wien die bevölkerungsreichste Großstadt Österreichs sowie die zweitgrößte Stadt des deutschen Sprachraums und Mitteleuropas. Sie ist die fünftgrößte Stadt der Europäischen Union, die zehntgrößte Stadt Europas und die 191. größte Stadt der Welt. Im Großraum Wien leben etwa 3 Millionen Menschen – das entspricht rund einem Drittel der österreichischen Gesamtbevölkerung.
Architektonisch ist die Stadt bis heute vor allem von den Bauwerken um die Wiener Ringstraße aus der Gründerzeit, aber auch von Barock und Jugendstil (Wiener Moderne bzw. Wiener Secessionsstil) geprägt. Durch seine Rolle als kaiserliche Reichshaupt- und Residenzstadt des Kaisertums Österreich ab 1804 wurde Wien zu einem kulturellen und politischen Zentrum Europas. Um das Jahr 1910, als Wien noch Hauptstadt der Habsburgermonarchie war, zählte die Stadt über zwei Millionen Einwohner. Das historische Zentrum von Wien sowie das Schloss Schönbrunn gehören heute zum UNESCO-Weltkulturerbe. Mit jährlich über 8 Millionen Touristen und rund 16,5 Millionen Gästeübernachtungen zählt Wien zu den meistbesuchten Städten Europas.
Bereits beim Wiener Kongress 1814/15 spielte die Stadt eine bedeutende Rolle in der internationalen Diplomatie, die sie bis in die Gegenwart beibehalten hat. So ist Wien heute als internationaler Kongress- und Tagungsort Sitz von über 40 internationalen Organisationen, darunter das Erdölkartell OPEC, die Internationale Atomenergiebehörde IAEO und die OSZE, und zählt damit zu den Weltstädten. Das Büro der Vereinten Nationen in Wien (UNOV) beherbergt im Vienna International Centre (VIC) einen der vier Amtssitze der UNO, im Volksmund meist als UNO-City bezeichnet. Wien ist eine Großstadt mit sehr hoher Lebensqualität und hohem BIP pro Kopf, gehört im weltweiten Vergleich allerdings auch zu den teuersten Städten.

## Bezeichnung
Der Name der Stadt wird standarddeutsch [vi:n] ausgesprochen. Im bairisch-österreichischen Dialekt Ostösterreichs heißt die Stadt Wean [veɐ̯n]; diese Bezeichnung ist allerdings in der Wiener Mundart selbst, außer in speziellen Fällen wie etwa Dialektkulturveranstaltungen, kaum noch in nennenswertem Ausmaß gebräuchlich.

### Etymologie
Der Name Wien leitet sich vom Fluss Wien her (gemäß der häufig vorkommenden Benennung von Siedlungen nach dem dort mündenden Nebenfluss). Überliefert ist der Name erstmals 881 in den Salzburger Annalen, wo von einer Schlacht ad Uueniam (ad Weniam, „bei (der) Wenia“) berichtet wird, wobei allerdings unklar ist, ob eine Siedlung oder der Fluss gemeint ist. Der althochdeutsche Name Wenia, von dem sich der heutige herleitet, stammt von der keltoromanischen Bezeichnung *Vedunia („Waldbach“) für den Wienfluss; eine slawische Zwischenform ist denkbar, aber nicht belegt. Der Name Vindobona hingegen bezog sich auf eine römische Siedlung innerhalb des heutigen Stadtgebiets; er wird heute noch mitunter für Wien benutzt (etwa auf lateinischen Urkunden), obwohl er mit dem heutigen Namen der Stadt keine etymologische Verwandtschaft aufweist.

### Bezeichnung der Stadt in anderen Sprachen
Wien gehört zu jenen alten und international bedeutenden Städten, für die in vielen Sprachen eigene Namen existieren: Im Englischen, Italienischen, Spanischen, Rumänischen, Portugiesischen und anderen romanischen Sprachen ist Wien als Vienna oder Viena bekannt, im Französischen als Vienne, im Griechischen als Βιέννη (Vienni), im Niederländischen als Wenen, im Russischen als Вена (Wjena), im Isländischen als Vín. Eine eigenständige Bildung ist das ungarische Bécs bzw. Beč im Bosnischen, Kroatischen und Serbischen. Davon stammt auch die Form Beç aus der osmanischen Amtssprache ab (im modernen Türkisch heißt es Viyana). Die Form wird auf die ungarische Herrschaft im 9./10. Jahrhundert zurückgeführt und meist mit „am Steilhang“ übersetzt. Die eigenständige Namensbildung wird als Indiz für die geringe Bedeutung Wiens in dieser Periode gewertet. Auf Tschechisch heißt die Stadt Vídeň, auf Slowakisch Viedeň, auf Polnisch Wiedeń und auf Ukrainisch Відень (Widen). Diese Formen stehen etymologisch in keiner Beziehung zum Bezirksnamen Wieden. Die slowenische Bezeichnung für Wien, Dunaj, verweist auf die Donau (die in heutigem Slowenisch Donava heißt).

### Weitere Verwendungen der Bezeichnung
Die französische Stadt Vienne ist zwar namensgleich mit der französischen Bezeichnung Wiens, ihr Name ist jedoch weitaus älter als jener Wiens. In den Vereinigten Staaten und in Kanada existieren einige Siedlungen, welche die deutsche oder englische Bezeichnung von Wien im Namen tragen. Dies ist in vielen Fällen wohl auf Auswanderer zurückzuführen, die ihre neuen Siedlungen nach ihrem Herkunftsort benannten.
- Wien gibt es in Missouri und Wisconsin.
- Vienna gibt es in Alabama, Georgia, Illinois, Indiana, Louisiana, Maine, Maryland, Michigan, Missouri, New York, North Carolina, Ohio, Ontario (Kanada), South Dakota, Texas, Virginia, West Virginia und Wisconsin.
- New Vienna gibt es in Iowa und Ohio.
- South Vienna gibt es in Ohio.

In Nordamerika wird Vienna in seltenen Fällen als weiblicher Vorname verwendet.

## Geografie

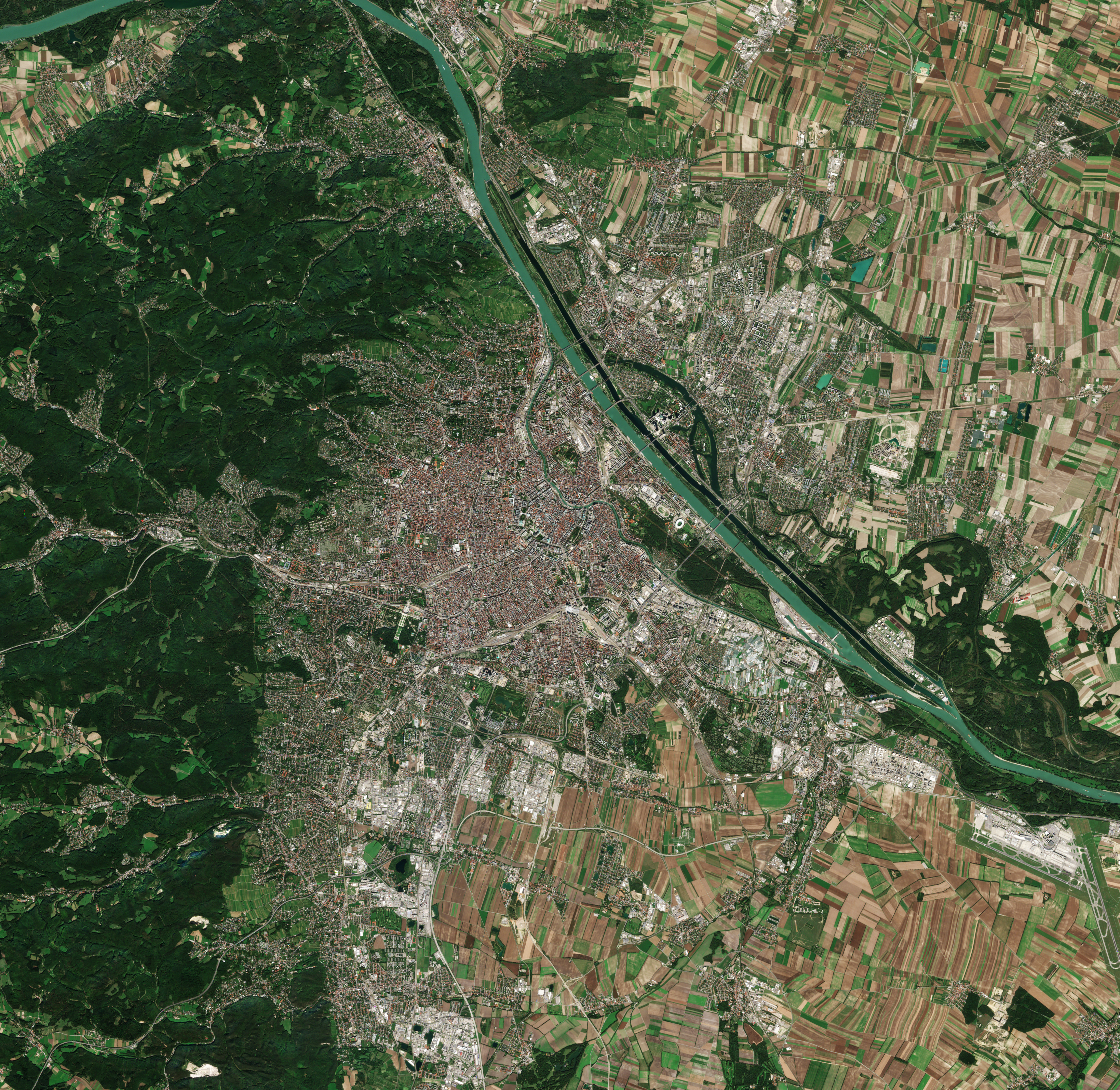
Sentinel-2-Satellitenfoto Wiens von 2018

### Lage und Landschaft
Wien liegt am Ostrand der Alpen, am Übergang zum Alpenvorland im Osten, das zur Pannonischen Tiefebene leitet. Der Stadtkern erstreckt sich schon in der Ebene an der Donau, die westlichen Stadtteile im Wienerwald, der östlichsten Gebirgsgruppe der Nordalpen. Vom Wiener Stadtgebiet ist nur ein relativ kleiner Anteil verbaut. Etwa die Hälfte Wiens ist Grünland, größere Teile werden auch landwirtschaftlich genutzt.
Wien hat einen Grüngürtel, der sich über alle Außenbezirke erstreckt: Im Westen der Lainzer Tiergarten, im Nordwesten die Sophienalpe, im Norden der Schwarzenbergpark und die Ausläufer des Wienerwalds, im Nordosten Weinanbauflächen, im Osten und Süden landwirtschaftliche Flächen, im Südosten die Lobau und im Südwesten der Maurer Wald.
Wien erhebt sich von 151 m ü. A. in der Lobau bis zu einer Höhe von 544 m ü. A. auf dem Hermannskogel. Im Nordwesten, Westen und Südwesten Wiens reicht der Wienerwald mit seinen Höhen (darunter Leopoldsberg, Kahlenberg und Cobenzl) und Wäldern (darunter der Lainzer Tiergarten) bis ins Stadtgebiet hinein. Die Donau tritt durch die Wiener Pforte, eine Enge zwischen dem rechtsufrigen Leopoldsberg und dem linksufrigen Bisamberg, nach Wien ein. Aus dem Wienerwald fließen außerdem zahlreiche kleine Flüsse in die Stadt, der bekannteste davon ist der Wienfluss. Die Berge im Westen werden im Süden von eiszeitlichen Terrassen (Wienerberg und Laaer Berg) fortgesetzt. Dieses gesamte Gebiet wird zum Weinbau genutzt, es bildet die Weinbauregion Wien.
Der Osten der Stadt ist geprägt vom Wiener Anteil am flachen Marchfeld, das der Landwirtschaft dient, aber zunehmend verbaut wird. Im Südosten findet sich mit der Lobau der Wiener Anteil am Nationalpark Donauauen. Angesichts der (wie bei vielen europäischen Städten) vorwiegenden Westwinde befinden sich die gehobenen Wohngegenden eher am westlichen Stadtrand, wo unter anderem die Luft noch sauberer ist, während die alten Industriegebiete eher am südöstlichen Rand der Stadt liegen.

### Räumliche Situation
Die Entwicklung zu einer der bedeutendsten und größten Städte Mitteleuropas verdankt Wien unter anderem seiner günstigen geographischen Lage zwischen Alpenostrand und pannonischem Raum und den historischen europäischen Achsen, der Süd-Nord-Achse entlang des Alpenrands (Bernsteinstraße) und der West-Ost-Achse entlang des Alpenvorlands, sowie der Donau als Wasserweg. Wien entstand am Kreuzungspunkt dieser Verkehrsstraßen. Die historische Stadt bildete sich ausschließlich südlich der Donau: Der Strom ließ sich hier leicht durch- oder überqueren, da sich der Strom im Wiener Becken in zahlreiche Arme mit Inseln dazwischen auffächerte. Heute erstreckt sich das Stadtgebiet beiderseits des Flusses.
Die Lagegunst etwa in Bezug auf die historischen Nachbarländer – der Markgrafschaft Mähren und das Königreich Ungarn – und in Bezug auf die Routen in Richtung der Steiermark, Krain und Adriaküste trugen entscheidend dazu bei, dass sich Wien als Monarchenresidenz durchsetzte. Die slowakische Hauptstadt Bratislava (Pressburg) ist nur 55 km von Wien entfernt. Eine solche Nähe zweier Hauptstädte ist in Europa einmalig (abgesehen vom Sonderfall Vatikan/Rom). Etwa von 1840 an führte die privilegierte Lage Wiens zur Errichtung eines von der Stadt sternförmig ausstrahlenden Eisenbahnnetzes. Seit dem Fall des Eisernen Vorhangs 1989 wachsen die durch den Zweiten Weltkrieg unterbrochenen Verkehrs- und Wirtschaftsbeziehungen zu den nördlichen und östlichen Nachbarstaaten Österreichs wieder deutlich. Die Stadtverwaltung hat darauf mit der Beteiligung an der Europaregion Centrope reagiert.

### Geologie
Wien liegt am östlichen Ausläufer der Nördlichen Kalkalpen, die hier am Westrand des tertiären Wiener Beckens sowie an der vom Pleistozän bis heute im Wiener Raum landschaftsbildenden Schwemmebene der Donau in die Tiefe abtauchen. Nördlich der Stadt überspringt die Flyschzone die Donau und leitet in die Karpaten weiter. Der Untergrund der Stadt wird von verschiedenen geologischen Landschaften gebildet:
- Schotter und Sande der eiszeitlichen und der jetzigen Donau sowie quartäre Lockersedimente
- Lockergesteine, vor allem tertiäre Lockersedimente des Wiener Beckens
- Festgesteine der Flyschzone und der Kalkalpen im westlichen Wienerwaldgebiet

Ein System von nord-süd-gerichteten Störungen und Brüchen durchzieht das Stadtgebiet. Mächtige Grundwasserkörper sind in den Donauschottern anzutreffen.

### Siedlungsstruktur
Wien ist mit einer Fläche von 414,82 Quadratkilometern das kleinste Bundesland Österreichs und vollständig vom Land Niederösterreich umgeben, zu dem es bis 1920 (siehe Trennungsgesetz) gehörte. Gleichzeitig ist Wien die zweitgrößte Gemeinde Österreichs nach Fläche, nur übertroffen von Sölden. Die Nord-Süd-Ausdehnung beträgt 22,8 Kilometer, die West-Ost-Ausdehnung 29,4 Kilometer. Der höchste Punkt ist der Hermannskogel (544 m ü. A.) am nordwestlichen Stadtrand, der tiefste die Lobau (151 m ü. A.) am südöstlichen Stadtrand.
Da die Statutarstadt Wien seit 1920 zugleich Land ist, scheint sie in Bundesländer-Rangreihungen auf: Wien verfügt unter den Bundesländern über den größten Anteil von Verkehrs- und Bauflächen an seiner Gesamtfläche. 11,6 % der Gesamtfläche sind bebautes Land, 11,1 % Straßenverkehrsflächen und 2,2 % Gleiskörper. Zugleich ist Wien auch das Land mit dem größten Anteil von Gartenflächen, die 28,4 % oder 117,76 Quadratkilometer ausmachen. Gewässer (4,5 %) machen nur im Burgenland einen größeren Anteil an der Gesamtfläche aus. Waldflächen bedecken 17,8 % der Fläche, landwirtschaftlich genutzt werden 14,8 %, und 1,6 % werden von Weingärten eingenommen.

### Klima
Das Wiener Klima bildet ein Übergangsklima mit ozeanischen Einflüssen aus dem Westen und kontinentalen Einflüssen aus dem Osten. Dies macht sich im Jahresvergleich durch meist stark schwankende Messergebnisse bemerkbar. Insgesamt hat Wien meist nur geringere Niederschlagsmengen und längere Trockenperioden zu verzeichnen. Die Winter sind im Vergleich zu anderen Teilen Österreichs eher mild. Die mittlere Lufttemperatur beträgt im 30-jährigen Mittel im Stadtzentrum durchschnittlich 11,4 Grad Celsius, in den Außenbezirken (ZAMG Wetterstation Hohe Warte) 10,2 Grad Celsius. Die mittlere Niederschlagsmenge liegt bei rund 600 Millimetern, wobei im Westen der Stadt im Durchschnitt 741,5 Millimeter gemessen werden, im Osten hingegen nur 514,5 Millimeter. 60 Sommertagen stehen rund 70 Frosttage gegenüber. Am 8. August 2013 wurde an der Messstation „Innere Stadt“ mit 39,5 Grad Celsius die bisher höchste Temperatur in Wien gemessen.
In Wien befindet sich der Sitz der Zentralanstalt für Meteorologie und Geodynamik (ZAMG).
Die folgenden Klimadiagramme sind jeweils aus unterschiedlichen Stadtteilen und dienen der Quantifizierung des Stadtklimas von Wien.
|                        | Jan  | Feb  | Mär  | Apr  | Mai  | Jun  | Jul  | Aug  | Sep  | Okt  | Nov  | Dez  |   |       |
| Mittl. Temperatur (°C) | 1,2  | 2,9  | 6,4  | 11,5 | 16,5 | 19,1 | 21,7 | 21,6 | 16,8 | 11,6 | 5,5  | 2,4  | ⌀ | 11,5  |
| Mittl. Tagesmax. (°C)  | 3,8  | 6,1  | 10,2 | 16,1 | 21,3 | 24,0 | 26,7 | 26,6 | 21,1 | 15,3 | 8,1  | 4,6  | ⌀ | 15,4  |
| Mittl. Tagesmin. (°C)  | −0,8 | 0,3  | 3,5  | 7,8  | 12,5 | 15,1 | 17,4 | 17,5 | 13,6 | 8,8  | 3,6  | 0,5  | ⌀ | 8,4   |
|                        |      |      |      |      |      |      |      |      |      |      |      |      |   |       |
| Niederschlag (mm)      | 21,3 | 29,3 | 39,1 | 39,2 | 60,9 | 63,3 | 66,6 | 66,5 | 50,4 | 32,8 | 43,9 | 34,6 | Σ | 547,9 |
|                        |      |      |      |      |      |      |      |      |      |      |      |      |   |       |
| Sonnenstunden (h/d)    | 2,1  | 3,7  | 4,1  | 6,1  | 7,7  | 7,6  | 8,4  | 8,1  | 5,6  | 4,5  | 2,2  | 1,6  | ⌀ | 5,1   |
|                        |      |      |      |      |      |      |      |      |      |      |      |      |   |       |
| Regentage (d)          | 5,3  | 6,0  | 8,1  | 6,3  | 8,3  | 9,3  | 8,2  | 8,5  | 6,9  | 6,0  | 7,5  | 7,6  | Σ | 88    |
|                        |      |      |      |      |      |      |      |      |      |      |      |      |   |       |
| Luftfeuchtigkeit (%)   | 75,0 | 67,6 | 62,1 | 53,9 | 54,3 | 56,9 | 54,4 | 54,4 | 61,0 | 64,9 | 74,9 | 78,4 | ⌀ | 63,1  |

| −0,8 |

| 0,3 |

| 3,5 |

| 7,8 |

| 12,5 |

| 15,1 |

| 17,4 |

| 17,5 |

| 13,6 |

| 8,8 |

| 3,6 |

| 0,5 |

| −0,8 |

| 0,3 |

| 3,5 |

| 7,8 |

| 12,5 |

| 15,1 |

| 17,4 |

| 17,5 |

| 13,6 |

| 8,8 |

| 3,6 |

| 0,5 |

| N i e d e r s c h l a g | 21,3 | 29,3 | 39,1 | 39,2 | 60,9 | 63,3 | 66,6 | 66,5 | 50,4 | 32,8 | 43,9 | 34,6 |
|                         | Jan  | Feb  | Mär  | Apr  | Mai  | Jun  | Jul  | Aug  | Sep  | Okt  | Nov  | Dez  |

Die Klimastation Wien Innere Stadt weist das wärmste Klima Österreichs auf. Durch die dichte Bebauung wird die nächtliche Abkühlung reduziert und dadurch sind vor allem die Temperaturminima markant höher als im Umland. Die mittlere Windgeschwindigkeit beträgt 14 km/h. Windrichtungen aus West, Nordwest und Südost dominieren.
|                        | Jan  | Feb  | Mär  | Apr  | Mai  | Jun  | Jul  | Aug  | Sep  | Okt  | Nov  | Dez  |   |       |
| Mittl. Temperatur (°C) | 0,1  | 1,6  | 5,7  | 10,0 | 15,2 | 18,2 | 20,2 | 19,8 | 15,3 | 9,9  | 4,6  | 1,5  | ⌀ | 10,2  |
| Mittl. Tagesmax. (°C)  | 2,9  | 5,1  | 10,3 | 15,2 | 20,5 | 23,4 | 25,6 | 25,4 | 20,3 | 14,2 | 7,5  | 4,0  | ⌀ | 14,6  |
| Mittl. Tagesmin. (°C)  | −2,0 | −0,9 | 2,4  | 5,8  | 10,5 | 13,5 | 15,4 | 15,3 | 11,7 | 7,0  | 2,4  | −0,5 | ⌀ | 6,8   |
|                        |      |      |      |      |      |      |      |      |      |      |      |      |   |       |
| Niederschlag (mm)      | 37,2 | 39,4 | 46,1 | 51,7 | 61,8 | 70,2 | 68,2 | 57,8 | 53,5 | 40,0 | 50,0 | 44,4 | Σ | 620,3 |
|                        |      |      |      |      |      |      |      |      |      |      |      |      |   |       |
| Sonnenstunden (h/d)    | 2,0  | 3,2  | 4,2  | 5,8  | 7,4  | 7,4  | 7,8  | 7,7  | 5,6  | 4,2  | 2,2  | 1,7  | ⌀ | 4,9   |
|                        |      |      |      |      |      |      |      |      |      |      |      |      |   |       |
| Regentage (d)          | 7,3  | 7,6  | 8,3  | 7,5  | 8,5  | 9,1  | 9,0  | 8,0  | 7,0  | 6,0  | 8,3  | 8,2  | Σ | 94,8  |
|                        |      |      |      |      |      |      |      |      |      |      |      |      |   |       |
| Luftfeuchtigkeit (%)   | 73,2 | 65,5 | 56,5 | 51,1 | 52,2 | 53,8 | 52,5 | 51,7 | 58,3 | 63,5 | 72,8 | 75,8 | ⌀ | 60,6  |

| −2,0 |

| −0,9 |

| 2,4 |

| 5,8 |

| 10,5 |

| 13,5 |

| 15,4 |

| 15,3 |

| 11,7 |

| 7,0 |

| 2,4 |

| −0,5 |

| −2,0 |

| −0,9 |

| 2,4 |

| 5,8 |

| 10,5 |

| 13,5 |

| 15,4 |

| 15,3 |

| 11,7 |

| 7,0 |

| 2,4 |

| −0,5 |

| N i e d e r s c h l a g | 37,2 | 39,4 | 46,1 | 51,7 | 61,8 | 70,2 | 68,2 | 57,8 | 53,5 | 40,0 | 50,0 | 44,4 |
|                         | Jan  | Feb  | Mär  | Apr  | Mai  | Jun  | Jul  | Aug  | Sep  | Okt  | Nov  | Dez  |

Die Klimastation Wien Hohe Warte befindet sich auf dem Gelände der Zentralanstalt für Meteorologie und Geodynamik. Durch die Hanglage und den Stadteffekt sind insbesondere die Temperaturminima gemildert. Die mittlere Windgeschwindigkeit beträgt 13 km/h. Die vorherrschende Windrichtung ist West.
|                        | Jan  | Feb  | Mär  | Apr  | Mai  | Jun  | Jul  | Aug  | Sep  | Okt  | Nov  | Dez  |   |       |
| Mittl. Temperatur (°C) | −0,7 | 0,5  | 4,8  | 8,9  | 14,2 | 17,3 | 19,1 | 18,4 | 14,3 | 8,9  | 3,6  | 1,1  | ⌀ | 9,2   |
| Mittl. Tagesmax. (°C)  | 2,5  | 4,4  | 10,0 | 14,8 | 20,2 | 23,0 | 25,2 | 24,9 | 20,5 | 14,1 | 7,0  | 4,0  | ⌀ | 14,3  |
| Mittl. Tagesmin. (°C)  | −3,4 | −2,5 | 0,7  | 3,7  | 8,2  | 11,5 | 13,4 | 13,0 | 9,8  | 5,1  | 0,9  | −1,5 | ⌀ | 4,9   |
|                        |      |      |      |      |      |      |      |      |      |      |      |      |   |       |
| Niederschlag (mm)      | 45,9 | 46,4 | 52,0 | 58,9 | 77,8 | 74,0 | 97,4 | 76,1 | 59,1 | 47,2 | 59,6 | 47,1 | Σ | 741,5 |
|                        |      |      |      |      |      |      |      |      |      |      |      |      |   |       |
| Regentage (d)          | 8,2  | 8,2  | 9,1  | 8,6  | 9,5  | 9,9  | 10,3 | 9,3  | 7,4  | 6,7  | 8,8  | 9,1  | Σ | 105,1 |
|                        |      |      |      |      |      |      |      |      |      |      |      |      |   |       |
| Luftfeuchtigkeit (%)   | 73,5 | 67,0 | 56,6 | 50,2 | 51,6 | 53,8 | 53,0 | 51,6 | 57,7 | 62,5 | 72,2 | 75,0 | ⌀ | 60,4  |

| −3,4 |

| −2,5 |

| 0,7 |

| 3,7 |

| 8,2 |

| 11,5 |

| 13,4 |

| 13,0 |

| 9,8 |

| 5,1 |

| 0,9 |

| −1,5 |

| −3,4 |

| −2,5 |

| 0,7 |

| 3,7 |

| 8,2 |

| 11,5 |

| 13,4 |

| 13,0 |

| 9,8 |

| 5,1 |

| 0,9 |

| −1,5 |

| N i e d e r s c h l a g | 45,9 | 46,4 | 52,0 | 58,9 | 77,8 | 74,0 | 97,4 | 76,1 | 59,1 | 47,2 | 59,6 | 47,1 |
|                         | Jan  | Feb  | Mär  | Apr  | Mai  | Jun  | Jul  | Aug  | Sep  | Okt  | Nov  | Dez  |

Die Klimastation Mariabrunn befindet sich im relativ dünn besiedelten Westen Wiens. Bedingt durch die Kaltluftseebildung sind insbesondere die täglichen Temperaturminima gegenüber den inneren Stadtteilen Wiens deutlich reduziert. Die Anzahl an Frosttagen ist fast doppelt so hoch wie in der Inneren Stadt. Die Niederschlagssummen sind wesentlich höher als im Osten Wiens. Die mittlere Windgeschwindigkeit beträgt 9 km/h. Besonders windige Tage treten vermehrt im Dezember und Jänner auf.
|                        | Jan  | Feb  | Mär  | Apr  | Mai  | Jun  | Jul  | Aug  | Sep  | Okt  | Nov  | Dez  |   |       |
| Mittl. Temperatur (°C) | −0,3 | 1,2  | 5,3  | 9,6  | 14,8 | 17,9 | 20,2 | 19,9 | 15,4 | 9,9  | 4,2  | 1,1  | ⌀ | 10    |
| Mittl. Tagesmax. (°C)  | 2,8  | 5,1  | 10,2 | 15,0 | 20,3 | 23,3 | 25,9 | 25,8 | 20,8 | 14,7 | 7,6  | 3,9  | ⌀ | 14,7  |
| Mittl. Tagesmin. (°C)  | −2,8 | −1,7 | 1,7  | 5,2  | 9,8  | 13,0 | 14,9 | 14,9 | 11,3 | 6,4  | 1,7  | −1,2 | ⌀ | 6,1   |
|                        |      |      |      |      |      |      |      |      |      |      |      |      |   |       |
| Niederschlag (mm)      | 28,3 | 23,0 | 35,4 | 41,4 | 58,7 | 60,4 | 59,0 | 50,2 | 48,7 | 32,7 | 41,9 | 34,8 | Σ | 514,5 |
|                        |      |      |      |      |      |      |      |      |      |      |      |      |   |       |
| Sonnenstunden (h/d)    | 1,5  | 4,2  | 4,4  | 7,0  | 8,3  | 8,8  | 7,2  | 8,2  | 5,7  | 4,2  | 2,5  | 1,4  | ⌀ | 5,3   |
|                        |      |      |      |      |      |      |      |      |      |      |      |      |   |       |
| Regentage (d)          | 6,0  | 5,5  | 6,9  | 6,7  | 7,9  | 8,3  | 8,5  | 7,0  | 6,6  | 5,4  | 7,7  | 6,7  | Σ | 83,2  |
|                        |      |      |      |      |      |      |      |      |      |      |      |      |   |       |
| Luftfeuchtigkeit (%)   | 75,2 | 68,9 | 59,0 | 52,9 | 53,3 | 53,7 | 50,9 | 50,6 | 57,4 | 63,5 | 74,0 | 77,6 | ⌀ | 61,4  |

| −2,8 |

| −1,7 |

| 1,7 |

| 5,2 |

| 9,8 |

| 13,0 |

| 14,9 |

| 14,9 |

| 11,3 |

| 6,4 |

| 1,7 |

| −1,2 |

| −2,8 |

| −1,7 |

| 1,7 |

| 5,2 |

| 9,8 |

| 13,0 |

| 14,9 |

| 14,9 |

| 11,3 |

| 6,4 |

| 1,7 |

| −1,2 |

| N i e d e r s c h l a g | 28,3 | 23,0 | 35,4 | 41,4 | 58,7 | 60,4 | 59,0 | 50,2 | 48,7 | 32,7 | 41,9 | 34,8 |
|                         | Jan  | Feb  | Mär  | Apr  | Mai  | Jun  | Jul  | Aug  | Sep  | Okt  | Nov  | Dez  |

Die Klimastation Wien Unterlaa befindet sich am südöstlichen Stadtrand Wiens. Durch die dünne Bebauung sind die Temperaturen geringer als in den inneren Bezirken. Mit durchschnittlich 17 km/h ist die Windgeschwindigkeit relativ hoch. Die Hauptwindrichtung ist Nordwest. Besonders windige Tage treten vermehrt von Dezember bis März auf.

#### Klimawandel
Als Folge der globalen Erwärmung könnten die klimatischen Verhältnisse in Wien im Jahr 2050 jenen ähneln, die heute in Skopje vorzufinden sind, während Stockholm dann klimatische Verhältnisse wie heute in Wien aufweisen wird. Modellrechnungen zeigen zudem auf, dass Wien zum Ende des 21. Jahrhunderts zu den europäischen Metropolen zählt, die am stärksten von Hitzewellen betroffen sein werden. In Wien wird demnach dann ein Klima herrschen, das eher an den heutigen südlichen Mittelmeerraum erinnert.
Infolgedessen breiten sich vermehrt Neobiota, wie der hoch allergene Ragweed, krankheitsübertragende Zecken, der Eichen-Prozessionsspinner und verschiedene landwirtschaftliche Schädlinge wie der Borkenkäfer aus.
Auch vermehrte Schäden an Infrastruktur und öffentlichen Einrichtungen durch Wetterextreme, wie z. B. durch lokale Überflutungen, das Schmelzen von Asphalt und die hitzebedingte Ausdehnung von Gleisen, sind zu erwarten.
Der deutliche Anstieg an Tagen mit Höchsttemperaturen von über 30 und 35 Grad Celsius heizt versiegelte Flächen ganz besonders auf, was auch die nächtliche Abkühlung beeinträchtigt.
So gab es laut ZAMG „in Wien im Zeitraum 1971 bis 2000 durchschnittlich ein bis zwei Tropennächte (in denen der Tiefstwert über 20 °C bleibt) pro Jahr, im Zeitraum 1981 bis 2019 waren es durchschnittlich vier Tropennächte pro Jahr. Der Rekord an der Wetterstation Wien Hohe Warte liegt bei 23 Tropennächten im Jahr 2015“, an der Wetterstation Wien Innere Stadt bei 42 Tropennächten im Jahr 2024 (Stand: 26. August).
Im Februar 2025 verabschiedete Wien als erstes Bundesland ein eigenes Klimaschutzgesetz.

### Flora

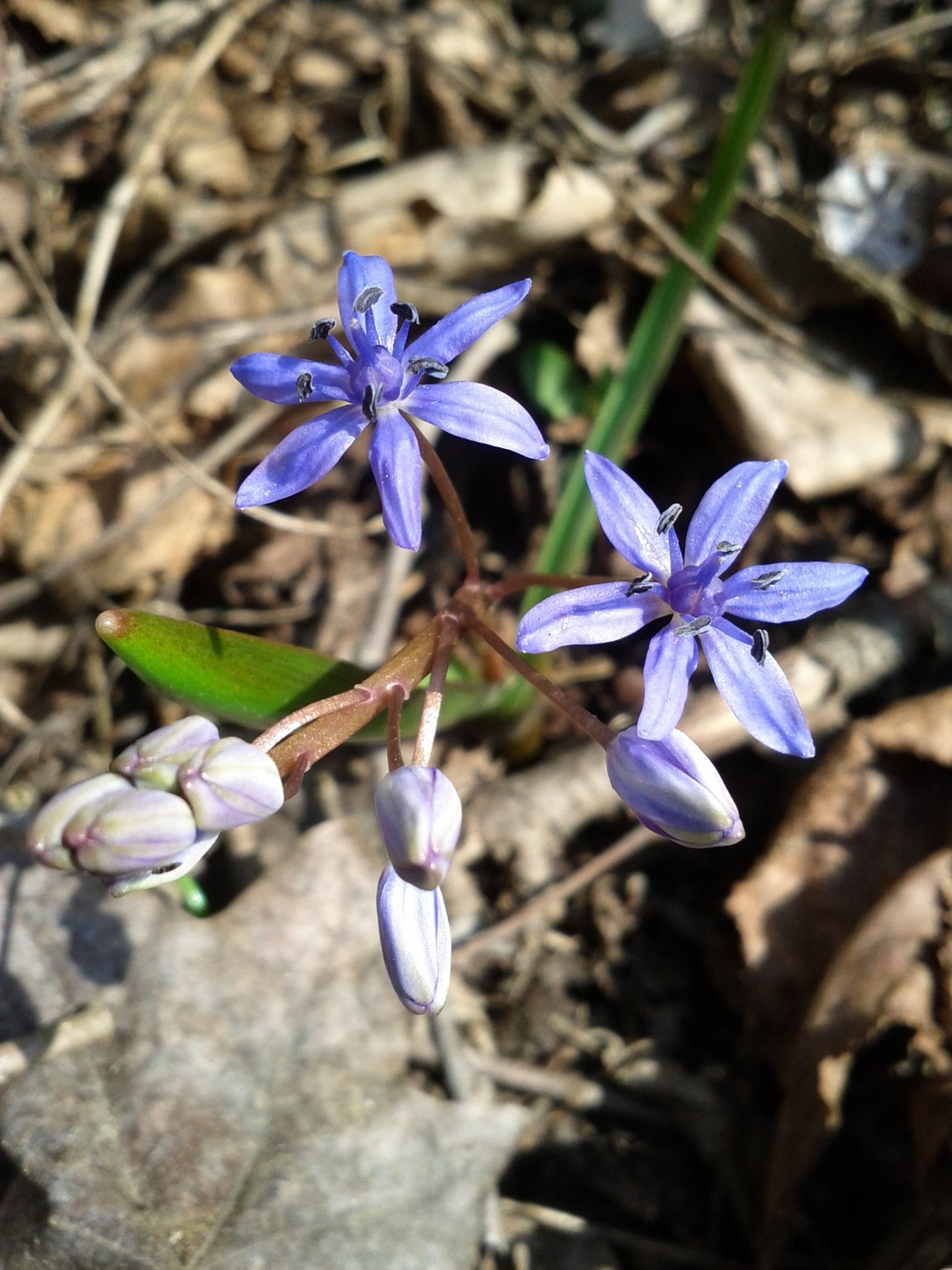
Der Wien-Blaustern (Scilla vindobonensis) wurde nach der Stadt benannt

Durch Wien verläuft eine Grenze zwischen zwei Florenregionen, welche beide dem holarktischen Florenreich angehören. Nur der westlichste, zum Wienerwald gehörige Teil der Stadt zählt, wie fast das ganze restliche Österreich, zur Mitteleuropäischen Florenregion, während das restliche Stadtgebiet der Pannonischen Florenprovinz angehört, welche wiederum den westlichsten Teil der südsibirisch-pontisch-pannonischen Florenregion darstellt. Außerhalb von Wien haben in Österreich sonst nur noch das Burgenland und Niederösterreich Anteil an der südsibirisch-pontisch-pannonischen Florenregion, welche sich von Südsibirien über die Ukraine, Siebenbürgen, die Vojvodina und die Ungarische Tiefebene bis an den Alpenostrand erstreckt. Zudem ist in Wien ein submediterraner Einfluss feststellbar. Aus diesem Grund wachsen in Wien viele Arten, die in Österreich einzigartig und entsprechend schützenswert sind.
In Wien treten 1490 Vollstatus-Gefäßpflanzen-Arten bzw. 1545 Elementar-Gefäßpflanzen-Taxa heimisch oder alteingebürgert auf. Inklusive der Neubürger und Unbeständigen sind es 2194 Taxa. Dies sind hohe Werte für eine Großstadt: zum Vergleich kann das mehr als sechsmal so große und viel weniger dicht bebaute Vorarlberg mit nur 1683 Vollstatus-Gefäßpflanzen-Arten, also um 13 Prozent mehr, aufwarten.

### Naturschutz
Der Schutz der Natur ist in Wien durch diverse Rechtsnormen, wie das Wiener Naturschutzgesetz, das Wiener Nationalparkgesetz und die Wiener Naturschutzverordnung, geregelt. Es existieren folgende Schutzstufen: Europaschutzgebiet (Natura 2000), Nationalpark, Naturschutzgebiet, Landschaftsschutzgebiet, geschützter Landschaftsteil, ökologische Entwicklungsfläche, Naturdenkmal, geschütztes Biotop, Biosphärenpark und Ramsar-Gebiet.
Die größten und bedeutendsten Schutzgebiete sind der Nationalpark Donau-Auen und der Biosphärenpark Wienerwald, die Osten und Westen der Stadt schützen, sowie der Bisamberg und die Alten Schanzen. Daneben existieren eine größere Anzahl kleinerer Schutzgebiete und -objekte.

### Fauna
Von den 29 in Österreich heimischen Fledermausarten (38 in Europa), beherbergt Wien 22 (alleine der Lainzer Tiergarten 18), das damit im deutschsprachigen Raum die Stadt mit dem größten Artenreichtum an Fledermäusen ist.
Im Wiener Teil des Nationalparks Donau-Auen, dem Naturschutzgebiet Lobau, sind einige geschützte Tiere beheimatet, wie z. B. die Europäische Sumpfschildkröte, Kormorane und Biber.
Der Lainzer Tiergarten beherbergt unter anderem Wildschweine, Rehe, Füchse, Feldhasen und Waldkauze. Auch Wildkaninchen, Damhirsch, Rothirsch und Ziesel sind in Wien zuhause.
In den Katakomben des Wiener Stephansdom ist die endemische Springschwanzart Megalothorax sanctistephani beheimatet.

## Stadtgliederung

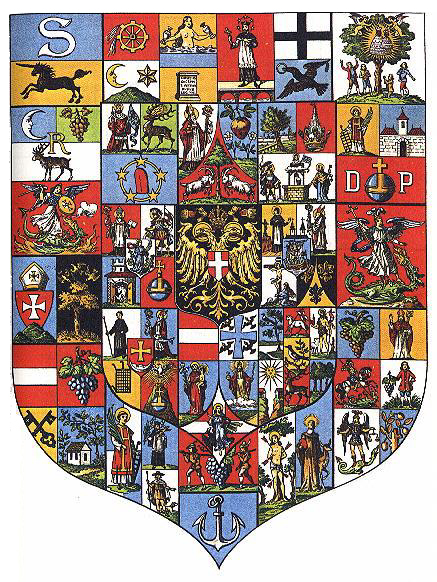
Vereinigtes Wappen Wiens (H. Ströhl, 1902)

Wien, das als Statutarstadt auch als politischer Bezirk fungiert, wird seit 1954 in 23 Gemeindebezirke (1905–1938 21 Bezirke, 1938–1954 Groß-Wien mit 26 Bezirken) unterteilt. Von den Wienern werden die Bezirke entweder mit ihren Namen (beispielsweise „Ottakring“) oder mit ihren Nummern bezeichnet. Diese Nummern befinden sich auf jedem Straßenschild vor dem Straßennamen (beispielsweise „16., Thaliastraße“) und bilden die zweite und dritte Stelle der Postleitzahl (1010 für den 1. Bezirk bis 1230 für den 23. Bezirk).

### Stadtstruktur und Erweiterungen
Die historische Altstadt, heute Großteil des 1. Bezirks, war noch im Revolutionsjahr 1848 deckungsgleich mit dem Stadtgebiet. Unter Kaiser Franz Joseph kam es 1849/50, 1890 bis 1892 und 1904/05 zu drei großen Stadterweiterungen.
Am 17. März 1849 wurde durch kaiserliches Patent eine provisorische Gemeindeordnung für die Monarchie erlassen; ihr zufolge hatten „Vorstädte […] mit der eigentlichen Stadt immer eine einzige Ortsgemeinde zu bilden“. Damit waren die Wiener Vorstädte ex lege eingemeindet.
Im Jahr 1850 wurden daher die 1849 bestehenden Vorstädte Wiens innerhalb des Linienwalls in die Bezirke 2 bis 8 gegliedert. 1861 erfolgte die Teilung des ursprünglichen 4. Bezirks in zwei Bezirke. 1874 wurden die außerhalb des Linienwalls gelegenen Gebiete des 4. und des 5. Bezirks zum neuen 10. Bezirk, Favoriten, zusammengefasst. Nach einem niederösterreichischen Landesgesetz vom Dezember 1890, das am 1. Jänner 1892 in Kraft trat, wurden die heutigen Außenbezirke am rechten Donauufer, damals Vororte genannt, obwohl teils selbst bereits städtische Viertel, eingemeindet; damit besaß Wien nun 19 Bezirke. 1900 wurde der nördliche Teil des 2. Bezirks zum 20. Bezirk erklärt. Bei der dritten großen Erweiterung – 1904 beschlossen und 1905 in Kraft getreten – wurde die Großgemeinde Floridsdorf am linken Donauufer als 21. Bezirk eingemeindet; er reichte von Strebersdorf im Norden bis zur Lobau im Südosten. (Das Gebiet zwischen Donau und Alter Donau verblieb aber zum Teil bis 1938 beim 2. Bezirk.) Eine Vervierfachung seines Stadtgebietes erlebte Wien zur Zeit des Nationalsozialismus, als die Diktatur per 15. Oktober 1938 Groß-Wien mit 26 Bezirken schuf. Diese Erweiterung wurde durch einen Beschluss des Nationalrates, des Wiener Landtages und des Niederösterreichischen Landtages von 1946, welcher wegen eines Vetos der Besatzungsmächte erst 1954 in Kraft treten konnte, großteils wieder rückgängig gemacht. Von den 97 im Jahr 1938 eingemeindeten Orten blieben nur 17 bei Wien: am linken Donauufer Stammersdorf, Süßenbrunn, Breitenlee und Essling, am rechten Donauufer (südlicher und südwestlicher Stadtrand) Albern, Unterlaa, Oberlaa und Rothneusiedl, die acht Ortschaften des heutigen 23. Bezirks (Liesing) samt dem Lainzer Tiergarten und Hadersdorf-Weidlingau am westlichen Stadtrand. In der Folge änderten sich 1954–1956 einige Bezirksgrenzen. Die Stadtgrenzen sind seit 1954 unverändert.

### Gemeindebezirke
Bei der Festlegung der Bezirksgrenzen versuchte man, diese markant entlang wichtiger Straßen oder Flüsse zu ziehen, wenngleich hierdurch einige ehemalige Gemeinden geteilt wurden. Die Innenbezirke 3 bis 9 werden durch den Gürtel von den Außenbezirken abgegrenzt. In den Bezirken 1, 2, 3, 9, 11, 19 und 20 bildet der Donaukanal, in den Bezirken 2, 11, 19, 20, 21 und 22 die Donau einen Teil der Bezirksgrenzen. Donaukanal und Donau trennen die Bezirke 2 und 20 von allen anderen; die Bezirke 21 und 22 liegen als einzige am linken Donauufer. Auch der Wienfluss ist fast in seinem gesamten Verlauf durch die Stadt (ausgenommen den Abschnitt von der westlichen Stadtgrenze bis Hütteldorf) stets Bezirksgrenze.
| Gemeindebezirk            | Fläche in km² | Einwohner (2025) | Einwohner pro km² | Einwohner mit ausländischer Herkunft in Prozent (2021) |
| ------------------------- | ------------- | ---------------- | ----------------- | ------------------------------------------------------ |
| 01., Innere Stadt         | 2,869         | 16.281           | 5.673             | 37,1                                                   |
| 02., Leopoldstadt         | 19,242        | 112.675          | 5.856             | 45,7                                                   |
| 03., Landstraße           | 7,403         | 98.881           | 13.362            | 43,2                                                   |
| 04., Wieden               | 1,776         | 33.444           | 18.789            | 43,0                                                   |
| 05., Margareten           | 2,012         | 54.581           | 27.155            | 49,7                                                   |
| 06., Mariahilf            | 1,455         | 31.083           | 21.290            | 41,2                                                   |
| 07., Neubau               | 1,608         | 31.330           | 19.460            | 38,8                                                   |
| 08., Josefstadt           | 1,090         | 24.242           | 22.240            | 38,5                                                   |
| 09., Alsergrund           | 2,967         | 41.664           | 14.028            | 41,5                                                   |
| 10., Favoriten            | 31,823        | 223.190          | 7.012             | 50,5                                                   |
| 11., Simmering            | 23,256        | 112.149          | 4.822             | 43,2                                                   |
| 12., Meidling             | 8,103         | 102.393          | 12.641            | 47,3                                                   |
| 13., Hietzing             | 37,713        | 56.108           | 1.487             | 29,8                                                   |
| 14., Penzing              | 33,760        | 99.049           | 2.934             | 36,3                                                   |
| 15., Rudolfsheim-Fünfhaus | 3,918         | 75.902           | 19.363            | 53,7                                                   |
| 16., Ottakring            | 8,673         | 102.727          | 11.849            | 47,6                                                   |
| 17., Hernals              | 11,396        | 56.767           | 4.984             | 44,2                                                   |
| 18., Währing              | 6,347         | 51.376           | 8.091             | 36,6                                                   |
| 19., Döbling              | 24,944        | 76.074           | 3.050             | 36,4                                                   |
| 20., Brigittenau          | 5,710         | 86.950           | 15.228            | 51,8                                                   |
| 21., Floridsdorf          | 44,443        | 189.551          | 4.265             | 36,8                                                   |
| 22., Donaustadt           | 102,299       | 228.158          | 2.230             | 33,5                                                   |
| 23., Liesing              | 32,061        | 123.714          | 3.859             | 31,2                                                   |
| Stadt Wien                | 414,82        | 2.028.289        | 4.890             | 41,9                                                   |

### Katastralgemeinden, Ortschaften und Stadtteile
Hier aufgeführt sind alle Stadtteile und Siedlungen (auch zerstreute Häuser) nach dem Ortsverzeichnis von 2001, nicht aber die freistehenden Einzelobjekte (z. B. Schlösser), die ebenfalls als Ortslagen ausgewiesen sind:
- Wien, 1. Bezirk: Innere Stadt (Stt)
- Wien, 2. Bezirk: Leopoldstadt (Stt)
  - Augarten (ZH)
  - Messegelände (ZH)
  - Prater (ZH)
  - Rennplatz Freudenau (ZH)
  - Trabrennplatz Krieau (ZH)
- Wien, 3. Bezirk: Landstraße (Stt)
  - Arsenal (Hgr)
  - Erdberg (Stt)
- Wien, 4. Bezirk: Wieden (Stt)
- Wien, 5. Bezirk: Margareten (Stt)
- Wien, 6. Bezirk: Mariahilf (Stt)
- Wien, 7. Bezirk: Neubau (Stt)
- Wien, 8. Bezirk: Josefstadt (Stt)
- Wien, 9. Bezirk: Alsergrund (Stt)
  - Allgemeines Krankenhaus (Hgr)
- Wien, 10. Bezirk: Favoriten (Stt)
  - Laaer Berg (Stt)
  - Oberlaa (Stt)
  - Rothneusiedl (Stt)
  - Unterlaa (Stt)
- Wien, 11. Bezirk: Simmering (Stt)
  - Albern (Stt)
  - Kaiserebersdorf (Stt)
  - Neu-Albern (Stt)
  - Zentralfriedhof (ZH)
- Wien, 12. Bezirk: Meidling (Stt)
  - Altmannsdorf (Stt)
  - Hetzendorf (Stt)
- Wien, 13. Bezirk: Hietzing (Stt)
  - Auhof (Stt)
  - Friedensstadt (Sdlg)
  - Hacking (Stt)
  - Lainz (Stt)
  - Lainzer Tiergarten (ZH)
  - Ober-Sankt-Veit (Stt)
  - ORF-Zentrum Wien (Hgr)
  - Speising (Stt)
  - Unter-Sankt-Veit (Stt)
- Wien, 14. Bezirk: Penzing (Stt)
  - Baumgarten (Stt)
  - Breitensee (Stt)
  - Edensiedlung (Sdlg)
  - Hadersdorf (Stt)
  - Hinterhainbach (Stt)
  - Hütteldorf (Stt)
  - Jägerwald-Siedlung (Sdlg)
  - Kordonsiedlung (Sdlg)
  - Mariabrunn (ZH)
  - Siedlung Augustinerwald (Sdlg)
  - Vorderhainbach (Stt)
  - Weidlingau (Stt)
- Wien, 15. Bezirk: Rudolfsheim-Fünfhaus (Stt)
  - Schmelz (Stt)
- Wien, 16. Bezirk: Ottakring (Stt)
- Wien, 17. Bezirk: Hernals (Stt)
  - Dornbach (Stt)
  - Exelbergsiedlung (Sdlg)
  - Neuwaldegg (Stt)
- Wien, 18. Bezirk: Währing (Stt)
  - Gersthof (Stt)
  - Pötzleinsdorf (Stt)
- Wien, 19. Bezirk: Döbling (Stt)
  - Am Himmel (ZH)
  - Döbling (Stt)
  - Grinzing (Stt)
  - Hameau (Hgr)
  - Heiligenstadt (Stt)
  - Josefsdorf (Stt)
  - Kahlenberg (Hgr)
  - Kahlenbergerdorf (Stt)
  - Kuchelau (ZH)
  - Leopoldsberg (ZH)
  - Neustift am Walde (Stt)
  - Nußdorf (Stt)
  - Salmannsdorf (Stt)
  - Sievering (Stt)
- Wien, 20. Bezirk: Brigittenau (Stt)
- Wien, 21. Bezirk: Floridsdorf (Stt)
  - Bruckhaufen (Sdlg)
  - Donaufeld (Stt)
  - Groß-Jedlersdorf (Stt)
  - Großfeldsiedlung (Sdlg)
  - Jedlesee (Stt)
  - Leopoldau (Stt)
  - Nordrandsiedlung (Sdlg)
  - Schwarzlackenau (Sdlg)
  - Stammersdorf (Stt)
  - Strebersdorf (Stt)
- Wien, 22. Bezirk: Donaustadt (Stt)
  - Aspern (Stt)
  - Bahnhofsiedlung (Sdlg)
  - Breitenlee (Stt)
  - Donauturm (ZH)
  - Eßling (Stt)
  - Hirschstetten (Stt)
  - Invalidensiedlung (Sdlg)
  - Kagran (Stt)
  - Kaisermühlen (Stt)
  - Kienastsiedlung (Sdlg)
  - Neukagran (Stt)
  - Neusüßenbrunn (Sdlg)
  - Paxsiedlung (Sdlg)
  - Schöpfleithnersiedlung (Sdlg)
  - Stadlau (Stt)
  - Süßenbrunn (Stt)
  - Vienna-International-Center (Hgr)
- Wien, 23. Bezirk: Liesing (Stt)
  - Atzgersdorf (Stt)
  - Erlaa (Stt)
  - Inzersdorf (Stt)
  - Kalksburg (Stt)
  - Mauer (Stt)
  - Rodaun (Stt)
  - Siebenhirten (Stt)
- Abkürzungen
  - Stt = Stadtteil
  - Sdlg = Siedlung
  - Hgr = Häusergruppe
  - ZH = Zerstreute Häuser

In den meisten Außenbezirken sind für früher selbstständige Ortschaften die historischen Namen erhalten, aus deren Wappen sich auch die Bezirkswappen zusammensetzen. Einige Dörfer und Siedlungen aus früheren Epochen existieren heute jedoch nicht mehr (siehe Liste der Wüstungen in Wien). Viele Grätzl bzw. Stadtteile sind auf eingemeindete Vorstädte und Vororte zurückzuführen, andere wiederum sind durch Wohnbauinitiativen in den letzten Jahrzehnten neu entstanden oder sind geografisch klar von anderen Gebieten abgegrenzt.

### Weitere administrative Unterteilungen
- Die Nationalratswahlordnung sieht die Unterteilung des Landeswahlkreises Wien in sieben Regionalwahlkreise vor.
- Die Stadt besteht bundesrechtlich aus zwölf Gerichtsbezirken.
- Für das Grundbuch (Dokumentation des Grundeigentums) ist das Stadtgebiet in 89 Wiener Katastralgemeinden gegliedert, deren Grenzverlauf nicht mit jenem der Gemeindebezirke übereinstimmt.
- In der amtlichen Statistik ist Wien in 1364 Zählsprengel in 246 Zählbezirken geteilt.

## Geschichte
Die Wurzeln der Stadt stammen aus der vorrömischen Zeit. Die Anfänge der städtischen Geschichtsschreibung gehen auf das 13. Jahrhundert mit der Stadtchronik von Jans dem Enikel zurück.

### Urgeschichte, Römerzeit, Mittelalter

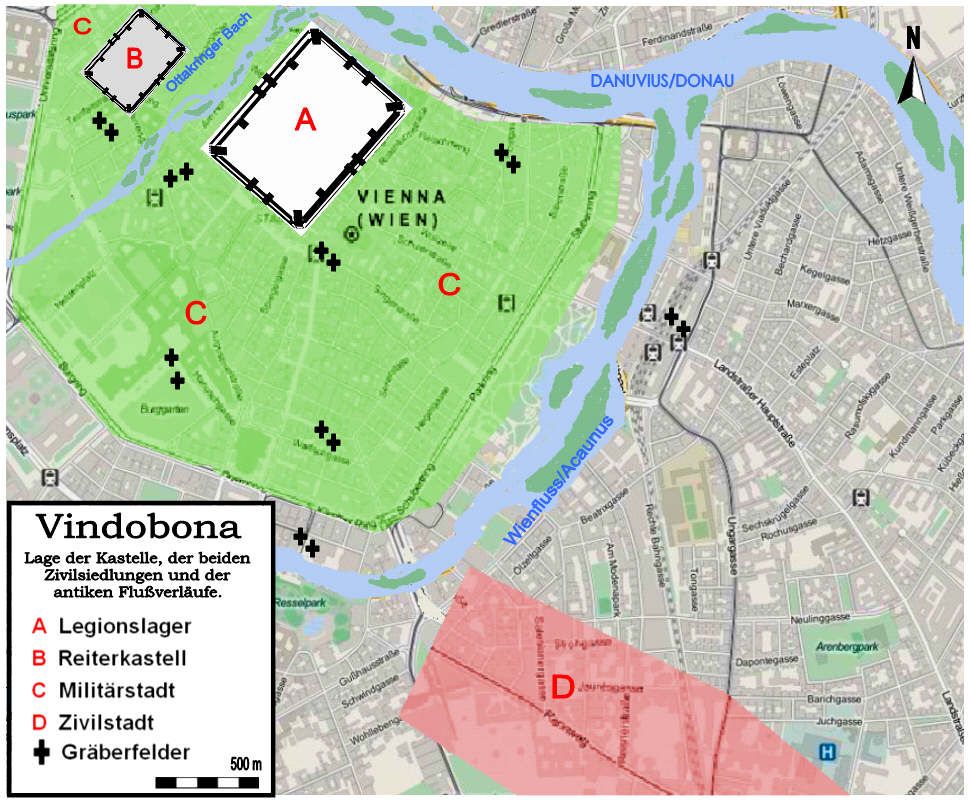
Übersicht der römischen Siedlungsstruktur

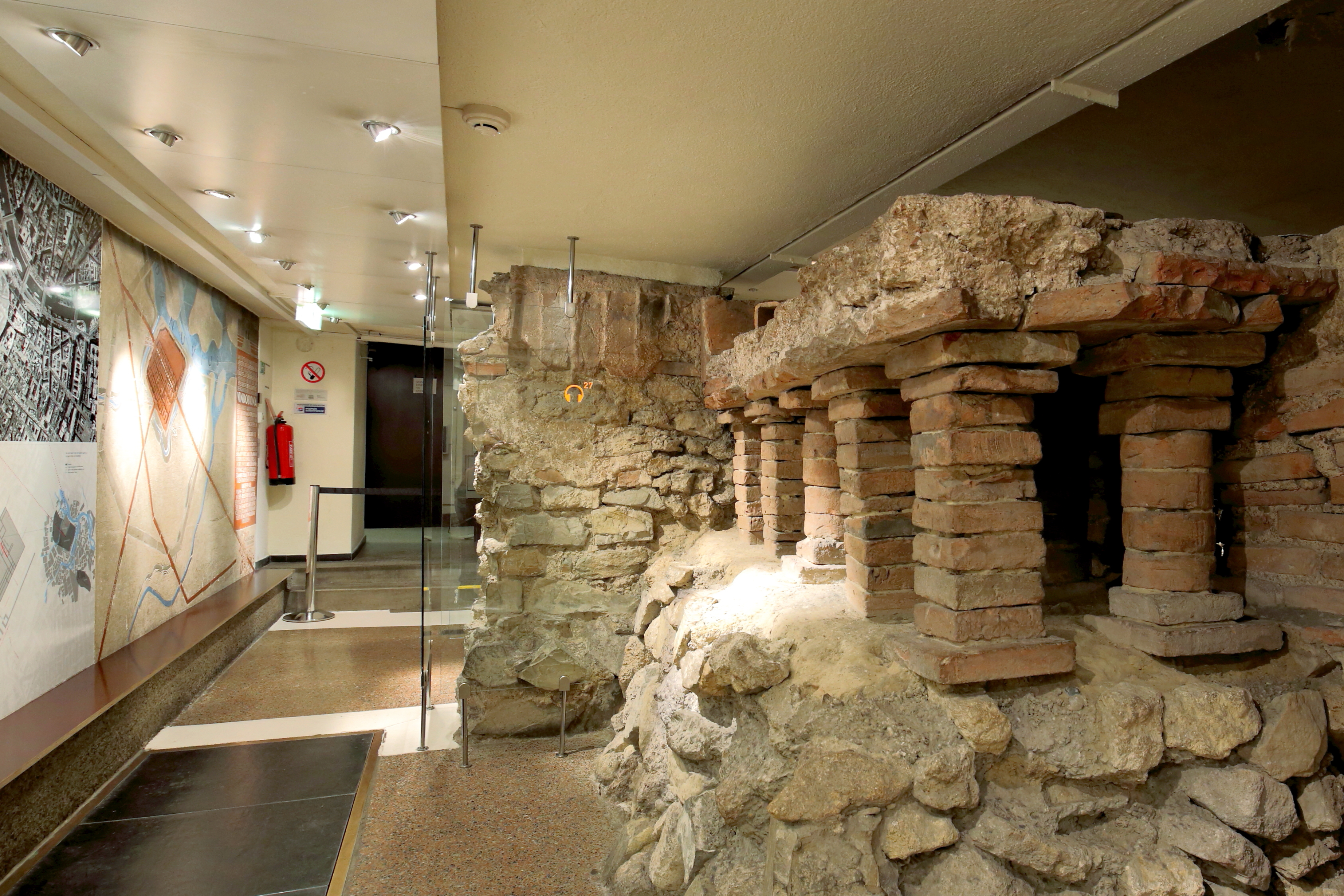
Römische Ausgrabungen am Hohen Markt im Untergeschoß des Römermuseums (2015)

Archäologische Funde zeigen, dass schon während der Altsteinzeit Menschen das Gebiet begangen haben und dass ab der Jungsteinzeit das Wiener Becken kontinuierlich besiedelt war. Von der bronzezeitlichen Urnenfelderkultur zeugen in Wien etliche Brandgräber, aber auch Siedlungsspuren. Die ältere eisenzeitliche Hallstattkultur ist in Wien u. a. durch einen noch immer gut sichtbaren Grabhügel und Siedlungsreste vertreten. Aus keltischer Zeit ist ein Oppidum auf dem Leopoldsberg und eine keltische Siedlung mit dem Namen Vedunia („Waldbach“) bekannt.
Im 1. Jahrhundert n. Chr. legten die Römer an der Stelle des heutigen Wiener Stadtzentrums nahe der Donau ein Militärlager (castrum) mit der angeschlossenen Zivilstadt Vindobona (im heutigen 3. Gemeindebezirk) zur Grenzsicherung der Provinz Pannonien an. Noch heute kann man an den Straßenzügen des 1. Bezirks (Innere Stadt) den Mauerverlauf und die Straßen des Lagers erkennen. In der Zeit der Römer erhielt Wien bzw. Vindobona zum ersten Mal das Stadtrecht. Die Römer blieben bis ins 5. Jahrhundert. Das römische Legionslager lag weit im Osten des weströmischen Reiches und fiel daher den Wirren der germanischen Völkerwanderung rasch zum Opfer.
Zentrum des frühmittelalterlichen Wien war der Berghof, ein Wirtschaftshof für den Weinbau. Die erste urkundliche Erwähnung im Mittelalter erfolgte 881 in den Salzburger Annalen, wo apud Weniam eine Schlacht gegen die Magyaren stattfand, wobei unklar ist, ob es sich um die Stadt oder um den Wienfluss handelt. Mit dem Sieg des ostfränkischen Königs Otto I. über die Magyaren im Jahr 955 in der Schlacht auf dem Lechfeld begann der Aufstieg Wiens wie auch Österreichs.
Im Jahre 976 wurde unter den Babenbergern die Markgrafschaft Ostarrichi (Marcha orientalis) eingerichtet, auf deren Gebiet, an der Grenze zu Ungarn, auch Wien lag. Bereits im 11. Jahrhundert war Wien ein wichtiger Handelsort, 1155 machte Heinrich Jasomirgott Wien zu seiner Hauptstadt. Nur ein Jahr später wurde Österreich mit dem Privilegium minus zum Herzogtum erhoben und Wien damit Residenz des Herzogs.
Nach Beendigung des Dritten Kreuzzuges wurde der englische König Richard Löwenherz bei seiner Rückreise nach England von Markgraf Leopold V. dem Tugendreichen 1192 in Erdberg bei Wien (heute im 3. Bezirk) gefangen genommen und in Dürnstein gefangen gehalten. Mit dem üppigen Lösegeld wurde eine Münzprägestätte eingerichtet und die erste große Stadterweiterung finanziert. 1221 bekam Wien als zweite Stadt im Herzogtum Österreich nach Enns (1212) das Stadt- und Stapelrecht verliehen. Letzteres bedeutete, dass Kaufleute, die durch Wien zogen, in der Stadt ihre Waren zum Verkauf anbieten mussten. Dies ermöglichte den Wienern den Zwischenhandel, sodass Wien bald weit reichende Handelsbeziehungen, insbesondere entlang der Donau und nach Venedig unterhielt und als eine der bedeutendsten Städte des Reichsgebiets galt.

### Habsburger

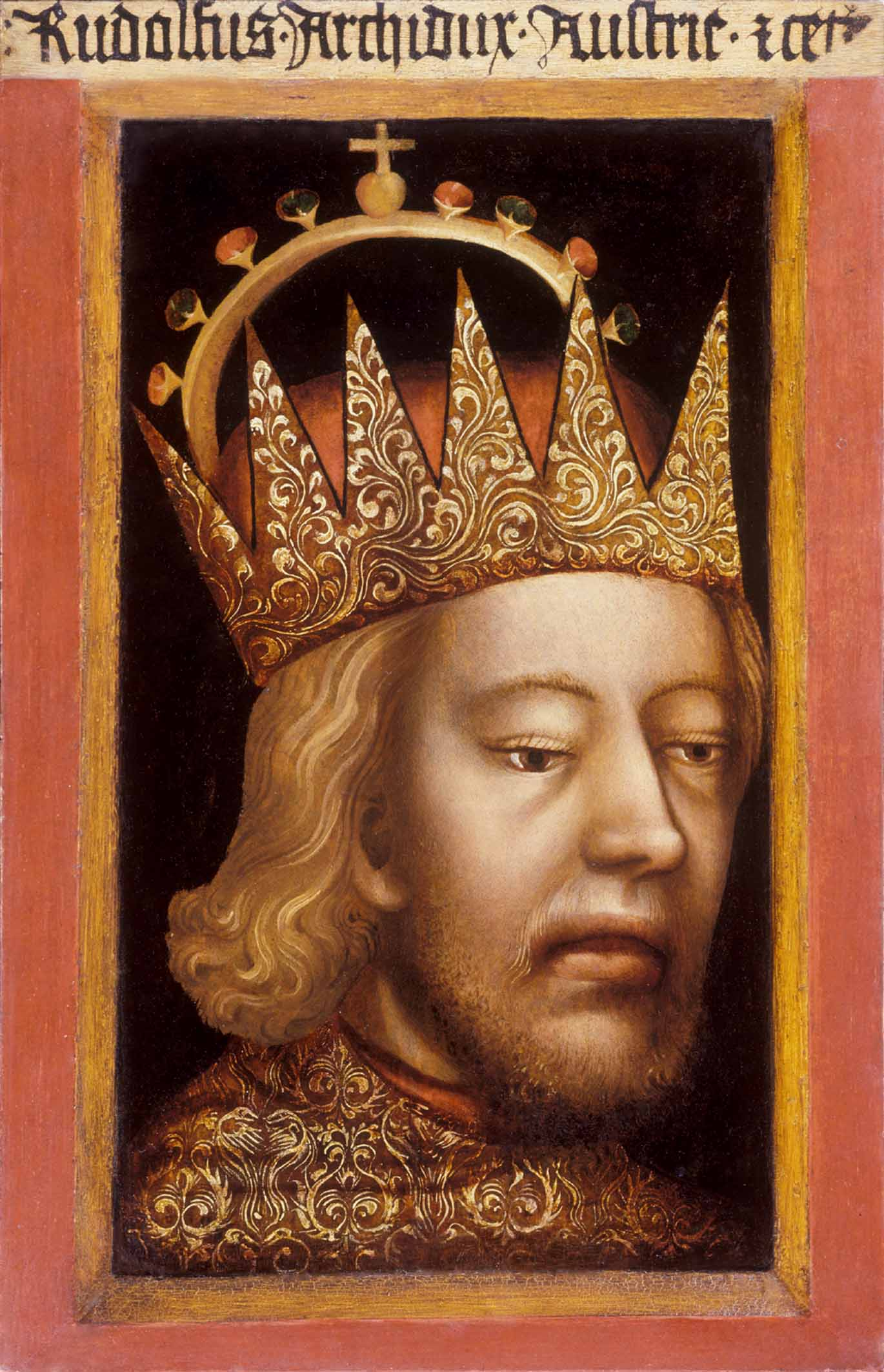
Rudolf IV., der Stifter – Er prägte maßgeblich die Stadt

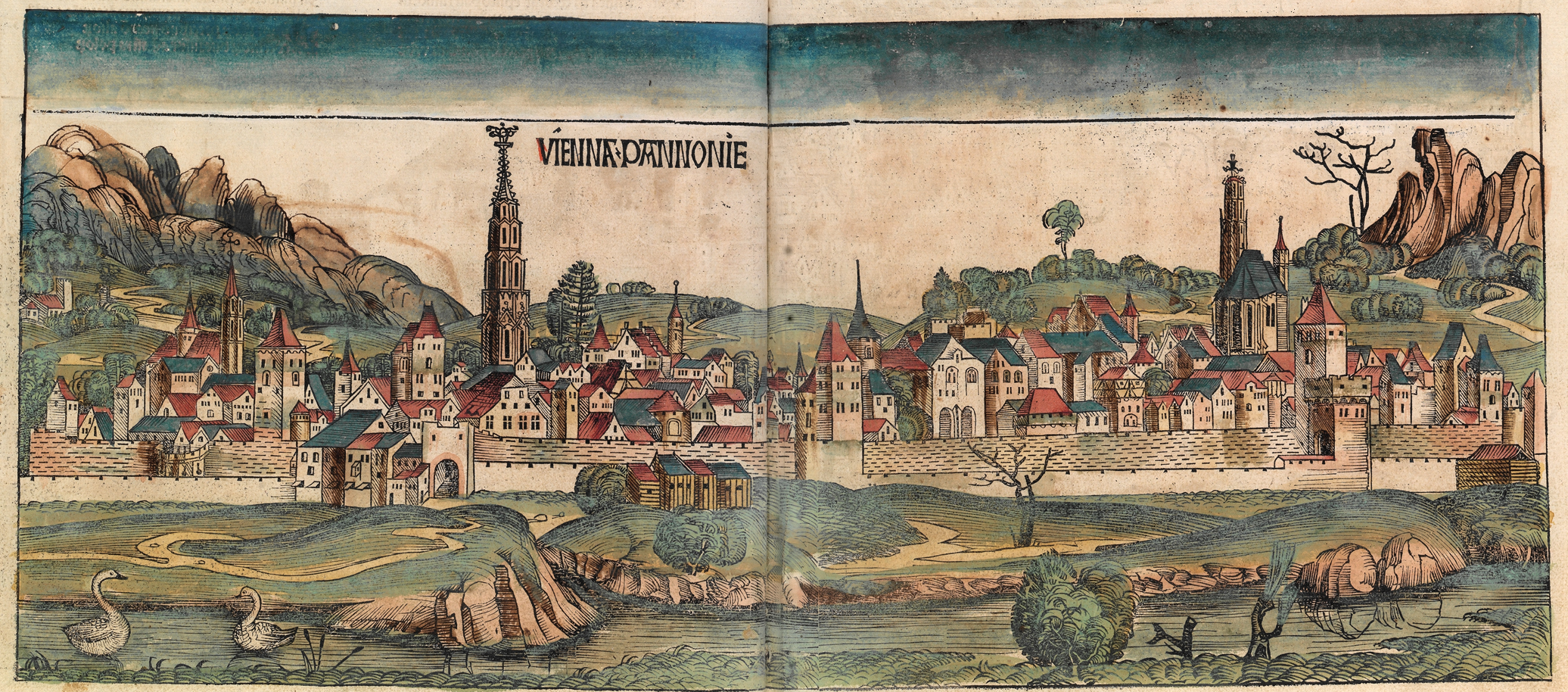
Wien in der Schedelschen Weltchronik, 1493

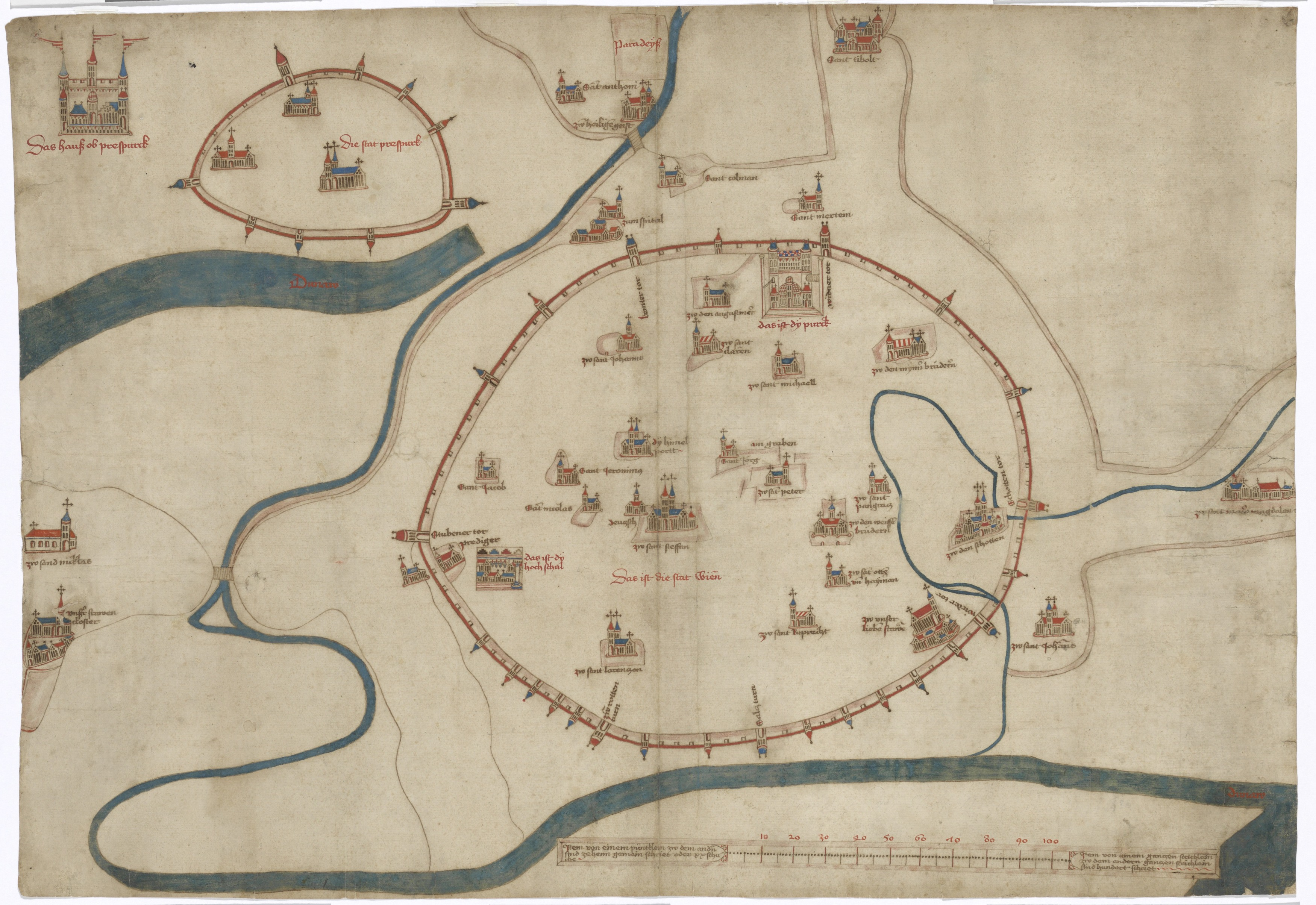
Albertinischer Plan (ab 1460; nach einer Vorlage von ca. 1421/22)

Mit dem Sieg Rudolfs I. 1278 über Ottokar II. von Böhmen begann die Herrschaft der Habsburger in Österreich. Unter den Luxemburgern wurde Prag zur kaiserlichen Residenzstadt, in deren Schatten Wien stand. Die frühen Habsburger versuchten, die Stadt auszubauen, um Schritt zu halten.
Große Verdienste erwarb sich Rudolf IV., der durch kluge Wirtschaftspolitik den Wohlstand hob. Zwei Entscheidungen haben ihm den Beinamen der Stifter eingetragen: die Gründung der Universität Wien 1365 (Vorbild war Prag) und der Bau des gotischen Langhauses von St. Stephan. Die folgende Zeit der Erbstreitigkeiten unter den Habsburgern brachte Wirren und wirtschaftlichen Niedergang.
1438 wurde Wien nach der Wahl Herzog Albrechts V. zum römisch-deutschen König (Albrecht II.) Residenzstadt des Heiligen Römischen Reiches; mit dem Namen Albrecht ist auch die Wiener Gesera verbunden, im Zuge derer in den Jahren 1421/22 die Wiener Juden vertrieben oder getötet wurden. 1469 wurde die aufstrebende Stadt zum Bischofssitz und damit der Stephansdom zur Kathedrale. In der Ära des schwachen Friedrich III. war Wien immer auf der Seite seiner Gegner, da er den Landfrieden gegen umherziehende Söldnerbanden nicht gewährleisten konnte. 1558 schließlich wurde Wien (ausgenommen die Jahre 1583 bis 1620) endgültig Sitz des Kaisers, nachdem Ungarn und Böhmen zum Herrschaftsbereich der Habsburger hinzugekommen waren.

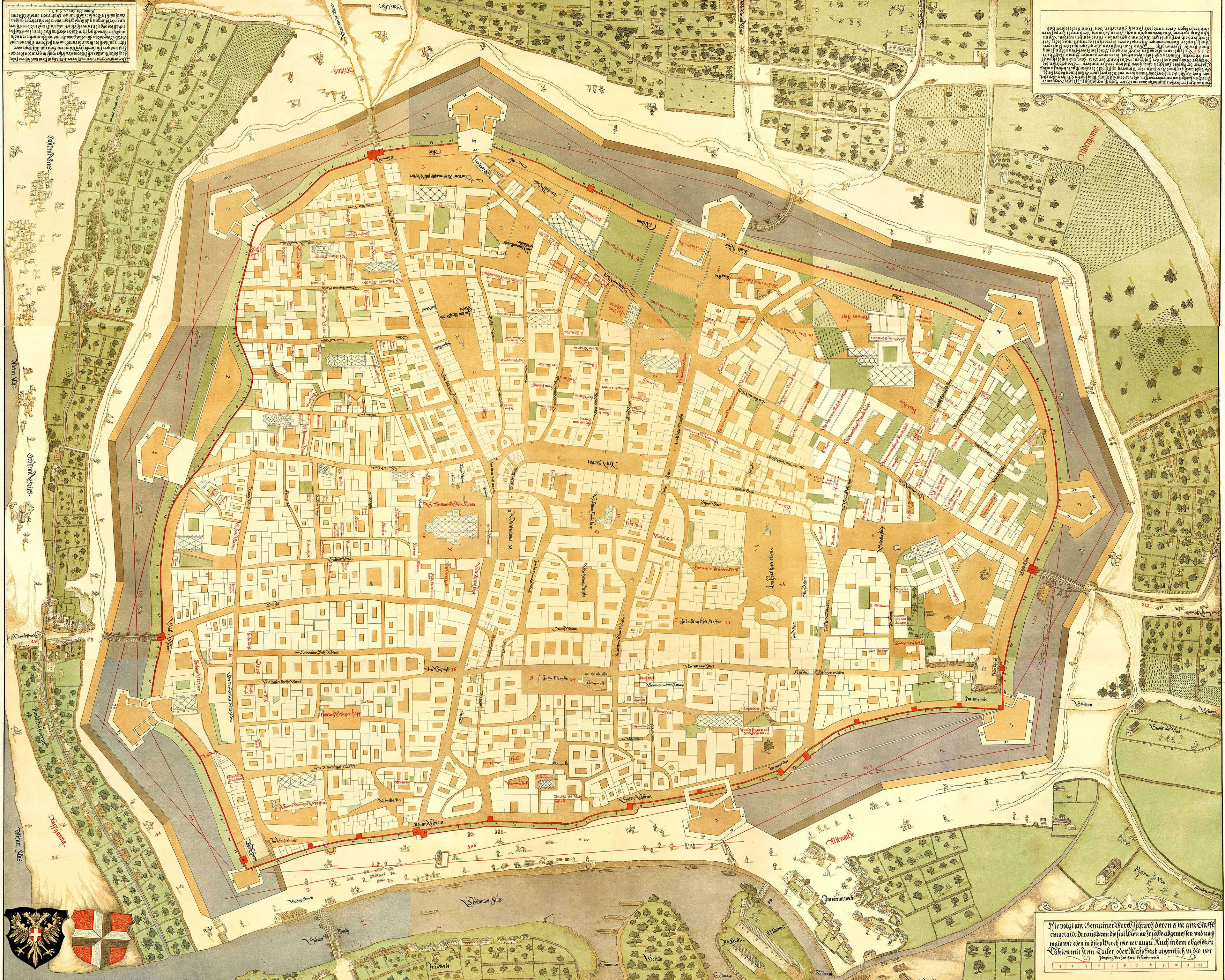
Wien, 1547, Karte von Bonifaz Wohlmut

Wien war durch die Lehre des Martin Luther ziemlich rasch protestantisch geworden. Ab 1551 begann die Zeit der Rekatholisierung der Stadt. König Ferdinand I. holte die Jesuiten nach Wien, die daraufhin großen Einfluss im Volk erlangten. Die Jesuiten gründeten ein Kollegium, ihnen wurde die Universität Wien übertragen, sie übten die Bücherzensur aus, womit die Stadt zum Ausgangspunkt der Gegenreformation im Heiligen Römischen Reich wurde. Deren wichtigster Repräsentant war Melchior Khlesl, der Bischof von Wien um 1600. Der Glaubenskrieg führte zu brutaler Enteignung und Vertreibung, sodass nach 1640 kaum noch Protestanten in Wien und Österreich lebten. Aufgrund seiner Rolle in der Reformationsgeschichte wurde Wien 2015 der Ehrentitel „Reformationsstadt Europas“ durch die Gemeinschaft Evangelischer Kirchen in Europa verliehen.
1583 wurde Elisabeth Plainacher in Wien in einem Hexenprozess verurteilt und hingerichtet.

### Türkenbelagerungen durch das Osmanische Reich

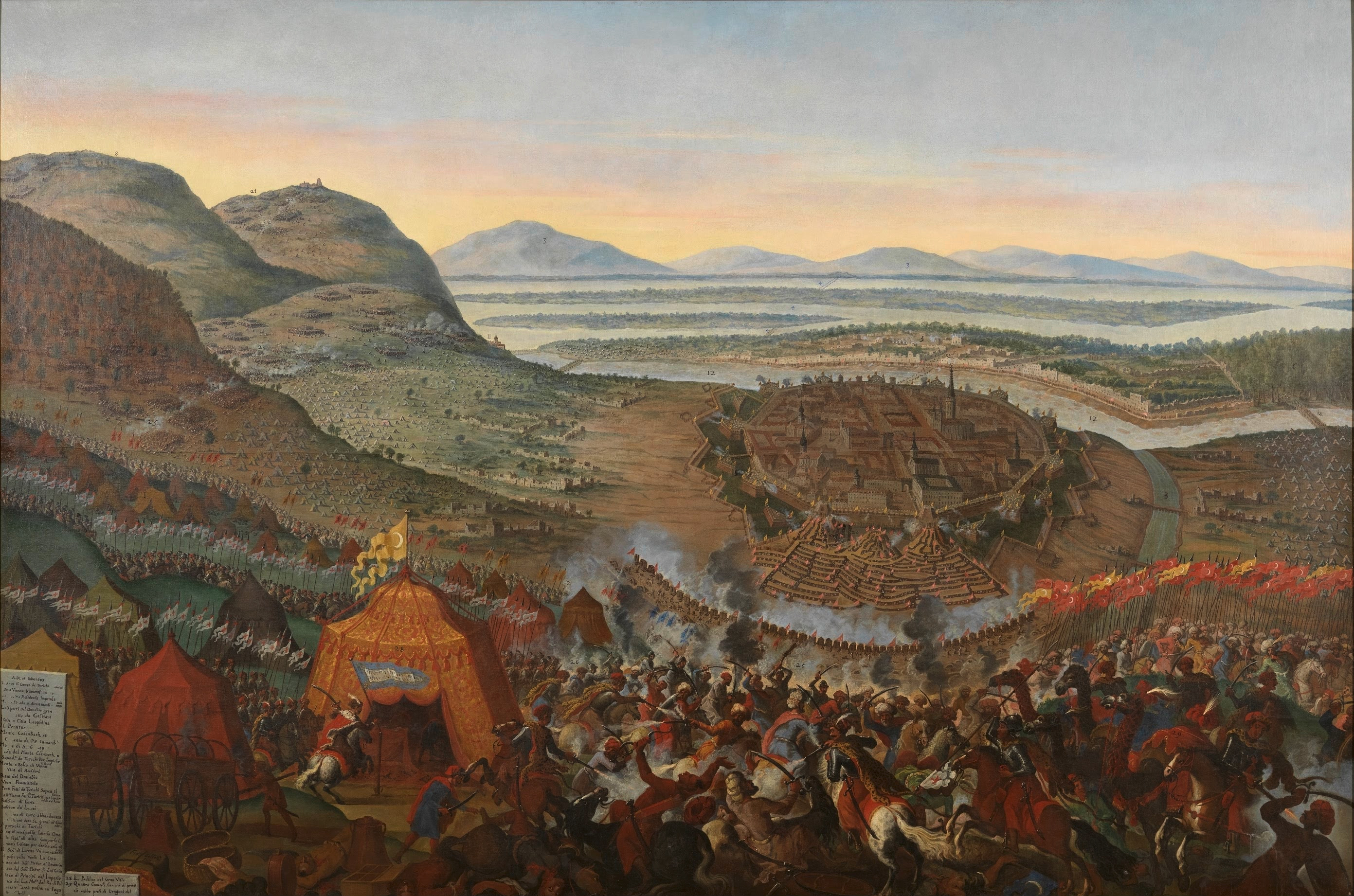
Die Entsatzschlacht am Kahlenberg 1683 während der zweiten Türkenbelagerung

Im Jahre 1529 wurde Wien das erste Mal von den Türken erfolglos belagert. Die Grenze zwischen dem habsburgischen und dem osmanischen Teil Ungarns verlief fast zweihundert Jahre lang nur etwa 150 Kilometer östlich der Stadt, was ihre Entwicklung ziemlich einschränkte. Immerhin erhielt Wien nunmehr moderne Befestigungsanlagen.
Diese Befestigungsbauten, die bis ins 17. Jahrhundert hinein den Hauptteil der Bautätigkeit ausmachten, sollten sich 1683 bei der Zweiten Türkenbelagerung bewähren, denn sie schützten die Stadt zwei Monate lang, bis die türkische Armee wegen des Eintreffens des vom Polenkönig Jan Sobieski angeführten Entsatzheeres die Belagerung Wiens beenden musste. Dies war der Beginn des endgültigen Zurückdrängens des Osmanischen Reiches aus Mitteleuropa.

### Glanzzeit von Barock und Klassizismus
In der Folge setzte rege Bautätigkeit ein, die Stadt blühte auf. Im Zuge des Wiederaufbaus wurde Wien weitgehend barockisiert (Vienna gloriosa). Zahlreiche Adelspalais wurden gebaut; dies ist vor allem mit den Namen der Architekten Johann Bernhard Fischer von Erlach und Johann Lukas von Hildebrandt verbunden. Rege Bautätigkeit gab es aber auch außerhalb der Stadtmauern. Seit 1704 hatten die Vorstädte ihr eigenes, großzügig angelegtes Befestigungssystem, den Linienwall, etwa im Verlauf der heutigen Gürtelstraße.

Wien, um 1730

Nach den Einschnitten durch die großen Pestepidemien von 1679 und 1713 wuchs die Bevölkerung ständig. Zu dieser Zeit wurden auch die ersten Manufakturen gegründet, die erste in der Leopoldstadt. Es entwickelten sich Kanalisation und Straßenreinigung, was die hygienischen Verhältnisse verbesserte.

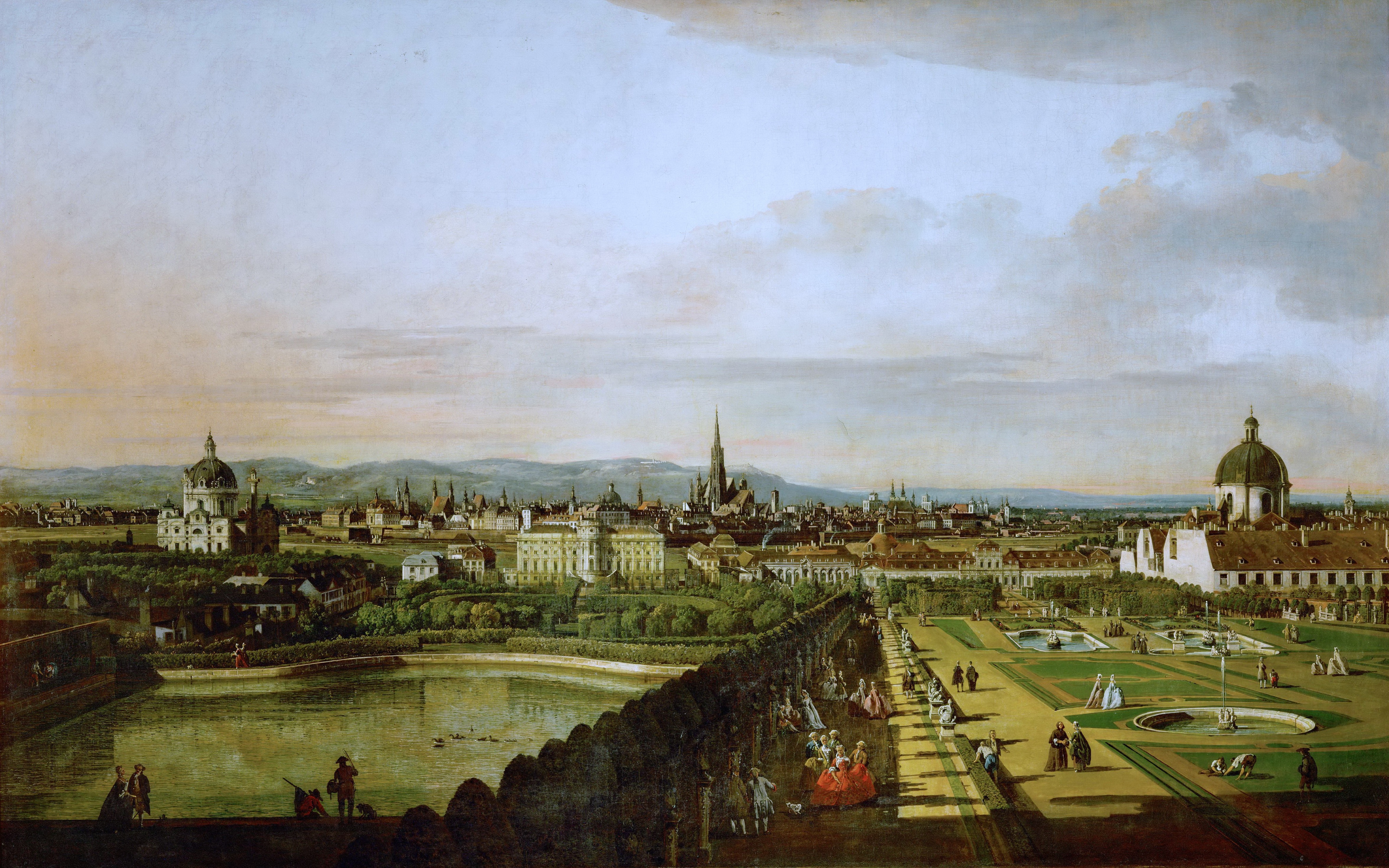
Das barocke Wien: Blick vom Schloss Belvedere (Gemälde von Canaletto, 1758)

Mit dem Aufblühen der Stadt entwickelte sich Wien bald zu einem wichtigen europäischen Kulturzentrum, gipfelnd in der Musik der Wiener Klassik (Haydn, Mozart, Beethoven, Schubert).

### Die Kaiserstadt zwischen Konservatismus und Avantgarde

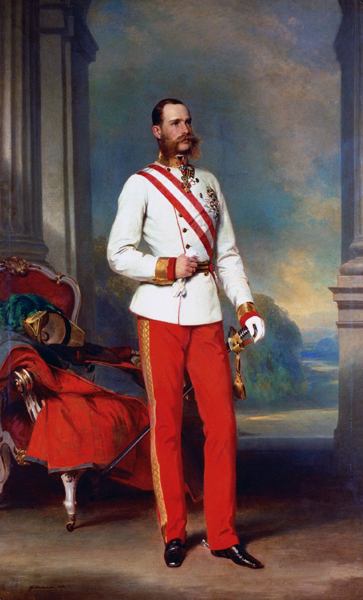
Unter der Herrschaft von Kaiser Franz Joseph I., selbst ein amusischer Mensch, erlebte Wien eine beispiellose Blütezeit der Kunst, Kultur und Architektur

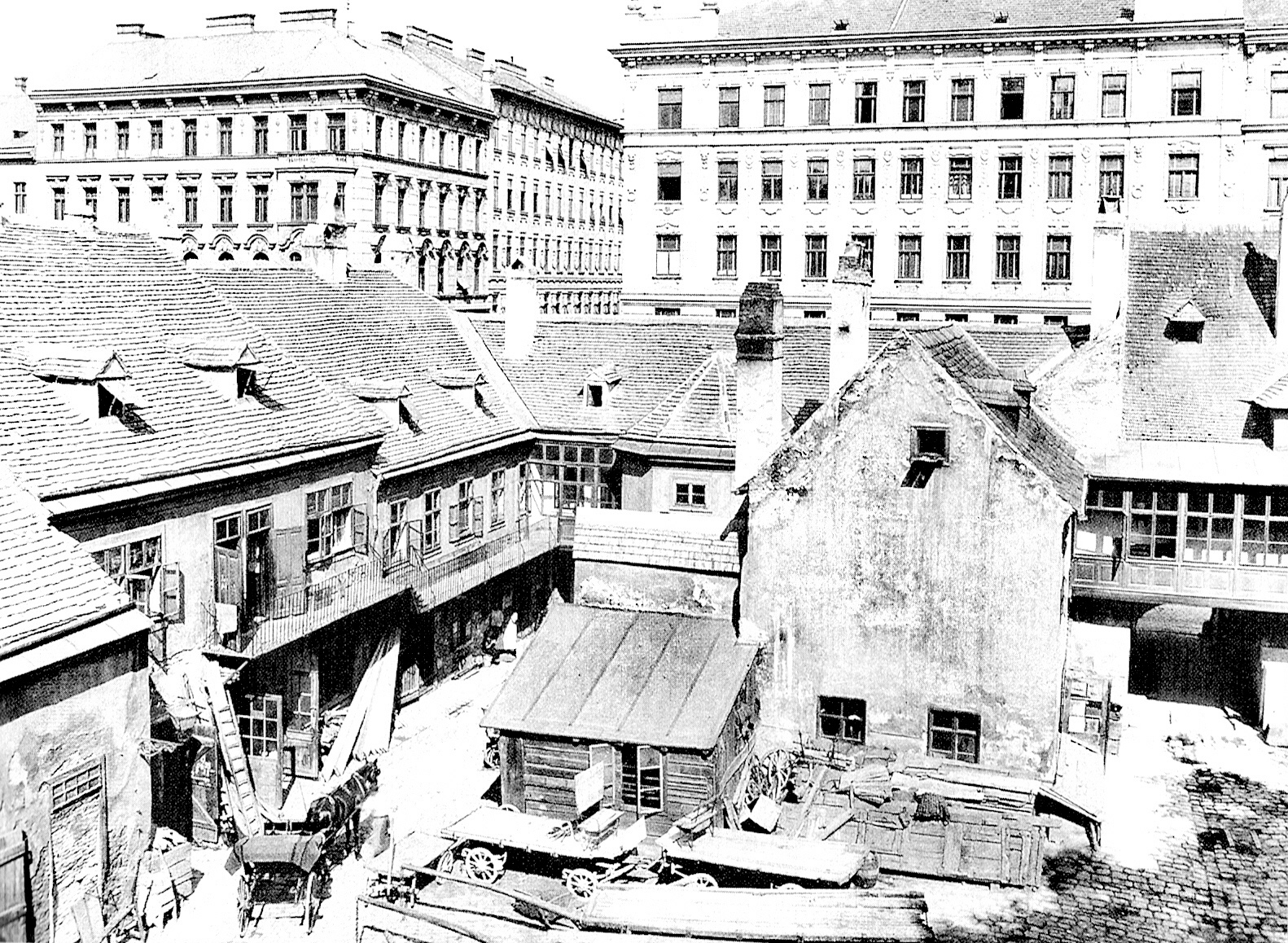
„Alt-Wien“ muss weichen. Historistische Zinshäuser (hier im Hintergrund) ersetzen den Dorfcharakter der ehemaligen Vorstädte um 1900.

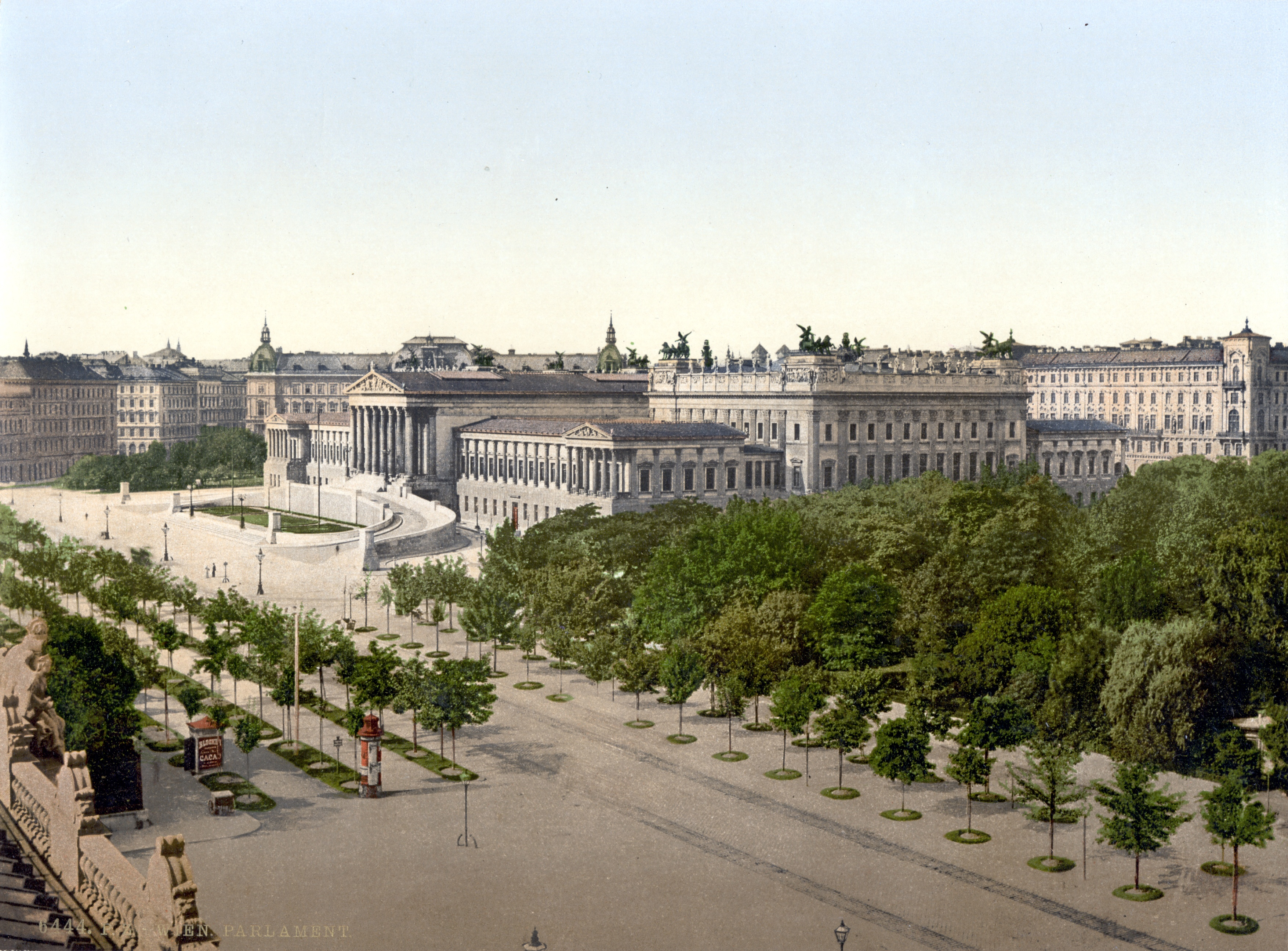
Ringstraße mit k.k. Reichsratsgebäude (Parlament) um 1900; 1902 wurde der Pallas-Athene-Brunnen vor dem Gebäude enthüllt

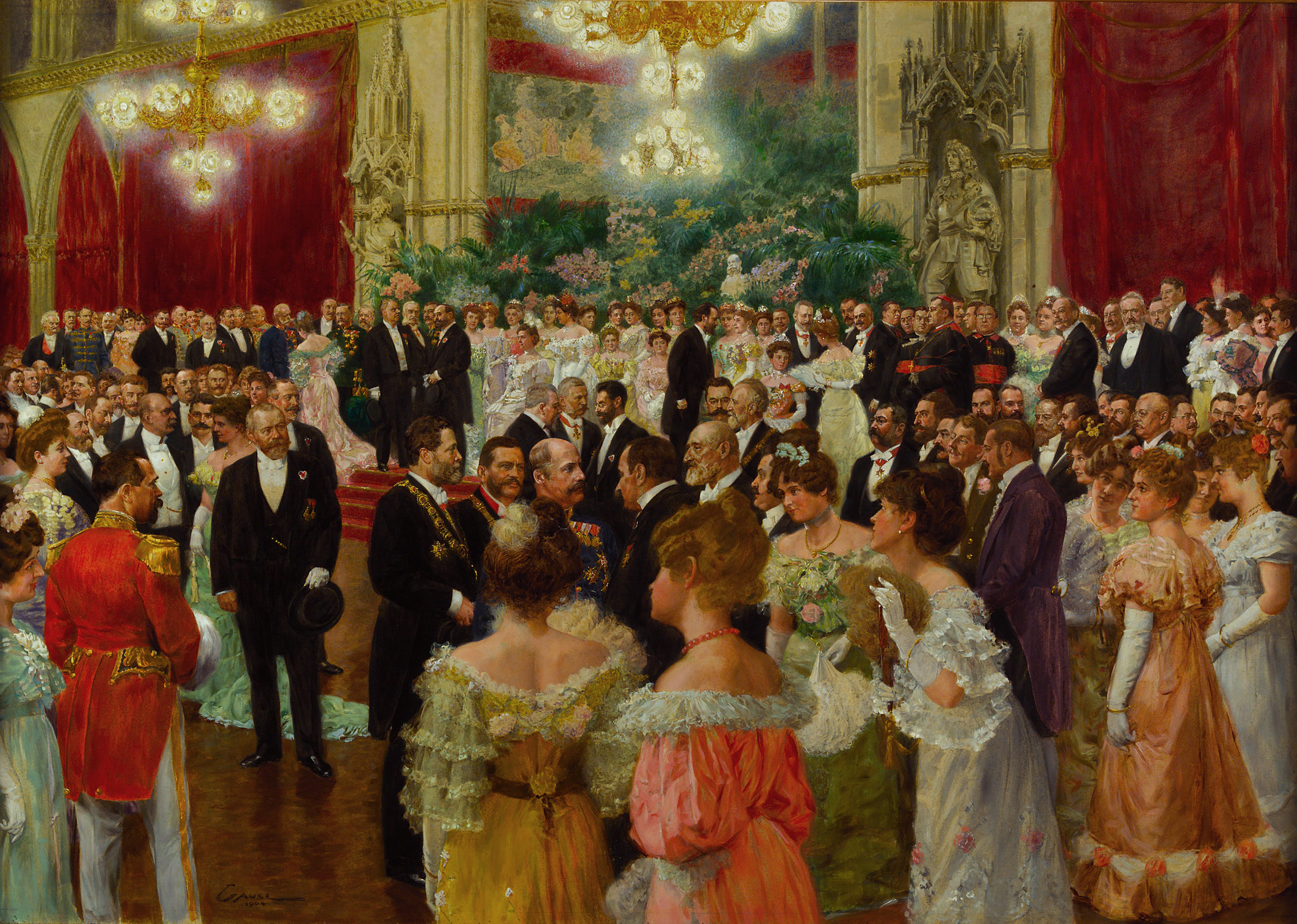
Ball der Stadt Wien mit Bürgermeister Karl Lueger als Gastgeber im Festsaal des Rathauses, 1904

1804 wurde Wien die Hauptstadt eines neuen Staates – des Kaisertums Österreich. In den Koalitionskriegen wurde Wien zweimal – 1805 und 1809 – von Napoleons Truppen eingenommen. 1806 wurde in Wien das Erlöschen des Heiligen Römischen Reiches verkündet. Nach dem Sieg über Napoleon fand 1814/1815 der Wiener Kongress statt, der die politischen Verhältnisse in Europa neu ordnete.
Die folgende Epoche des Vormärzes war von rigider politischer Repression, aber auch durch die aufblühende Biedermeier-Kultur geprägt. In dieser Epoche setzte zudem die Industrialisierung ein – 1837 wurde mit dem ersten Teilstück der (Kaiser-Ferdinand-)Nordbahn von Floridsdorf nach Deutsch-Wagram die erste (Lokomotiv-)Eisenbahnstrecke Österreichs eröffnet.
Die französische Februarrevolution 1848 wirkte sich auch in Wien aus: Am 13. März brach zunächst die Märzrevolution aus, die Staatskanzler Metternich sehr bald zum Rücktritt zwang, am 6. Oktober dann die Wiener Oktoberrevolution. Letztlich siegte das kaiserliche Militär gegen die Demokraten. Der den Bürgern aus Frankfurt am Main zu Hilfe gekommene Demokrat Robert Blum wurde in der Brigittenau exekutiert.
1850 begann die erste Phase der Stadterweiterung, indem die „Vorstädte“ innerhalb des Linienwalls und die auf Donauinseln gelegene Leopoldstadt eingemeindet wurden. Ab 1858 wurden die Stadtmauern um die Altstadt geschleift und an ihrer Stelle die mit Monumentalbauten gesäumte Ringstraße erbaut. Vom Ringstraßenstil (Historismus) ist Wien architektonisch entscheidend geprägt. Mit dem während der Weltausstellung 1873 erfolgten großen Börsenkrach ging die Gründerzeit zu Ende.
Seit der großen Überschwemmung von 1830 hatte es immer wieder Überlegungen zu einer Donauregulierung gegeben, welche zwischen 1868 und 1875 durchgeführt wurde. Dabei wurden die vielen verästelten Seitenarme der Donau abgegraben und ein schnurgerader Hauptstrom abseits der Stadt geschaffen. Der Arm, der zur Inneren Stadt führte, wurde in veränderter, regulierter Form belassen, er trägt den Namen Donaukanal.

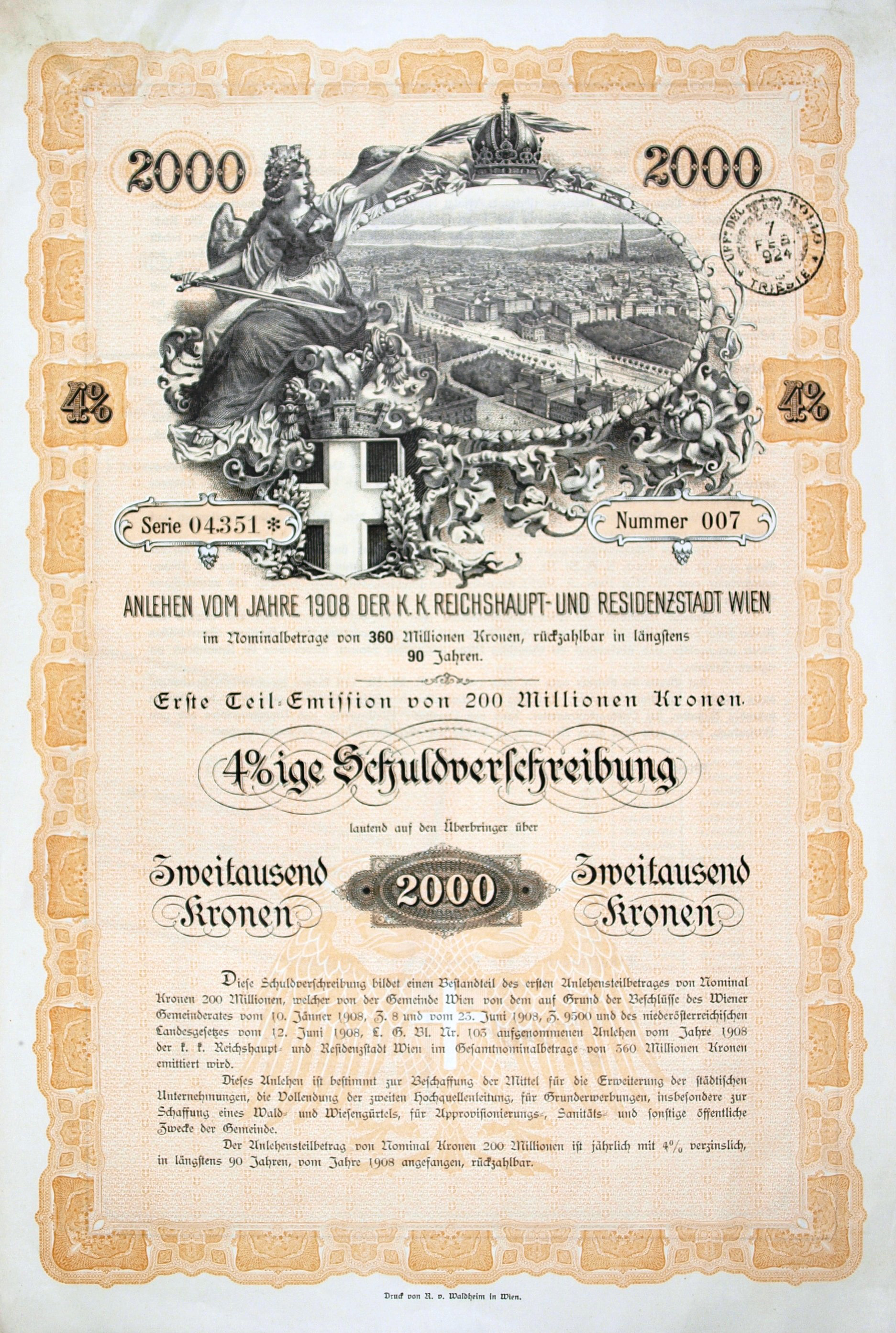
Schuldverschreibung über 2.000 Kronen der Stadt Wien vom 23. Juni 1908

Mit Beginn der Industrialisierung in Wien Mitte des 19. Jahrhunderts erlebte die Stadt einen enormen Bevölkerungszuwachs. Die Einwohnerzahl erreichte um 1870 eine Million und 1910 zwei Millionen. Die dörflich geprägten „Alt-Wiener“ Bauten außerhalb des Rings wurden nach einem Stadtentwicklungsplan durch vier- bis sechsgeschoßige Wohn- und Geschäftshäuser ersetzt. Damit einher gingen große gesellschaftliche Umbrüche.
Mit dem Entstehen einer großen Arbeiterklasse und Armut in weiten Teilen der Bevölkerung erstarkte die Sozialdemokratie. Die große Unterschicht teilte sich oft kleine Wohnungen untereinander und mit „Bettgehern“ auf. Zuwanderer aus allen Teilen der k.u.k. Monarchie, insbesondere Tschechen, verwandelten Wien in einen kulturellen Schmelztiegel. Der Armut begegnete die Stadt mit speziell beauftragten sog. „Armenräten“.
Bekanntester Bürgermeister der Kaiserzeit war Karl Lueger, ein Christlichsozialer, der von 1897 bis 1910 amtierte. Er wurde sowohl durch umfassende kommunale Reformen als auch durch rabiaten Antisemitismus, der das politische Leben jener Zeit prägte und sich sowohl gegen „Ostjuden“ aus Galizien als auch gegen das assimilierte und wirtschaftlich erfolgreiche jüdische Wiener Bürgertum richtete, bekannt. (Zu Luegers Haltung siehe hier.) Adolf Hitler lebte zu dieser Zeit in Wien. Er bezeichnete 1925 in seinem Werk Mein Kampf Lueger als „gewaltigsten deutschen Bürgermeister aller Zeiten“.
Bei der 1890 begonnenen Stadterweiterung wurde auch der Linienwall demoliert und an seiner Stelle der Gürtel als dritter Straßenring um die Stadt angelegt. Die Mautgrenze für die Verzehrungssteuer, nunmehr die Stadtgrenze, bestand aber noch bis 1922; dazu wurden 1891 einige neue Linienämter errichtet, die größtenteils baulich noch vorhanden sind.
Um 1900 erlebte die Stadt in der Wiener Moderne einen neuen kulturellen Höhepunkt. Er ist nicht zuletzt mit der Künstlervereinigung Secession verbunden, die Wien zu einem Zentrum des Jugendstils machte. In der Musik entstand die Zweite Wiener Schule um Arnold Schönberg. In der Literatur steht Jung-Wien für den Übergang zur Moderne, wobei das Kaffeehaus ein Zentrum kulturellen Schaffens darstellte. Inmitten dieser fruchtbaren kulturellen Atmosphäre wurde von Sigmund Freud die Psychoanalyse begründet.

### Erster Weltkrieg
Der Erste Weltkrieg führte zwar nicht zu unmittelbarer Bedrohung Wiens, jedoch mit zunehmender Kriegsdauer zu einer verheerenden Versorgungskrise, die sich unter anderem in Lebensmittelunruhen äußerte. Insbesondere Frauen waren hier aktiv und machten ihrer Verzweiflung über den Hunger Luft und schreckten teils auch vor Plünderungen nicht zurück. Das Ende des „großen Krieges“ war auch das Ende Österreich-Ungarns. Am 30. Oktober 1918 entstand der neue Staat Deutschösterreich.

### Erste Republik und „Ständestaat“
Am 11. November 1918 gab Kaiser Karl I. seine Verzichtserklärung ab und verließ am selben Tag Schloss Schönbrunn und die Stadt Wien. Am Tag darauf wurde von der Provisorischen Nationalversammlung im Parlament die Republik ausgerufen und beschlossen, dass Deutschösterreich ein Teil der deutschen Republik sein sollte. Das Vorhaben erwies sich im Frühjahr 1919 als undurchführbar.
Das am 10. November 1920 in Kraft getretene Bundes-Verfassungsgesetz, Kern des österreichischen Verfassungsrechts, definiert Wien als eigenes Land. Daher enthält die am gleichen Tag beschlossene und am 18. November 1920 in Kraft getretene Wiener Stadtverfassung einen Abschnitt über Wien als Land, und der Bürgermeister (als Landeshauptmann) und der Gemeinderat (als Landtag) nehmen die Landeskompetenzen Wiens wahr. Das die letzten vermögensrechtlichen Regelungen der Trennung von Niederösterreich enthaltende Trennungsgesetz trat am 1. Jänner 1922 in Kraft. Deshalb wird irrigerweise oft dieses Datum als Gründungsdatum des Landes Wien genannt, obwohl es seit 10. November 1920 besteht.
Wien bildet seither, ausgenommen die Zeit 1934–1945 (bundesunmittelbare Stadt im Austrofaschismus, Reichsgau unter NS-Herrschaft), ein eigenes Land. Einer der Gründe der Trennung vom Umland waren, neben der von den bevölkerungsärmeren Bundesländern befürchteten Dominanz Niederösterreichs im neuen Kleinstaat, die Differenzen zwischen mehrheitlich sozialdemokratischer Stadt- und mehrheitlich christlichsozialer Landbevölkerung. Die Trennung war für die weitere Entwicklung Wiens sehr bedeutsam, da die Stadt nunmehr Steuerhoheit besaß.

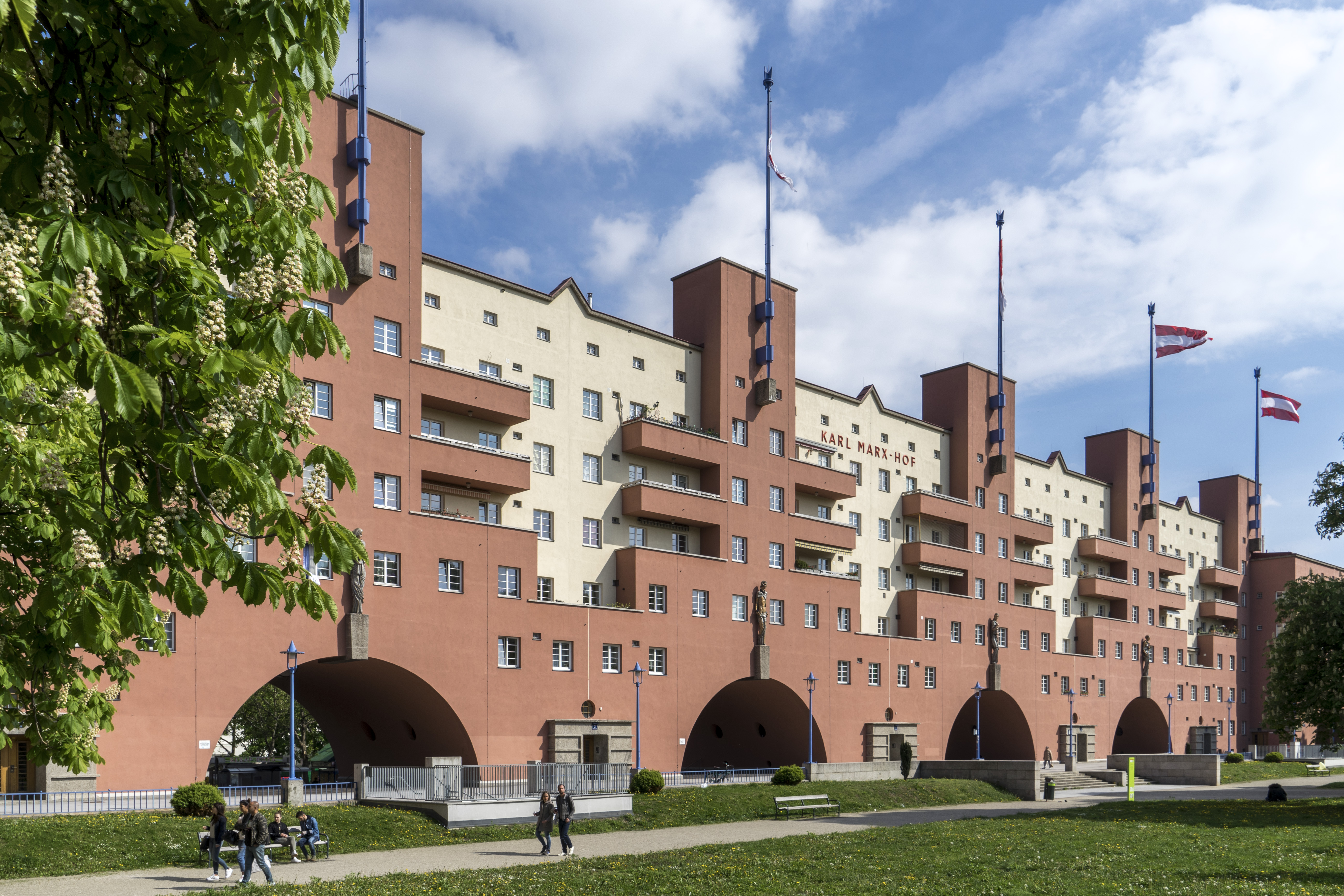
Der Karl-Marx-Hof ist ein Paradebeispiel des sozialen Wohnbaus des „Roten Wien“ vor 1934

Die Politik der Stadtregierung dieser Zeit („Rotes Wien“) wurde international als Pionierleistung anerkannt. Es wurde ein dichtes Netz an Sozialeinrichtungen und den Arbeitern in „Gemeindebauten“ (kommunalen Wohnbauten) Wohnraum in großem Stil geschaffen.
Wien war die Bühne für die wirtschaftliche und politische Instabilität der Ersten Republik. Hier wurden im Parlament, in den Medien, in den politischen Organisationen und auch bei vielen Demonstrationen die politischen Entscheidungen der konservativen Regierung angegriffen bzw. verteidigt. Der Brand des Justizpalastes am 15. Juli 1927, bei dem es zu schweren Zusammenstößen zwischen dem Bundessicherheitswachekorps und Demonstranten mit insgesamt 94 Todesopfern kam, war ein Zeichen beginnender Radikalisierung.
Der Kampf der beiden großen politischen Lager kulminierte vom 12. bis 15. Februar 1934 im „Februaraufstand“ der Sozialdemokraten (so die Regierungsversion) bzw. im „Bürgerkrieg, bei dem die Regierung das Militär gegen das Volk einsetzte“ (sozialdemokratische Lesart). Es folgte für vier Jahre die klerikale, austrofaschistische Diktatur des Ständestaates, die Wien zur „bundesunmittelbaren Stadt“ erklärte und seine demokratische Stadtverwaltung am 12. Februar 1934 des Amtes enthob. Der im gleichen Jahr folgende Juliputsch österreichischer Nationalsozialisten scheiterte, kostete aber Diktaturkanzler Engelbert Dollfuß das Leben.

### Wien zur Zeit des Nationalsozialismus und des Zweiten Weltkrieges

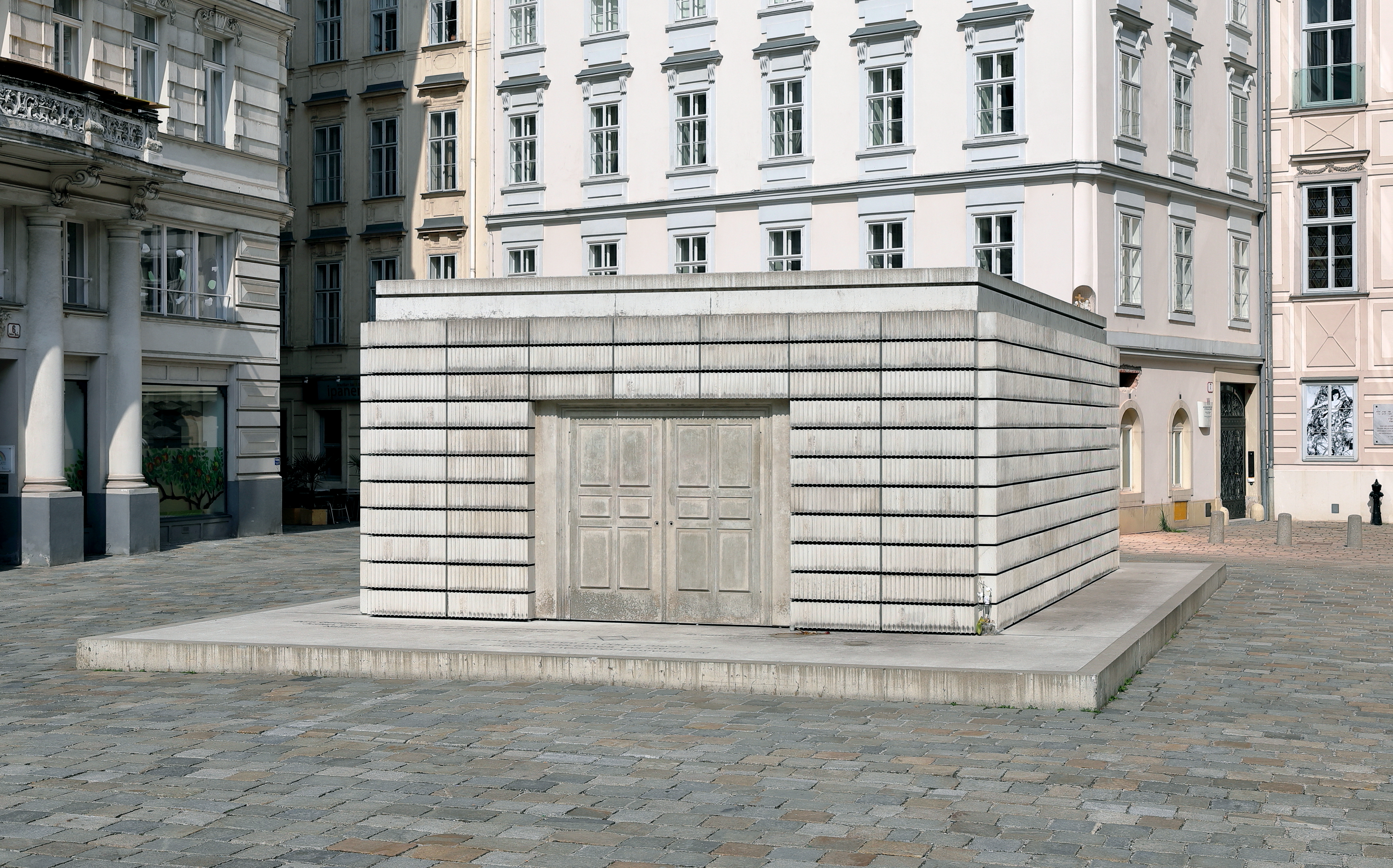
Mahnmal für die österreichischen jüdischen Opfer der Schoah auf dem Judenplatz im 1. Wiener Gemeindebezirk

Am 12. März 1938 ließ Adolf Hitler die deutsche Wehrmacht in Österreich einmarschieren, um hier mit tätiger Mithilfe der österreichischen Nationalsozialisten, die bereits am 11. März mit der „Machtübernahme“ begonnen hatten, die austrofaschistische Diktatur durch die NS-Herrschaft zu ersetzen (siehe „Anschluss Österreichs“). Am 15. März 1938 hielt Hitler auf dem Balkon der Wiener Hofburg vor hunderttausenden begeistert jubelnden Menschen auf dem Heldenplatz seine berühmte Anschlussrede.
Die auf die Vernichtung der Juden zielende Politik Hitlers fiel in Wien, wo jahrhundertealter Antisemitismus seit Beginn des 20. Jahrhunderts noch zunahm, auf fruchtbaren Boden. Unmittelbar nach der Machtübernahme der Nationalsozialisten begann die sogenannte „wilde Arisierung“: Wer wollte, beraubte seine jüdischen Nachbarn, warf sie aus ihren Geschäften oder Wohnungen oder ließ sie auf andere Art seine Verachtung spüren. Dieser von der NS-Bürokratie so nicht erwartete Ausbruch der Judenfeindlichkeit wurde bald in geordnete Bahnen gelenkt, die Diskriminierung, Entrechtung, Beraubung usw. in bürokratische Vorgänge verwandelt, die den Anschein von Recht und Ordnung haben sollten.
Bei den Novemberpogromen beginnend am 9. November 1938 wurden 92 Synagogen Wiens zerstört. Nur eine einzige blieb verschont, der Stadttempel im 1. Bezirk, da in den angrenzenden Gemeinderäumen im Archiv der Israelitischen Kultusgemeinde die Adressen aller Juden Wiens aufbewahrt wurden. Von dort aus hatten vom NS-Regime ausgesuchte jüdische Wiener die Auswanderung bzw. Deportation ihrer Glaubensgenossen mitzuorganisieren. Im Palais Rothschild (4., Prinz-Eugen-Straße, heute Neubau der Arbeiterkammer) amtierte Adolf Eichmanns Zentralstelle für jüdische Auswanderung (mit Auswanderung war im Krieg zumeist Beraubung, Deportation und Ermordung gemeint). Von den knapp 200.000 beraubten jüdischen Wienern wurden rund 120.000 in die Emigration getrieben und etwa 60.000 ermordet. Nach Kriegsende zählte die jüdische Bevölkerung Wiens nur noch 5.243 Personen.
Ab dem 17. März 1944 erfolgten über fünfzig Luftangriffe auf Wien, die rund ein Fünftel der Stadt zerstörten. Flächenbombardements wie die Operation Gomorrha in Hamburg oder die Bombardierung Dresdens fanden dabei nicht statt. Allerdings wurde ungefähr ein Drittel der Innenstadt zerstört, auch kulturell wichtige Gebäude wie die Staatsoper oder die Albertina fielen dem Bombenkrieg zum Opfer. Der Stephansdom, der den Luftkrieg ohne Bombentreffer überstanden hatte, geriet nicht durch Kampfhandlungen, sondern infolge einer Plünderung in Brand. Alle Versuche, Wien nach dem Vorbild Roms zur „offenen Stadt“ zu erklären, wurden von Gauleiter Baldur von Schirach verhindert. Ab dem 5. April 1945 kam es zur achttägigen Schlacht um Wien, die mit der Niederlage der Wehrmacht und der Besetzung durch die aus Ungarn vorgerückte Rote Armee endete.

### Folgen der Zeit des Nationalsozialismus
Der bis 1938 wirksame Nachhall der Hauptstadtfunktion Wiens in der Monarchie war mit dem Beginn der NS-Zeit zu Ende. Das geistige und künstlerische Leben Wiens erlitt vor allem durch die Judenverfolgung einen enormen, nicht wieder zu kompensierenden Aderlass. Das Entstehen des Ostblocks machte Wien zu einem Treffpunkt der Spione aus Ost und West, bremste aber den wirtschaftlichen und wissenschaftlichen Wiederaufbau Wiens stark.
Mehr als 20 Prozent des Hausbestandes waren ganz oder teilweise zerstört, beinahe 87.000 Wohnungen unbewohnbar. Im Stadtgebiet wurden mehr als 3000 Bombentrichter gezählt, zahlreiche Brücken lagen in Trümmern, Kanäle, Gas- und Wasserleitungen hatten schwere Schäden erlitten. Zunächst ging es somit um die Lösung elementarster Probleme, die Stadt musste erst wieder funktionsfähig gemacht werden.

### Besatzung, Zweite Republik, Wiederaufbau

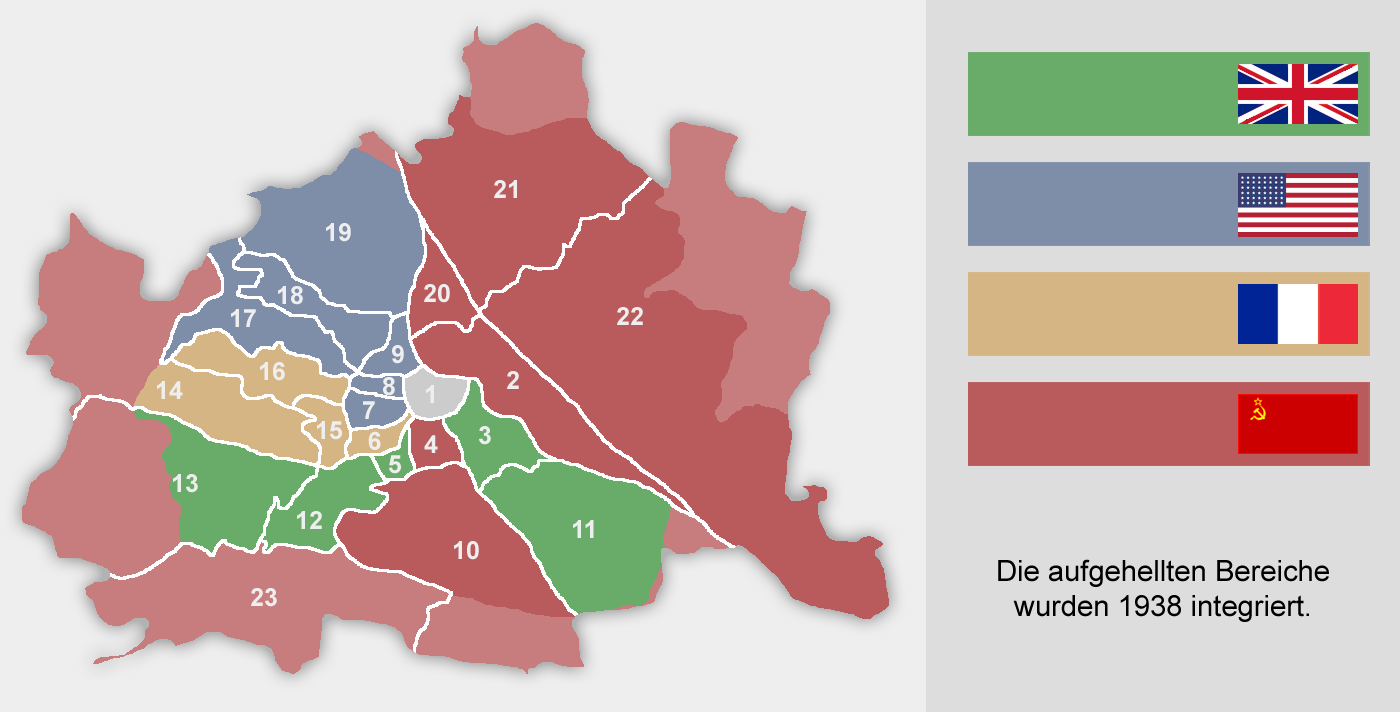
Von 1. September 1945 bis 27. Juli 1955 war Wien in seinen Grenzen vor 1938 in vier Sektoren geteilt. Die aufgehellten Gebiete waren 1938 Groß-Wien eingemeindet worden und zählten zur sowjetischen Besatzungszone Niederösterreich.

Wenige Tage nach dem Ende der Kämpfe des Zweiten Weltkriegs im Raum Wien Mitte April sorgte die Sowjetarmee für den Aufbau einer neuen Stadtverwaltung. Auch politische Parteien formierten sich – noch bevor der Krieg am 8. Mai endgültig in Europa zu Ende gegangen war. Erst im Herbst 1945 ließen die Sowjets auch Militärkontingente der anderen drei Alliierten, Vereinigte Staaten, Großbritannien und Frankreich, nach Wien; es blieb dann bis 1955 Viersektorenstadt. Im 1. Bezirk, der keiner der vier Besatzungsmächte fix zugeteilt war, wechselte die Besatzung jeden Monat. Die Rote Armee musste sich mit tatsächlichen und behaupteten Vergewaltigungen durch ihre Soldaten befassen, die Polizeichef Carl Szokoll am 12. April 1945 zu einem Protest bei Marschall Fjodor Iwanowitsch Tolbuchin bewogen hatten.
Auf dem Schwarzenbergplatz, dessen südlicher Teil von 1946 bis 1956 Stalinplatz hieß, errichtete die Rote Armee 1945 das als Befreiungsdenkmal, Heldendenkmal oder Denkmal der Roten Armee bezeichnete Monument. Es wurde am 19. August 1945 enthüllt und wird seither von der Stadtverwaltung instand gehalten. Seine Bestandsgarantie ist im Staatsvertrag vereinbart.
Nach dem Krieg erfolgte in Wien, wie überall im Land und in Westeuropa, ein beispielloser Wirtschaftsaufschwung, an dem der Marshallplan ganz wesentlichen Anteil hatte.
Nach dem 4. Lohn-Preis-Abkommen der Sozialpartner führten unzufriedene, kommunistisch dominierte Arbeiter 1950 den Oktoberstreik durch. Er blieb durch die politische und innergewerkschaftliche Isolation der Streikenden erfolglos, die von Franz Olah geführte, sozialdemokratisch dominierte Bauarbeitergewerkschaft schickte auch Rollkommandos gegen die Streikenden vor.
1954 konnte, nachdem die Sowjetunion ihr Veto aufgegeben hatte, die 1946 beschlossene Reduktion Groß-Wiens auf das heutige Stadtgebiet in Kraft treten. 80 frühere Ortsgemeinden kehrten zu Niederösterreich zurück, 17 blieben bei Wien.
Am 15. Mai 1955 erlangte das Land mit dem Österreichischen Staatsvertrag die volle Freiheit zurück. Der Vertrag trat am 27. Juli 1955 in Kraft, worauf die Besatzungstruppen binnen drei Monaten abzuziehen hatten.

### Vom Ungarnaufstand zur Gegenwart

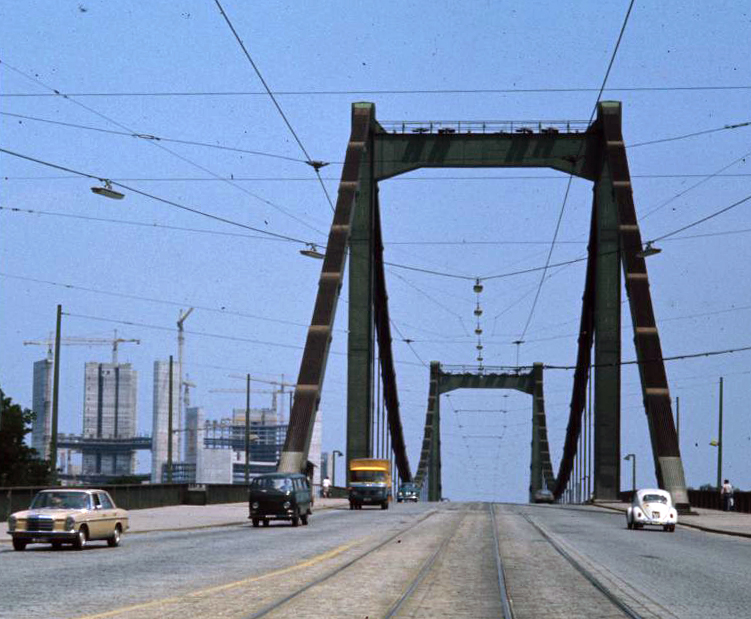
Die zweite Reichsbrücke im Jahr 1975 (1976 eingestürzt); links im Hintergrund das gerade in Bau befindliche Vienna International Centre

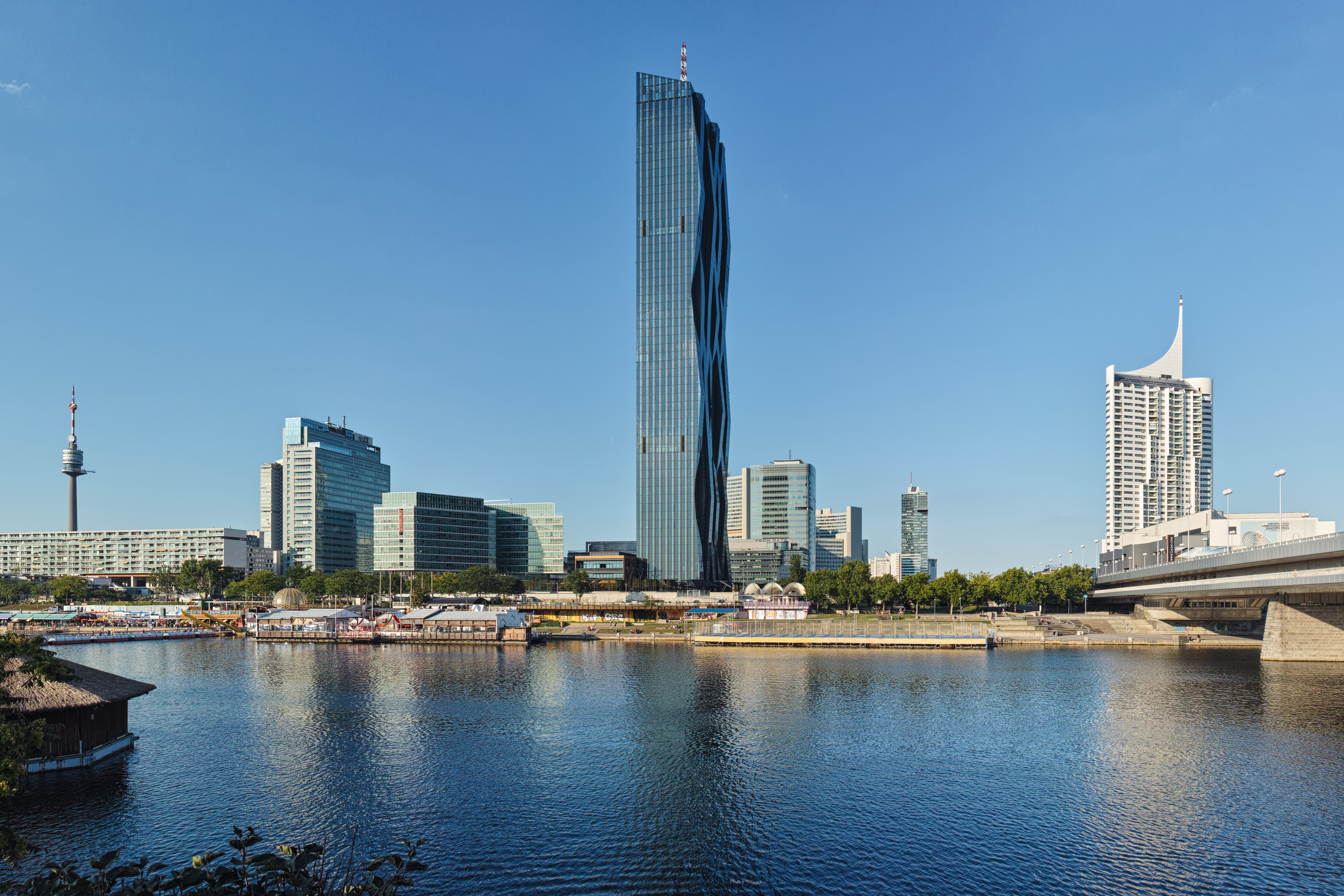
Das moderne Wien: Blick auf den DC-Tower 1 in der Donau City; dahinter das Vienna International Centre, der dritte Sitz der Vereinten Nationen, ganz links der Donauturm und rechts das Hochhaus Neue Donau

Im Herbst 1956 nahm Wien viele Ungarn auf, die nach dem gescheiterten Aufstand gegen das kommunistische Regime nach Westen geflohen waren. Ebenso wurden 1968 viele Tschechen und Slowaken aufgenommen, die nach dem gewaltsamen Ende des Prager Frühlings die Tschechoslowakei verlassen hatten. Eine weitere Flüchtlingswelle erlebte Wien nach dem Zerfall Jugoslawiens ab 1991. Erst vom November 1989 an wurde Wien wieder selbstverständliches Reiseziel für die Bürger dieser Länder.
1957 nahm – als erste internationale Organisation nach 1945 – die Internationale Atomenergie-Organisation (IAEO) ihren Sitz in der Stadt.
Seit 1965 ist Wien zudem der Sitz der Organisation erdölexportierender Länder (OPEC). 1961 fand in Wien ein Gipfeltreffen zwischen dem US-Präsidenten John F. Kennedy und dem sowjetischen Parteichef Nikita Chruschtschow statt. 1979 wurde das Vienna International Centre (der dritte Amtssitz der Vereinten Nationen), das gemeinsam mit dem später erbauten Austria Center Vienna die UNO-City bildet, eröffnet. All dies trug zur Positionierung Wiens als Stadt der Kongresse und der Vermittlung in Konfliktsituationen bei. Seit 2003 gehört Wien zur Europaregion Centrope und bildet gemeinsam mit dem benachbarten Bratislava eine „Twin City“ („Zwillingsstadt“), die heute eine Bevölkerung von rund drei Millionen Menschen umfasst.
1964 fand auf dem Gelände eines früheren Mistplatzes am linken Donauufer die WIG 64, die Wiener Internationale Gartenschau 1964, statt – mit dem Donauturm als neuem Wahrzeichen. 1986 wurde die an Stelle des alten Überschwemmungsgebiets neben dem Donaustrom gegrabene Neue Donau fertiggestellt, ebenso die zwischen den beiden Gewässern entstandene Donauinsel, die sich zu einem beliebten Erholungsgebiet entwickelte. Ende des 20. Jahrhunderts begann man beiderseits der Donau neue Wohnquartiere zu schaffen und mit der Donau City ein Hochhausviertel am linken Donauufer zu etablieren.
Heute wird Wien in internationalen Bewertungen zu den Städten mit der besten Lebensqualität gezählt. In der entsprechenden Mercer-Studie belegte Wien 2023 zum elften mal in Folge den ersten Rang Dazu tragen der hohe Grünanteil am Stadtgebiet (ca. 50 Prozent), die vergleichsweise sehr gute ökologische Qualität der Stadt (mit Ausnahme der Luftqualität und des Verkehrs), die hohe soziale und polizeiliche Sicherheit, das erstklassige Gesundheitswesen, das hoch entwickelte Bildungswesen, die Dichte an kulturellen Einrichtungen, die effiziente öffentliche Verwaltung, die Freizeitqualität Wiens und das dichte Netz öffentlicher Verkehrsmittel wesentlich bei.
Am 2. November 2020 wurden im Wiener Bermudadreieck im Zuge eines als islamistisch eingestuften Anschlags fünf Personen getötet (einschließlich des Täters) und 23 weitere teils schwer verletzt. Hauptartikel: Terroranschlag in Wien 2020

## Bevölkerung

### Bevölkerungsentwicklung

Bevölkerung Wiens 1590 bis 2013

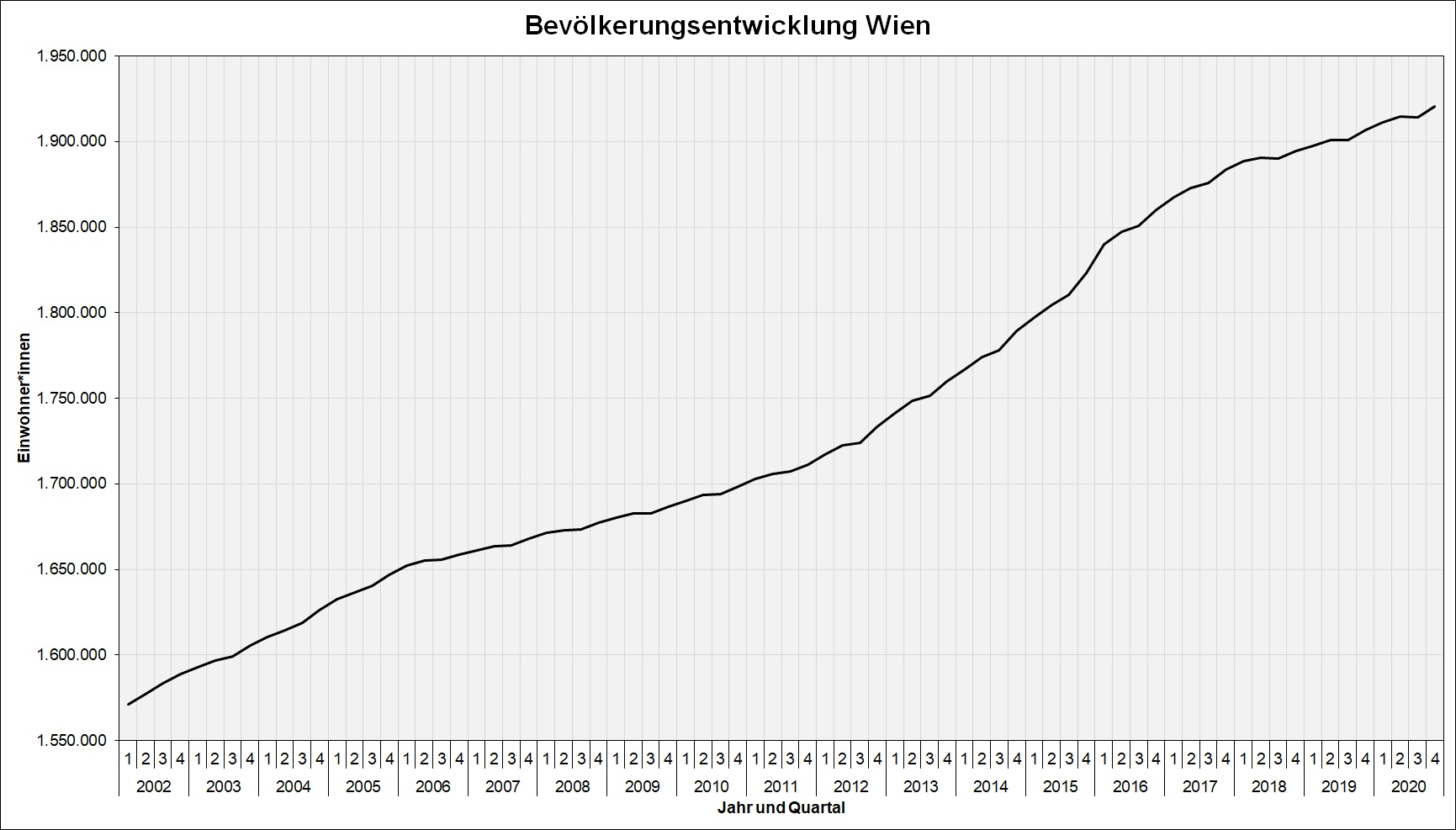
Bevölkerungsentwicklung Wiens seit 2002

Im Jahre 1870 war Wien die viertgrößte Stadt der Welt (nach London, Paris und New York). Anfang der 1910er-Jahre hatte Wien schließlich mit rund 2,1 Millionen Einwohnern einen historischen Höchststand erreicht und war dazumal fünftgrößte Stadt der Welt. Nach dem Ersten Weltkrieg sank die Einwohnerzahl um etwa 200.000 Personen; viele Beamte und Angestellte nichtdeutscher Muttersprache kehrten in ihre Herkunftsländer zurück. Die Jahre als Hauptstadt eines Vielvölkerstaates haben Wien jedoch nachhaltig geprägt. Damals war die Stadt ein „Schmelztiegel“ von Menschen unterschiedlicher Herkunft, Kultur und Religion. Während des Zweiten Weltkriegs führte die Vertreibung und Ermordung der jüdischen Bevölkerung sowie weitere Abwanderung dazu, dass Wien bis nach dem Krieg auf eine Bevölkerung von rund 1,6 Millionen Einwohnern geschrumpft war. Damals galt Wien als eine der demografisch ältesten Städte der Welt.
Spätestens seit der Anwerbung und Zuwanderung von sogenannten Gastarbeitern in den 1960er- und 1970er-Jahren ist Wien neuerlich eine Zuwanderungsstadt. Aufgrund eines großen Geburtendefizits führte dies zunächst jedoch nicht zu einem Wachstum der Bevölkerung. Stattdessen schrumpfte die Stadt bis zum Jahr 1988 weiter auf 1,48 Millionen Einwohner – den tiefsten Bevölkerungsstand seit 1890. Seither wächst die Bevölkerung wieder.
Am Anfang des Jahres 2020 lag die Einwohnerzahl bereits bei 1.911.191 Personen. Entscheidend für das Wachstum der vergangenen Jahre waren vor allem die Zuwanderung aus dem Ausland rund um Ereignisse wie den Fall des Eisernen Vorhangs, die Kriege im ehemaligen Jugoslawien, den Beitritt Österreichs zur Europäischen Union, die Osterweiterungen der Europäischen Union oder zuletzt die Fluchtmigration aus Syrien und Afghanistan rund um 2015. Seit dem Jahr 2004 verzeichnet Wien zum ersten Mal seit vielen Jahren wieder einen Geburtenüberschuss.
Am 1. Jänner 2023 hatte Wien 1.982.442 Einwohner. Mit einem prozentualen Zuwachs von 2,6 %, knapp 51.000 Einwohnern, stieg alleine die Einwohnerzahl von Wien im Zeitraum von Jänner 2022 bis Jänner 2023 stärker an als im Zeitraum von Jänner 2021 auf Jänner 2022 in ganz Österreich, mit einem Zuwachs von rund 46.000 Personen. Dieser starke Zuwachs in diesem Zeitraum ist in erster Linie auf den Zuzug von Ukrainern zurückzuführen, die auf Grund des russischen Angriffskriegs fliehen mussten.
Laut vorläufigen Daten der Statistik Austria hat Wien im September 2023 die symbolische Marke von zwei Millionen Einwohnern überschritten. Am 1. Jänner 2024 hatte Wien 2.005.760 Einwohner, davon machten Frauen einen Anteil von 51 % der Wiener Stadtbevölkerung aus, 49 % waren Männer. Hierbei waren rund 16,4 % über 65 Jahre alt und rund 14,4 % jünger als 15 Jahre alt.

#### Migration
Im Jahresdurchschnitt 2022 hatten von 1,96 Millionen Einwohnern rund 951.500 (49,7 %) Migrationshintergrund. Davon waren 697.500 Zuwanderer der ersten Generation, also ebenso wie ihre beiden Eltern im Ausland geboren.
Am 1. Jänner 2020 waren 30,8 % der Wiener Bevölkerung ausländische Staatsbürger (589.015 Personen), 36,7 % wurden im Ausland geboren (701.662 Personen) und 41,3 % hatten eine ausländische Herkunft – sie waren entweder ausländische Staatsbürger oder Personen mit österreichischer Staatsbürgerschaft, die im Ausland geboren wurden (790.060 Personen). Die wichtigsten Herkunftsländer der Wiener Bevölkerung mit ausländischer Herkunft waren Serbien (101.888 Personen), die Türkei (76.281 Personen), Deutschland (61.945 Personen) sowie Polen (55.051 Personen).
Am 1. Jänner 2023 kamen 17,8 % der Wiener Stadtbevölkerung aus Staaten der EU, EFTA und UK, 15,4 % kamen aus den restlichen Staaten Europas, 1,7 % der Stadtbevölkerung kamen aus Afrika (wichtigste Herkunftsländer sind Ägypten, Nigeria und Somalia), 0,9 % der Stadtbevölkerung kamen aus Nord- und Südamerika (wichtigstes Herkunftsland ist die USA), 7,8 % kamen aus Asien und nur 0,1 % der Wiener Bevölkerung kamen aus Australien und Ozeanien.
Die am 1. Jänner 2024 in Wien lebenden Menschen hatten 182 verschiedene Staatsangehörigkeiten.
| Herkunftsland                                  | Staatsbürgerschaft (absolut) | Herkunft (absolut) | Herkunft (in Prozent) |
| ---------------------------------------------- | ---------------------------- | ------------------ | --------------------- |
| Österreich                                     | 1.295.341                    | 1.094.608          | 54,57                 |
| Serbien                                        | 76.512                       | 99.627             | 4,97                  |
| Türkei                                         | 46.730                       | 76.620             | 3,82                  |
| Deutschland                                    | 59.656                       | 71.473             | 3,56                  |
| Polen                                          | 44.743                       | 55.223             | 2,75                  |
| Syrien                                         | 52.986                       | 55.053             | 2,74                  |
| Rumänien                                       | 43.173                       | 49.139             | 2,45                  |
| Bosnien und Herzegowina                        | 21.760 (2023)                | 40.178             | 2,00                  |
| Ukraine                                        | 36.116                       | 38.124             | 1,90                  |
| Ungarn                                         | 29.003                       | 33.771             | 1,68                  |
| Kroatien                                       | 27.529                       | 32.074             | 1,60                  |
| Bulgarien                                      | 23.334                       | 25.784             | 1,29                  |
| Afghanistan                                    | 22.342 (2023)                | 25.727             | 1,28                  |
| Russland                                       | 17.981 (2023)                | 22.841             | 1,14                  |
| Slowakei                                       | 17.246 (2023)                | 20.250             | 1,01                  |
| Iran                                           | 9.688 (2023)                 | 16.700             | 0,83                  |
| Italien                                        | 13.866 (2023)                | 15.794             | 0,79                  |
| Nordmazedonien                                 | 10.800 (2023)                | 14.550             | 0,73                  |
| Volksrepublik China                            | 8.276 (2023)                 | 12.442             | 0,62                  |
| Tschechien                                     | 4.713 (2023)                 | 11.837             | 0,59                  |
| Indien                                         | 7.358 (2023)                 | 11.500 (2023)      | 0,57                  |
| Kosovo                                         | 6.805 (2023)                 | 10.659 (2023)      | 0,53                  |
| Ägypten                                        | 3.698 (2023)                 | 10.007 (2023)      | 0,50                  |
| Sonstige                                       | 108.704                      | 161.779            | 8,07                  |
| Insgesamt                                      | 2.028.289                    | 2.028.289          | 100,0                 |
| * mit mindestens 10.000 Angehörigen (Herkunft) |                              |                    |                       |

In den letzten Jahren blieb die Einwohnerzahl mit Herkunft aus früheren Zuwanderungsländern wie dem ehemaligen Jugoslawien oder der Türkei nahezu konstant. Stattdessen nahm vor allem die Bevölkerung mit Herkunft aus Staaten der EU/EFTA oder aus sonstigen Drittstaaten (außer dem ehemaligen Jugoslawien und der Türkei) zu. Im Jahr 2020 hatten rund 17,1 % der Wiener Bevölkerung eine Herkunft aus Staaten der EU/EFTA, 11,5 % aus Drittstaaten (ohne das ehemalige Jugoslawien und die Türkei), 8,8 % aus dem ehemaligen Jugoslawien (ohne heutige EU-Mitglieder) und 4,0 % aus der Türkei.

### Religion

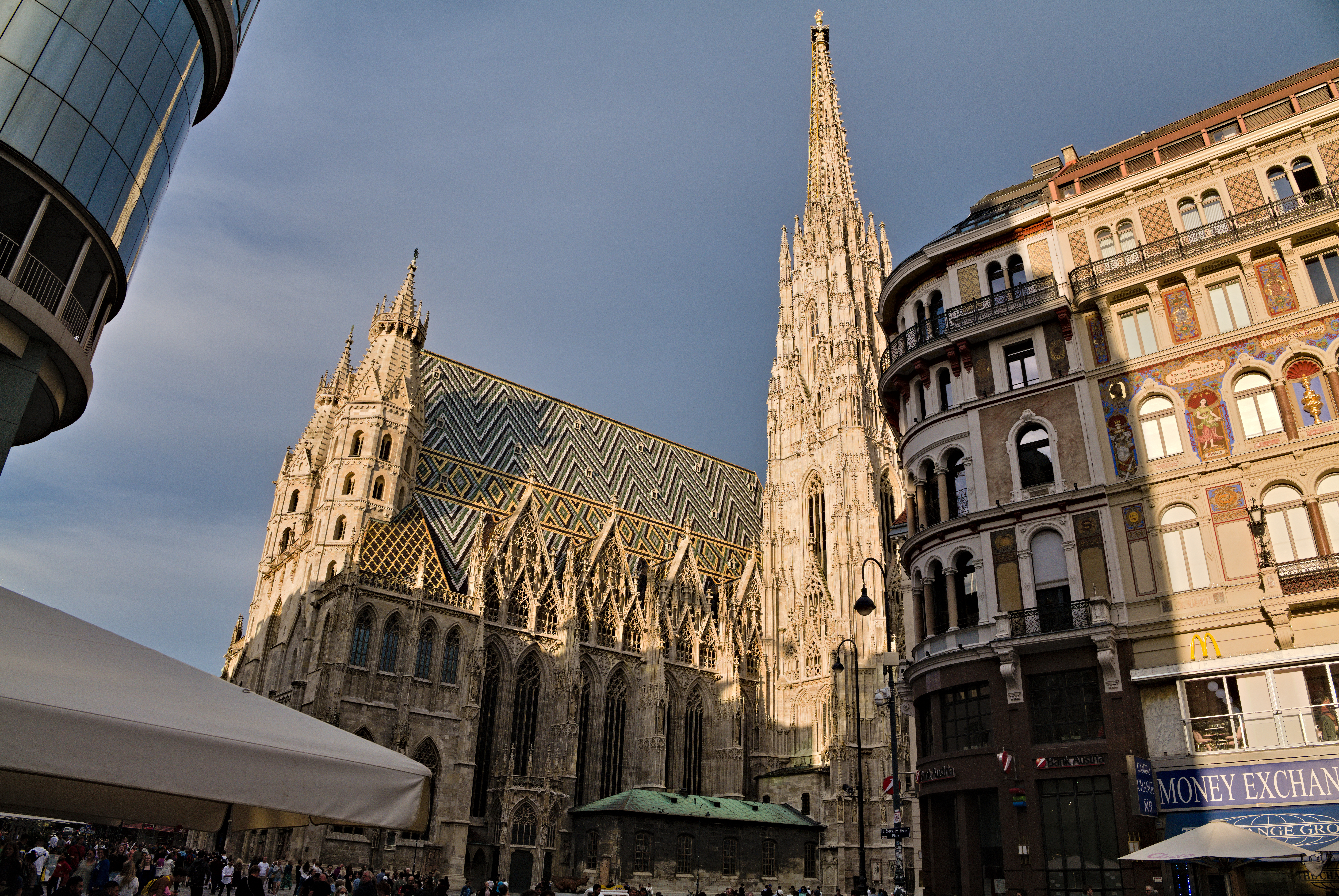
Stephansdom (auch Steffl genannt), Wahrzeichen der Stadt Wien

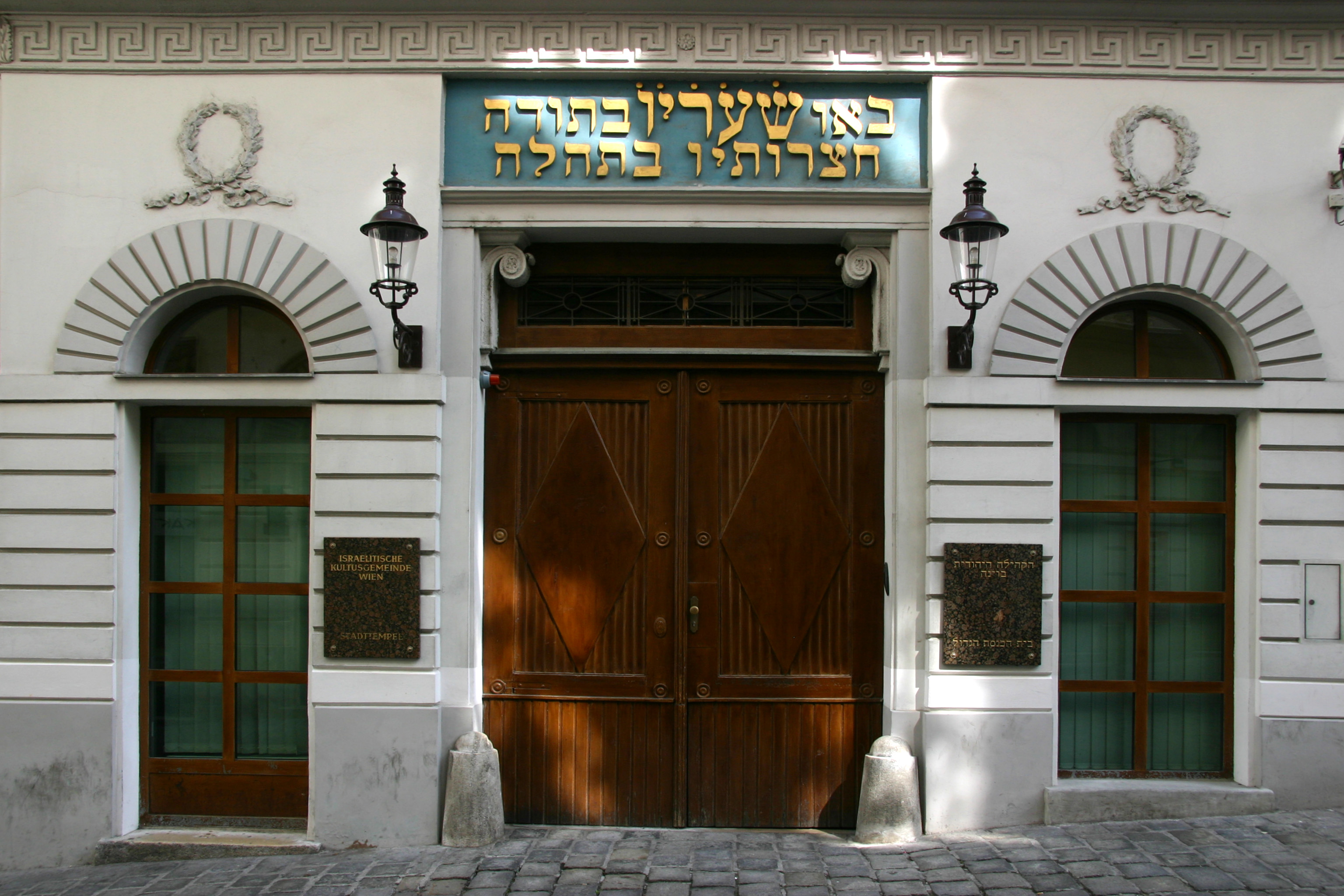
Stadttempel, Zentrum der Israelitischen Kultusgemeinde, einzige erhaltene historische Synagoge Wiens

In Wien gehören mittlerweile mehr Menschen keiner Glaubensgemeinschaft an als der katholischen Kirche.

#### Konfessionsstatistik
Der Anteil der Katholiken an der Gesamtbevölkerung sinkt jährlich um circa einen Prozentpunkt.
Mit 1. Jänner 2018 betrug der Anteil der Katholiken in Wien mit 610.269 Mitgliedern 32,2 %, sowie der Anteil der Evangelischen (A.B. und H.B.) mit 51.196 Mitgliedern 2,7 %. Mit 1. Jänner 2024 betrug der Anteil der Katholiken in Wien mit 540.102 Mitgliedern bei 2.005.760 Einwohnern 26,9 % der Gesamtbevölkerung, sowie der Anteil der Evangelischen (A.B. und H.B.) mit 42.278 Mitgliedern 2,1 %.
Der Anteil der Muslime betrug mit rund 285.000 Mitgliedern 15 %. Der Anteil der orthodoxen Christen betrug mit 147.000 Mitgliedern 7,3 %.
Prozentuale Anteile der Religionsgemeinschaften in Wien anhand der Selbstangabe bei den Volkszählungen/beim Mikrozensus von Statistik Austria 1951–2021:
| 1951                                                                        | 81,6 % | 7,8 % | —      | 08,1 % | 02,5 %  |
| 1961                                                                        | 81,3 % | 8,1 % | —      | 08,0 % | 02,6 %  |
| 1971                                                                        | 78,3 % | 7,8 % | 00,4 % | 09,6 % | 03,9 %  |
| 1981                                                                        | 71,5 % | 6,9 % | 01,8 % | 13,5 % | 06,3 %  |
| 1991                                                                        | 57,8 % | 5,4 % | 04,0 % | 19,8 % | 13,0 %  |
| 2001                                                                        | 49,2 % | 4,7 % | 07,8 % | 25,6 % | 12,7 %  |
| 2021                                                                        | 31,8 % | 3,7 % | 14,8 % | 34,1 % | 15,6 %* |
| * einschließlich 11,2 %, die sich 2021 zum orthodoxen Christentum bekannten |        |       |        |        |         |

Absoluter Anteil der Religionsgemeinschaften in Wien:
Glaubensbekenntnis an Wiens Volks- und Mittelschulen im Schuljahr 2024/25

#### Christentum

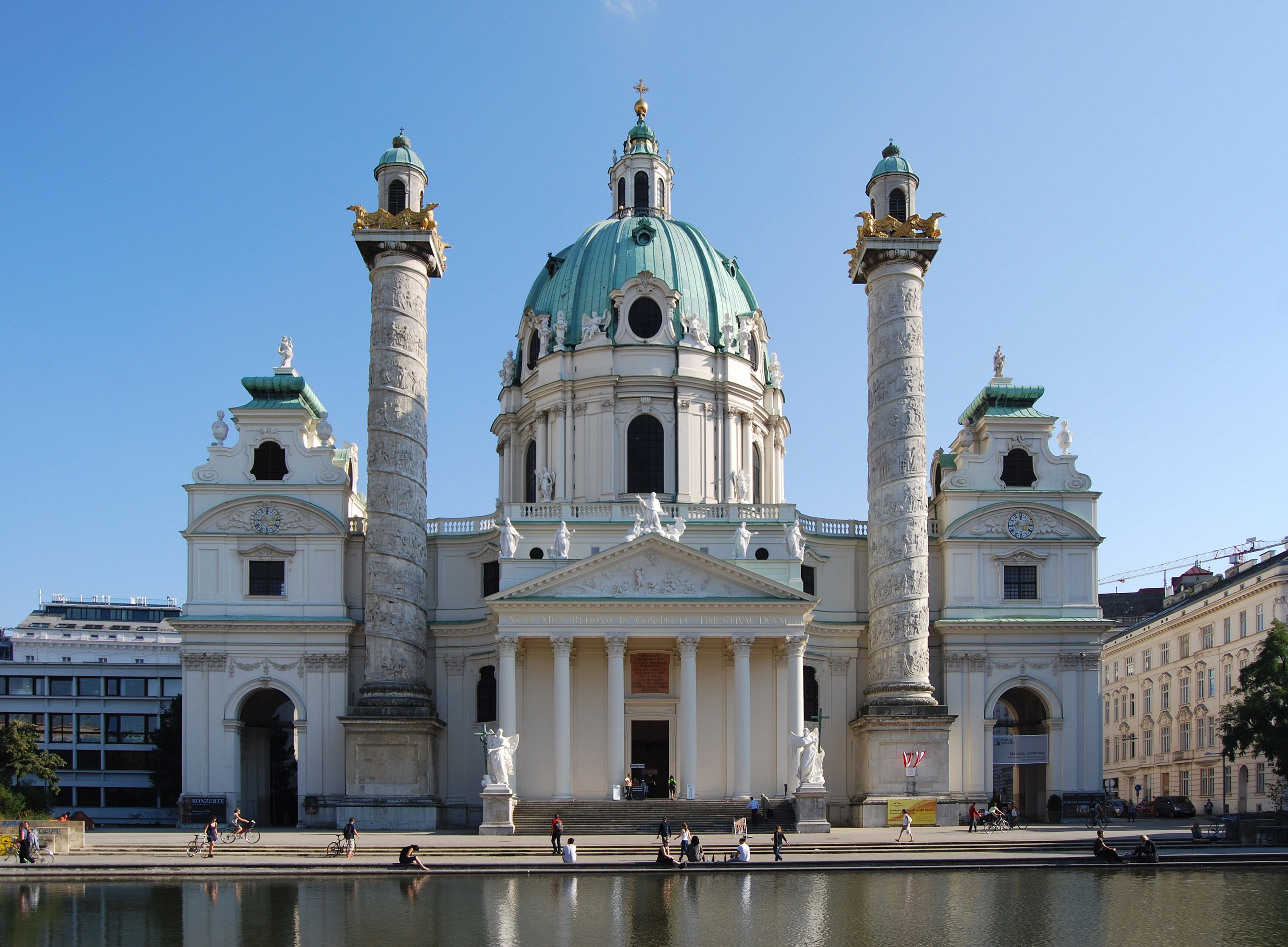
Karlskirche, eine der bedeutendsten barocken Kirchenbauten nördlich der Alpen

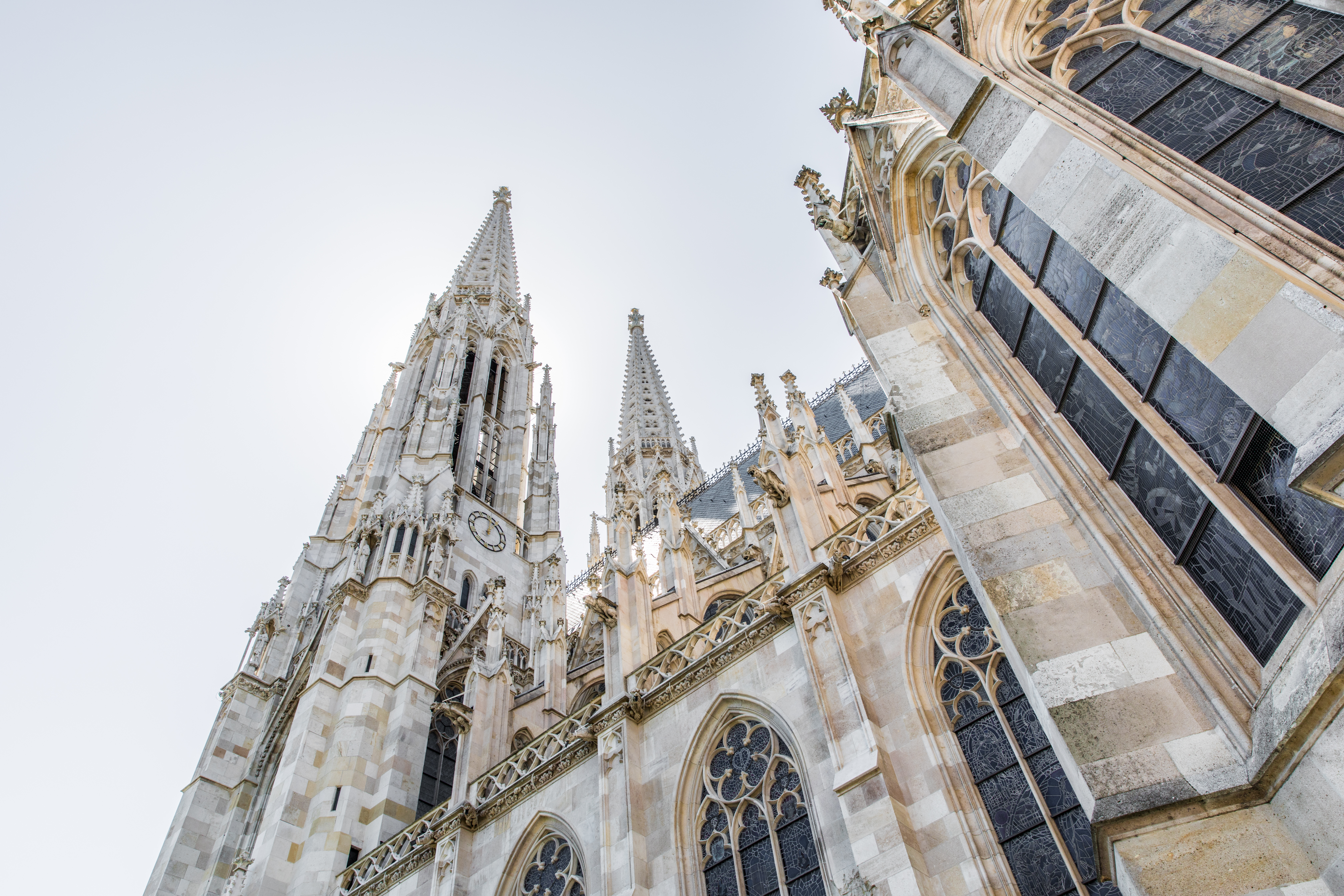
Votivkirche, eine der bedeutendsten neugotischen Kirchenbauten der Welt

Die römisch-katholische Gemeinde ist die größte Glaubensgemeinschaft Wiens. Die Stadt ist Sitz der römisch-katholischen Erzdiözese Wien, ihr Erzbischof ist Kardinal Christoph Schönborn. 2024 gehörten 26,9 % der Einwohner Wiens der römisch-katholischen Kirche an; 1971 waren es 78,6 %.
Die zweitgrößte christliche Glaubensgemeinschaft in Wien sind die Orthodoxen Kirchen. Die russisch-orthodoxe Kathedrale der Eparchie Österreich befindet sich im dritten Bezirk. Wien ist auch Sitz des griechisch-orthodoxen Metropoliten von Austria. Drittgrößte christliche Glaubensgemeinschaft der Stadt mit 2,1 % ist die evangelische. Wien ist Sitz des lutherischen Evangelischen Oberkirchenrates A.B. in Österreich, mit Bischof Michael Chalupka an der Spitze, und Sitz des reformierten Oberkirchenrates H.B., dem Landessuperintendent Thomas Hennefeld vorsteht. Die  3047 Mitglieder (0,15 % der Gesamtbevölkerung) zählende Altkatholische Kirche Österreichs hat am Schottenring den Sitz der Kirchenleitung, der Bischof von Österreich ist Maria Kubin. In der Stadt Wien existieren mehrere altkatholische Pfarren. Die älteste Pfarrgemeinde ist seit 1871 in der St.-Salvator-Kirche des Alten Wiener Rathauses beheimatet. Neben den römisch-katholischen und evangelischen Kirchen wird nur die altkatholische im Diktaturgesetz über den Kirchenbeitrag erwähnt.
1868 wurde unter dem Kirchenreformer Karl August Forstner zunächst die neukatholische (deutschkatholische) und schließlich die unitarische Kirche zu Wien gegründet, die jedoch (anders als die ungarisch-siebenbürgischen Unitarier) keine staatliche Anerkennung erfuhr. Bereits seit 1847 finden sich in Wien Baptisten, die erste Gemeinde konnte 1869 konstituiert werden, nachdem der Staat zuvor ebenfalls lang die Anerkennung verweigert hatte. An der Gemeindegründung waren unter anderem Johann Gerhard Oncken und Edward Millard beteiligt. Die Baptisten sind gegenwärtig mit acht Gemeinden in Wien vertreten, darunter zwei rumänische, eine spanische und eine internationale englischsprachige Gemeinde. Auch befindet sich der Sitz des österreichischen Baptistenbundes in Wien. Daneben bestehen in Wien Gemeinden weiterer evangelischer Freikirchen, so zum Beispiel der Adventisten, der Methodisten, der Mennoniten und der Heilsarmee sowie Gemeinden des Bundes evangelikaler Gemeinden und der Pfingstbewegung. Ebenso ist die Christengemeinschaft mit zwei Gemeinden vertreten. Das syrische Christentum ist mit über 5000 Mitgliedern durch die stetige Zuwanderung von Assyrern aus Mesopotamien eine kontinuierlich wachsende Gemeinde. Die meisten Assyrer in Wien gehören der Syrisch-Orthodoxen Kirche von Antiochien an.

#### Islam

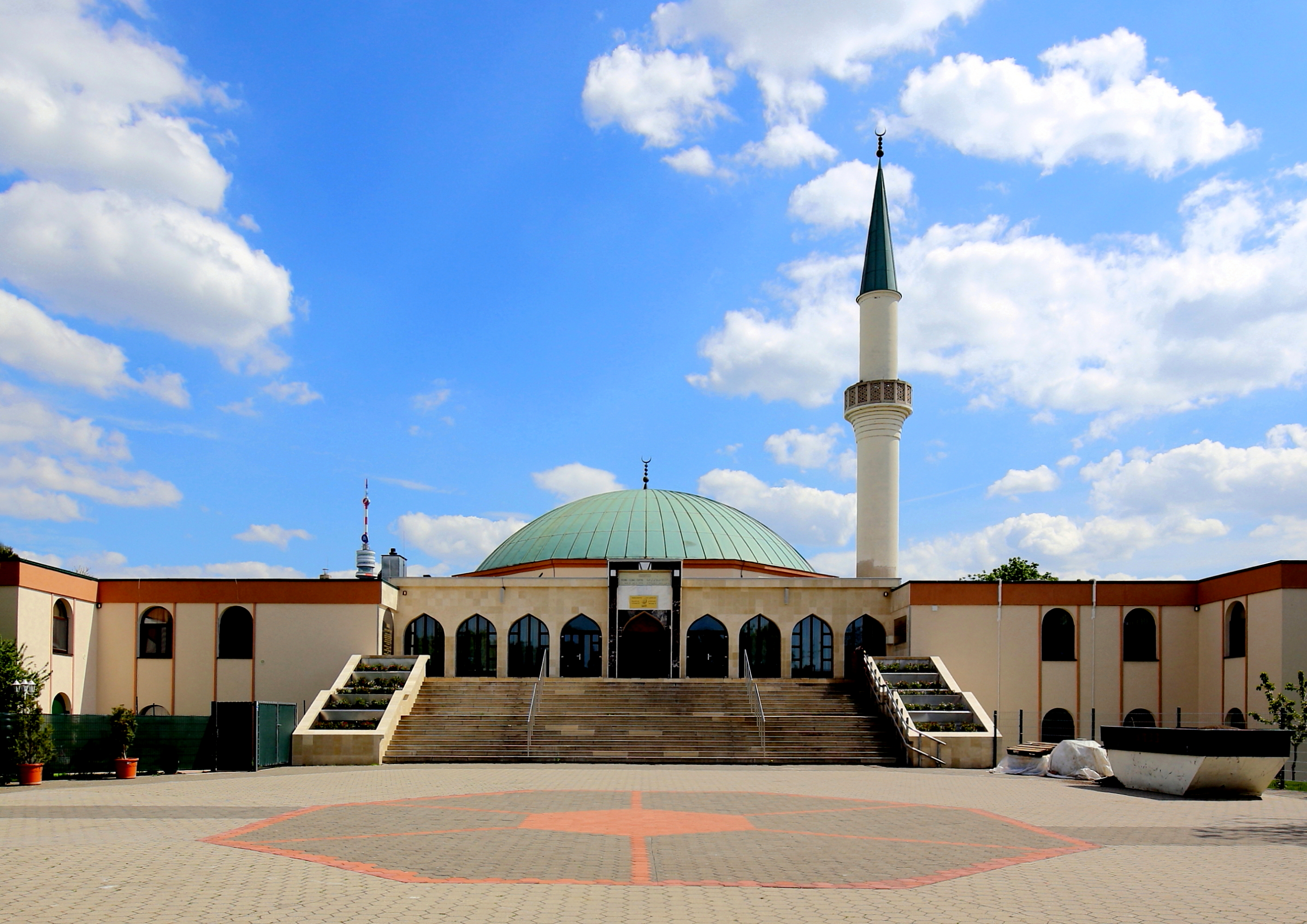
Islamisches Zentrum Wien

Zweitgrößte Glaubensgemeinschaft, nach der römisch-katholischen, ist die islamische. Der Islam ist in Österreich seit 1912 anerkanntes Religionsbekenntnis (siehe Anerkennung des Islams in Österreich). In den letzten Jahrzehnten wuchs die Gemeinde durch viele muslimische Zuwanderer stark.

#### Judentum
Bis 1938 hatte Wien eine der größten jüdischen Gemeinden Europas mit zuletzt rund 185.000 Kultusgemeinde-Mitgliedern. Heute zählt die Israelitische Kultusgemeinde Wien rund 7000 Mitglieder. Ihr Präsident ist Oskar Deutsch, seit 2008 wirkt Schlomo Hofmeister als Gemeinderabbiner in Wien und seit 2020 ist Jaron Engelmayer als Oberrabbiner tätig.

#### Buddhismus, Hinduismus und Sikhismus

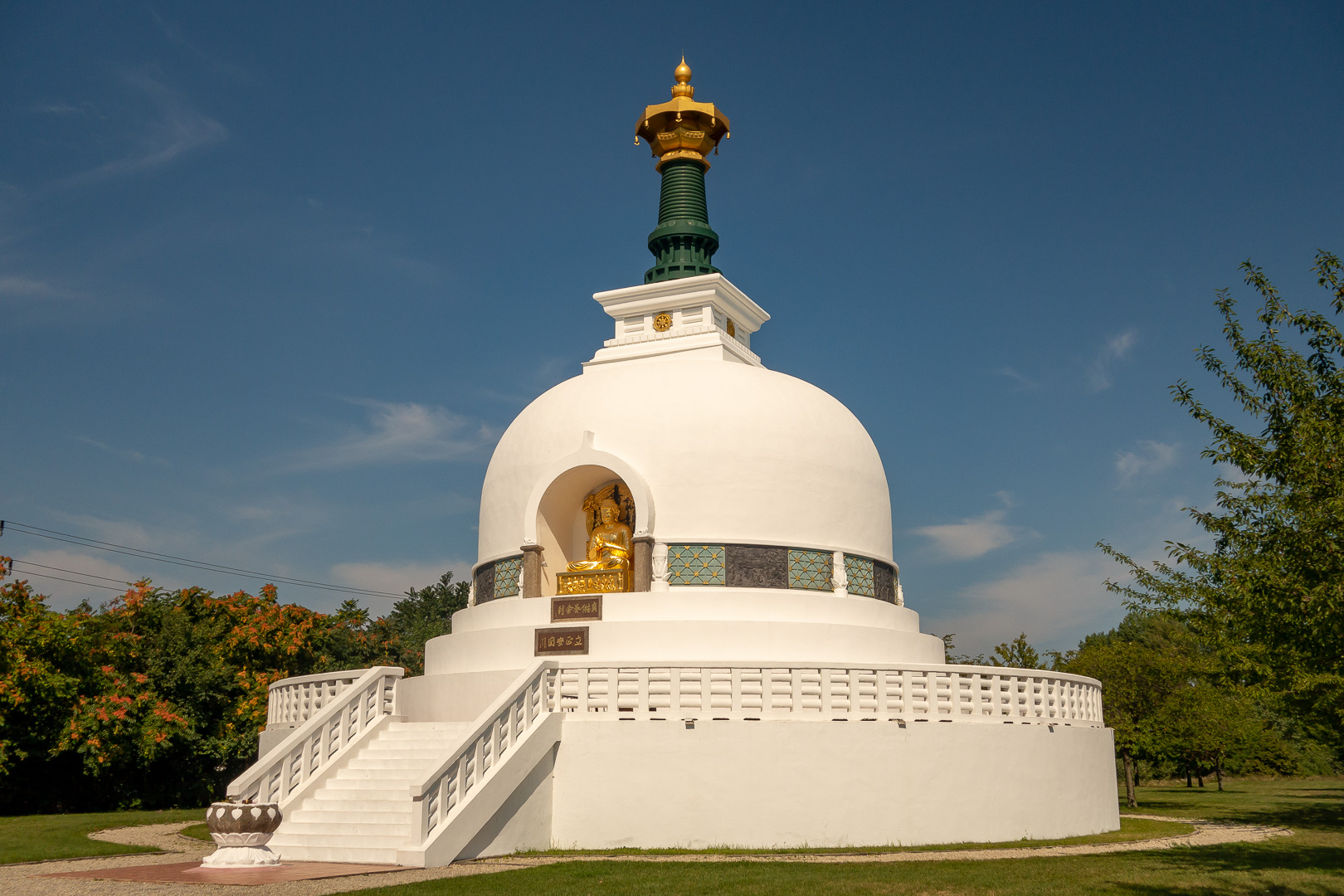
Friedenspagode in Wien

Der Buddhismus in Österreich ist eine seit 1983 staatlich anerkannte Religionsgemeinschaft. Österreich war das erste Land in Europa, das den Buddhismus offiziell als Religion anerkannte. Vertreten wird der Buddhismus in Österreich von der Österreichischen Buddhistischen Religionsgesellschaft (ÖBR). Im Jahr 2001 bekannten sich rund 10.000 in Österreich lebende Personen zum Buddhismus.
Der Hinduismus in Österreich ist im Gegensatz zu anderen Glaubensgemeinschaften offiziell wenig organisiert. Seit 1998 gilt eine der verschiedenen Gruppen, die Hinduistische Religionsgesellschaft in Österreich (HRÖ), als eingetragene religiöse Bekenntnisgemeinschaft, die aber im Gegensatz zu staatlich anerkannten Religionsgemeinschaften nicht die volle Anerkennung mit den damit verbundenen Rechten besitzt. Im Jahr 2001 bekannten sich knapp 4000 in Österreich lebende Personen zum Hinduismus. Geschätzt wird, dass rund 10.000 Menschen hinduistischen Glaubens in Österreich leben, davon rund 4000 in Wien.
Der Sikhismus ist in Österreich keine anerkannte Religionsgemeinschaft, jedoch leben bis zu 10.000 Sikhs in Österreich. In Wien gibt es drei Gurdwaras.

### Sprache
Knapp die Hälfte von mehr als 1000 in einer Studie befragten Wiener kann alltägliche Unterhaltungen in zwei Sprachen führen, 35 % der Befragten in drei oder mehr Sprachen. Diese Sprachkenntnisse sind besonders bei Wienern mit Migrationshintergrund ausgeprägt, 54 % von ihnen können sich in drei oder mehr Sprachen im Alltag verständigen.
Mehr als die Hälfte der Schüler gebrauchte laut der Schulstatistik für das Schuljahr 2021/22 im Alltag mehrere Sprachen. Davon gaben rund 12 % Serbokroatisch als ihre erste Umgangssprache an und rund 10 % gaben Türkisch an.

## Politik und Verwaltung

### Verwaltungsgeschichte

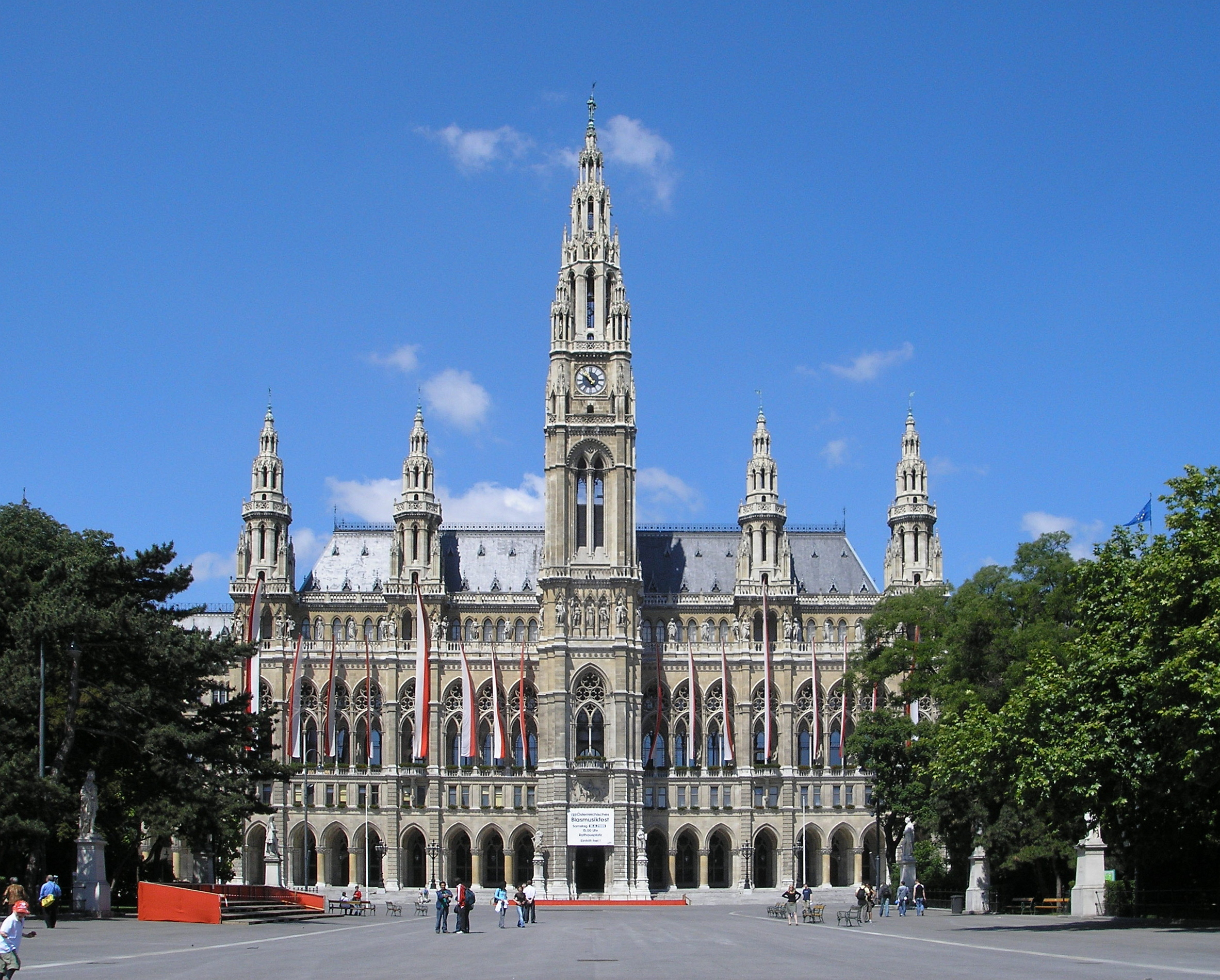
Wiener Rathaus

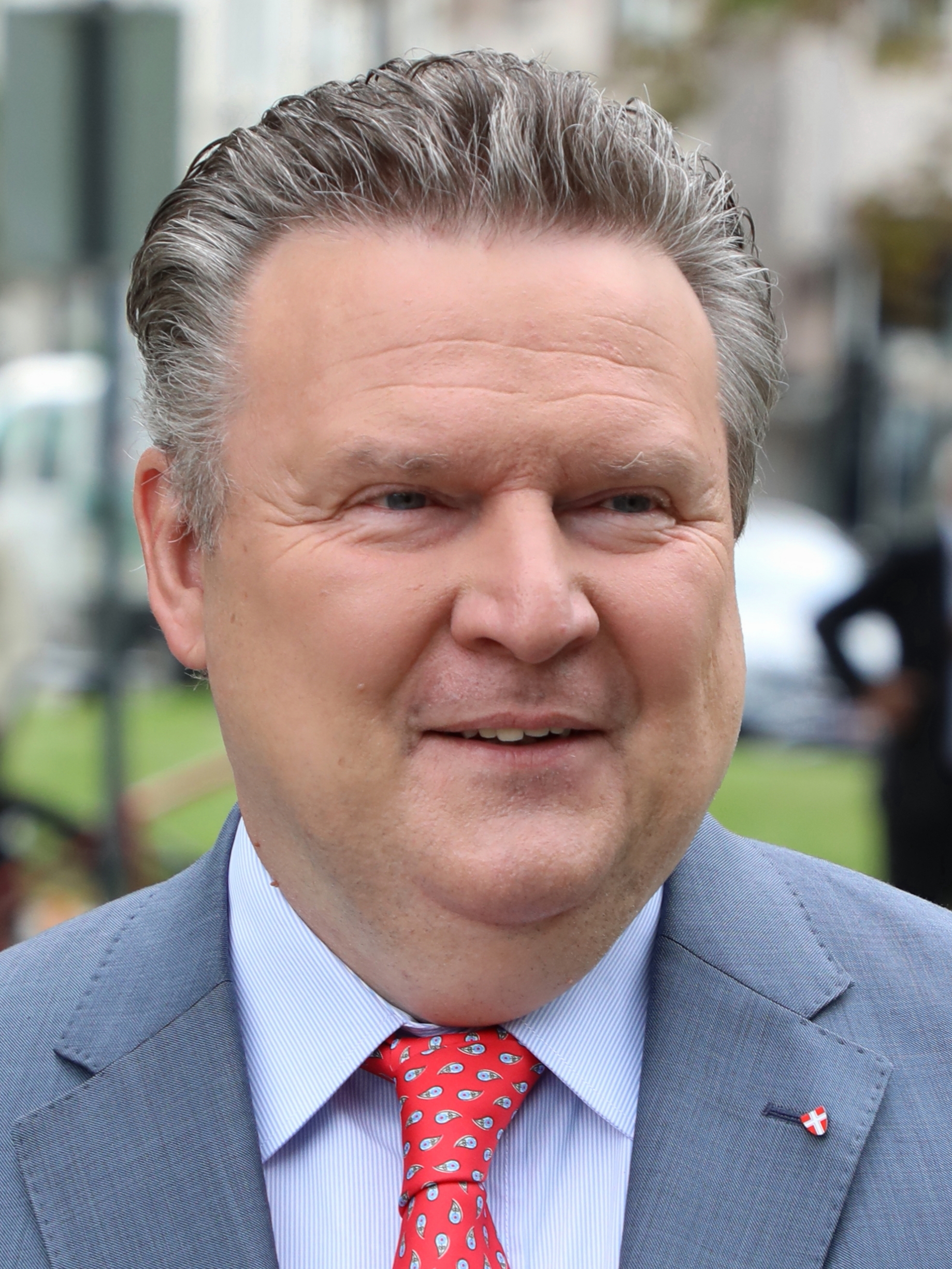
Michael Ludwig (SPÖ) ist seit 2018 Bürgermeister und Landeshauptmann von Wien

In den im Reichsrat vertretenen Königreichen und Ländern bestand für Männer seit 1907 auf gesamtstaatlicher Ebene das allgemeine, gleiche und direkte Wahlrecht. Bürgermeister Lueger und seine Nachfolger verhinderten bis 1918 die Übernahme dieses Wahlrechts für die Wahlen zum Gemeinderat. Die ersten Wahlen, bei denen alle erwachsenen Frauen und Männer wahlberechtigt waren, fanden 1919 nach dem Ende der Monarchie statt. Seit 1919 stellte bei allen freien Wahlen die Sozialdemokratische Partei Österreichs (SPÖ) den Bürgermeister und der Stadtsenat (das Kollegium der Stadträte) und Wiener Gemeinderat (das Stadtparlament) weisen seit 1919 eine Mehrheit der Sozialdemokratischen Partei auf.
Am 10. November 1920, dem Tag an dem die Bundesverfassung, in Kraft trat, die in ihrem Artikel 114 Wien als eigenes Bundesland definierte und seine Trennung von Niederösterreich möglich machte, beschloss der „Gemeinderat als Landtag“ in der ersten Landtagssitzung überhaupt die demokratische Stadtverfassung, die „der Bürgermeister als Landeshauptmann“ unterzeichnete. Seither ist der Wiener Bürgermeister gleichzeitig Landeshauptmann, der Stadtsenat gleichzeitig Landesregierung, der Gemeinderat gleichzeitig Landtag. Mit dem Wiener Landesverfassungsgesetz vom 29. Dezember 1921, in gleichem Wortlaut auch in Niederösterreich-Land beschlossen, wurde die definitive Trennung bestätigt und das bisherige Landesvermögen aufgeteilt. Die kurzlebige gemeinsame Landesverfassung wurde mit Jahresende 1921 außer Kraft gesetzt. Das Trennungsgesetz besagte (Art. 4 Abs. 3) aber eigens: „Der Landtag und die Landesregierung von Niederösterreich sind berechtigt, ihren Sitz in Wien zu nehmen.“ Diese Berechtigung wurde von Niederösterreich bis 1996 genutzt, dann erfolgte die Verlegung der Niederösterreichischen Landesregierung und ihres Landtags in die 1986 neu gewählte Landeshauptstadt St. Pölten.
1934 bis 1945, in der Zeit des Austrofaschismus und des Nationalsozialismus, fanden keine demokratischen Wahlen statt, und die demokratische Stadtpolitik war durch verfassungswidrige Maßnahmen der Diktatur unterbrochen. 1945 wurde die Wiener Stadtverfassung wieder in Wirksamkeit gesetzt.

### Regierungsstruktur
Amtierender Bürgermeister und Landeshauptmann ist Michael Ludwig (SPÖ). In der Verwaltung Wiens ist das Land Wien von der flächengleichen Stadt Wien zu unterscheiden.

#### Land Wien
Als Land besitzt Wien seit November 1920 den mit dem Gemeinderat (ausgenommen die Vorsitzenden) personenidenten Landtag als Landesgesetzgeber und die Landesregierung als oberstes Verwaltungsorgan. Nach der Bundesverfassung leitet der Landeshauptmann auch die sogenannte mittelbare Bundesverwaltung; Agenden, die auf Grund von Bundesgesetzen von Landesämtern unter Aufsicht des jeweils zuständigen Bundesministeriums verwaltet werden. In diesem Bereich ist der Landeshauptmann (wie auch jeder von ihm beauftragte amtsführende Stadtrat als Landesrat) an Weisungen des Ministers bzw. der Bundesregierung gebunden. Als Amt der Wiener Landesregierung fungiert der Magistrat der Stadt Wien.

#### Stadt Wien
Oberstes Verwaltungsorgan der Stadtgemeinde ist der seit 1919 demokratisch gewählte Wiener Gemeinderat. Er wählt den Bürgermeister und die Stadträte, die seit Juni 1920 den Stadtsenat und seit November 1920 zugleich die Wiener Landesregierung bilden. Die neueste Wahl des Bürgermeisters und neuer Stadträte fand am 24. Mai 2018 statt.
Verwaltet wird die Stadt nach den Beschlüssen des Gemeinderats vom Magistrat der Stadt Wien unter der Leitung des Bürgermeisters, der amtsführenden Stadträte und des Magistratsdirektors, der auch Landesamtsdirektor ist, den gesamten inneren Dienst leitet und direkt dem Bürgermeister untersteht.
Im Magistrat bestehen neben der Magistratsdirektion (strategisch wichtige Bereiche, die dem Magistratsdirektor und damit dem Bürgermeister direkt unterstehen) diverse Magistratsabteilungen und (Magistrats-)Unternehmungen. Diese sind zu Geschäftsgruppen zusammengefasst, die politisch jeweils einem amtsführenden Stadtrat unterstehen. Die Eigentümerfunktionen bei im privatrechtlichen Eigentum der Stadt Wien stehenden Unternehmen (vor allem Wiener Stadtwerke Holding AG und Wien Holding GmbH) werden ebenfalls von amtsführenden Stadträten vertreten. Darüber hinaus besteht im Magistrat im Sinn der bürgernahen Verwaltung für jeden Gemeindebezirk ein Magistratisches Bezirksamt, das dem Magistratsdirektor untersteht; in mehreren Fällen teilen sich zwei benachbarte Bezirke ein Bezirksamt.
Nur dem Bürgermeister persönlich untersteht der Stadtrechnungshof (bis 2013 Kontrollamt der Stadt Wien), der – wie der Rechnungshof im Gesamtstaat – Einschau- und Prüfungsrechte für alle städtischen Dienststellen und Unternehmungen besitzt und bezüglich Art und Umfang seiner Prüfungen weisungsfrei ist.

#### Bezirksvertretungen
Wien ist neben Graz die einzige Stadt Österreichs mit Bezirksvertretungen. Die Wahlberechtigten jedes Gemeindebezirks wählen gleichzeitig mit dem Gemeinderat ihre Bezirksvertretung (der einzelne Abgeordnete heißt Bezirksrat); diese wählt den Bezirksvorsteher und zwei Stellvertreter. Bei den Bezirksvertretungswahlen sind auch ständig in Wien wohnende Bürger anderer EU-Mitgliedstaaten wahlberechtigt. Einige Verwaltungsbereiche der Stadtgemeinde (u. a. bauliche Erhaltung der Pflichtschulen und des lokalen Straßennetzes) und die dazu bereitgestellten Budgets sind an die Bezirke übertragen worden. Die Durchführung von Maßnahmen nach den entsprechenden Beschlüssen der Bezirksvertretung obliegt dem Magistrat.

#### Gemeinderatswahl 2020
- SPÖ: 46
- NEOS: 8
- Die Grünen: 16
- ÖVP: 22
- FPÖ: 8

Bei der Landtags- und Gemeinderatswahl in Wien 2020 ergab sich folgende Stimmen- bzw. Sitzverteilung im Gemeinderat (100 Sitze waren zu vergeben):
| Partei                                         | Wähleranteil in Prozent | Anzahl Sitze |
| ---------------------------------------------- | ----------------------- | ------------ |
| Sozialdemokratische Partei Österreichs (SPÖ)   | 41,6                    | 46           |
| Österreichische Volkspartei (ÖVP)              | 20,4                    | 22           |
| Die Grünen (GRÜNE)                             | 14,8                    | 16           |
| Das Neue Österreich und Liberales Forum (NEOS) | 7,5                     | 8            |
| Freiheitliche Partei Österreichs (FPÖ)         | 7,1                     | 8            |

#### Gemeinderatswahl 2025
- SPÖ: 43
- NEOS: 10
- Grüne: 15
- ÖVP: 10
- FPÖ: 22

Bei der Landtags- und Gemeinderatswahl in Wien 2025 ergab sich folgende Stimmen- bzw. Sitzverteilung im Gemeinderat (100 Sitze sind zu vergeben):
| Partei                                         | Wähleranteil in Prozent | Anzahl Sitze |
| ---------------------------------------------- | ----------------------- | ------------ |
| Sozialdemokratische Partei Österreichs (SPÖ)   | 39,4                    | 43           |
| Österreichische Volkspartei (ÖVP)              | 9,6                     | 10           |
| Die Grünen (GRÜNE)                             | 14,5                    | 15           |
| Das Neue Österreich und Liberales Forum (NEOS) | 10,0                    | 10           |
| Freiheitliche Partei Österreichs (FPÖ)         | 20,3                    | 22           |

### Internationale Organisationen

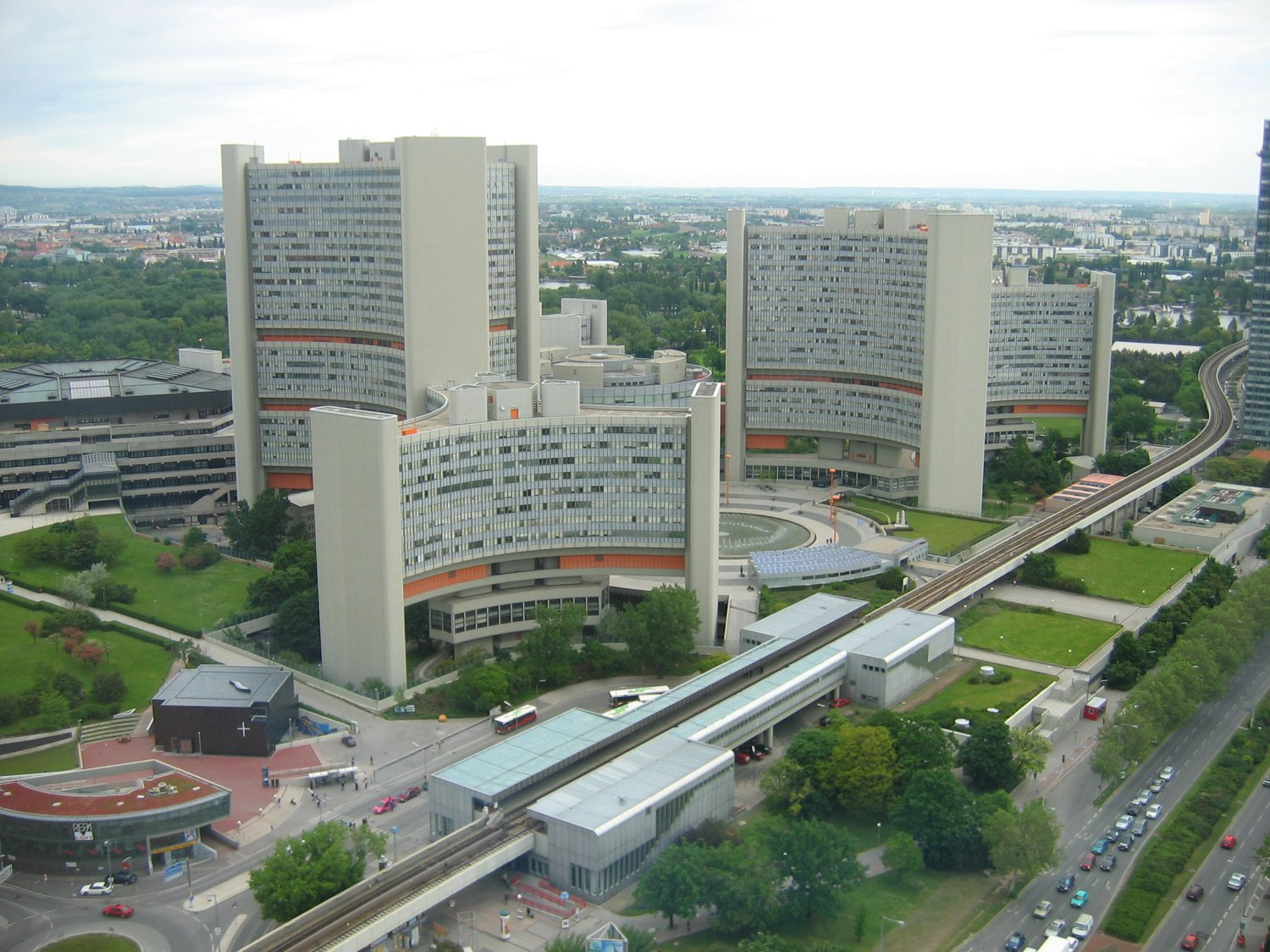
UNO-City nördlich der Donau, bestehend aus dem Vienna International Centre und dem Austria Center Vienna (links im Bild)

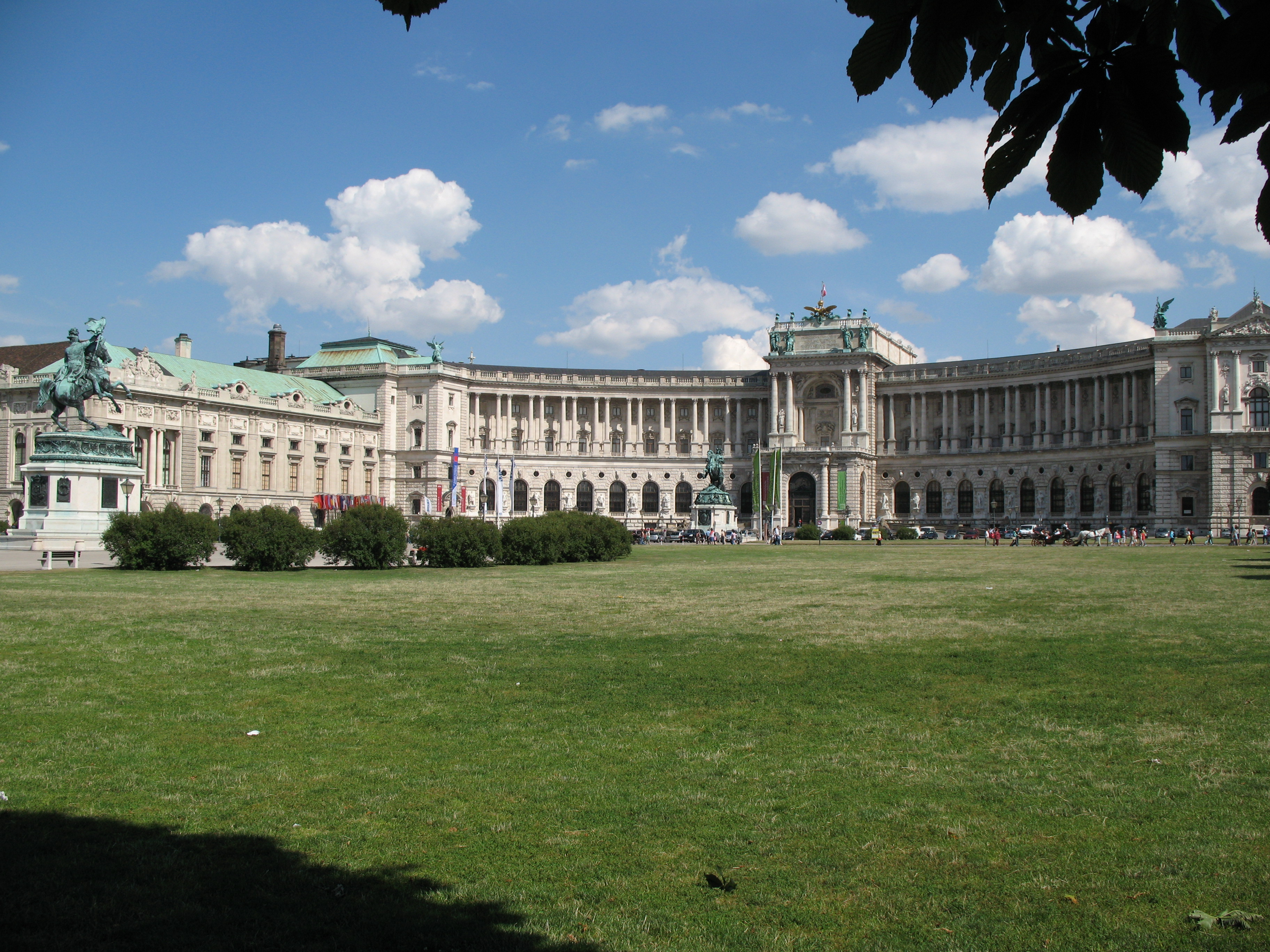
OSZE-Hauptsitz in der Hofburg

Wien wurde im Jahre 1979 die dritte UNO-Stadt nach New York City und Genf. Zusätzlich ist Wien Sitz zahlreicher weiterer internationaler Organisationen. Beispielhaft seien angeführt:
- IAEO – Internationale Atomenergiebehörde (Friedensnobelpreis 2005; seit 1957 in Wien)
- CTBTO PrepCom – Vorbereitende Kommission für die Organisation des Vertrages über das umfassende Verbot von Nuklearversuchen
- IPI – Internationales Presseinstitut
- IKSD – Internationale Kommission zum Schutz der Donau
- OPEC – Organisation Erdölexportierender Staaten
  - OFID – OPEC-Fonds für Internationale Entwicklung
- OSZE – Organisation für Sicherheit und Zusammenarbeit in Europa
- UN – Vereinte Nationen
  - UNIDO – Organisation für industrielle Entwicklung
  - UNODC – Büro für Drogen- und Verbrechensbekämpfung
  - UNDCP – Internationales Drogenkontrollprogramm
  - UNHCR – Hoher Flüchtlingskommissar der Vereinten Nationen
  - UNCITRAL – Kommission der Vereinten Nationen für internationales Handelsrecht
  - UNOOSA – Büro der Vereinten Nationen für Weltraumfragen
  - UNSCEAR – Komitee der Vereinten Nationen über die Wirkung der atomaren Strahlung
  - UNPA – Postverwaltung der Vereinten Nationen
- Deutscher Orden – Hauptsitz des Ordens der Brüder vom Deutschen Hospital Sankt Mariens in Jerusalem
- INTOSAI – Internationale Organisation der Obersten Rechnungskontrollbehörden
- I.O.I. – International Ombudsman Institute
- FRA – Agentur der Europäischen Union für Grundrechte (früher: EUMC – Europäische Stelle zur Beobachtung von Rassismus und Fremdenfeindlichkeit)

### Wappen, Flagge und Hymne

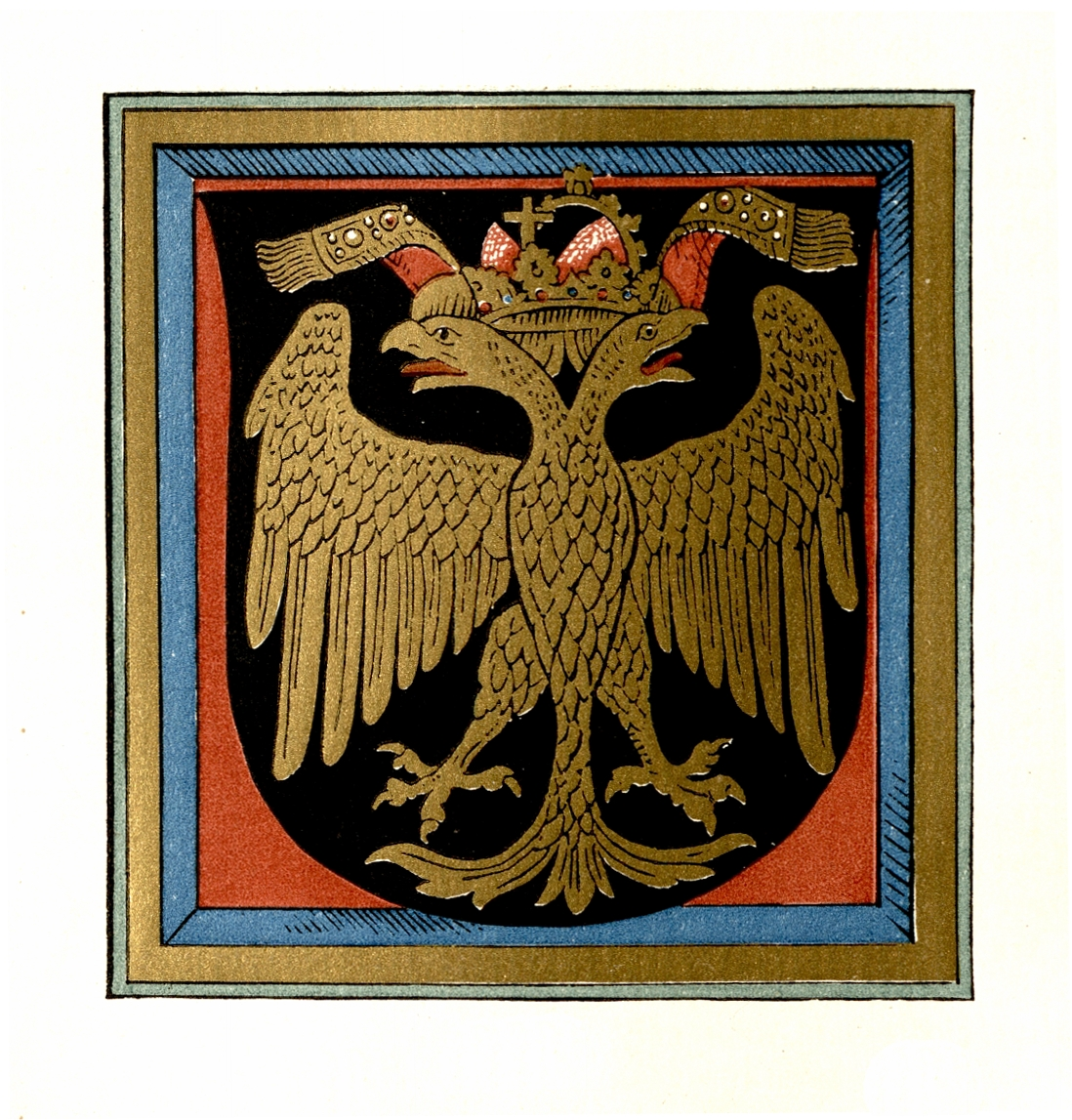
Das Wappen Wiens von 1461, verliehen von Friedrich IV.

Die Symbole Wiens sind im „Gesetz über die Symbole der Bundeshauptstadt Wien“ (Landesgesetzblatt Nr. 10 / 1998) festgelegt und sind seit 1945 wieder die gleichen wie bis 1934.
Das Wiener Wappen zeigt „in einem roten Schild ein weißes Kreuz“. In einer weiteren Darstellungsform, dessen Verwendung den Organen der Gemeinde Wien und des Landes Wien vorbehalten ist, kann das Wappen „auch in Form eines Brustschildes in der Figur eines schwarzen, golden bewehrten Adlers verwendet werden“, Das Kreuzschild geht vermutlich auf die Reichssturmfahne zurück. Als Wappen mit Adler ist es 1237 nachweisbar und erstmals 1278 auf einem Wiener Pfenning zu sehen. auf Siegeln ist es frühestens – als Zeichen Wiens aber unsicher – auf das Jahr 1228 zu datieren.
Die Wiener Flagge „besteht aus zwei gleich breiten, waagrechten Streifen; der obere ist rot, der untere ist weiß. Das Verhältnis der Höhe der Flagge zu ihrer Länge ist zwei zu drei.“ Die Flagge wurde 1946 wieder eingeführt.
Auch das Siegel der Bundeshauptstadt Wien verwendet das Wappen im Brustschild eines Adlers. Als Umschrift findet der Schriftzug „Bundeshauptstadt Wien“ oder die Bezeichnung des Gemeindeorgans oder des Landes Wien Verwendung.
Wien verfügt als einziges österreichisches Bundesland über keine offizielle Landeshymne.

Hoheitszeichen Wiens
Landeswappen (primäre Darstellungsform)
Landeswappen als Brustschild (sekundäre Darstellungsform; Verwendung durch die Organe Wiens vorbehalten)
Siegel
Landesflagge
Landesdienstflagge
Logo bis April 2019
Logo seit April 2019

### Städtekooperationen
Wien unterhält derzeit Städtekooperationen anhand definierter thematischer Schwerpunkte mit:
- Ankara (Türkei)
- Belgrad (Serbien)
- Bratislava (Slowakei) „Twin City“
- Brünn (Tschechien)
- Budapest (Ungarn)
- Hamburg (Deutschland)
- Krakau (Polen)
- Ljubljana (Slowenien)
- Paris (Frankreich)
- Prag (Tschechien)
- Vancouver (Kanada)
- Zagreb (Kroatien)
- Zürich (Schweiz)

Darüber hinaus existieren Abkommen für Katastrophenschutz und Krisenmanagement mit:
- Bratislava (Slowakei)
- Budapest (Ungarn)
- Krakau (Polen)
- Ljubljana (Slowenien)
- Minsk (Belarus)
- Moskau (Russland) – derzeit ausgesetzt
- Prag (Tschechien)
- Tallin (Estland)
- Tel Aviv (Israel)
- Warschau und Masowien (Polen)

Auch einzelne Wiener Bezirke unterhalten Partnerschaften zu Stadtbezirken anderer Städte.
Wien ist Mitglied der League of Historical Cities.

## Wirtschaft

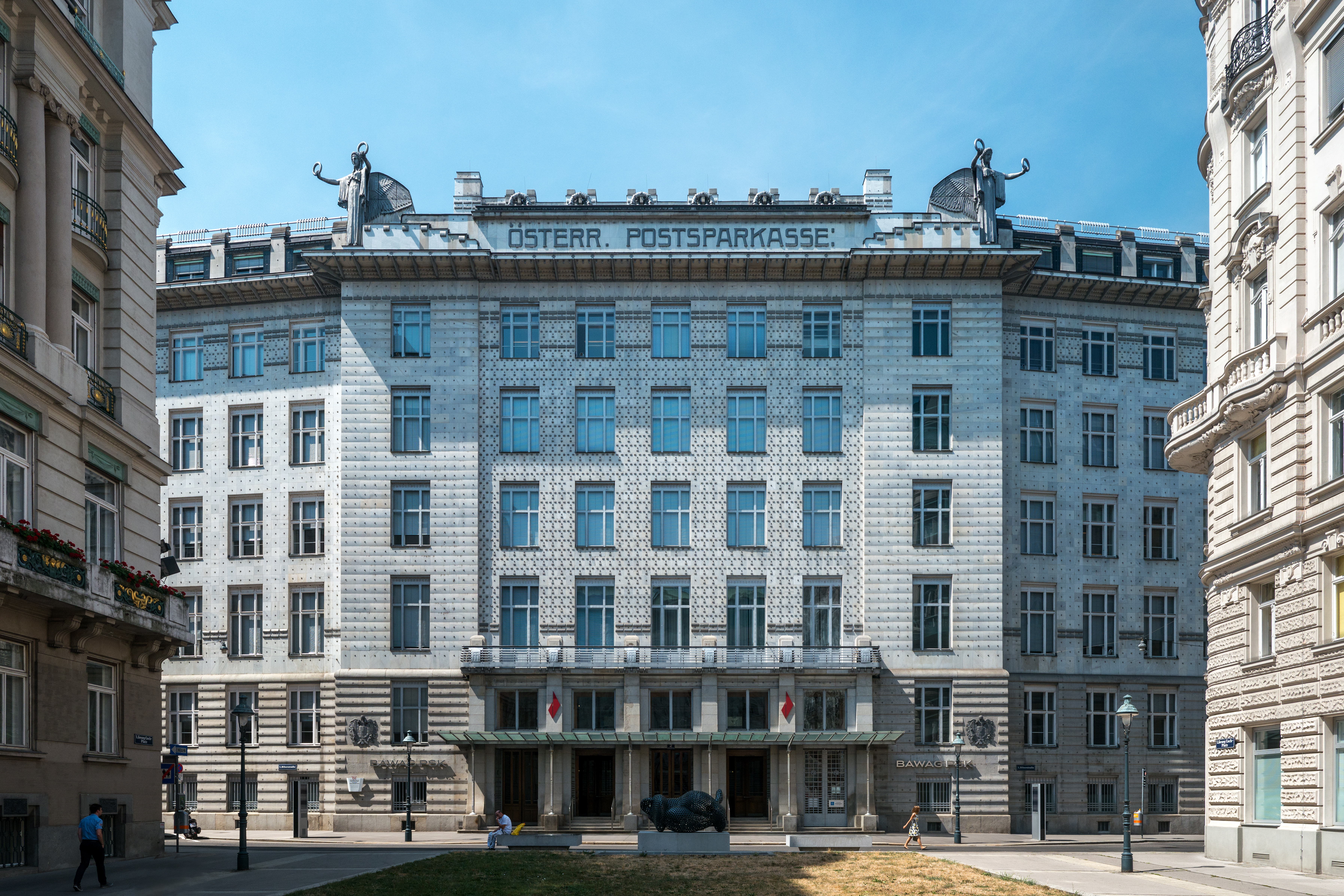
Ehemalige Wiener Postsparkasse am Georg-Coch-Platz, 1906 erbaut von Otto Wagner

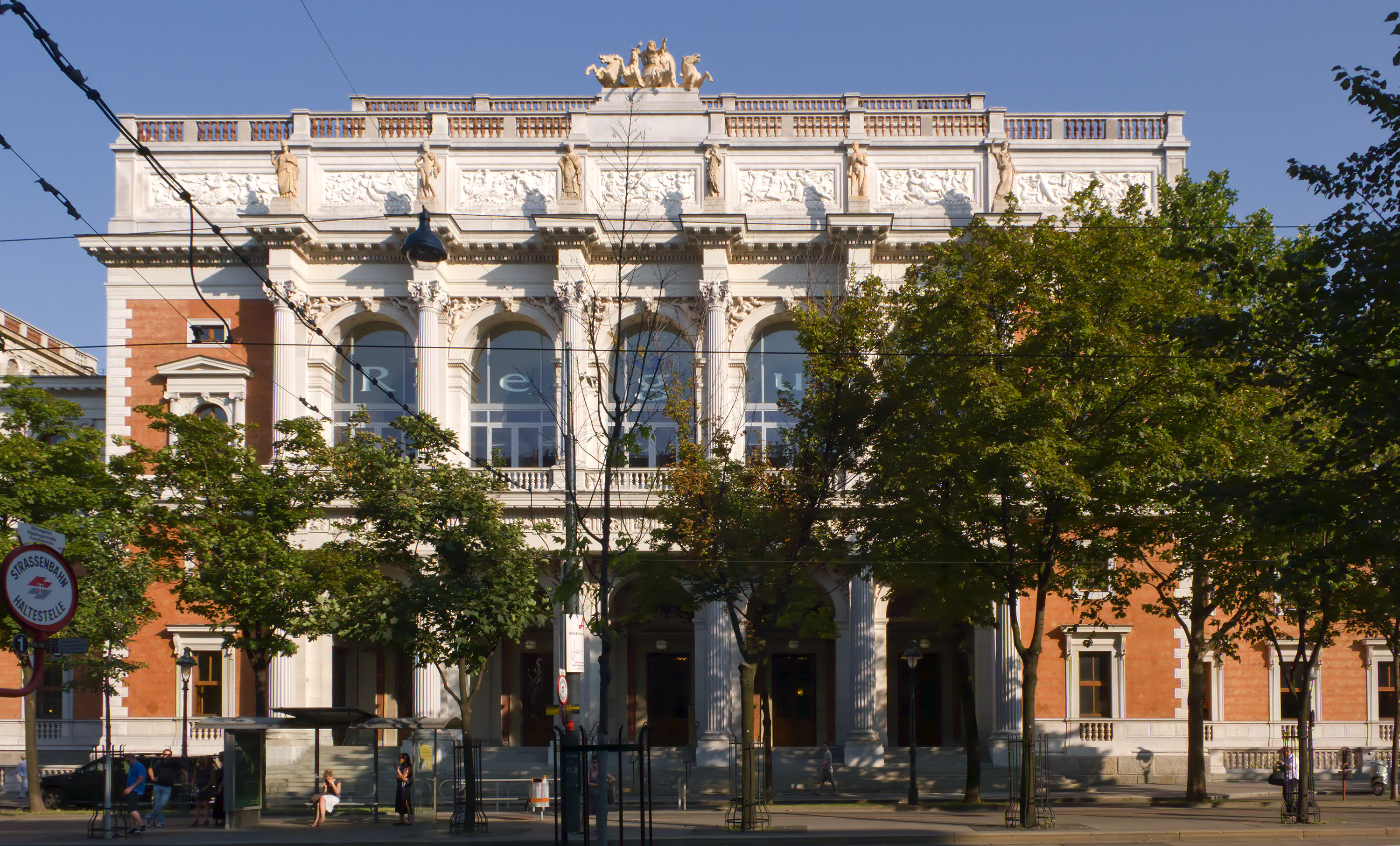
Die Alte Börse am Schottenring

### Unternehmen
Wien wird aus westeuropäischer Perspektive gerne als „Sprungbrett in den Osten“ bezeichnet, da die Stadt und ihre Unternehmen schon lange gute Beziehungen zu den mittel- und osteuropäischen Ländern (MOEL) pflegen. Besonders im Vorfeld der EU-Osterweiterung fassten zahlreiche ausländische Großkonzerne ihre Aktivitäten in den mittel- und osteuropäischen Ländern auf ihrem Standort in Wien zusammen, oder gründeten eine solche Zentrale neu, um die Erschließung dieser Märkte von Wien aus anzugehen. In einigen Fällen ging dieser Entschluss auch einher mit der Übernahme eines österreichischen Unternehmens mit Sitz in Wien und Tätigkeit in den MOEL. Mit der Wiener Börse befindet sich auch Österreichs einzige Wertpapierbörse in Wien.

### Beschäftigung
In Wien waren laut Volkszählung 2021 1.023.707 Personen beschäftigt, das entspricht 53,1 Prozent der Bevölkerung. Im Jahr 2022 waren durchschnittlich 103.848 Wiener arbeitslos gemeldet. Das entsprach einer Arbeitslosenquote von 10,5 Prozent nach Österreichischer Berechnungsmethode und 9,2 Prozent nach EU-Berechnungsmethode. Im Vergleich zu den anderen acht Bundesländern hatte Wien damit die höchste Arbeitslosenquote.

### Wohlstand und Produktivität
In der Europäischen Union gehört Wien zu den wohlhabenderen Regionen. Im Vergleich mit dem Bruttoinlandsprodukt der Europäischen Union ausgedrückt in Kaufkraftstandards erreichte Wien im Jahr 2021 einen Index von 143 (EU-28: 100).
Eine OECD-Studie stellte allerdings im Jahr 2018 einen Rückgang des Wohlstands seit 2008 fest. Im Jahr 2000 lag Wien bei der Produktivität (kaufkraftbereinigtes BIP) pro Kopf noch auf Platz 84, im Jahr 2018 belegte die Stadt nur noch den 104. Rang unter 329 verglichenen Großstädten und Ballungsräumen. Beim Einkommen lagen Wien und alle anderen Bundesländer aber immer noch im besten OECD-Viertel.
Mit einem Bruttoinlandsprodukt von knapp 102 Milliarden Euro (2021) wird ca. ein Viertel der gesamten Wirtschaftsleistung Österreichs von Wien erbracht. Beim BIP pro Kopf lag Wien mit 53.000 Euro auf Platz zwei unter den österreichischen Bundesländern hinter Salzburg (53.300).

### Immobilienpreise
Preise für Wohnungen 2022 betragen im Median 5550 Euro pro Quadratmeter, für Häuser 5917 Euro pro Quadratmeter. Der durchschnittliche Mietpreis betrug 2022 9,10 Euro, wobei Neuabschlüsse wesentlich teurer sind.

### Tourismus und Sehenswürdigkeiten

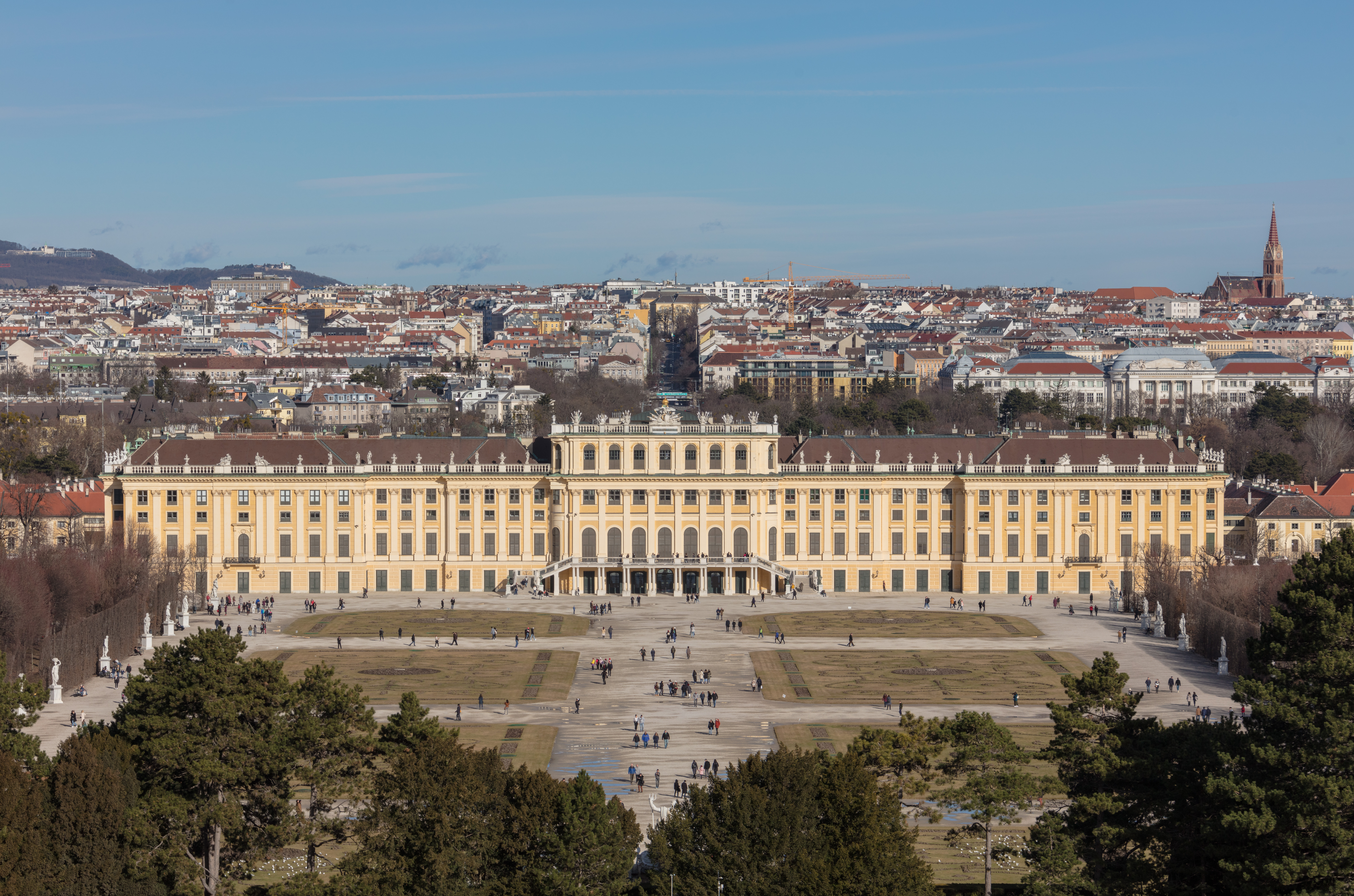
Das Weltkulturerbe Schloss Schönbrunn zieht jährlich rund 6,7 Millionen Besucher an

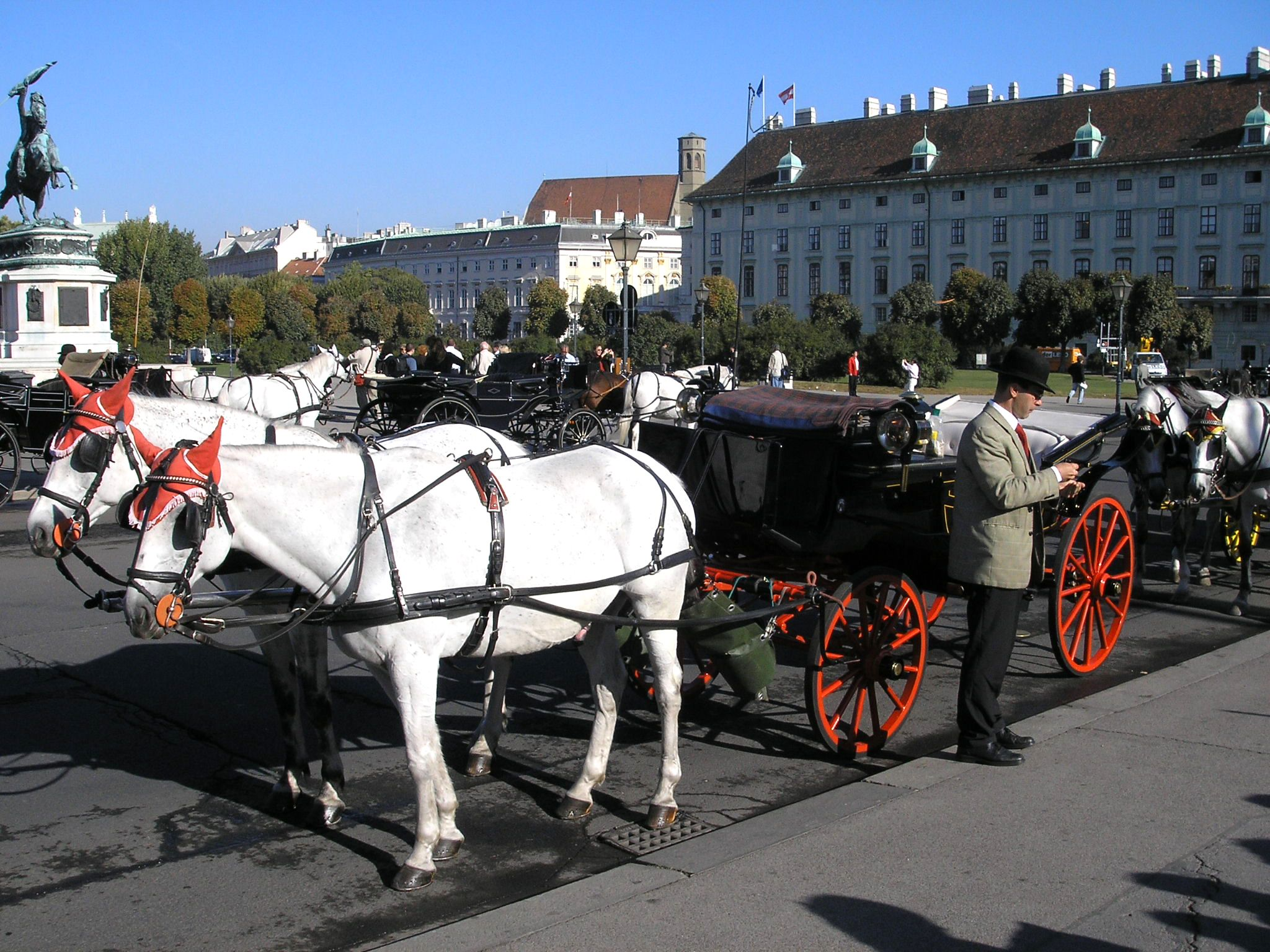
Fiaker mit pausierenden Kutschern am Heldenplatz

Das Wiener Riesenrad, 1897 errichtet und ein Wahrzeichen der Stadt

Dank zahlreicher Prunkbauten aus der römisch-deutschen und der österreichischen Kaiserzeit, vielfältiger Kulturangebote und nicht zuletzt auch dank des Rufes als Musikhauptstadt, den Wien aufgrund des Schaffens zahlreicher berühmter klassischer Musiker, wie Beethoven, Mozart, Schubert und Mahler, erwarb, ist die Stadt weltweit bekannt und ein beliebtes Touristenziel.
Fiaker kutschieren Gäste durch die zum Weltkulturerbe zählende Innere Stadt, die Altstadt, in deren Zentrum sich der Stephansdom befindet.
Viele Touristen kommen im Dezember, wenn die Stadt mit ihren Weihnachtsmärkten, ihrem „Silvesterpfad“ durch die Altstadt und ihrem „Kaiserball“ aufwarten kann. Die meisten der Wiener Sehenswürdigkeiten sind ganzjährig zu besuchen.

#### Sehenswürdigkeiten
Zu den meistbesuchten Sehenswürdigkeiten zählen der Stephansdom, das Schloss und der Tiergarten Schönbrunn, das Belvedere, das Kunsthistorische Museum, die Hofburg, die Albertina, das Riesenrad sowie das MuseumsQuartier.
Im 1. Bezirk entlang der prunkvollen Ringstraße, welche die Altstadt umgibt, befinden sich u. a. die Staatsoper, das Rathaus, das Parlament, das Burgtheater, das Hauptgebäude der Universität Wien, Naturhistorisches Museum, Kunsthistorisches Museum und die Hofburg (Stadtresidenz der Kaiser). In der inneren Stadt befinden sich zudem die Kärntner Straße (die am stärksten frequentierte Fußgängerzone Österreichs), Museen wie die Albertina, etliche Sakralbauten, sowie bekannte Hotels und Konditoreien.
Weiter außerhalb befinden sich das Schloss Schönbrunn, Schloss Belvedere, Riesenrad, Donauturm und Hundertwasserhaus. Weiters u. a. der Kahlenberg und die Hermesvilla.
Einige bedeutende Sakralbauten in Wien sind zudem u. a. Karlskirche, Votivkirche, Peterskirche, die Kirche am Steinhof, Franz von Assisi Kirche und Karl Borromäus Kirche.

#### Tourismus in Zahlen
In einer Umfrage des Wiener Tourismusverbandes gaben 2018 rund drei Viertel (74 %) der Gäste Sehenswürdigkeiten und Kultur als Entscheidungsgrund für ihre Wien-Reise an.
Laut Wirtschaftsforschung sorgte der Tourismus üblicherweise im Wiener Kerngebiet für eine jährliche Wertschöpfung von 4,7 Milliarden Euro (direkte und indirekte Effekte im Berichtsjahr 2018), was einem Beitrag von 4,8 Prozent zu Wiens Bruttoregionalprodukt entspricht und rund ein Fünftel der touristischen Wertschöpfung von ganz Österreich ausmachte. Zusätzlich zu den 4,7 Milliarden Euro Wertschöpfung direkt in Wien bringt Tourismus in Wien dem restlichen Österreich (ohne Wien) 900 Millionen Euro an Wertschöpfung. Der Tourismus in Wien liegt – sowohl was die Ausgaben als auch die direkte und indirekte Bruttowertschöpfung betrifft – im Bundesländervergleich in Österreich an zweiter Stelle hinter Tirol. Dem Tourismus-Satellitenkonto der Statistik Austria und des WIFO zufolge ist jeder neunte Vollzeitarbeitsplatz in Wien mit der Tourismus- und Freizeitwirtschaft verbunden. In günstigen Zeiten steht der Wirtschaftszweig für 103.300 Vollzeitarbeitsplätze.
Laut Bestandsstatistik gab es im Jahr 2023 in Wien 410 Hotels und Pensionen mit insgesamt 74.410 Betten, in denen über 14 Millionen Nächtigungen verzeichnet wurden.
Im Oktober 2019 legte die Stadt Wien ihre „Visitor Economy Strategie“ vor und veröffentlichte 2025 den aktualisierten Ansatz „Optimum Tourism“, bei dem ein Tourismuswachstum erreicht werden soll, das „die Qualitäten der Stadt stärkt und nicht ausnutzt“.

#### Tagungsgeschehen
Zur touristischen Statistik Wiens tragen viele internationale Kongresse, Firmentagungen, Belohnungsreisen und allgemeine Geschäftsreisen bei. Von der International Congress and Convention Association (ICCA) wurde Wien für 2021 auf Rang 1 weltweit gereiht; die Union of International Associations (UIA) reihte Wien für 2019 mit 306 internationalen Tagungen auf Rang 5 weltweit, hinter Singapur, Brüssel, Seoul und Paris.
Das Gesamtergebnis der Wiener Tagungsindustrie 2021 zeigt erste Anzeichen einer Trendwende nach den pandemiebedingten Einbrüchen. Die meisten Meetings konzentrierten sich auf den Frühsommer sowie die Monate September, Oktober und November. 79 % aller Veranstaltungen fanden im zweiten Halbjahr statt. In Summe wurden im Jahr 2021 1.788 Kongresse, Firmenveranstaltungen und Incentives mit insgesamt rund 140.000 Teilnehmern gezählt. Wiens Beherbergungsbetriebe verzeichneten dadurch rund 284.000 Nächtigungen (+ 7 % zu 2020), wobei dieser Anstieg primär dem Segment der internationalen Kongresse zu verdanken ist. Der Beitrag der Wiener Tagungen zum Bruttoinlandsprodukt belief sich auf 57,132 Millionen Euro – rund 17,13 Millionen Euro davon stammten von Kongressen.

### Medien

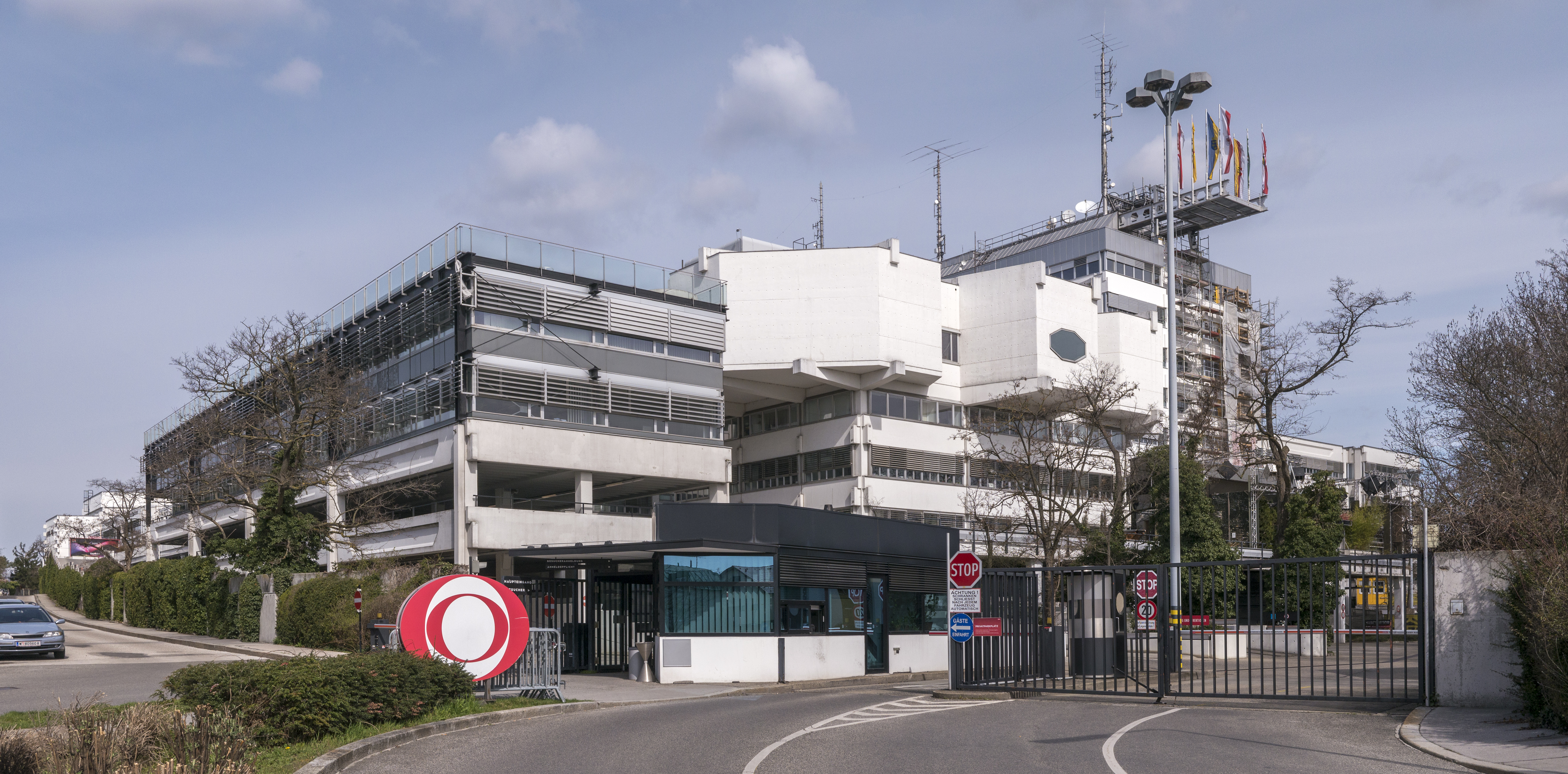
Das ORF-Zentrum Küniglberg im 13. Wiener Gemeindebezirk

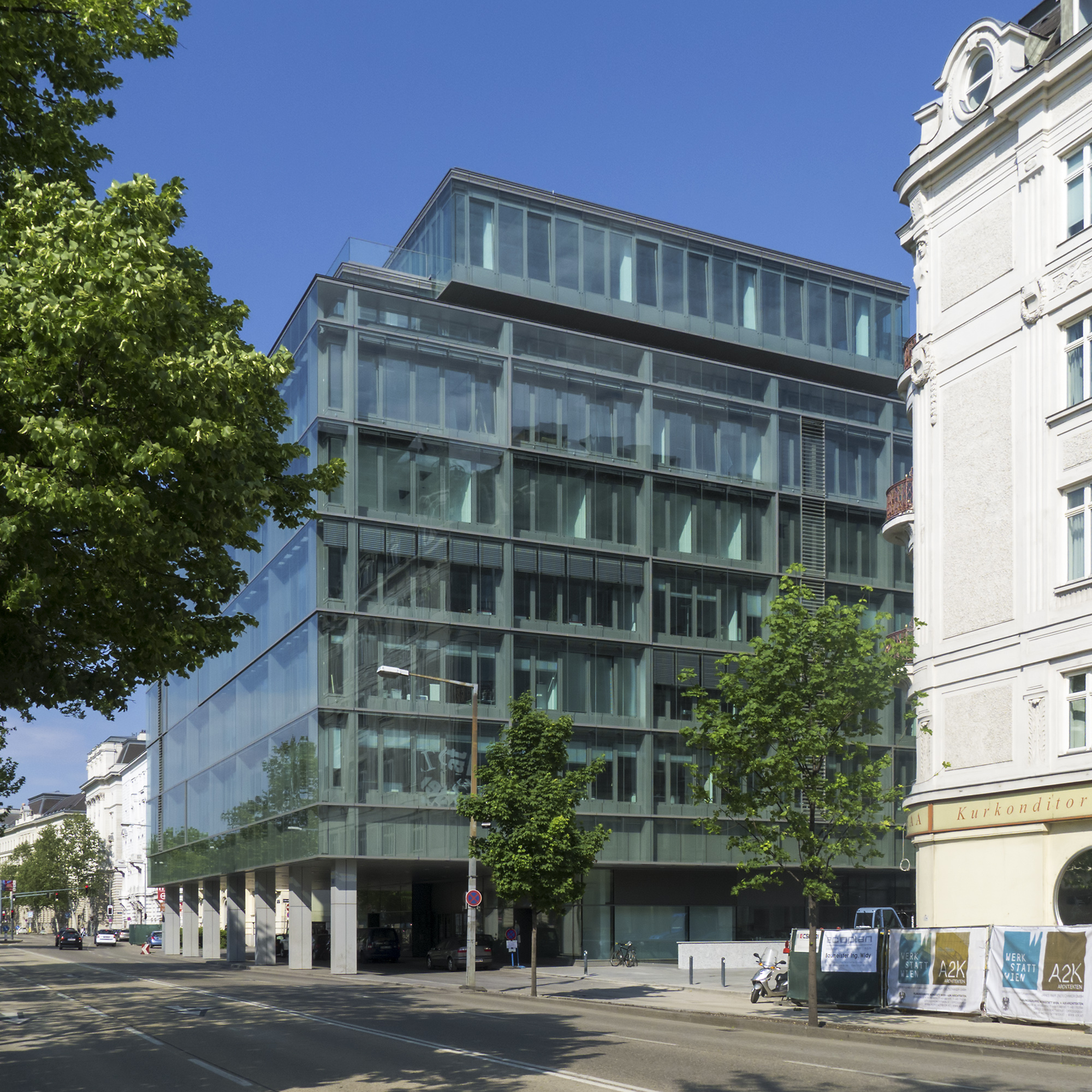
Die Ecke Vordere Zollamtsstraße (links) / Sparefrohgasse (rechts), Zentrale der Tageszeitung Der Standard

Wien ist der Hauptsitz zahlreicher Medien jeglicher Gattung. Das größte Medien-Unternehmen ist die öffentlich-rechtliche Rundfunkanstalt ORF mit Sitz am Küniglberg im 13. Gemeindebezirk Hietzing und seinen Radioprogrammen Ö1, Radio Wien, Ö3 und FM4 mit Sitz in der Argentinierstraße im 4. Gemeindebezirk und an der Heiligenstädter Lände. International über Mittelwelle ausgestrahlt wird Radio 1476, besser bekannt als Ö1 International. Die Filmstudios des ORF, die gelegentlich auch für Fernsehsendungen herangezogen werden, befinden sich am Rosenhügel im 23. Gemeindebezirk Liesing. Weitere Fernsehanstalten mit Sitz in Wien sind die österreichweiten Privatsender ATV und PULS 4. Ende 2005 startete unter dem Namen Okto ein nichtkommerzieller Fernsehsender für Wien. Neben den ORF-Radiosendern senden 14 private kommerzielle Radiosender sowie der nichtkommerzielle lokale Radiosender Orange 94.0 auf UKW aus Wien.
Auch die bedeutendsten österreichweiten Printmedien haben ihren Hauptsitz in Wien. Die Verlagsgruppe News ist eindeutige Marktführerin im Zeitschriftenbereich. Zu ihren Publikationen zählen unter anderen die Magazine News, Profil, Trend, woman und TV-Media. Die auf ganz Österreich bezogenen Tageszeitungen Kronen Zeitung, Kurier, Österreich, Der Standard, und Die Presse sind ebenfalls in Wien ansässig. Ehemals bedeutende Wiener Tageszeitungen sind die von 1703 bis 2023 erschienene Wiener Zeitung und die 1889 gegründete und 1991 eingestellte Arbeiter-Zeitung. Von großer lokaler Wichtigkeit ist die wöchentlich erscheinende Stadtzeitung Falter, die mit ihrer investigativen journalistischen Arbeit häufig mediale Themen in ganz Österreich bestimmt. Eine Besonderheit ist die vor allem in U-Bahn-Stationen erhältliche Gratiszeitung Heute, die vor allem durch einen hohen Werbeanteil und die höchste Auflage in Wien auffällt. Zudem existieren noch zahlreiche Printmedien mit kleinerer Auflage und thematischer Spezialisierung auf Themen wie Religion oder Politik. Unter diesen ist Die Furche die bedeutendste. Mit dem Augustin und dem in wesentlich geringerer Auflage erscheinendem Uhudla gibt es in Wien zwei Straßenzeitungen die von Obdachlosen verkauft werden.
Die Wiener Stadtverwaltung besitzt zahlreiche Medien, die unter der Dachmarke „wien.at“ laufen. Neben dem Webservice der Stadt gibt es zahlreiche Printprodukte, wie das monatlich erscheinende „wien.at – Das Infoblatt Ihrer Stadt“ sowie sieben kostenlose Zielgruppenmagazine, die auf Wunsch zugeschickt werden. Im Auftrag der Stadt wird die wöchentliche Nachrichtensendung „wien.at TV“ produziert, die auf dem Kabelkanal W24 ausgestrahlt wird und online abrufbar ist. Für die Medien der Stadt Wien ist die Magistratsabteilung 53 – Presse- und Informationsdienst zuständig.
Neben klassischen Medienunternehmen konzentrieren sich auch zahlreiche weitere Unternehmen der Medienbranche sehr stark auf Wien, wie Werbeagenturen, Webagenturen und Unternehmen aus der Filmbranche.

### Landwirtschaft
16 Prozent der Fläche Wiens werden landwirtschaftlich von rund 900 gärtnerischen und bäuerlichen Betrieben genutzt. Mehr als 5.000 Hektar davon sind Ackerland, 637 Hektar sind Weinanbauflächen in 140 Rieden, 870 Hektar werden für Gartenbau – vor allem für die Gemüseproduktion – genutzt. Die wichtigsten Weinbaugebiete sind Bisamberg, Nussberg, Kahlenberg und Georgenberg. Es werden vor allem Grüner Veltliner, Riesling, Chardonnay, Weissburgunder, Zweigelt, Welschriesling, Neuburger, Traminer und Gelber Muskateller angebaut. Der Wiener Gemischte Satz besteht aus mindestens drei Qualitätsweinsorten die gemeinsam gelesen und gekeltert worden sein müssen. Von den rund 115.000 Tonnen jährlicher pflanzlicher Nahrungsmittelerzeugung entfallen circa 60.000 Tonnen auf die rund 40 Sorten Gemüse, die in Wien angebaut werden, vor allem Tomaten, Paprika, Gurken, Salat und Radieschen. Circa ein Drittel der in Wien verbrauchten Gemüsemenge wird somit innerhalb der Stadtgrenzen erzeugt. Anbaugebiete sind etwa die Simmeringer Haide. Auch der größte österreichische Gemüsevertrieb, die LGV-Frischgemüse, hat ihren Sitz und ihr Hauptlager in Simmering.
In den Außenbezirken Wiens wird Jagd u. a. auf Wildschweine, Rehe, Feldhasen und Rothirsche ausgeübt. 16.561 Hektar des 41.487 Hektar großen Wiener Stadtgebiets ist Teil von Jagdgebieten, wovon 3.418 Hektar als Jagdruhensgebiet ausgewiesen sind, somit beträgt die bejagbare Fläche 13.143 Hektar.

## Infrastruktur
Für große Teile der technischen und sozialen Infrastruktur der Stadt ist der Magistrat der Stadt Wien zuständig. Die über 60 thematisch spezialisierten Magistratsabteilungen verwalten gemeinsam mit den 19 Magistratischen Bezirksämtern, den Unternehmungen nach § 71 Wiener Stadtverfassung (Krankenanstaltenverbund, Wiener Wohnen, Wien Kanal) und den ausgegliederten oder von Anfang an privaten Unternehmen der Stadt (Wiener Stadtwerke Holding AG, Museen der Stadt Wien, Wien Holding GmbH) wichtige Bereiche des öffentlichen Lebens in der Bundeshauptstadt (Kindergärten, Schulen, Parkanlagen, öffentliche Waldflächen, Müllabfuhr etc.).
Zur Finanzierung von Infrastrukturprojekten wurde 1998, wie damals bei größeren Kommunen in Europa gängig, die U-Bahn Wien und 2002 die Wiener Kanalisation im 21. und 22. Bezirk mittels Cross-Border-Leasing-Vertrag verkauft und wird seither über eine Laufzeit von 35 Jahren zurückgemietet. Die Stadt Wien sollte dadurch von einem Steueranreiz in den Vereinigten Staaten profitieren, doch wurde diese Steuerlücke vor mehreren Jahren geschlossen und etwaige Ertragsausfälle des Investors müssen von der Stadt getragen werden. Dieses Gesetz sieht zwar mit der „Grandfathering Clause“ vor, dass vor dem 17. September 2003 eingegangene Verträge ihre Gültigkeit behalten sollen, doch verstößt dies gegen Regelungen der Welthandelsorganisation (WTO) und stößt auch auf EU-Widerstand, weshalb diese Regelung modifiziert werden muss. Mittlerweile werden die Cross-Border-Verträge seitens der Wiener Stadtregierung wieder aufgelöst.
Für die technische Sicherheit der Stadt (Baupolizei, Eisenbahnrecht, Wasserrecht usw.) ist der Magistrat der Stadt Wien verantwortlich; bei der Baupolizei mit der Landesregierung, im Eisenbahnrecht mit dem Verkehrsministerium, im Wasserrecht mit dem Umweltministerium als zweite Instanz.

### Technische Infrastruktur

#### Stadtplanung
Der Wiener Stadtentwicklungsplan (kurz: STEP) wird von der MA 18 (Magistratsabteilung 18) erstellt, legt die Richtlinien für die Stadtentwicklung in den nächsten Jahren fest und trägt somit maßgeblich zur städtischen Infrastruktur bei. Die Stadtentwicklungspläne werden in Abständen von zehn Jahren überarbeitet. Während nach 1945 lange Zeit demographische Stagnation herrschte, die auch in den Stadtentwicklungsplänen ihren Niederschlag fand (Privilegierung der Verbauung von Baulücken etc.), kommt es seit dem Zusammenbruch des Sozialismus in Staaten des Warschauer Pakts wieder zu expansiveren Konzepten. Die 1994 beschlossene Revision des STEP 84 trug beispielsweise bereits dem deutlichen Bevölkerungswachstum durch Zuwanderung Rechnung. Der Stadtentwicklungsplan 2005 (STEP 05) befasst sich mit einem Dutzend von Zielgebieten, beispielsweise der Waterfront, einem Gebiet vom Donaukanal über den Praterstern, Nordbahnviertel, Handelskai zur Alten Donau, oder dem Wiental. Die Stadtplanung befasst sich außerdem mit der regionalen und internationalen Verkehrsanbindung Wiens.
Besonders umstritten ist in Wien die Errichtung von Hochhäusern, namentlich im Stadtzentrum. Im Jahr 2001 wurde von der Stadtplanung ein Hochhauskonzept erarbeitet, das in der Folge ausführlich diskutiert wurde. Es basierte auf früheren Hochhausstudien (Architekt Hugo Potyka 1972 und Coop Himmelb(l)au 1992). Nach positiver Äußerung der Stadtentwicklungskommission wurde das Konzept „Hochhäuser in Wien“ vom Gemeinderat im April 2002 angenommen.

#### Stadtversorgung

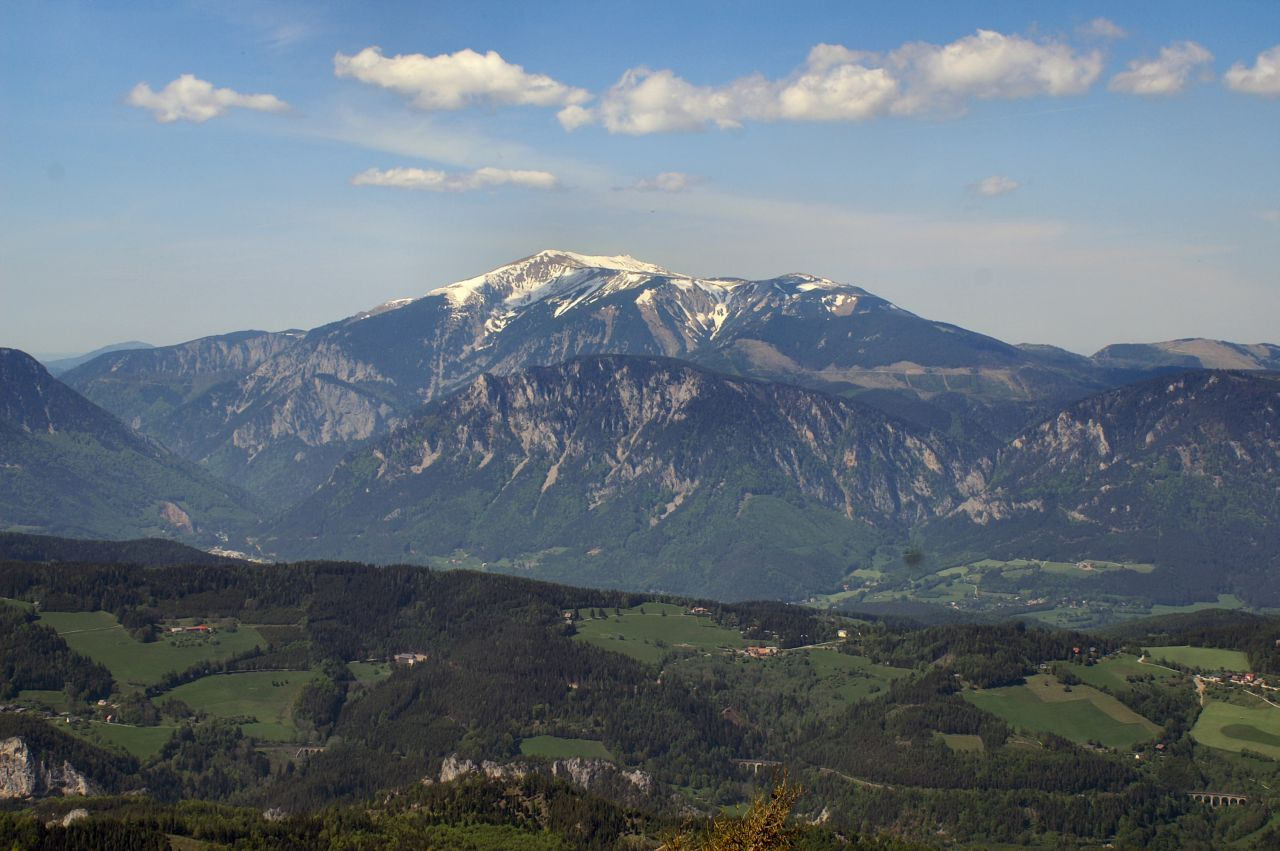
Das Wiener Wasser stammt seit 1873 aus dem Schneeberg-Gebiet

Wien wird seit 1873 durch die I. Wiener Hochquellenwasserleitung mit Wasser aus dem Rax-Schneeberg-Gebiet und seit 1910 zusätzlich durch die II. Wiener Hochquellenwasserleitung aus dem Hochschwab-Gebiet versorgt. Die Gebiete wurden 1965 zum Wasserschutzgebiet erklärt, betreut werden sie von der Forstverwaltung der Stadt Wien. Wasser aus einem Grundwasserwerk in der Lobau wird selten, etwa bei Wartungsarbeiten oder besonders hohem Wasserverbrauch, in bestimmten Bezirken dem Hochquellenwasser beigemengt. Sämtliche Abwässer werden durch die Wiener Kanalisation in die städtische Hauptkläranlage in Simmering geleitet. Das Kanalsystem der Stadt gelangte durch den Film Der dritte Mann zu internationaler Berühmtheit.
Die Wiener Netze, ein Tochterunternehmen der Wiener Stadtwerke im Vollbesitz der Stadt Wien, betreiben die Strom-, Erdgas-, Fernwärme- und Fernkältenetze der Stadt Wien. Der Strommarkt selbst ist liberalisiert, der wichtigste Stromlieferant der Stadt ist Wien Energie. Nach Energiepreiserhöhungen im Jahr 2022 im Zuge des Kriegs Russlands gegen die Ukraine und im Sinne von Dekarbonisierung geht Wien Energie daran, Geothermie aus der in 3000–3400 m Tiefe prospektierten wasserführenden Schicht, dem Aderklaaer Konglomerat zu erschließen.

#### Kommunikation
Seit Februar 2014 ist mit .wien eine Neue Top-Level-Domain für Internetadressen (Domains) für Unternehmen, Organisationen und Privatpersonen mit Bezug zu Wien in Betrieb. Verwaltet und vermarktet wird diese im Auftrag der Stadt Wien durch die punkt.wien GmbH, eine hundertprozentige Tochter der Compass Gruppe GmbH.

### Verkehrsinfrastruktur
2024 wurden 34 Prozent aller Wege in Wien mit öffentlichen Verkehrsmitteln zurückgelegt. 30 Prozent der Wege wurden zu Fuß bewältigt, 11 Prozent mit dem Fahrrad und 25 Prozent per PKW. Im Jahr 2023 waren noch 32 Prozent zu Fuß und 26 Prozent per Auto unterwegs. In diesem Jahr fuhren jedoch nur 32 Prozent mit den Öffis und 10 Prozent per Rad.
Zehn Donaubrücken (Straßen, Eisenbahn, U-Bahn, Fußgänger) verbinden das Stadtgebiet links und rechts der Donau, sieben (inkl. zweier befahrbarer Wehre) verbinden das linke Donauufer über die Neue Donau mit der Donauinsel, 35 Brücken (sowie ein Wehr und eine Schleuse) überspannen den Donaukanal.

#### Straße

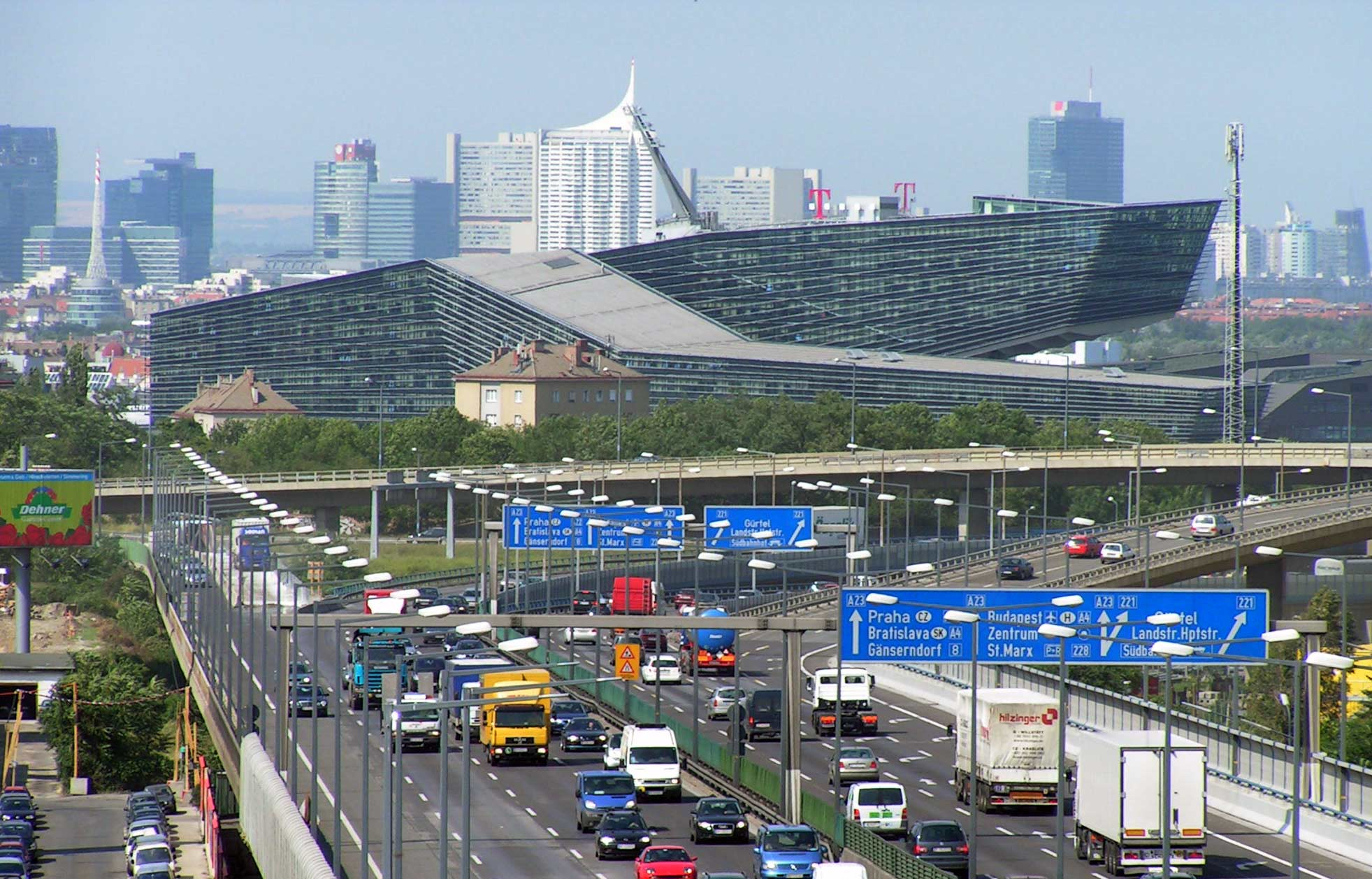
A23 – Wiener Stadtautobahn

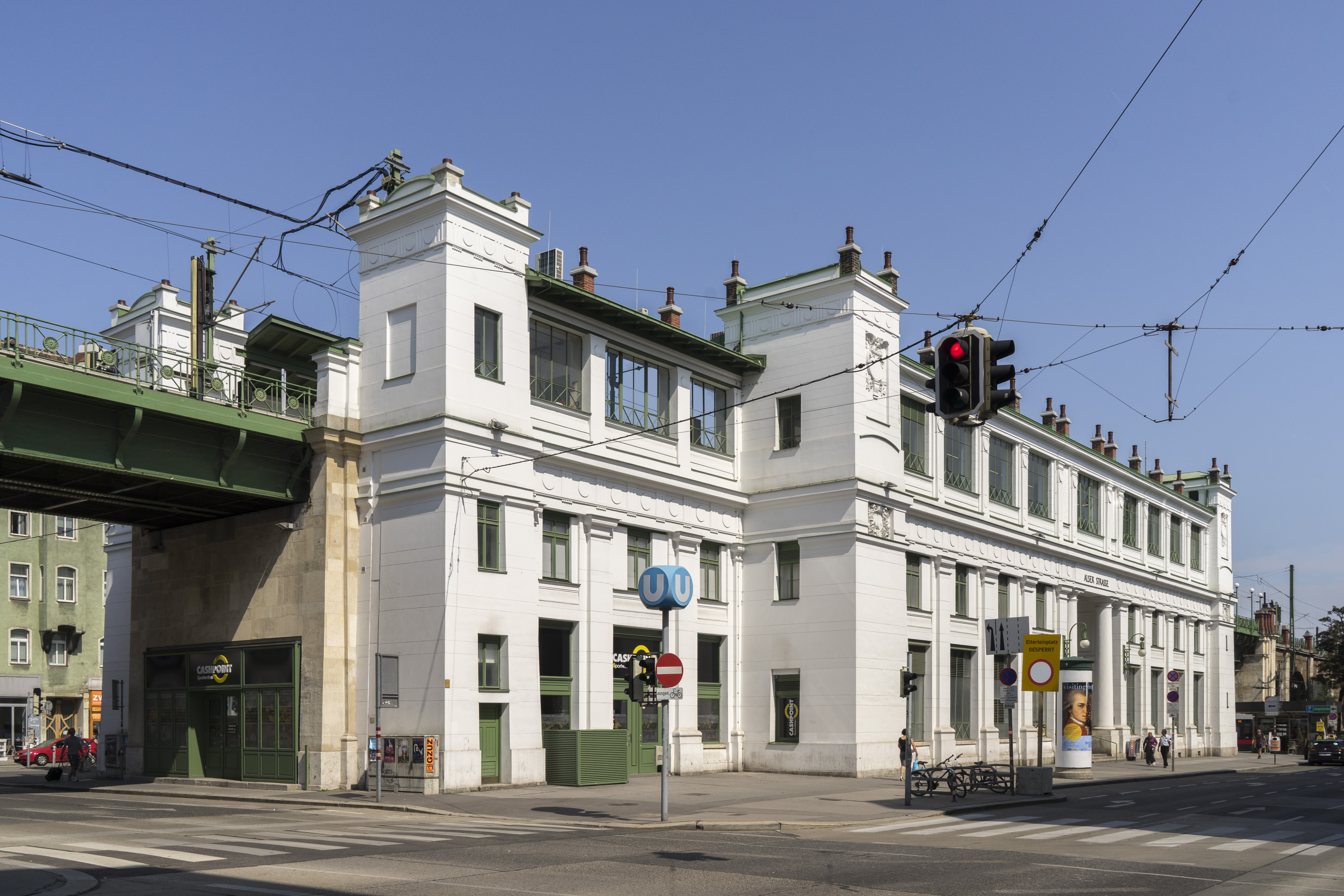
Gürtel an der Alser Straße mit Station der U6

Die Autobahnen A1 Westautobahn, A2 Südautobahn, A4 Ostautobahn und A22 Donauuferautobahn verlassen die Stadt radial. Die A3 ins Burgenland zweigt südlich von Wien von der A2 ab. Als A5 wird derzeit die Nordautobahn Richtung Brünn verlängert, die an das tschechische Autobahnnetz anschließen soll. Als A6 wurde 2007 östlich von Wien die Nordostautobahn von der A4 nach Bratislava (Slowakei) eröffnet.
Die Autobahn Südosttangente Wien A23, die meistbefahrene Straße Österreichs, ist eine ringförmige Verbindung zwischen A2, A4 und A22 im südlichen Stadtgebiet; zu ihrer Entlastung wurde an der südlichen Stadtgrenze die S1 Außenring-Schnellstraße gebaut und am 28. April 2006 eröffnet. Diese soll östlich der Donau in einem Autobahnring fortgesetzt werden, über den man zur A5 gelangt; die dazu nötige Untertunnelung des Nationalparks Donauauen ist aus ökologischen Gründen umstritten. Als Zubringerstraße ist zudem die Wiener Stadtstraße im 22. Bezirk in Bau.
Die alten Fernstraßen (heute Bundesstraßen) verlassen die Stadt sternförmig. Teilweise sind sie immer noch nach historisch bedeutsamen Zielen benannt (Linzer Straße, Prager Straße B3, Brünner Straße B7, Budapester Straße B10, Triester Straße B17).
Die Fernstraßen gehen vom Gürtel aus, der die inneren Bezirke umschließt. Diese sechs- bis achtspurige Straße ist besonders staugefährdet und beeinträchtigt durch ihre enorme Verkehrsfrequenz die Wohnqualität. Der Gürtel ist neben dem Ring und der Zweierlinie (auch Lastenstraße) die dritte in einem Ringsegment um den Stadtkern führende Hauptverkehrsader in Wien. Der Gürtel ist die am stärksten befahrene Landesstraße in Österreich und eine der meistfrequentierten in Europa. Von ihm ist die Wiener Gürtel Straße (B221) zu unterscheiden, die neben dem Gürtel auch einige an ihn anschließende Straßen umfasst.
Das Parken von Kraftfahrzeugen ist in Wien generell kostenpflichtig, es gibt jedoch Bereiche, die davon ausgenommen sind. Anrainer können mit dem gebührenpflichtigen „Parkpickerl“ innerhalb des Geltungsbereichs zeitlich unbeschränkt parken. Für einpendelnde Verkehrsteilnehmer bestehen einige Parken-und-Reisen-Anlagen mit Anschluss an öffentliche Verkehrsmittel.
Generell ist es Ziel der Stadtverwaltung, den Anteil des motorisierten Individualverkehrs am Gesamtverkehr aus ökologischen Gründen zu reduzieren. Seit August 2019 gibt es in den Bezirken Mariahilf und Neubau fast nur noch Tempo-30-Zonen, in Neubau ist seither (Stand 2024) die Anzahl verfügbarer Parkplätze um 30 Prozent gesunken.
Die längste Straße Wiens ist die im Norden über die Ausläufer des Wienerwalds als Panoramastraße verlaufende, 14,8 km lange Höhenstraße, kürzeste Straße ist die nur elf Meter lange Tethysgasse im 2. Bezirk.

#### Öffentlicher Nahverkehr

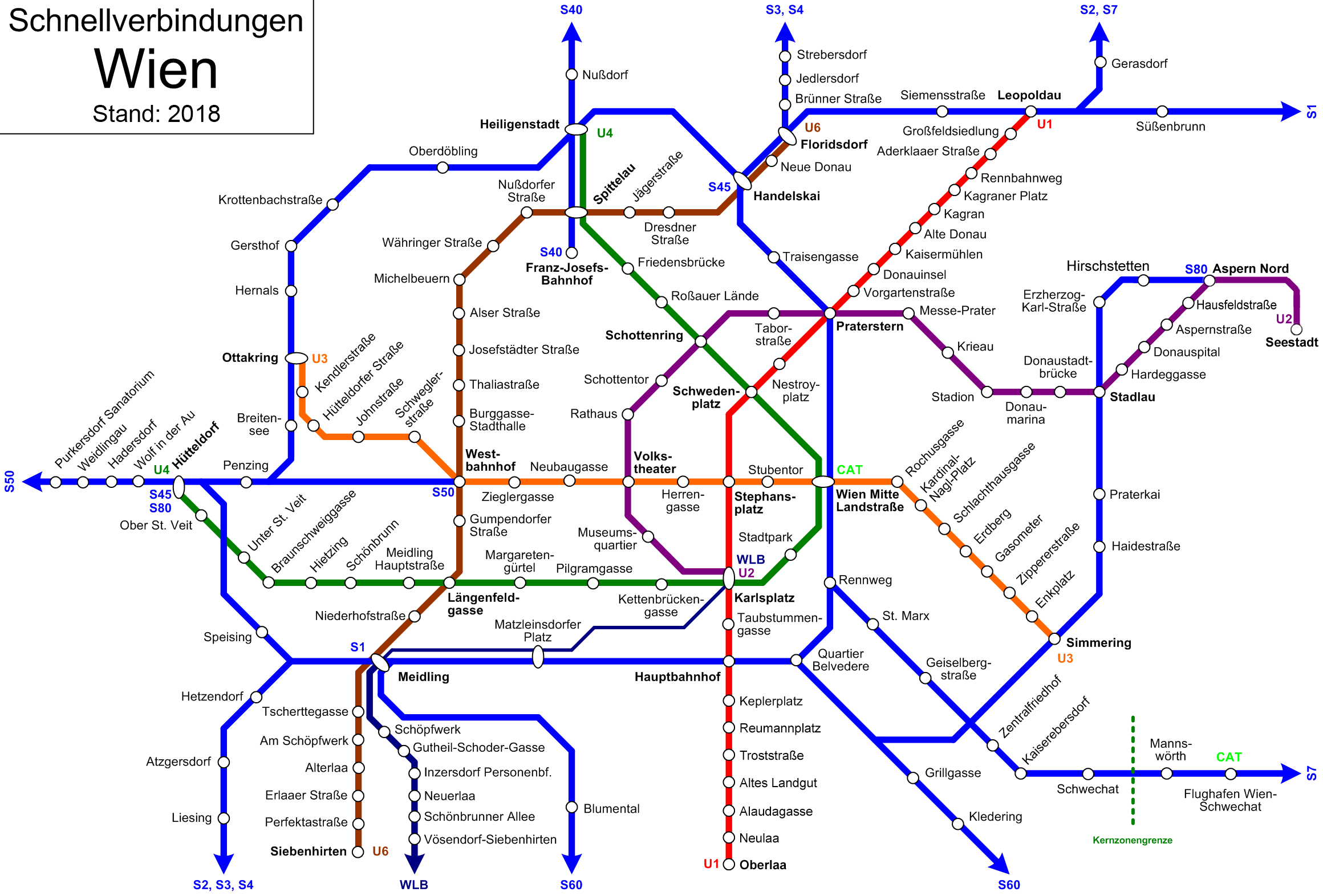
Schnellverbindungen in Wien (S-Bahn, U-Bahn, City Airport Train und Lokalbahn Wien–Baden)

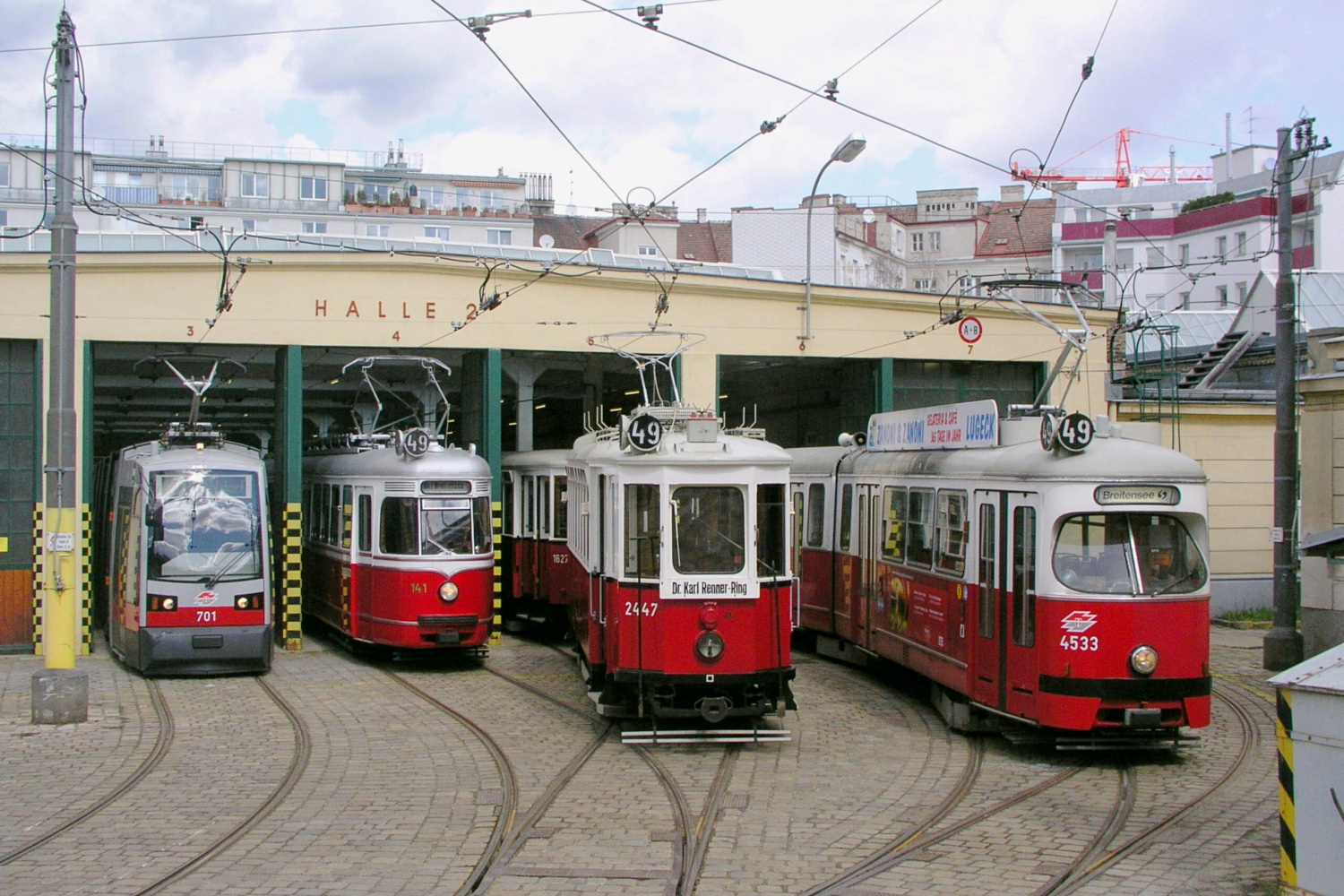
Vier Generationen der „Bim“

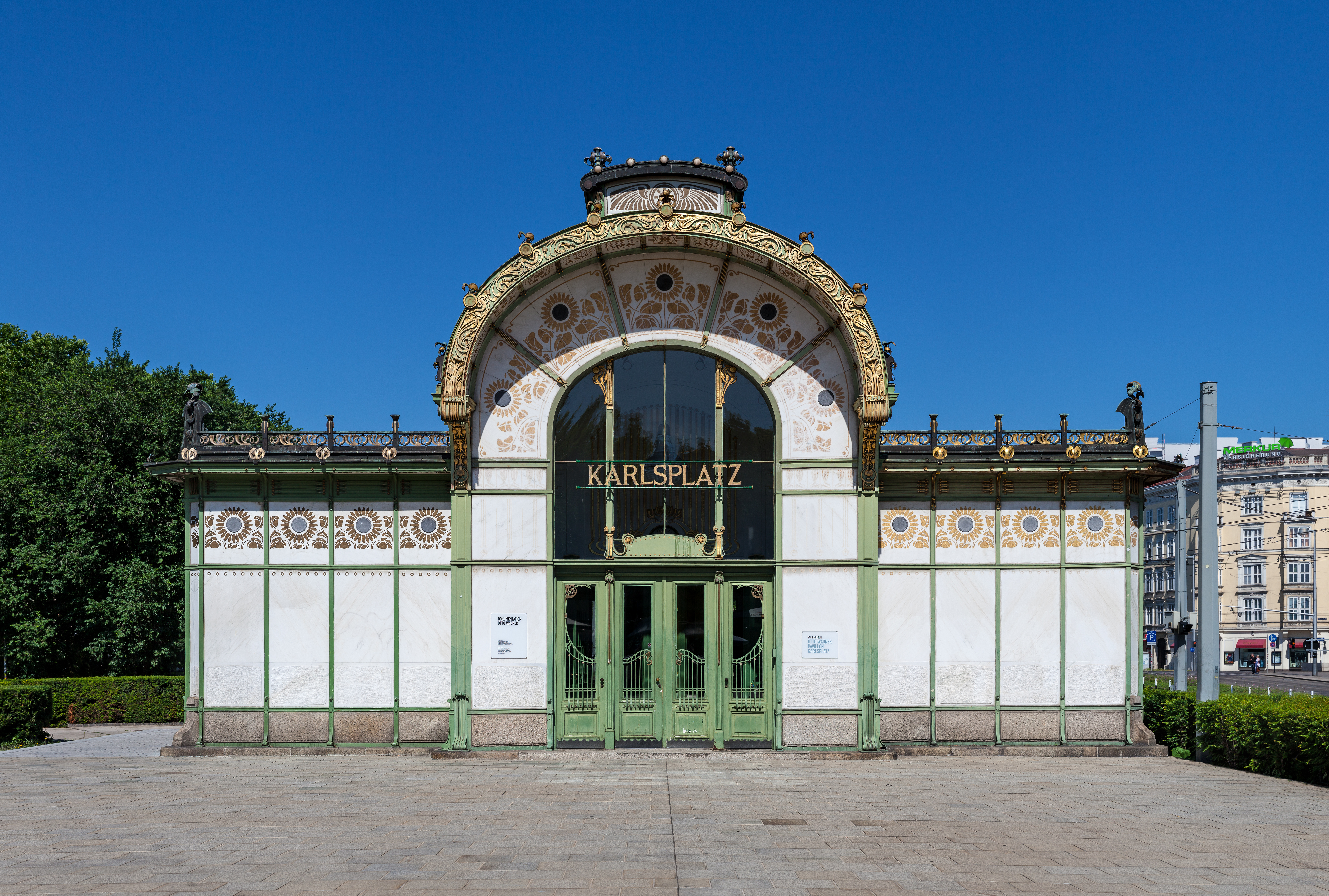
Stadtbahnstation Karlsplatz, heute Station von U1, U2 und U4

Wien verfügt über ein großes Netz öffentlicher Verkehrsmittel. Es besteht aus den zu den Österreichischen Bundesbahnen (ÖBB) gehörenden S-Bahn-Linien, der Badner Bahn und dem Netz der Wiener Linien (U-Bahn, Straßenbahn und Autobuslinien), dem City Airport Train und diversen privaten Autobuslinien. Die Wiener Linien transportierten im Jahr 2016 noch 954,2 Millionen Fahrgäste, im Jahr 2022 waren es nur noch 747 Millionen. 2024 waren es 873 Millionen Fahrgäste. Der Höchststand an Stammkunden wurde mit fast 1,3 Millionen Menschen erreicht.
Die Wiener Straßenbahn existiert seit 1865 und wurde 1897 elektrifiziert. Die Wiener Linien betreiben heutzutage mit 28 Straßenbahnlinien und einem 171 Kilometer langem Gleisnetz eines der ältesten und das sechstlängste Straßenbahnnetz der Welt. Ab 1898 wurde die im Jugendstil errichtete Wiener Dampfstadtbahn eröffnet, die 1925 großteils zur Wiener Elektrischen Stadtbahn entwickelt wurde und deren Infrastruktur ab 1976 von der schrittweise neu errichteten U-Bahn übernommen wurde. 1978 wurde die erste Neubau-Teilstrecke der Linie U1 eröffnet. Das Wiener U-Bahn-Netz verfügt heute über fünf Linien, die sechste Linie (Linie U5) ist derzeit noch im Bau. Der Autobuslinienbetrieb wurde in Wien am 23. März 1907 aufgenommen.
Heute verfügt Wien mit der 24-Stunden-U-Bahn an den Wochenenden und der NightLine auch über ein Nachtverkehrsnetz. Darüber hinaus fahren vor allem in den Stadtrandzonen Anrufsammeltaxis und private Busunternehmen in Tarifgemeinschaft mit den Wiener Linien. Gemeinsam mit den Bahn- und Buslinien in Niederösterreich und dem Burgenland bildet das Wiener Verkehrsnetz den Verkehrsverbund Ost-Region (VOR).

#### Fahrrad

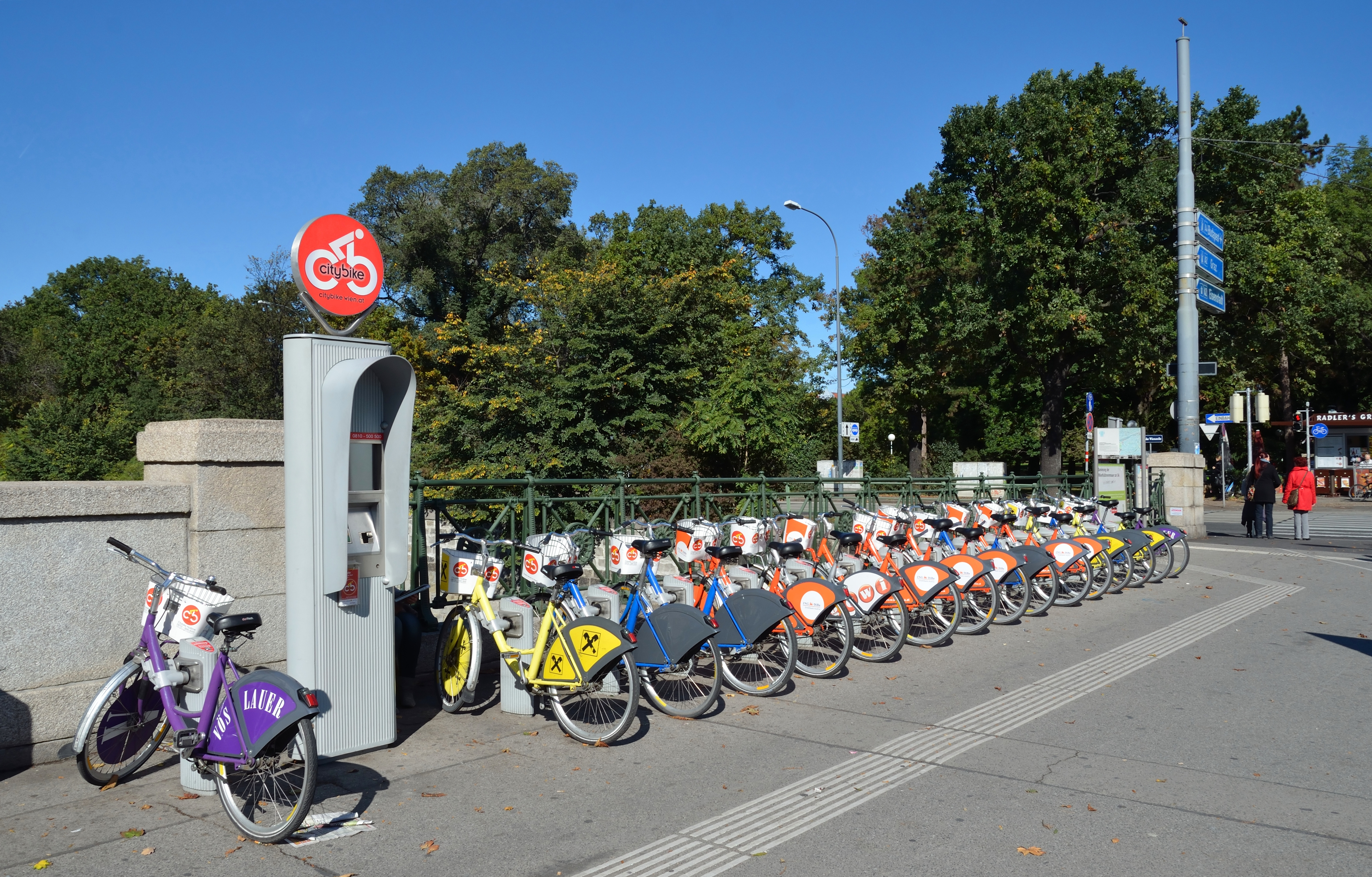
„Citybike“-Verleihstation auf der Schönbrunner Schlossbrücke

Der Anteil des Fahrradverkehrs am Gesamtverkehr betrug 2024 in Wien 11 Prozent. Das öffentliche Radverkehrsnetz umfasste 2022 rund 1721 Kilometer und im März 2025 waren es 1789 Kilometer.
Bis März 2022 wurde das Leihfahrradsystem „Citybike“ angeboten, dessen Räder an festen Stationen zum Abstellen eingeklinkt werden mussten. Mittels Kfz mit Anhänger verteilte der Betreiber die Räder wieder an unterversorgte Stationen. Am 1. April 2022 folgte dem CityBike der Gewista das Leihfahrradsystem WienMobil Rad der Wiener Linien nach.

#### Eisenbahn

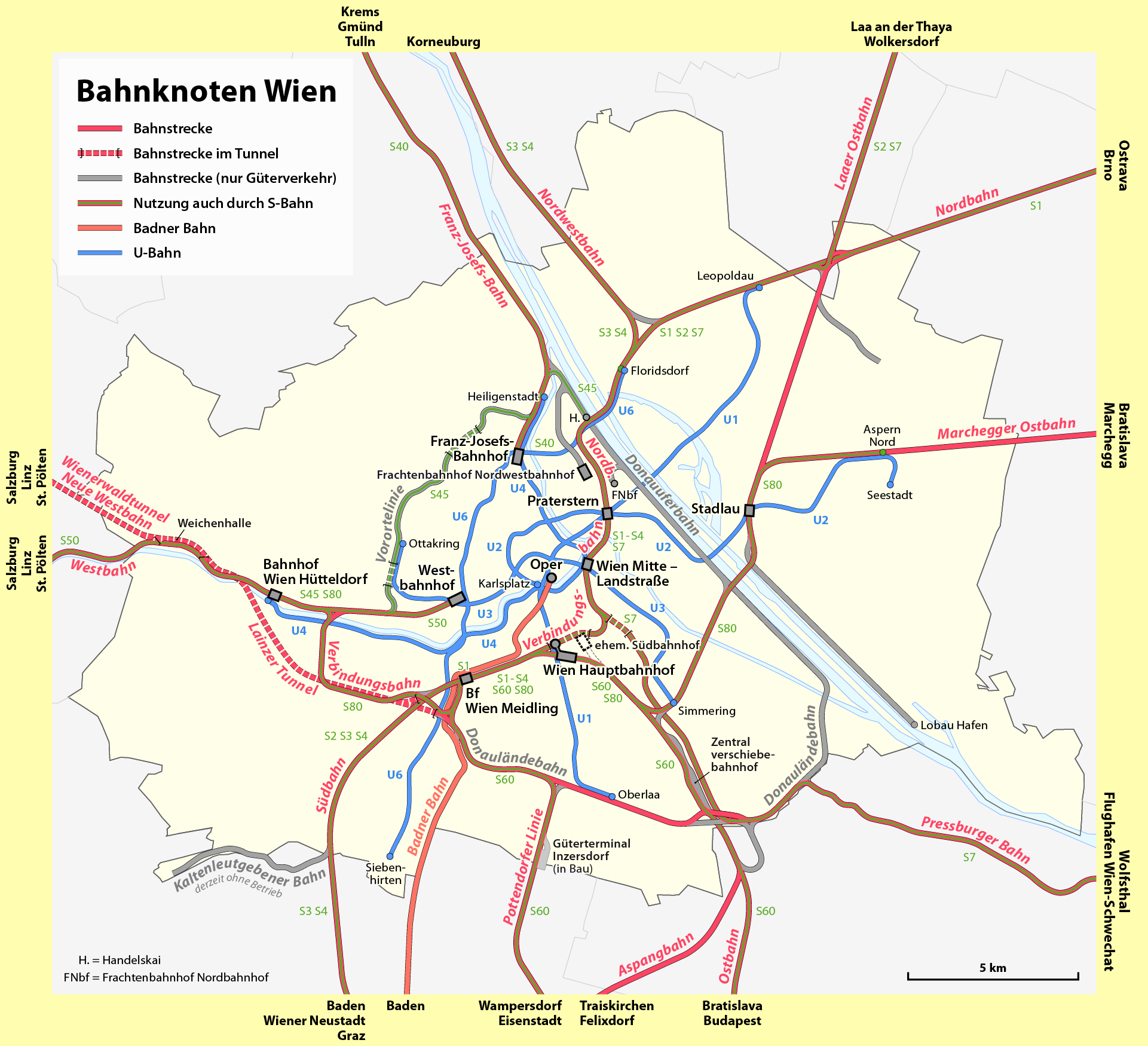
Karte der Eisenbahnstrecken nach Wien und Lage der wichtigsten Wiener Bahnhöfe

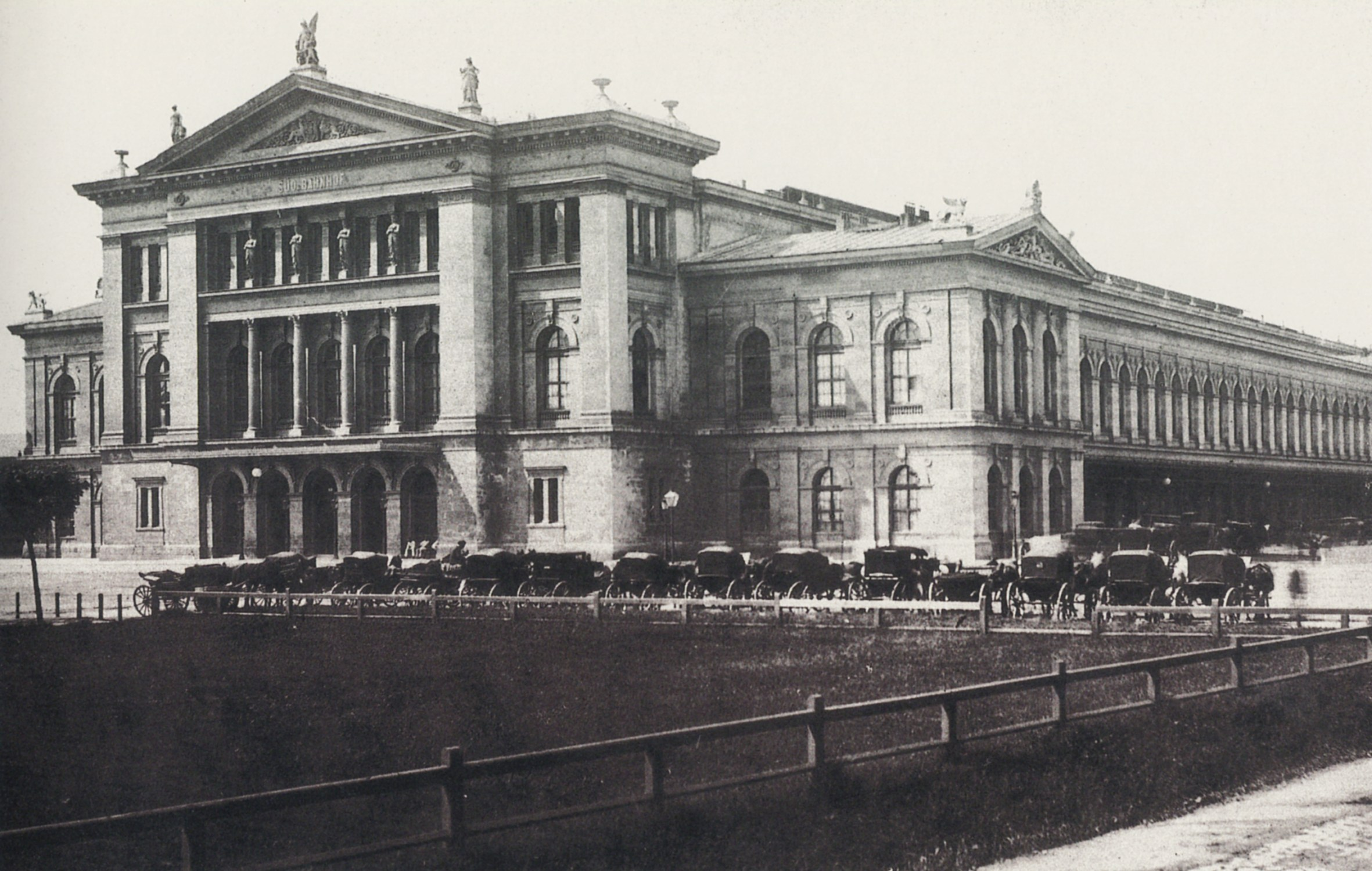
Der Wiener Südbahnhof, größter Kopfbahnhof Wiens, zur Zeit der k.u.k. Monarchie

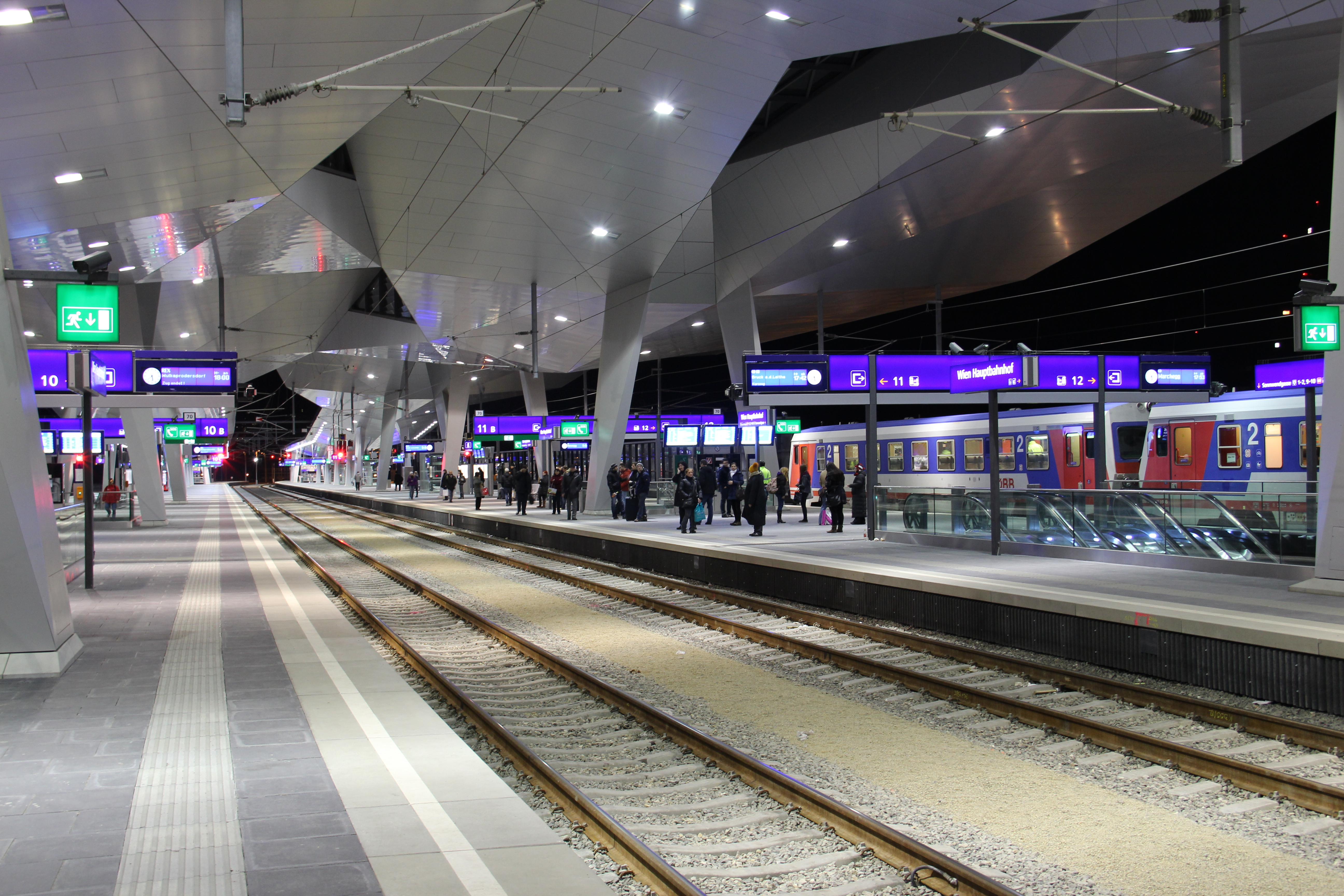
Die Bahnsteigebene des Wiener Hauptbahnhofs

Historisch bedingt – alle Verkehrsverbindungen orientierten sich nach der Haupt- und Residenzstadt der österreichisch-ungarischen Monarchie – wurden in Wien mehrere Kopfbahnhöfe errichtet. Alle größeren Bahnhöfe Wiens wurden jedoch im Zweiten Weltkrieg auf Grund ihrer strategischen Bedeutung zumindest beschädigt. Die meisten wurden wieder aufgebaut und neu gestaltet. So wurde 1951 der alte Westbahnhof durch einen Neubau ersetzt. In den Neubau des (3.) Südbahnhofs wurde 1956 der früher getrennte Ostbahnhof integriert. In den Jahren 1976 bis 1980 wurde der Franz-Josefs-Bahnhof überbaut. Der Nordbahnhof, eine stattliche Ruine, die erst 1965 entfernt wurde, wurde nicht wiederhergestellt (seine architektonische Bedeutung wurde damals nicht erkannt), da durch den Zerfall der Habsburgermonarchie und den Eisernen Vorhang der Fernverkehr der Nordbahn seine Bedeutung verloren hatte. Ab dem 9. Dezember 2012 wurde der Teilbetrieb am neu errichteten Wiener Hauptbahnhof aufgenommen, die vollständige Inbetriebnahme erfolgte am 13. Dezember 2015. Es handelt sich nicht, wie bei den traditionellen großen Wiener Bahnhöfen, um einen Kopfbahnhof, sondern um einen Durchgangsbahnhof, der Südbahn und Ostbahn verknüpft, aber auch Züge von Nord- und Westbahn einbinden kann.
Heute bestehen in Wien noch zwei große Kopfbahnhöfe; sie dienen vorwiegend dem Regionalverkehr:
- Wien Westbahnhof als historischer Ausgangspunkt der Westbahn
- Wien Franz-Josefs-Bahnhof als Ausgangspunkt der Franz-Josefs-Bahn

Durchgangsbahnhöfe:
- Wien Hauptbahnhof an Süd- und Ostbahn, als zentraler Bahnhof im Fernverkehr und mit Fernverkehrsanbindung des Flughafenbahnhofs
- Wien Meidling (Philadelphiabrücke) an der Südbahn und Ausgangspunkt der Pottendorfer Linie, sowie mit Anbindung zur Donauländebahn und durch den Lainzer Tunnel zur Westbahn mit Wienerwaldtunnel und der NBS Tullnerfeld nach St. Pölten
- Wien Mitte (Landstraße) an der Stammstrecke zwischen Hauptbahnhof und Praterstern, sowie mit Schnellverbindung City Airport Train (CAT) von und nach Flughafen Wien Bahnhof
- Wien Praterstern, Ausgangspunkt der Nordbahn und der Nordwestbahn
- Wien Floridsdorf (Nordbahn und Nordwestbahn)
- Wien Hütteldorf an der Westbahn und mit Vorortelinie und Strecke nach Wien Meidling
- Wien Heiligenstadt an der Franz-Josefs-Bahn und mit Vorortelinie
- Wien Stadlau mit Laaer Ostbahn und Marchegger Ostbahn

Für den Lokal- und Regionalverkehr ist der intensive Wiener S-Bahn-Betrieb wichtig. Er bedient auch viele kleinere Bahnhöfe bzw. Stationen. Sehr dichter Verkehr wird auch auf der stadteigenen Lokalbahn Wien–Baden, vulgo Badner Bahn, geboten.
Für den Güterverkehr wichtig sind der Lainzer Tunnel, die beiden Verbindungsbahnen zwischen West- und Südbahn sowie zwischen Süd- und Nordbahn, die mehrere Strecken verknüpfende Donauländebahn und die Donauuferbahn (die zwischen den beiden seit 1945 fehlende Winterhafenbrücke wurde bis 2008 neu errichtet) sowie der Zentralverschiebebahnhof Wien-Kledering an der Ostbahn.

#### Flughafen

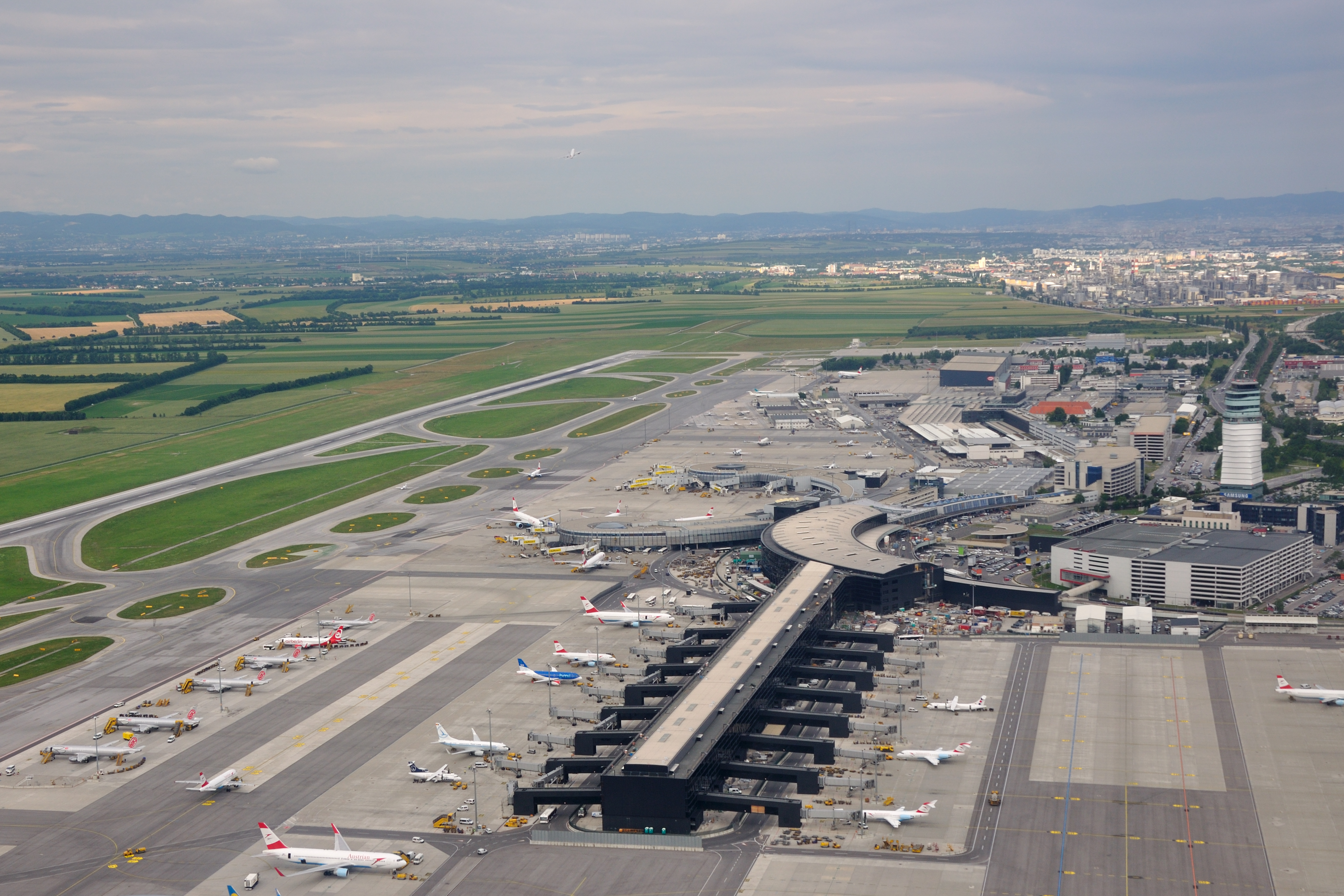
Flughafen Wien

Der Flughafen Wien befindet sich im niederösterreichischen Schwechat, einer 16 km südöstlich von Wiens Zentrum gelegenen Stadtgemeinde. Er ist Heimatbasis und Drehkreuz von Austrian Airlines, Eurowings Europe und EasyJet Europe und der größte Arbeitgeber der Ostregion Österreichs. Im Geschäftsjahr 2017 verbanden ihn 74 Fluggesellschaften mit 195 Zielen in 70 Ländern weltweit. 2022 wurden 23,7 Millionen Passagiere verzeichnet.

#### Schifffahrt

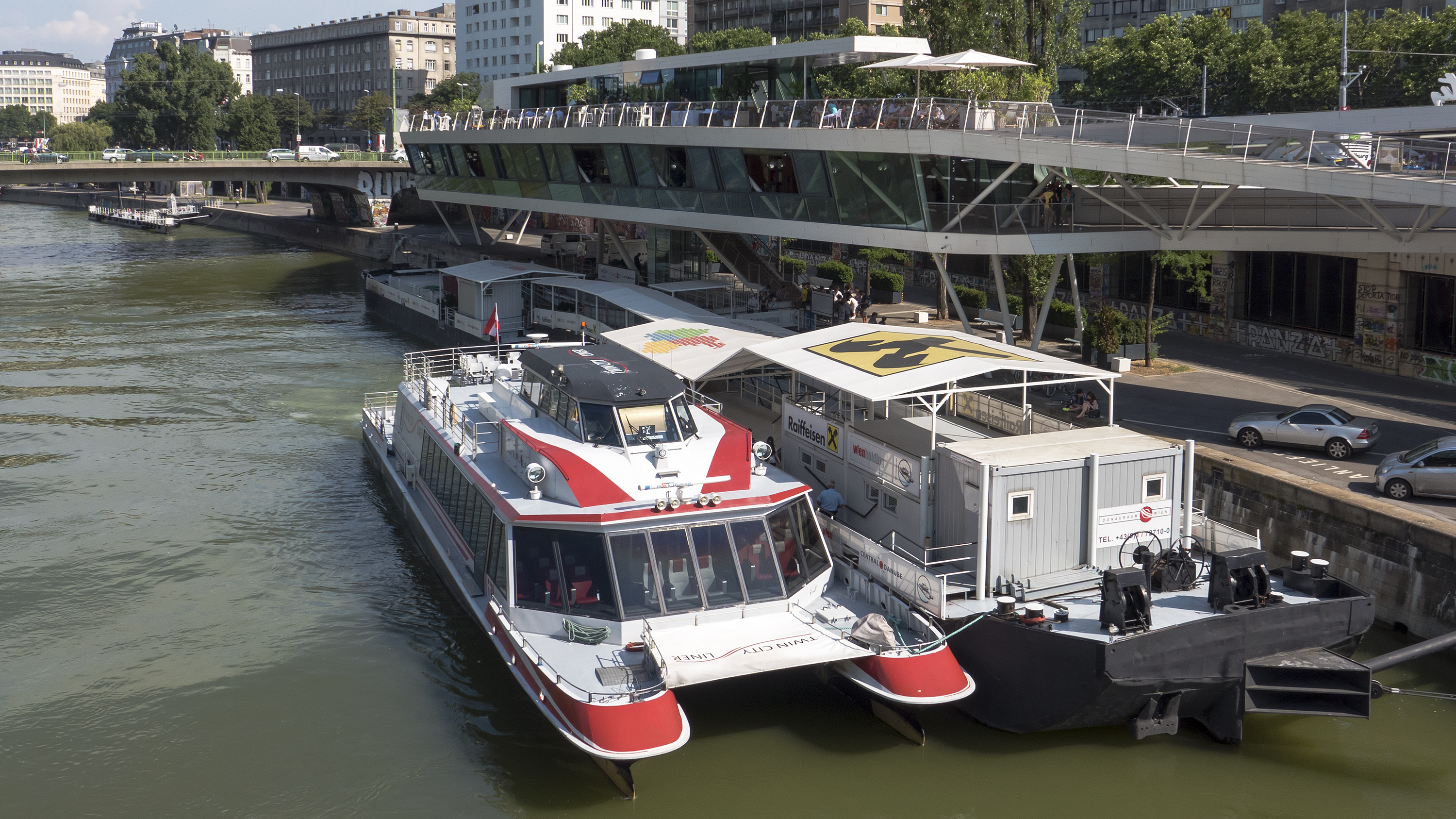
Twin City Liner an der Schiffstation City am Donaukanal

Durch den Rhein-Main-Donau-Kanal ist Wien durch eine Wasserstraße sowohl mit dem Seehafen Rotterdam als auch den deutschen Industriegebieten verbunden. Über die Donau abwärts gibt es eine Verbindung mit den Ländern Osteuropas bis zum Schwarzen Meer. Die Personenschifffahrt auf der Donau hat heute fast nur noch touristische Bedeutung, es gibt schnellen Tragflügelbootverkehr nach Bratislava und Budapest. Der Wiener Personenhafen liegt bei der Reichsbrücke; daneben gibt es Anlagestellen für Personenschiffe bei Nussdorf und am Donaukanal beim Schwedenplatz. Von letzterer gibt es mit dem Schnellkatamaran „Twin City Liner“ täglich fünf Verbindungen nach Bratislava.
2022 wurden im Frachthafen 3,5 Millionen Tonnen Güter (vor allem Mineralöl-, landwirtschaftliche Produkte und Baustoffe) umgeschlagen und 990 Schiffe abgefertigt.

#### Umweltaspekte
Der folgende Graph zeigt einen Vergleich der österreichischen Landeshauptstädte in sieben umweltrelevanten Bereichen, welcher 2020 durch die Umweltorganisation Greenpeace durchgeführt wurde (je mehr Punkte umso besser):
- Verkehrsmittelwahl: Anzahl der Wege im Personenverkehr, die umweltfreundlich zu Fuß, per Rad oder mit öffentlichem Verkehr zurückgelegt werden.
- Luftqualität: Belastung mit Stickstoffdioxid und Feinstaub.
- Radverkehr: Länge des Radnetzes, Anzahl der City-Bikestationen, Anzahl der Verkehrsunfälle.
- Öffentlicher Verkehr: Preis, zeitliche und räumliche Abdeckung.
- Parkraum: Preis für das Parken, Anteil der Kurzparkzonen.
- Fußgänger: Flächen der Fußgängerzonen und der verkehrsberuhigten Zonen, Anzahl der Verkehrsunfälle.
- Auto-Alternativen: Anzahl Elektroautos, Anzahl der Elektroladestationen, Anzahl der Gemeinschaftsautos.
- Durchschnitt: Summe der sieben Einzelwertungen geteil durch sieben.

### Sicherheitsinfrastruktur

#### Polizei
Die dem Bundesministerium für Inneres unterstellte Landespolizeidirektion Wien (LPD Wien) unter der Leitung von Gerhard Pürstl verfügt in der Verwaltung und in der Exekutive über 8740 Beschäftigte, davon 2674 Frauen und ist für das Gemeindegebiet Wien zugleich Sicherheitsbehörde erster und zweiter Instanz, weshalb der Bezirksverwaltungsbehörde, also dem Magistrat der Stadt Wien, keine Aufgaben der allgemeinen Sicherheitspolizei zukommen. Der Leiter der LPD Wien trägt die Funktionsbezeichnung „Landespolizeipräsident“, im Gegensatz zur sonst verwendeten Bezeichnung Landespolizeidirektor. Dieser ist in Wien Behördenleiter und zugleich Exekutivorgan, womit er Behörden- und Organbefugnisse wahrnimmt. Die LPD besteht aus Büros und Abteilungen, die in zwei Geschäftsbereiche unterteilt sind. In Wien bestehen 14 Polizeikommissariate als Außenstellen der LPD, denen jeweils ein Stadtpolizeikommando beigefügt ist. Diesen wiederum unterstehen die mehr als 80 öffentlichen Polizeiinspektionen, in denen rund 7700 Polizisten ihren Dienst versehen, was rund 24 Prozent aller Polizeibediensteten Österreichs entspricht (Stand: Juli 2024). Mit 1. Oktober 2023 wurde die Anzahl der Dienststellen, welche 24 Stunden für den Parteienverkehr geöffnet hatten, von 81 auf 29 reduziert, wobei pro Bezirk zumindest eine Polizeiinspektion durchgehend geöffnet bleibt. Die 52 ausgewählten Dienststellen bleiben zwar weiterhin durchgehend besetzt, sind jedoch in der Nachtzeit zwischen 19 und 7 Uhr nicht mehr für Bürgeranliegen offen. Laut einem Polizeisprecher dient die Maßnahme der Erhöhung der Außendienstpräsenz und soll Überstunden reduzieren.
Seit 2005 unterhält das Einsatzkommando Cobra (EKO Cobra) einen Stützpunkt in Wien. Daneben operiert im Stadtgebiet die rund 250 Mann starke Sondereinheit WEGA zur Unterstützung der regulären Polizeikräfte bei erhöhten Gefährdungslagen im Außendienst, wobei die WEGA-Beamten 24-Stunden-Streifendienst in speziell ausgerüsteten Sektor-Fahrzeugen verrichten. Nach dem Terroranschlag in Wien 2020 wurden nach Vorbild der WEGA ähnliche, als Schnelle Interventionsgruppen (SIG) bezeichnete Einheiten in den anderen Bundesländern aufgestellt. Wie in allen Bundesländern stehen auch in Wien eine Bereitschaftseinheit (BE) zur Entlastung der Streifendienste und Unterstützung bei Sonderaktionen, sowie eine Einsatzeinheit (EE) zur Absicherung von beispielsweise Sportgroßveranstaltungen und Demonstrationen zur Verfügung.
In Wien-Strebersdorf befindet sich, neben Bad Kreuzen in Oberösterreich, eine der zwei Ausbildungsstätten des Bundesausbildungszentrums (BAZ) für Polizeidiensthundeführer (PDHF) in Österreich. Bis 2024, als die neue Flugeinsatzstelle (FEST) in Wiener Neustadt eröffnet wurde, befand sich in Wien-Meidling die größte und wichtigste Flugeinsatzstelle der Flugpolizei, welche über eine Außenstelle am Flughafen Wien-Schwechat verfügte. Seit 2018 werden Drohnen bei der Wiener Polizei eingesetzt.
Seit Dezember 2024 gibt es in Wien eine Objektschutzpolizei (OSP), welche der LPD untersteht und sensible Gebäude wie Botschaften und Einrichtungen der kritischen Infrastruktur schützen soll, was bisher aus Personalgründen nach Anforderung durch das Bundesheer per Assistenzeinsatz erfolgte.

#### Feuerwehr

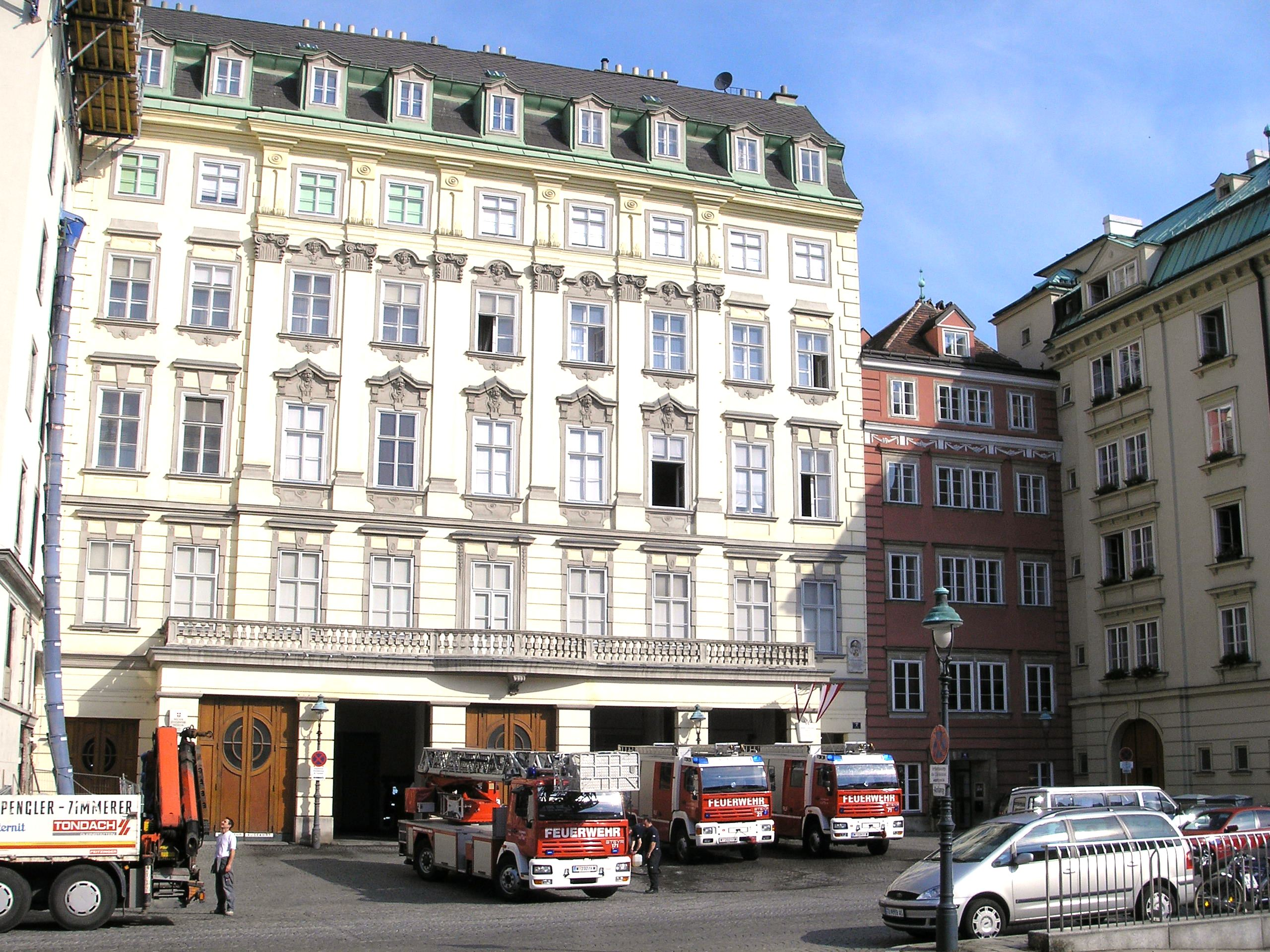
Berufsfeuerwehr Am Hof

Die Abwehr von Gefahren aufgrund von Bränden oder anderen öffentlichen Notständen wird primär von der Feuerwehr der Stadt Wien besorgt. Sie ist die älteste Berufsfeuerwehr der Welt. Das Feuerwehrkommando, die Nachrichtenzentrale für den gesamten Raum Wien und die Dienstführungen aller drei Sparten des Feuerwehrdienstes haben ihren Sitz in der Zentrale (1., Am Hof 7, 9 und 10). Wien ist in neun Brandschutzsektionen aufgeteilt; die einzelnen Sektionen haben spezifische Aufgaben und verfügen über spezielle Ausrüstung. Die 22 Feuerwachen mit insgesamt ungefähr 1700 Feuerwehrleuten sind über das ganze Stadtgebiet so verteilt, dass jeder Einsatzort durchschnittlich nach fünf Minuten erreicht werden kann. Weiters befinden sich im AKH und im Rathaus eigenständige Feuerwachen, wie die Rathauswache, die ebenfalls in die MA 68 integriert sind.
Daneben bestehen in zwei früheren Dörfern knapp innerhalb der Stadtgrenze die Freiwilligen Feuerwehren FF Breitenlee und FF Süßenbrunn. Sie sind organisatorisch in die Berufsfeuerwehr eingegliedert und werden als Gruppenwachen geführt. Ihnen gehören circa 70 Feuerwehrleute an. Weiters bestehen 47 Betriebsfeuerwehren mit knapp 1450 Feuerwehrleuten; insgesamt können somit 3300 Feuerwehrleute mobilisiert werden.

#### Rettungswesen, Krankentransport
Die Aufgaben des Rettungsdienstes werden primär von der Wiener Berufsrettung (gegründet 1881, städtisch seit 1938) erfüllt. Diese unterhält 12 in der ganzen Stadt verteilte Rettungsstationen mit über 100 Einsatzfahrzeugen. Die Aufgaben des Krankentransportdienstes werden dagegen primär von privaten Krankentransportunternehmen erfüllt. Um die Aufgaben des Rettungs- und Krankentransportdienstes optimal sicherzustellen, arbeiten die Wiener Berufsrettung und die privaten Rettungs- und Krankentransportunternehmen (z. B. Christophorus Flugrettungsverein) in Form eines Rettungsverbunds zusammen.

#### Justiz und Vollzug

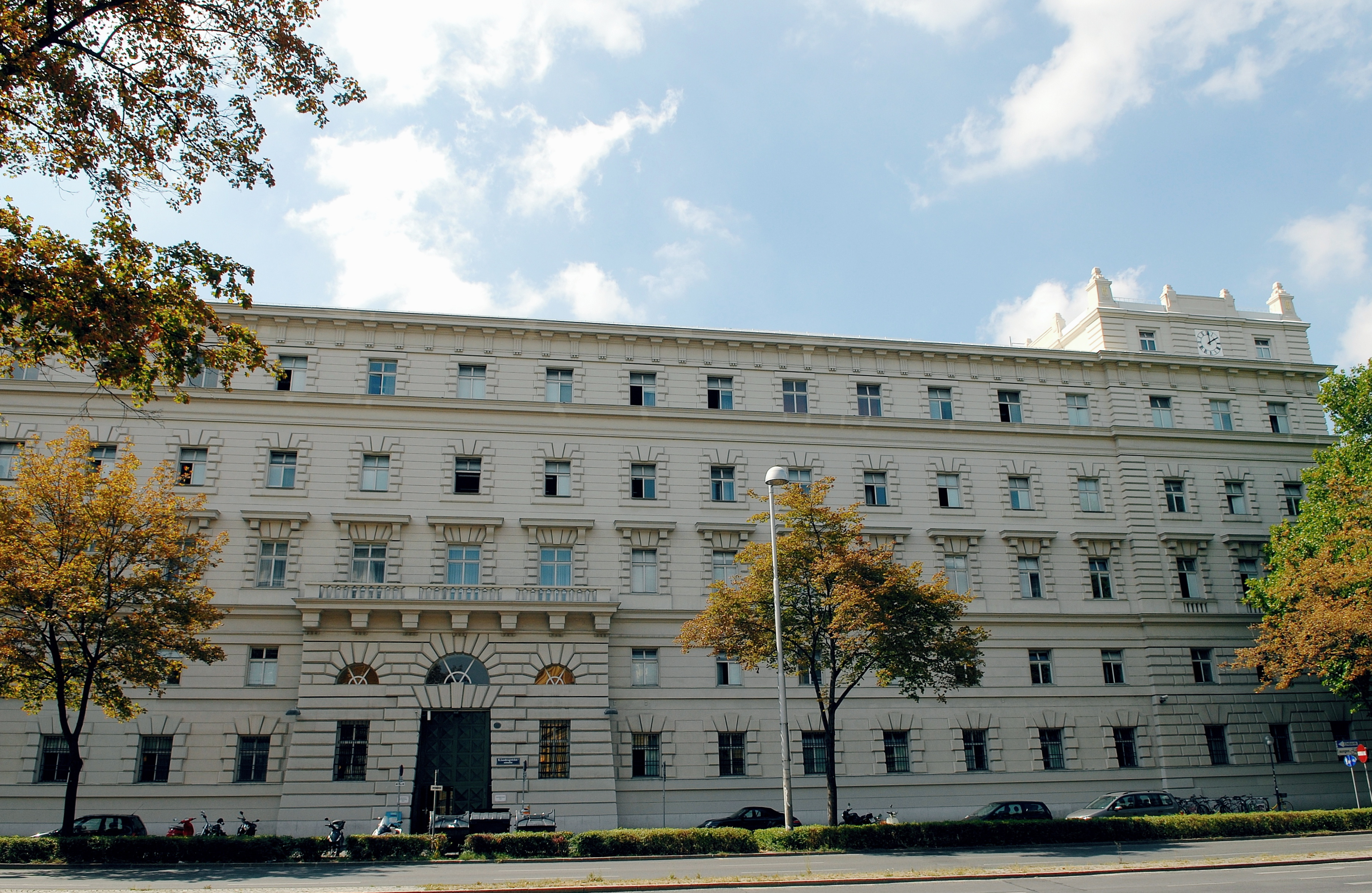
Landesgericht für Strafsachen Wien

In Wien bestehen unabhängige Gerichte aller Instanzen: zwölf Bezirksgerichte (und ein eigenes Bezirksgericht für Handelssachen), das Landesgericht für Strafsachen Wien, das Landesgericht für Zivilrechtssachen Wien, das Arbeits- und Sozialgericht Wien sowie das Handelsgericht Wien. Höherinstanzlich existieren weiters das Oberlandesgericht für Wien, Niederösterreich und das Burgenland sowie der für ganz Österreich tätige Oberste Gerichtshof. Als Anklagebehörden bestehen unter Aufsicht des Justizministers die Staatsanwaltschaft Wien, die Oberstaatsanwaltschaft Wien und die Generalprokuratur.
Weiters bestehen in Wien Gerichtshöfe des öffentlichen Rechts: der Verfassungsgerichtshof, der Verwaltungsgerichtshof und die als Unterinstanzen zu diesem 2014 errichteten Institutionen Bundesverwaltungsgericht, Bundesfinanzgericht und Landesverwaltungsgericht Wien.
In Wien gibt es vier Justizanstalten:
- Justizanstalt Wien-Josefstadt (größte Justizanstalt Österreichs)
- Justizanstalt Wien-Simmering (zweitgrößte Justizanstalt Wiens)
- Justizanstalt Wien-Favoriten (zentrale Haftanstalt für Drogenentzug in Österreich)
- Justizanstalt Wien-Mittersteig in Margareten (vorwiegend für zurechnungsfähige, geistig abnorme Rechtsbrecher)

### Soziale Infrastruktur

#### Schulwesen

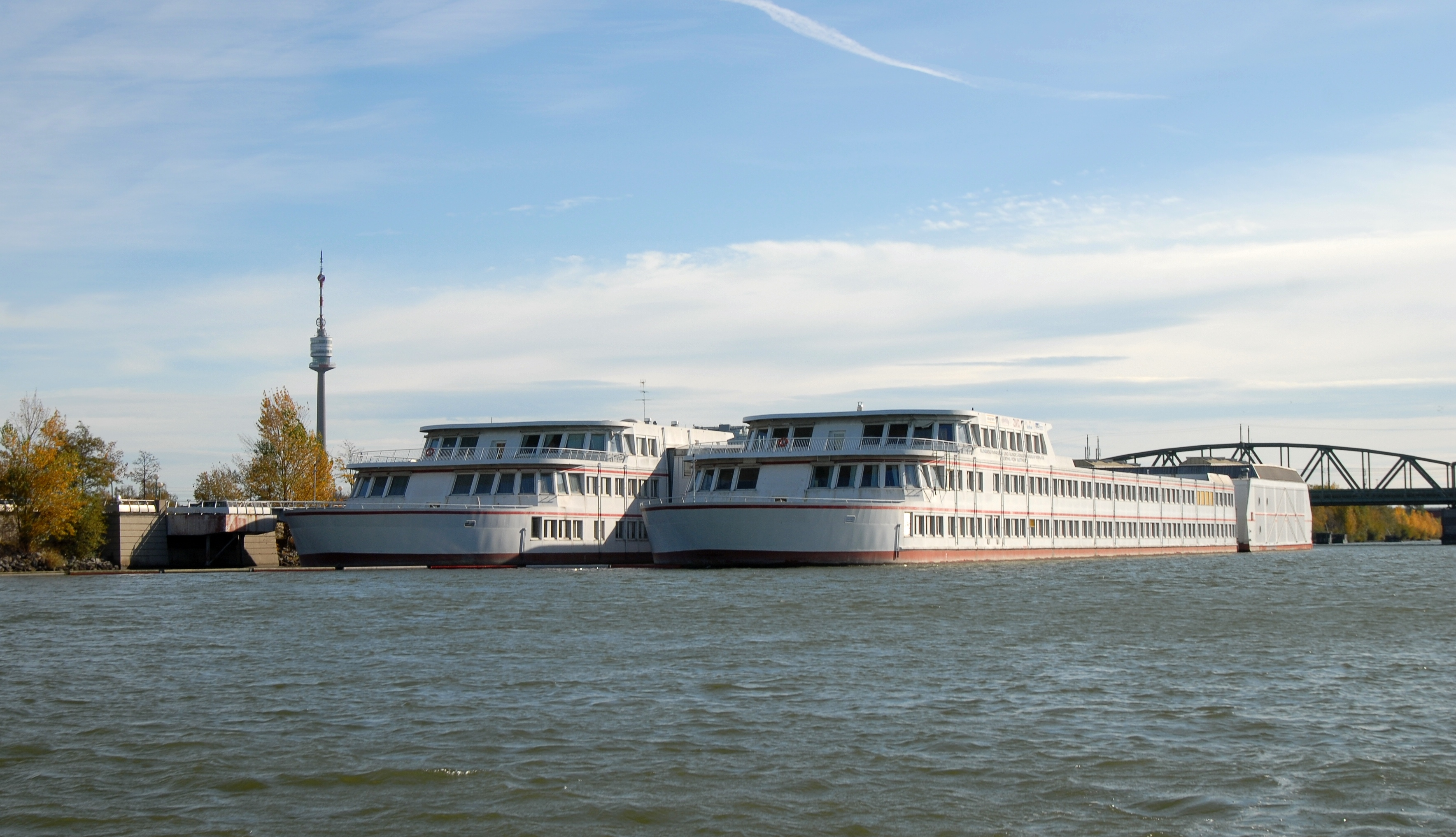
Das Bertha-von-Suttner-Gymnasium, eine Schule auf zwei aneinandergekoppelten Schiffen am linken Donauufer

In Wien gibt es 303 Volksschulen (darunter 251 öffentliche), 140 Mittelschulen (darunter 114 öffentliche), 45 Sonderschulen (darunter 42 öffentliche), 14 Polytechnische Schulen (darunter 11 öffentliche), 98 Allgemeinbildende höhere Schulen (darunter 71 öffentliche) und 68 Berufsbildende mittlere und höhere Schulen (darunter 28 öffentliche). Zudem befinden sich in Wien 23 Berufsschulen (darunter 21 öffentliche).

#### Universitäten

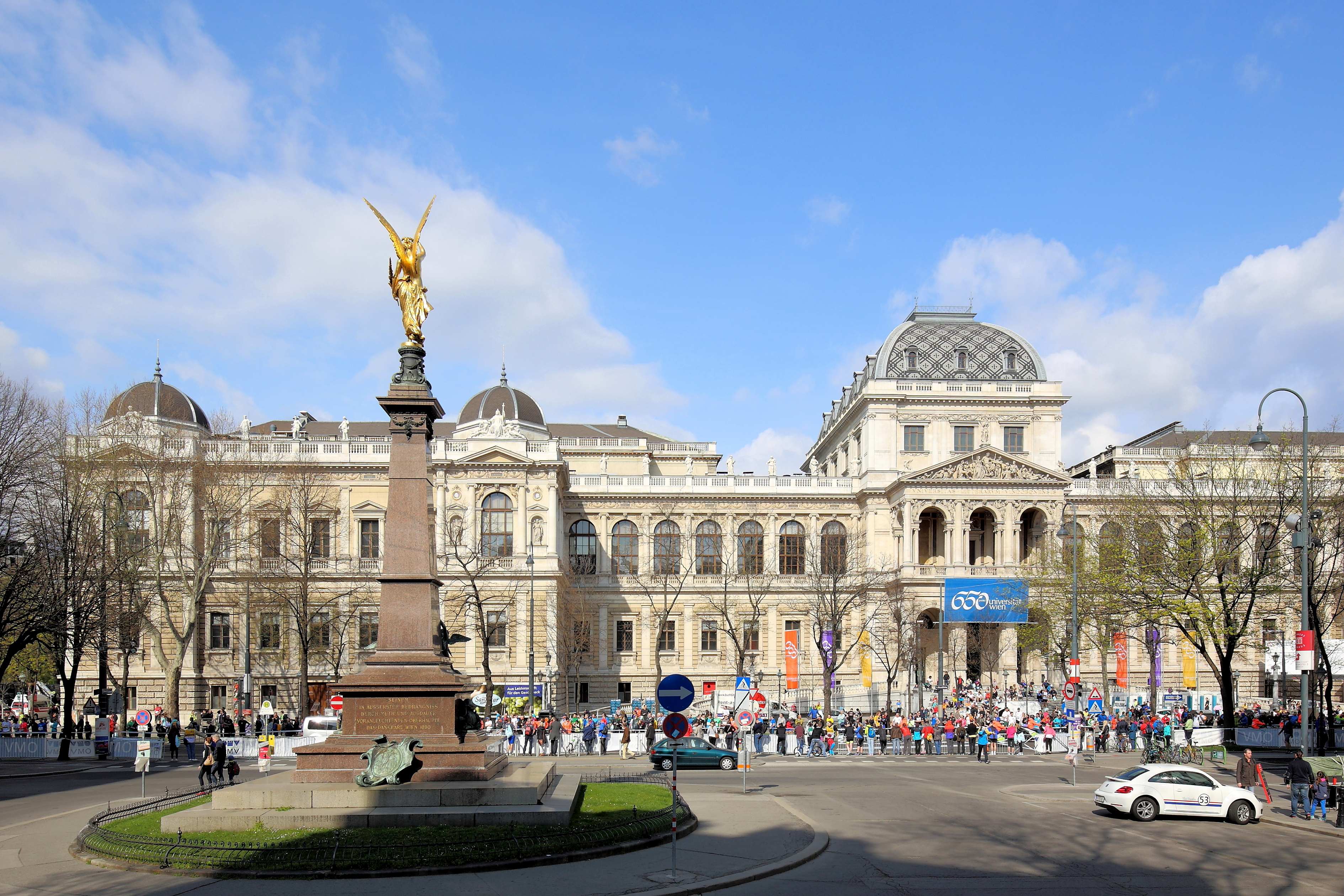
Hauptgebäude der Universität Wien am Universitätsring

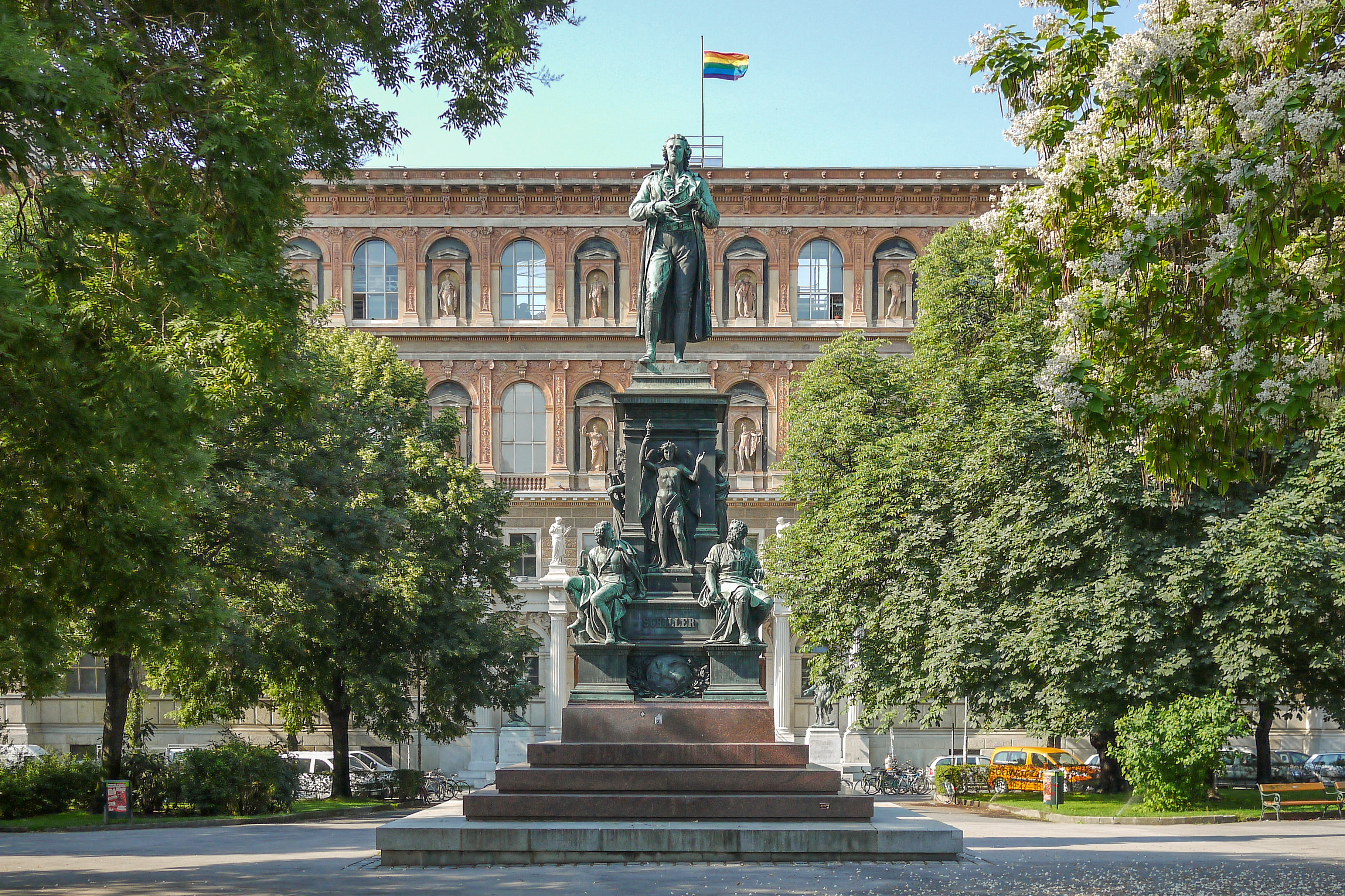
Akademie der bildenden Künste Wien

In keiner Stadt des deutschen Sprachraums gibt es mehr Studierende als in Wien. Nach offiziellen Angaben der Stadt Wien studierten im Wintersemester 2021/2022 knapp 194.000 Menschen an den Universitäten und Fachhochschulen.
Die Universität Wien ist zudem die älteste und größte Universität im heutigen deutschen Sprachraum (die älteste deutsche Universität war die 1348 gegründete Karls-Universität Prag). Die Universität Wien wurde 1365 als Alma Mater Rudolphina gegründet und war vor allem für ihre medizinische Fakultät berühmt, die seit 2004 als eigenständige Universität unter dem Namen Medizinische Universität Wien existiert. 1692 wurde die Akademie der bildenden Künste Wien als Privatakademie des Hofkammermalers Peter Strudel gegründet. 1765 wurde von Maria Theresia die Veterinärmedizinische Universität Wien gegründet. 1767 ging die Universität für Musik und darstellende Kunst Wien aus der Singschule des Antonio Salieri hervor. 1815 wurde die Technische Universität Wien als k.k. polytechnisches Institut gegründet. 1867 wurde die heutige Universität für angewandte Kunst als Kunstgewerbeschule gegründet. 1872 erfolgte die Gründung der Universität für Bodenkultur Wien. 1898 wurde die k.u.k. Exportakademie gegründet, die heutige Wirtschaftsuniversität Wien.
Neben diesen staatlichen Universitäten gibt es in Wien noch fünf Privatuniversitäten (Webster Vienna Private University, Musik und Kunst Privatuniversität der Stadt Wien (MUK), Sigmund Freud Privatuniversität Wien, Modul University Vienna sowie seit 2019 Central European University) und einige Fachhochschulen (FHWien Studiengänge der WKW, Fachhochschule des bfi Wien, Fachhochschule Technikum Wien, FH Campus Wien, sowie die Lauder Business School). Außerdem befinden sich noch einige unabhängige Institute wie das Institut für medizinische Anthropologie und Bioethik in Wien.

#### Bibliothekswesen
Die führenden wissenschaftlichen Bibliotheken Wiens sind die Österreichische Nationalbibliothek, die Universitätsbibliothek Wien und die Wienbibliothek im Rathaus (ehemals Wiener Stadt- und Landesbibliothek). Dazu kommen die Bibliotheken der Wirtschaftsuniversität Wien, der Technischen Universität, der Medizinischen Universität und anderer Hochschulen sowie die Fachbibliotheken der Universitätsinstitute, außerdem die Sozialwissenschaftliche Bibliothek der Arbeiterkammer und die Parlamentsbibliothek. Im Akademietrakt der Stiftskaserne befindet sich die Österreichische Militärbibliothek, die größte Amts- und Behördenbibliothek Österreichs. Die 41 städtischen Leihbüchereien Wiens sind als Wiener Büchereien zusammengefasst, darunter die Hauptbücherei am Urban-Loritz-Platz.

#### Gesundheitswesen

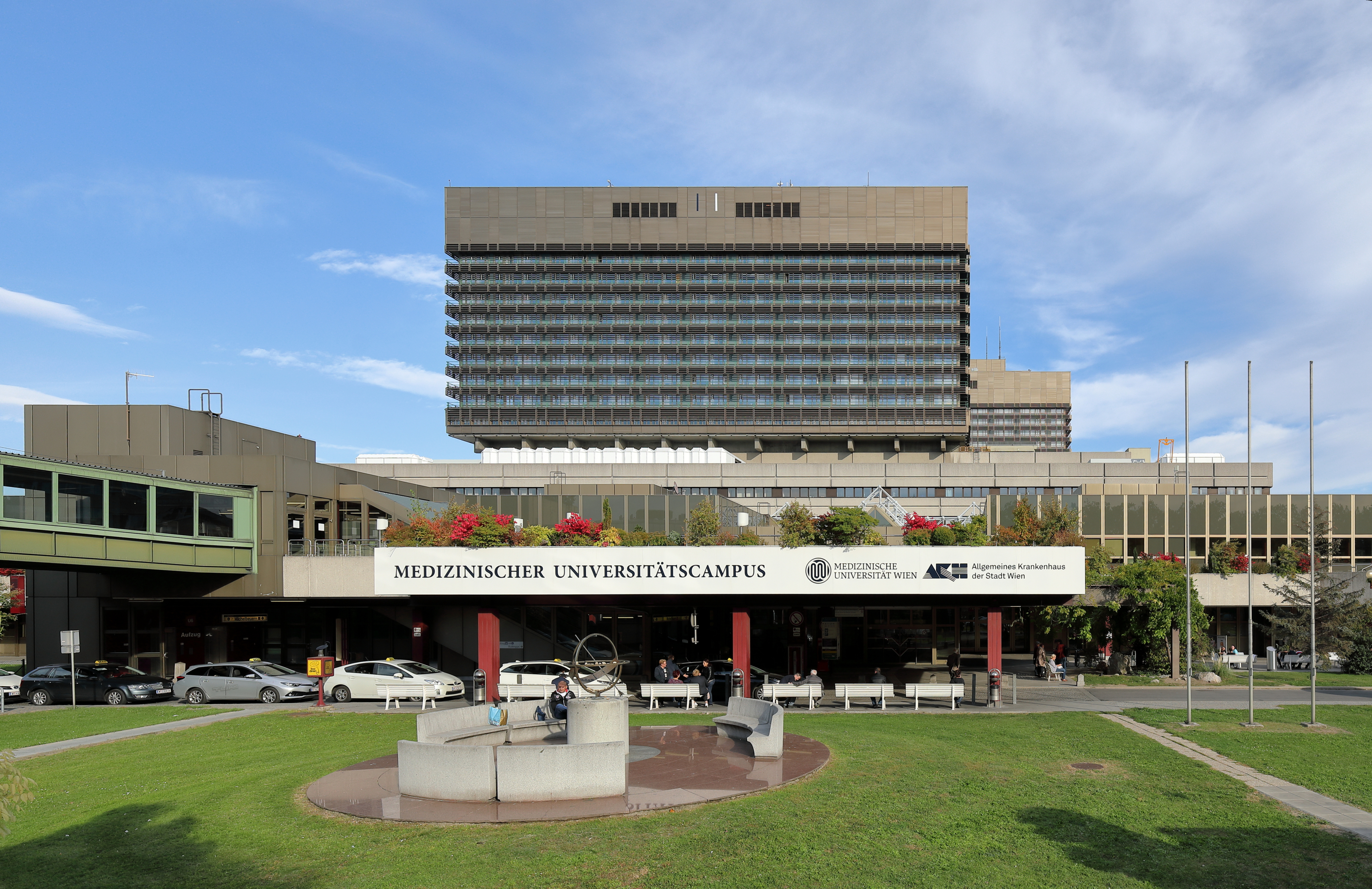
Allgemeines Krankenhaus der Stadt Wien und Universitätsklinikum

Die Stadt Wien verfügte 2020 über 729,3 Spitalsbetten und 696,8 Ärzte pro 100.000 Einwohner. Das Allgemeine Krankenhaus (AKH) im Wiener Gemeindebezirk Alsergrund ist das größte Spital Wiens und Österreichs und zugleich das Klinikum der Medizinischen Universität Wien.

#### Sozialer Wohnbau
Wien ist bekannt für den sozialen Wohnbau. Während der Zeit des Roten Wiens von 1918 bis 1934 entstanden erstmals im großen Stil zahlreiche Gemeindebauten, die von der Stadt errichtet und betrieben wurden, nicht auf Gewinne ausgerichtet waren und primär für die Arbeiterschaft zahlreiche Wohnungen zu günstigen Mieten bereitstellten. Nach dem Zweiten Weltkrieg gab es erneut eine starke Bautätigkeit an Gemeindebauprojekten.
Für die Politik der „sanften Stadterneuerung“ erhielt die Stadt Wien im Jahr 2010 die Scroll of Honour-Auszeichnung des UN-HABITATs.

#### Soziale Einrichtungen
Die ersten sozialen Einrichtungen Wiens entstanden im ersten Jahrzehnt des 20. Jahrhunderts, als aufgrund der großen Armut in der Bevölkerung die ersten Obdachlosen- und Männerwohnheime errichtet wurden, etwa das 1905 eröffnete in der Meldemannstraße, in dem von 1910 bis 1913 auch der jugendliche Adolf Hitler gewohnt hat. Heute leben etwa 200.000 Menschen in Wien unter der Armutsgrenze. Um sie kümmern sich gemeinnützige Organisationen wie Volkshilfe und Caritas. Letztere betreibt auch die stadtbekannte Obdachloseneinrichtung Die Gruft im Bezirk Mariahilf, die seit 1986 besteht. Für Jugendliche wird Streetwork angeboten. Im Auftrag der Stadt Wien führen die Wiener Sozialdienste gemeinnützige Aufgaben durch.

## Kultur

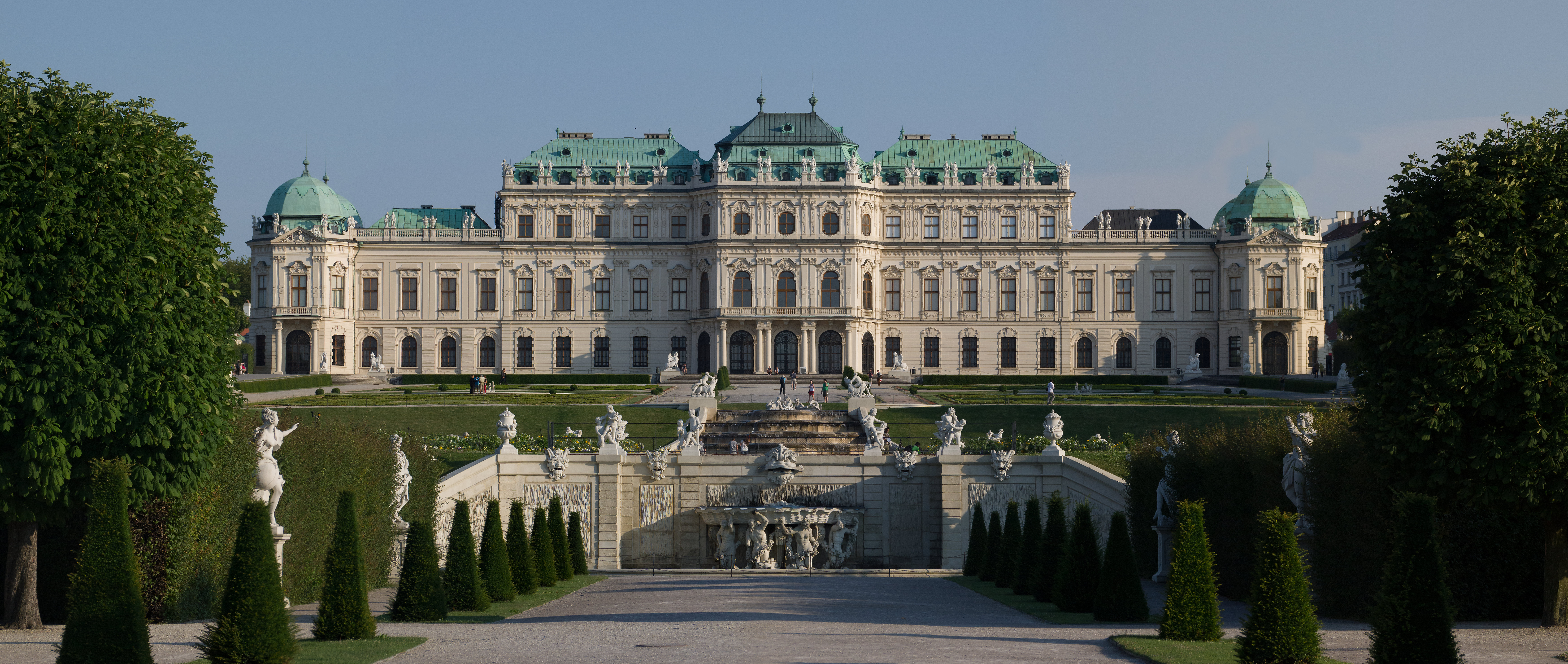
Schloss Belvedere

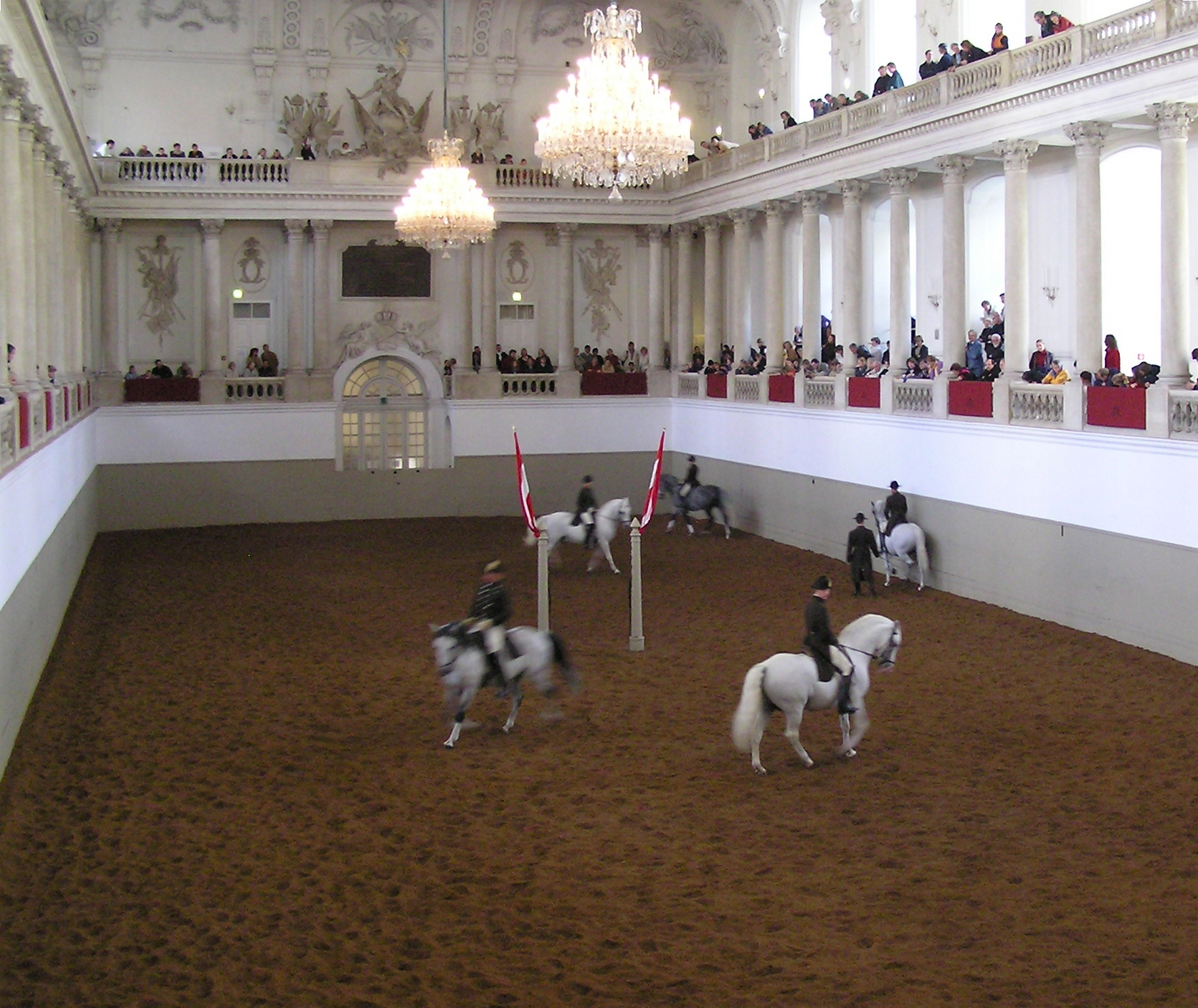
Die Spanische Hofreitschule mit den Lipizzanern geht auf das Jahr 1572 zurück

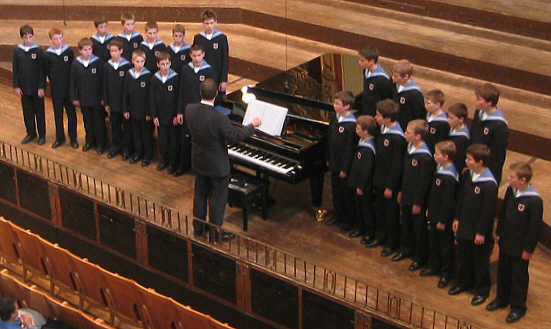
Wiener Sängerknaben

In der kaiserlichen Residenzstadt wurden Museen und Sammlungen errichtet, die Kunstwerke von Weltrang besitzen. Zur Wiener Kultur zählt das kaiserliche Erbe der Stadt mit den Palästen Hofburg, Schloss Schönbrunn und Schloss Belvedere. In der Spanischen Hofreitschule werden Vorstellungen der Hohen Schule der Reitkunst der Lipizzaner gezeigt.
Die Zeit um 1900 wird als Wiener Moderne bezeichnet, womit der damaligen kulturellen, künstlerischen und wissenschaftlichen Großmachtstellung Wiens Rechnung getragen wird. Der Erste Weltkrieg beeinträchtigte diese Stellung der Stadt, der Terror gegen jüdische Wiener sowie der Zweite Weltkrieg beseitigten die Weltgeltung Wiens.
Wissenschaftlich hat sich Wien vor allem in der Medizin hervorgetan. Hier befindet sich die älteste bis heute bestehende Universität im deutschen Sprachraum; ihr prominentester Professor war Sigmund Freud. Bemerkenswert sind auch der Wiener Kreis der Philosophie und die Österreichische Schule der Wirtschaftstheorie.
Von internationaler Bedeutung war und ist das Wiener Musikleben. Historisch ist es vor allem von Komponisten wie Mozart, Beethoven, Johann Strauss, Gustav Mahler und Arnold Schönberg geprägt. Der Wiener Walzer war und ist weltweit bekannt. Heute sind vor allem bekannte Interpreten wie die Wiener Philharmoniker, die Wiener Symphoniker, das Ensemble der Wiener Staatsoper und der Concentus Musicus Wien zu nennen. Wichtige Strömungen bzw. Zirkel waren oder sind etwa die Wiener Schule (Vorklassik), die Wiener Klassik und die Wiener Schule (Moderne) der Musik. In den neunziger Jahren des 20. Jahrhunderts wurde Wien auch zu einem der Zentren elektronischer Musik.
Wien gilt als Theaterstadt, mit deren vielfältigem Angebot im deutschen Sprachraum vor allem Berlin konkurriert. Im 19. Jahrhundert waren Grillparzer, Raimund und Nestroy die bekanntesten Wiener Theaterautoren, im 20. Jahrhundert waren es Arthur Schnitzler und Thomas Bernhard. In der Literatur sind im 20. Jahrhundert Autoren wie Karl Kraus, Robert Musil, Heimito von Doderer, Stefan Zweig, H. C. Artmann und seine Wiener Gruppe hervorgetreten.
Historisch ist im Wiener Kulturleben auch die Wiener Schule des Phantastischen Realismus in der Malerei zu erwähnen.
Die aktuelle Kulturszene, seit 2001 mit dem MuseumsQuartier als neuem Schwerpunkt, ist mit Konzerthallen, Galerien, Ausstellungshäusern, Bühnen, Festivals und vielem anderen sehr abwechslungsreich und wird mit öffentlichen Geldern stark gefördert. Traditioneller ist die Gastronomiekultur ausgerichtet: mit dem Wiener Kaffeehaus, der Wiener Küche und dem Wiener Weinbau.

### Sprache
Wien ist Zentrum der österreichischen Varietät der deutschen Sprache. Die gesprochene Stadtmundart ist ein ostmittelbairischer Dialekt mit teilweise sehr eigenem Wortschatz und zahlreichen Lehnwörtern aus den Sprachen der Habsburgermonarchie, vor allem dem Tschechischen. Ein beträchtlicher Teil der heutigen Einwohner der Stadt hat eine andere Muttersprache als Deutsch; inwieweit dennoch der Wiener Dialekt beherrscht wird, ist sehr unterschiedlich.

### Musik

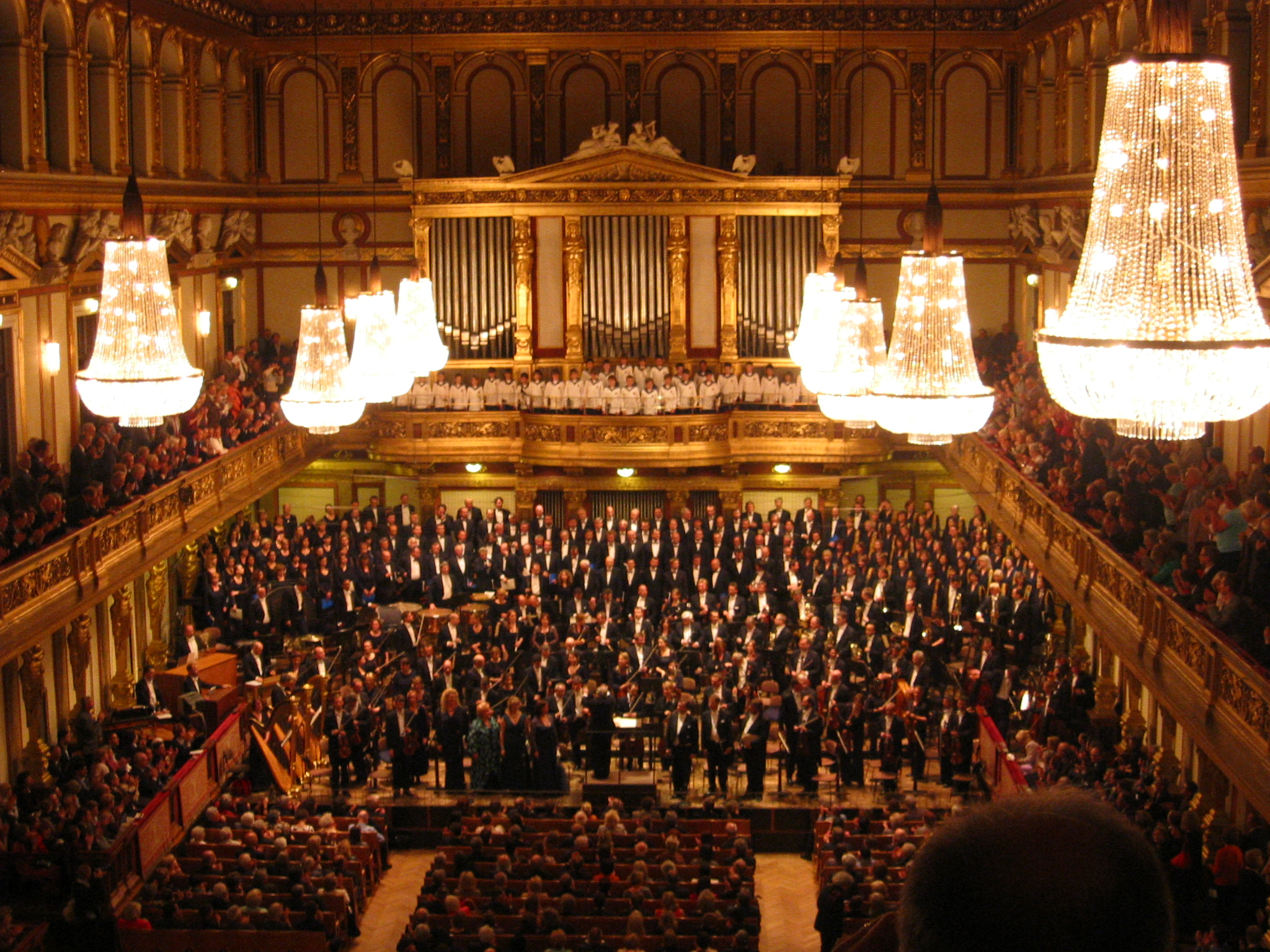
Goldener Saal des Musikvereinsgebäudes, in dem das Neujahrskonzert stattfindet

In Wien waren im Laufe der Jahrhunderte Komponisten von Weltrang tätig. Die bekanntesten Vertreter sind jene der Wiener Klassik (ca. 1780–1827) – Joseph Haydn, Wolfgang Amadeus Mozart, Ludwig van Beethoven –, später wirkten Franz Schubert, Franz Liszt, Johannes Brahms, Johann Strauss (Vater), Johann Strauss (Sohn), Franz Lehár, Joseph Lanner, Anton Bruckner, Gustav Mahler, sowie zu Beginn des 20. Jahrhunderts die Mitglieder der Zweiten Wiener Schule (Arnold Schönberg, Anton Webern, Alban Berg) und Ernst Krenek.
Mit den Wiener Philharmonikern, die aus Mitgliedern des Wiener Staatsopernorchesters zusammengesetzt sind, residiert in Wien das 2006 und 2007 von zehn führenden Fachjournalisten zum besten Orchester Europas gekürte Ensemble. Auch die Wiener Symphoniker, das Konzertorchester der Stadt Wien, sind ein international renommierter Klangkörper. Ebenso sind in dieser Stadt die berühmten Wiener Sängerknaben beheimatet.
Das Wienerlied als eigene Musikgattung stand und steht auch heute noch in Wechselwirkung mit anderen Musikstilen. Bedeutende Vertreter der Blütezeit des Wienerlieds waren Hermann Leopoldi, Peter Alexander, Gerhard Bronner, Peter Wehle, Helmut Qualtinger und Georg Kreisler.
Auch in der Popmusik gibt es einige namhafte Interpreten aus Wien, etwa Georg Danzer, Rainhard Fendrich, Wolfgang Ambros und Peter Cornelius. Der international wohl bekannteste Wiener Künstler dieses Genres war Falco, der 1986 mit dem Lied Rock Me Amadeus für mehrere Wochen Platz 1 der amerikanischen Billboard Hot 100 belegte. In den 1990er-Jahren sorgten Musiker und Musikproduzenten aus dem Bereich der elektronischen Musik für internationale Bekanntheit, Wien galt als heimliche Hauptstadt des Downbeat. Beispiele hierfür sind Kruder & Dorfmeister und Tosca. Zudem wuchs der Rapper RAF Camora im Wiener Bezirk Rudolfsheim-Fünfhaus auf und betont in seinen Texten häufig die Verbundenheit zu seiner Heimat.

### Theater und Oper

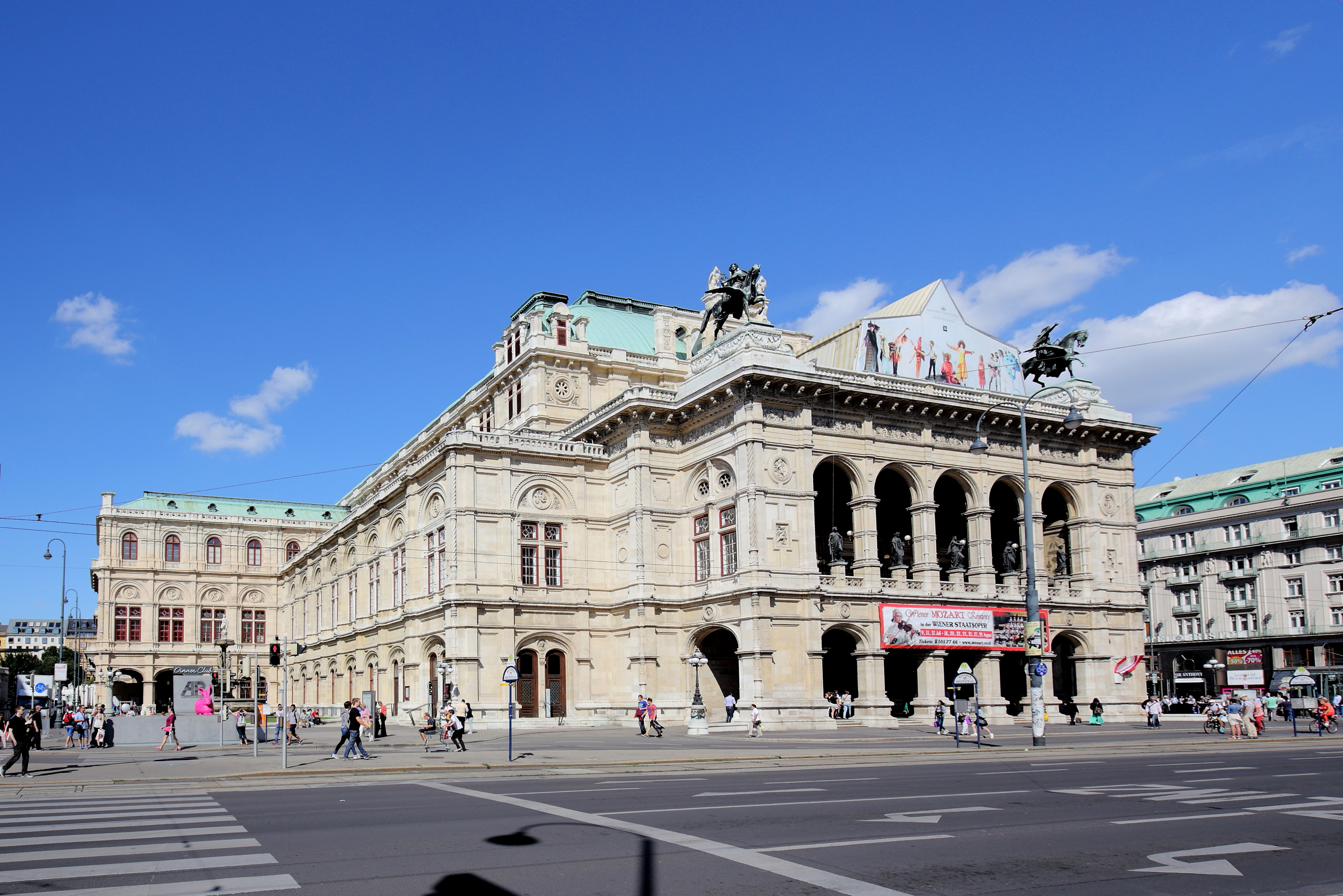
Wiener Staatsoper, in der der alljährliche Opernball stattfindet

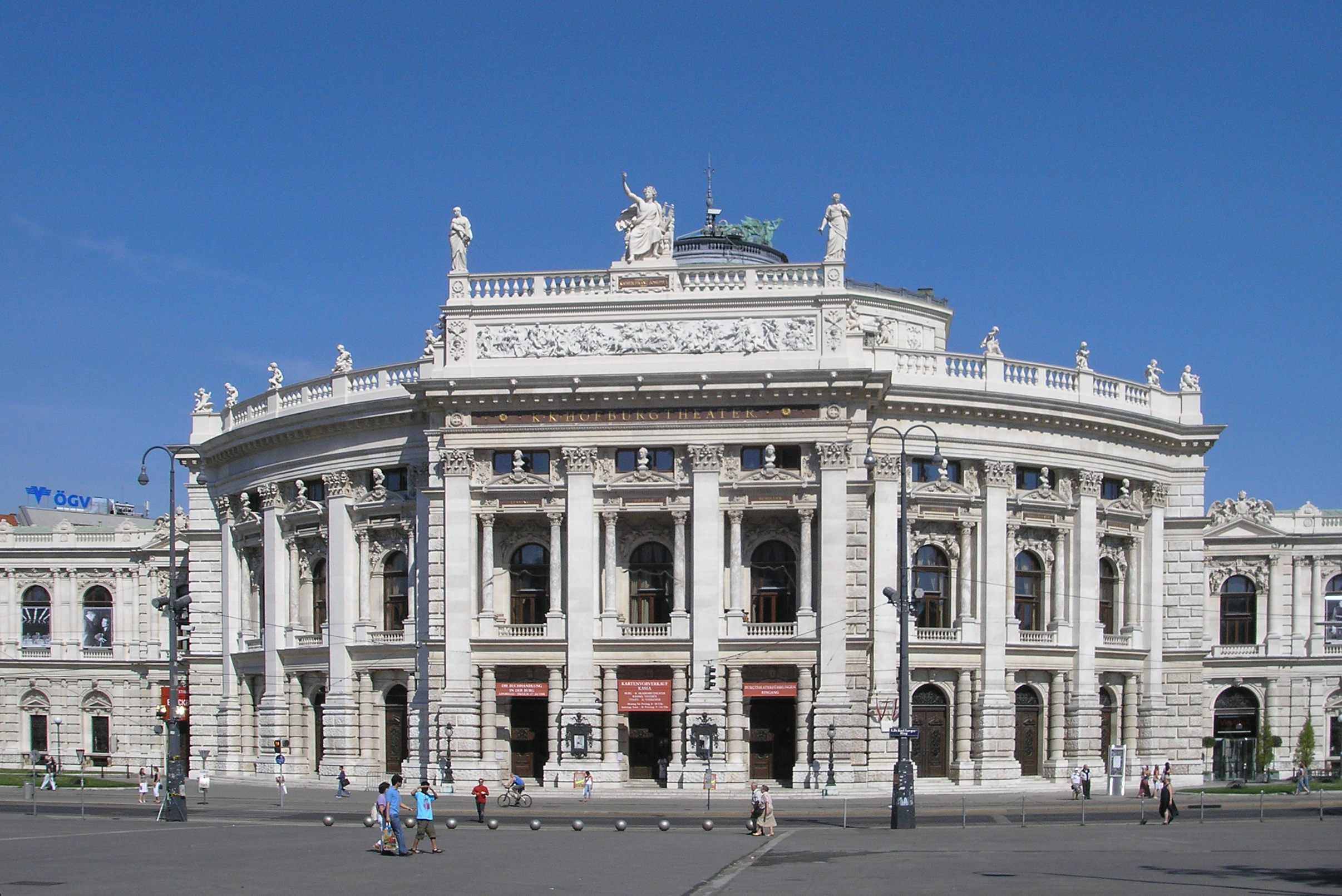
Das Burgtheater ist eine der renommiertesten deutschsprachigen Bühnen

Kunst und Kultur können in Wien im Bereich von Theater, Oper oder auch Bildender Kunst auf eine sehr lange Tradition zurückblicken. Neben dem Burgtheater, das zusammen mit seiner Zweitbühne, dem Akademietheater, als eines der wichtigsten Schauspielhäuser der Welt gilt, sind auch das Volkstheater sowie das Theater in der Josefstadt namhafte Sprechtheater. Daneben gibt es noch eine Vielzahl kleinerer Bühnen, die den großen in puncto Qualität zuweilen um nichts nachstehen und sich oft moderneren, experimentellen Stücken oder dem Kabarett und der Kleinkunst verschrieben haben. Seit 2000 wird in Wien der Nestroy-Theaterpreis, der wichtigste im deutschsprachigen Raum, verliehen.
Die Staatsoper pflegt die klassische Operntradition mit Aufführungen in Originalsprache, die Volksoper bietet ein aus der typisch wienerischen Operette, dem klassischen Musical und der Oper zusammengesetztes Repertoire. Konzerte mit klassischer Musik finden unter anderem im Wiener Musikverein (mit dem berühmten Goldenen Saal) und im Wiener Konzerthaus statt.
Das Theater an der Wien, in dem Beethovens Oper Fidelio uraufgeführt wurde, brachte bis 2005 erfolgreich Musical-Uraufführungen (mit Abstand am erfolgreichsten war das Musical Elisabeth, das bis Japan reüssierte und in mehreren Sprachen aufgeführt wurde). Seit dem Mozartjahr 2006 fungiert es als drittes Opernhaus der Stadt; im Unterschied zu Staatsoper und Volksoper im Stagionebetrieb.
Die Wiener Kammeroper, seit 2012 zum Theater an der Wien gehörig, bringt mit ihrem jungen Ensemble alte und neue Opern in traditionsferner Inszenierung. Im Haus der Musik hat Wien seit 2000 ein Klangmuseum für Kinder und Erwachsene. Das Marionettentheater Schloss Schönbrunn pflegt das kunstvolle Spiel mit kostbaren Marionetten in Opern und Theaterstücken für Erwachsene und Kinder.
Das Vienna’s English Theatre wurde 1963 gegründet und ist das älteste englischsprachige Theater Europas außerhalb der Britischen Inseln.
Die 1994 gegründete Kinderoper Papageno war die erste mobile Kinderoper Österreichs.
Seit dem Jahr 2000 findet jährlich das Europäische und Internationale Gehörlosentheaterfestival veranstaltet von ARBOS – Gesellschaft für Musik und Theater in Wien statt. Zeitgleich mit dem Festival wird auch die Europäische Gehörlosentheaterkonferenz abgehalten, die vom Netzwerk Deaf Theatre Network Europe Vienna ausgerichtet wird.
Staatsoper, Volksoper und Burgtheater (mit der Nebenspielstätte Akademietheater) sind Bundestheater. Das Theater an der Wien bildet gemeinsam mit der Musicalbühne Raimund Theater und dem 2005 bis 2008 renovierten Etablissement Ronacher das im Eigentum der Stadt Wien stehende Unternehmen Vereinigte Bühnen Wien.
Das Tanzquartier Wien (TQW) ist ein Zentrum für zeitgenössischen Tanz und Performance.
Siehe auch:
Alt-Wiener Volkstheater, Carltheater, Leopoldstädter Theater, Simpl, Theater am Kärntnertor, Wiener Metropol, Wiener Theaterreform, Kabelwerk Wien-Meidling, Schauspielhaus, Kategorie „Theater (Wien)“

### Museen

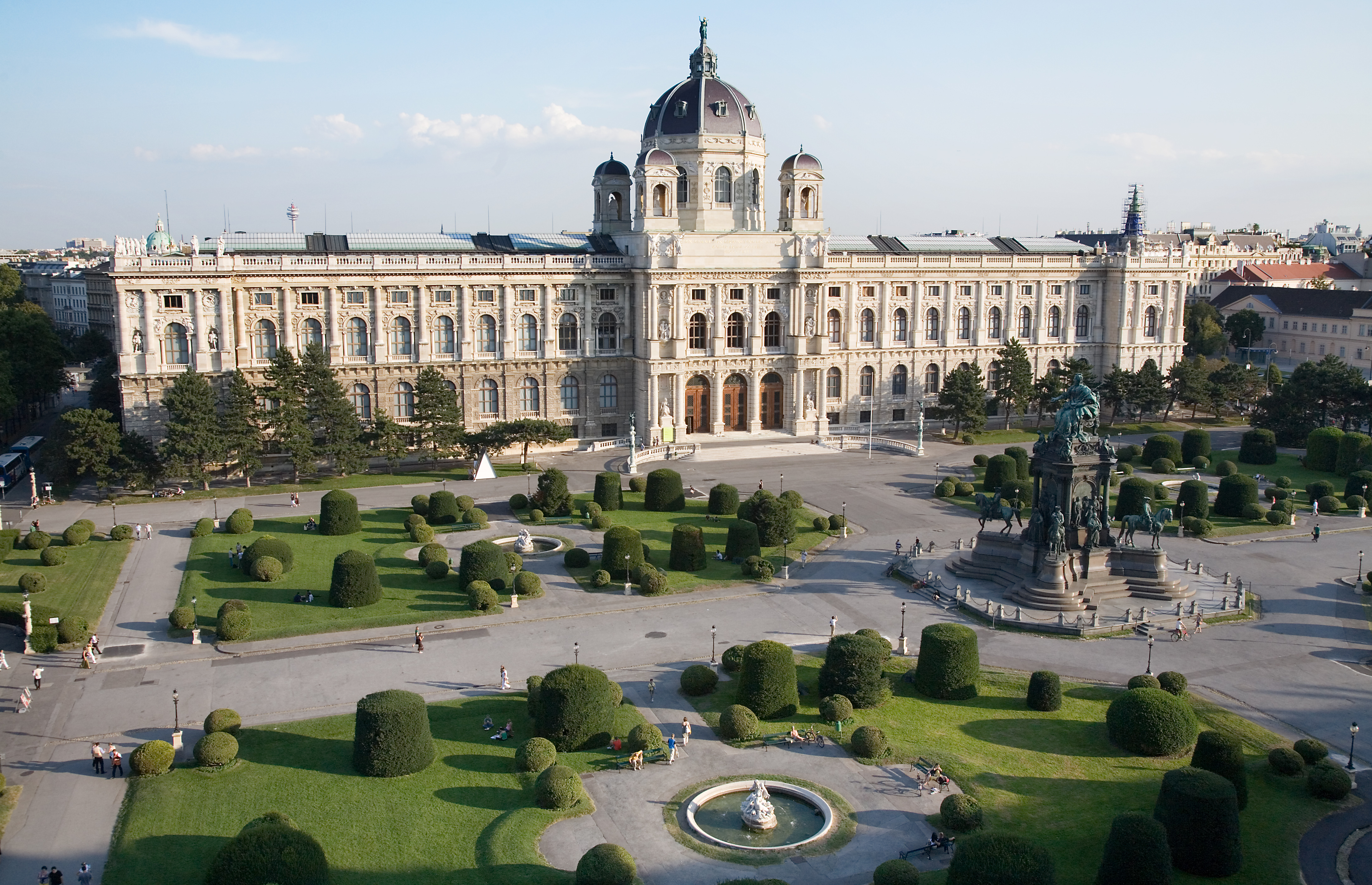
Kunsthistorisches Museum am Maria-Theresien-Platz

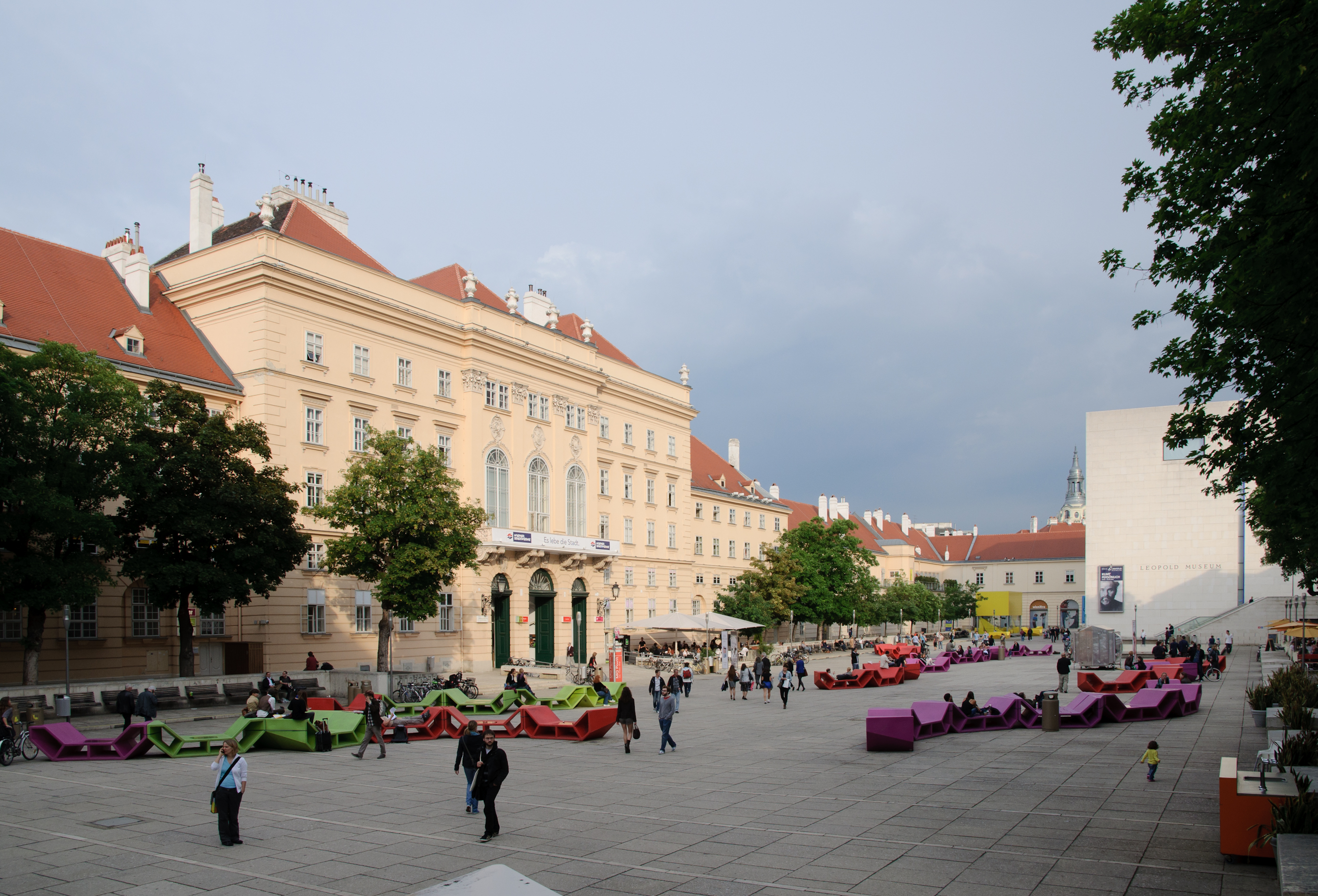
Das MuseumsQuartier in den ehemaligen Hofstallungen

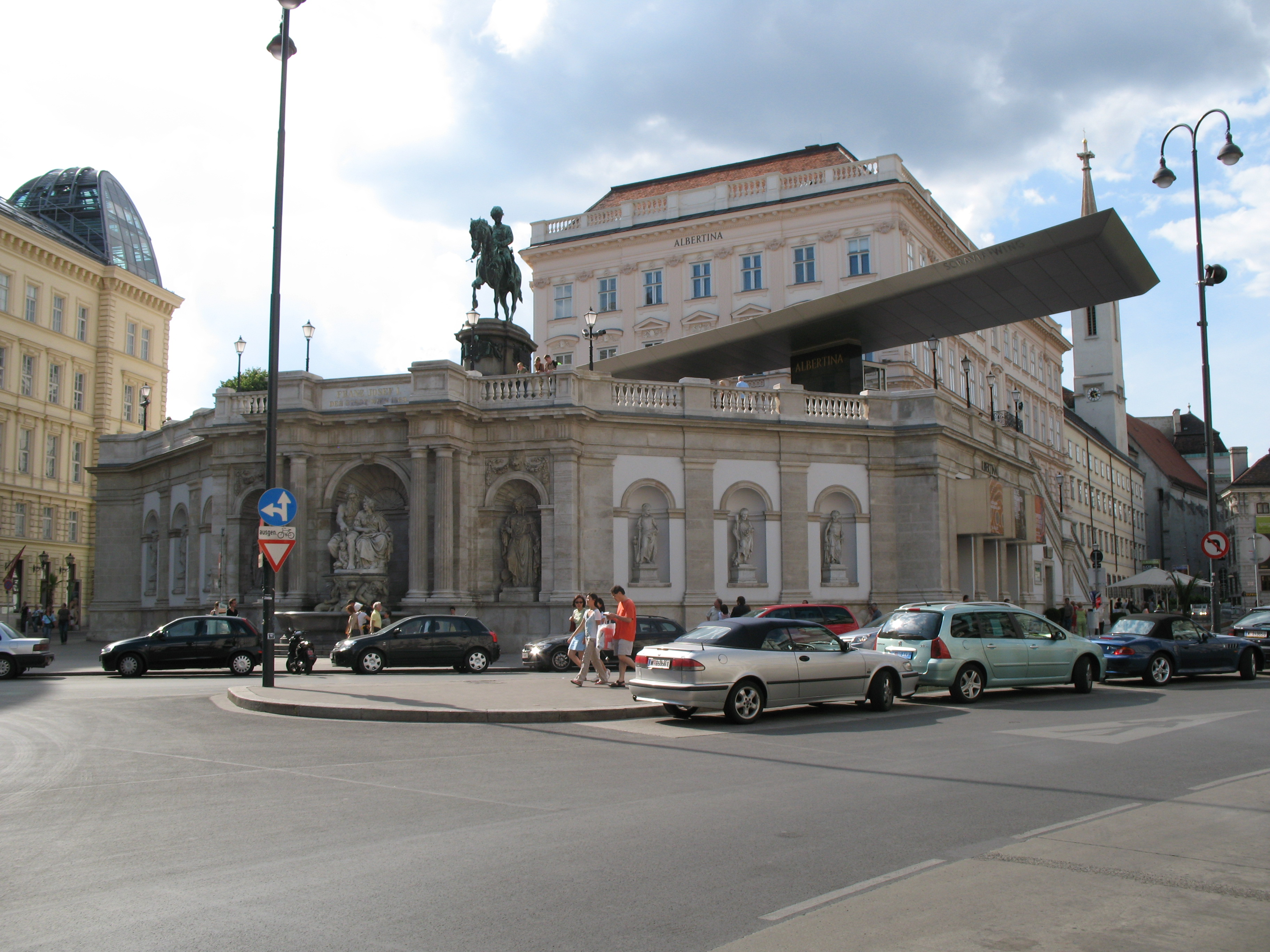
Die Albertina, Kunstmuseum mit der größten grafischen Sammlung der Welt

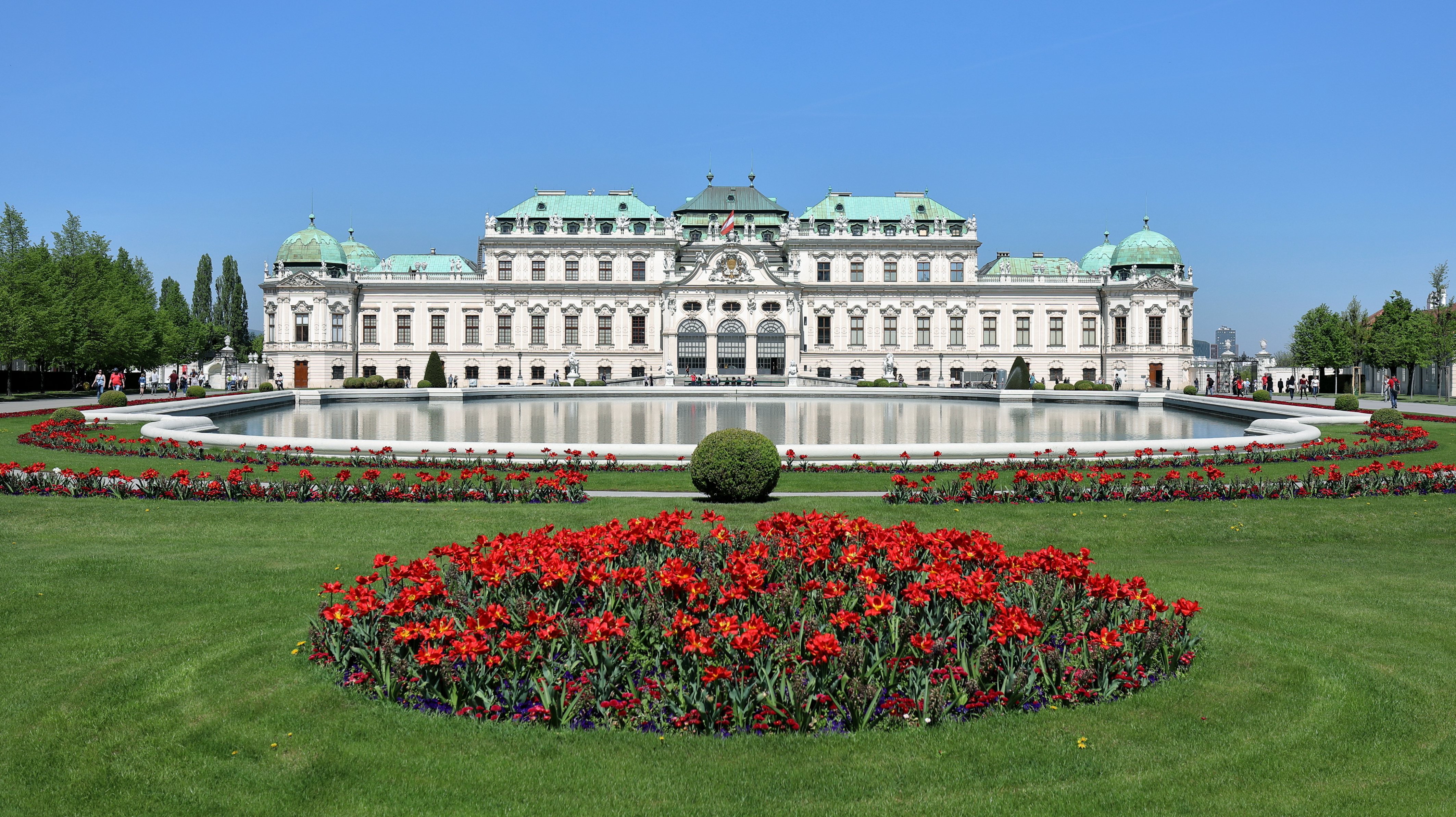
Oberes Belvedere

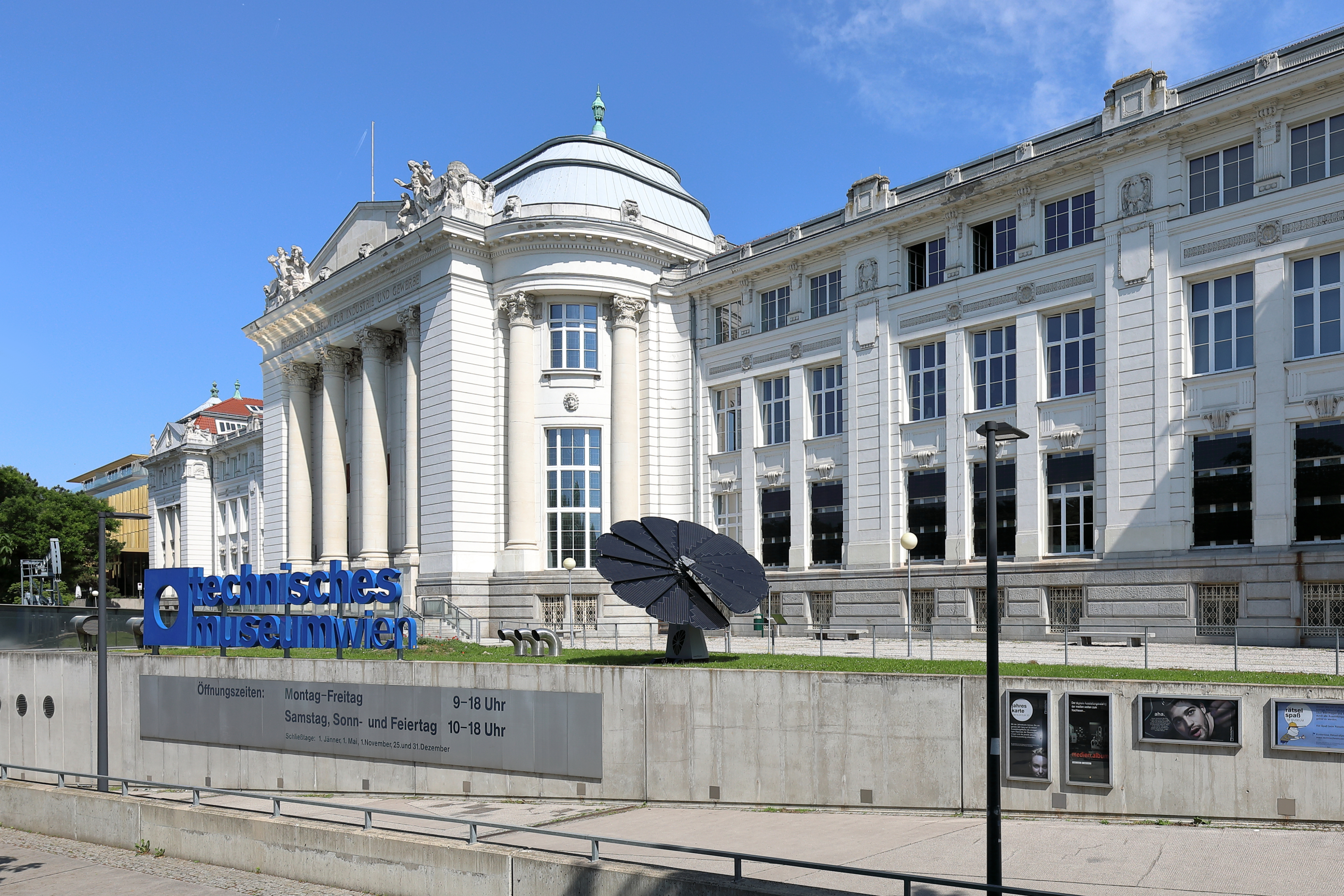
Technisches Museum Wien

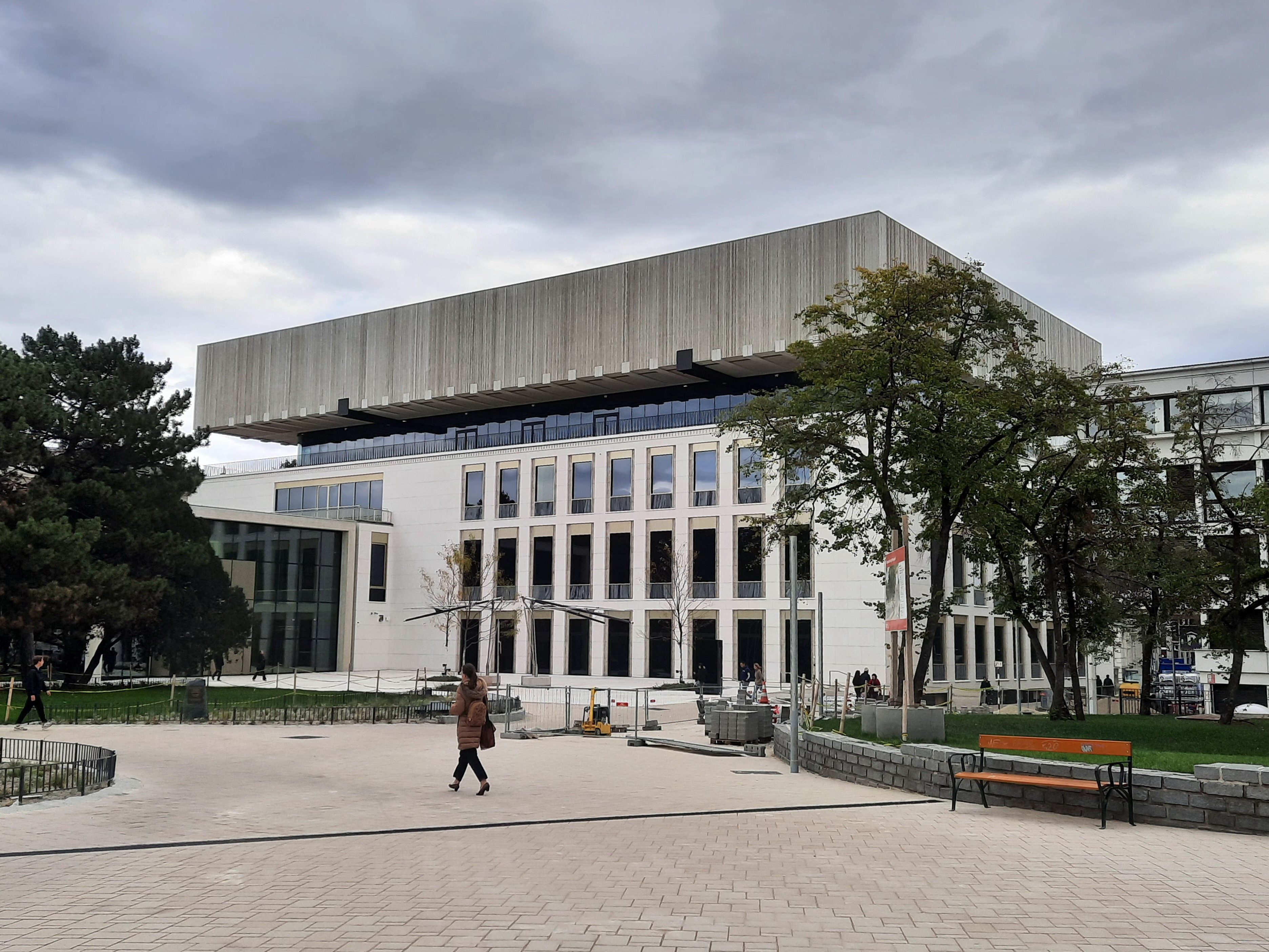
Das Wien Museum am Karlsplatz

Der größte Museumskomplex Wiens und einer der größten der Welt besteht aus den Museen in der Hofburg mit ihren Annexen, den beiden ehemaligen Hofmuseen, und wird in westlicher Richtung vom MuseumsQuartier abgeschlossen, das in den 1990er-Jahren in den ehemaligen k.u.k. Hofstallungen errichtet und 2001 eröffnet wurde. In diesem Areal befinden sich:
- das Kunsthistorische Museum: Gemäldegalerie mit Sammlung alter Meister des 15. bis 18. Jahrhunderts. Meisterwerke unter anderem von Pieter Bruegel, Peter Paul Rubens, Tizian, Rembrandt van Rijn und Velázquez.
- das Naturhistorische Museum: mit der Venus von Willendorf – älteste Darstellung einer Fruchtbarkeitsgöttin; Meteoriten und Sauriern.
- die Albertina: Die größte grafische Sammlung der Welt. In jüngerer Zeit hat die Albertina ihre Ausstellungstätigkeit um Gemälde und Skulpturen erweitert.
- das Leopold Museum: weltweit größte Sammlung von Werken Egon Schieles, Wiener Secessionismus, Wiener Moderne und österreichischer Expressionismus (Gustav Klimt, Richard Gerstl, Oskar Kokoschka, Broncia Koller …)
- das Museum moderner Kunst – Stiftung Ludwig
- das Weltmuseum Wien: Bis 2013 Museum für Völkerkunde.
- die Kaiserliche Schatzkammer: Kroninsignien und andere Schätze der Habsburgermonarchie
- das Ephesosmuseum
- das Architekturzentrum Wien
- das Sisi-Museum: Andenken an Kaiserin Elisabeth
- die Sammlung alter Musikinstrumente
- das ZOOM Kindermuseum
- die Kaiserappartements: Wohn- und Arbeitsräume von Kaiser Franz Joseph I.
- die Hofjagd- und Rüstkammer
- die Hofsilber- und Tafelkammer: Tafelgerät des kaiserlichen Hofes

Die Österreichische Galerie Belvedere präsentiert im Schloss Belvedere Kunst aus Österreich vom Mittelalter über das Barock bis zum frühen 20. Jahrhundert, darunter Der Kuss, das bekannteste Werk Gustav Klimts. Im Unteren Belvedere wurde 2006/2007 eine neue Ausstellungshalle errichtet. Weiters befindet sich hier das Barockmuseum mit Franz Xaver Messerschmidts bekannten Charakterköpfen. 2011 wurde in unmittelbarer Nähe des Belvedere das Belvedere 21 (vormals 21er Haus) als Dependance für zeitgenössische Kunst wiedereröffnet.
Das Wien Museum (früher Historisches Museum der Stadt Wien) dokumentiert die Geschichte Wiens mit Wechselausstellungen und einer ständigen Präsentation und betreut die Gedenkstätten von Ludwig van Beethoven, Joseph Haydn, Wolfgang Amadeus Mozart, Franz Schubert und Johann Strauß. Zu den weiteren Dependancen des Hauses zählen die Hermesvilla, das Uhrenmuseum der Stadt Wien, das Römermuseum und das Pratermuseum.
Zur Wien Holding gehören das Jüdische Museum Wien, welches sich der tragischen Geschichte der Juden in Wien widmet, das Haus der Musik, das Kunst Haus Wien mit Werken Friedensreich Hundertwassers und fotografischen Wechselausstellungen sowie das Mozarthaus Vienna, untergebracht in einem ehemaligen Wohnhaus Wolfgang Amadeus Mozarts, auch als Figarohaus bekannt, da er dort an der Oper Le nozze di Figaro arbeitete.
Als Museum ist funktional auch die ehemalige kaiserliche Sommerresidenz Schloss Schönbrunn, Wiens meistbesuchte Sehenswürdigkeit, mit den Schauräumen des Schlosses und der kaiserlichen Wagenburg eingerichtet.
Das Heeresgeschichtliche Museum im Arsenal ist das Leitmuseum des Österreichischen Bundesheeres und dokumentiert anhand von Exponaten die Geschichte des österreichischen Militärwesens, darunter Waffen, Rüstungen, Panzer, Flugzeuge, Uniformen, Fahnen, Gemälde, Orden und Ehrenzeichen, Fotografien, Schlachtschiffmodelle und Dokumente.
Weitere Museen in Wien (Auswahl):
- MAK: Große Sammlung angewandter Kunst, Ausstellungen in den letzten Jahren auch im Bereich der Kunst.
- Möbelmuseum Wien
- Sigmund Freud Museum: In der ehemaligen Wohnung Freuds in der Berggasse.
- Technisches Museum Wien
- Narrenturm: Pathologisch-anatomische Sammlung.
- Josephinum: Medizingeschichtliches Museum.
- Theatermuseum Wien
- Fälschermuseum Wien
- Bestattungsmuseum Wien
- Wiener Kriminalmuseum mit dem Museum der Polizeidirektion Wien.
- Geldmuseum der Oesterreichischen Nationalbank
- Verkehrsmuseum Remise: Museum des öffentlichen Stadtverkehrs.
- Bezirksmuseen (zur Geschichte des jeweiligen Bezirks)

Dazu kommen, insbesondere im Bereich der zeitgenössischen Kunst, mehrere Ausstellungshäuser wie etwa die Kunsthalle Wien, die Secession, das Bank Austria Kunstforum, WestLicht, und das Künstlerhaus Wien.

### Film

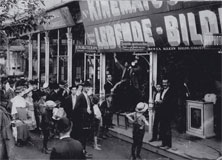
Vor dem Kino Klein im Wurstelprater, 1905

Ab 1906 wurden in Wien erste Kurzfilme produziert, wobei die zahlreichen französischen Filmschaffenden damals auch in Wien noch die Überzahl im Vergleich zu den heimischen Aktiven stellten. Ab 1910 setzte mit Gründung der Wiener Kunstfilm-Industrie die österreichische Stummfilmproduktion ein. Es folgte die Sascha Filmfabrik Wien des böhmischen Grafen Alexander Kolowrat-Krakowsky, 1913 in Liesing (damals eigene Gemeinde, heute 23. Bezirk) gegründet, 1914 im 20. Gemeindebezirk Brigittenau eingerichtet. Im Ersten Weltkrieg entstanden neben zahlreichen Propagandaproduktionen auch die ersten (Kriegs-)Wochenschauen. 1920 erreichte die Filmproduktion mit 142 Filmen ihren Höhepunkt. 1923 eröffnete die Vita-Film die „Rosenhügel-Filmstudios“, die noch wesentlich größer und moderner als die Sascha-Filmstudios in Sievering waren. Über ein Dutzend weitere Filmproduktionsgesellschaften produzierten damals regelmäßig Filme.

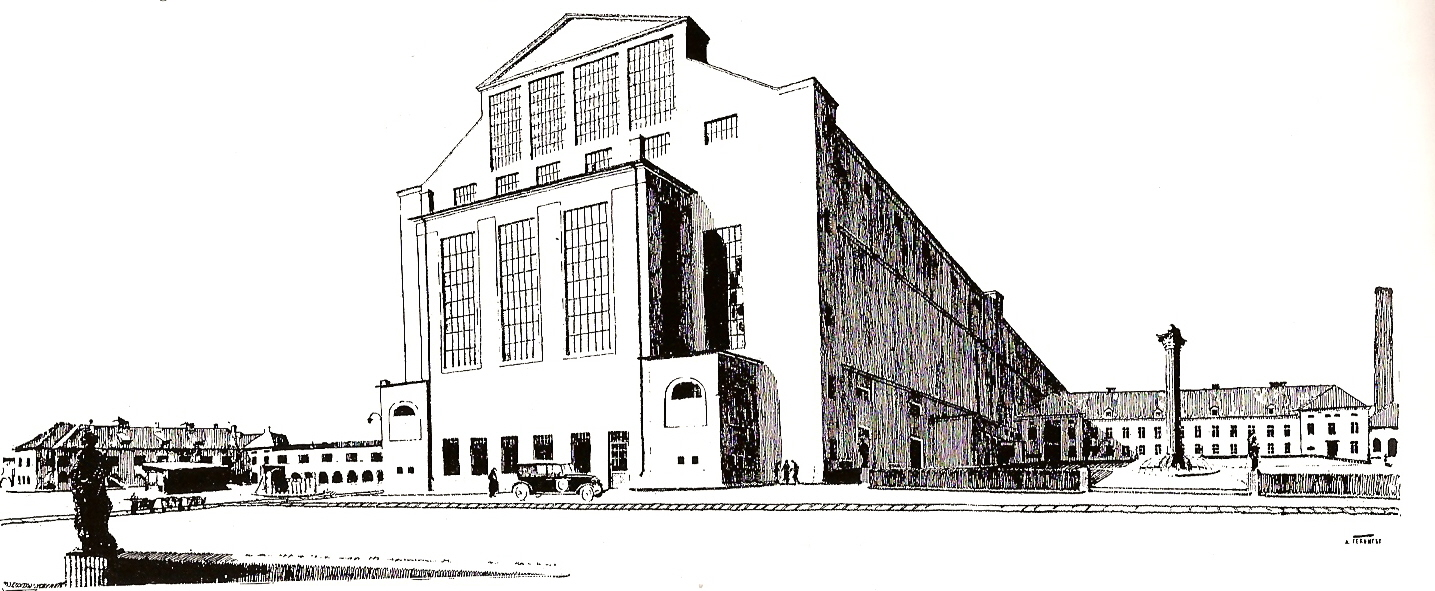
Die 1923 von der Vita-Film eröffneten damals größten und modernsten Filmstudios Österreichs

Mit der schrittweisen Enteignung der Sascha-Film ab 1935 entstand aus dieser 1938 die Wien-Film, die mittels der Cautio Treuhandgesellschaft der Reichsfilmkammer unterstand, und Wien neben Berlin und München zur Hauptproduktionsstätte von Propagandafilmen werden ließ. Wie in allen Bereichen fand auch in der Film- und Kinobranche eine hemmungslose „Arisierung“ statt.

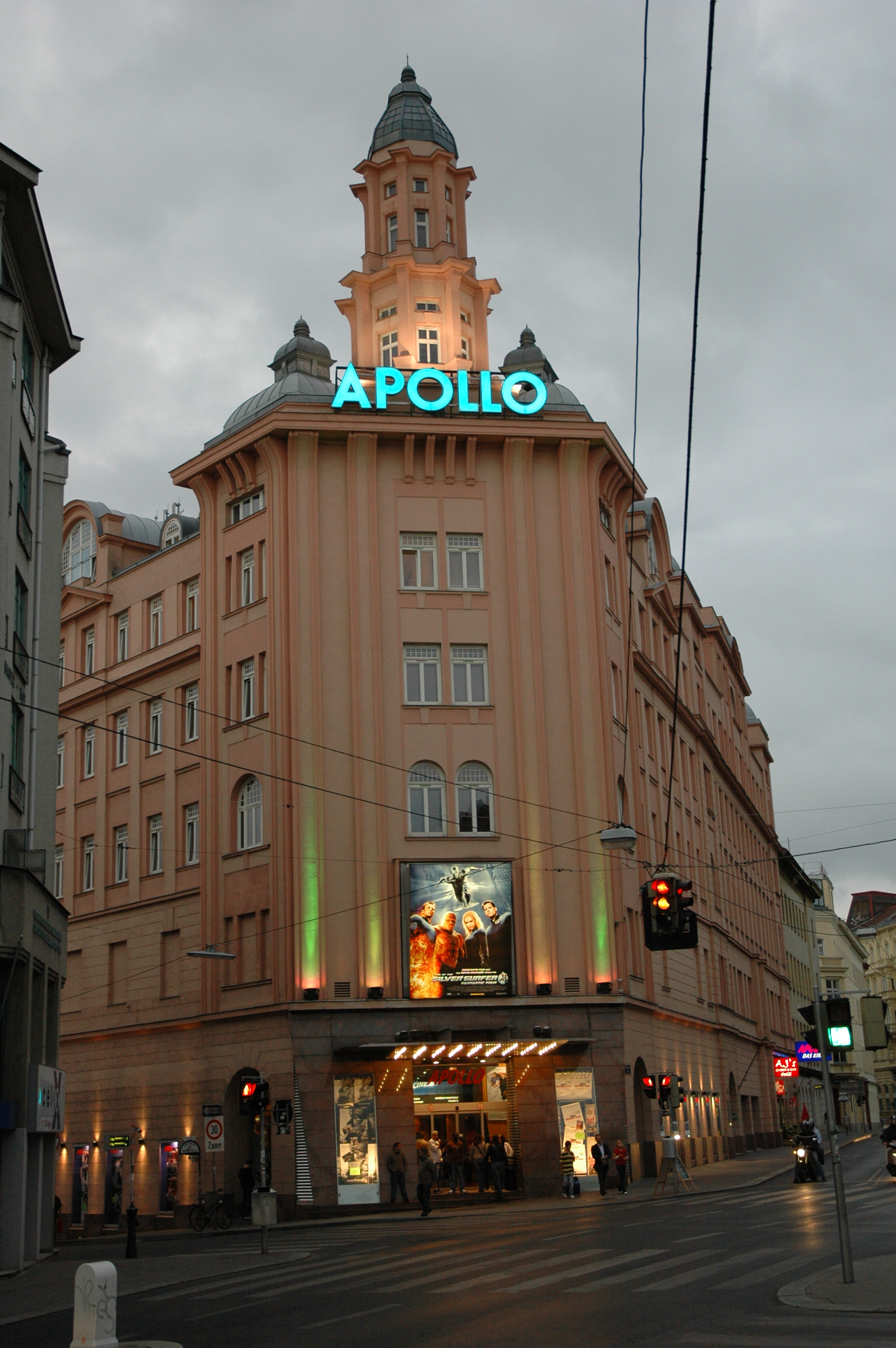
Das Apollo-Kino in Mariahilf

Bei der „Entnazifizierung“ durch die Alliierten im besetzten Nachkriegswien gingen zahlreiche Kinos unberechtigterweise in die stadteigene Kinobetriebsanstalt (Kiba) über. Zugleich setzte mit Gründung neuer Filmgesellschaften, wie zum Beispiel der Belvedere-Film 1947, die Heimat- und Musikfilm-Produktion wieder an, um zu ihrem absoluten Höhepunkt in den 1950er- und 1960er-Jahren aufzusteigen. Mittendrin wieder viele Wiener Schauspieler, wie Hans Moser, Peter Alexander, Waltraut Haas, Romy Schneider, Hans Holt und Nadja Tiller – um nur ein paar zu nennen. Einer der bedeutendsten Regisseure zu dieser Zeit war Franz Antel – ebenfalls ein Wiener. 1948 wurde mit Der dritte Mann ein mit internationalen Starschauspielern besetzter Film abgedreht, der Wien weltweit einen Popularitätsschub verschaffte und als Nebeneffekt dem Sieveringer Zitherspieler Anton Karas zu unverhoffter Bekanntheit verhalf.
Doch die 1960er-Jahre waren auch vom einsetzenden Kinosterben geprägt. Existierten 1953 noch über 200 Kinos in der Stadt, blieben 1983 lediglich 69 Kinos mit 96 Sälen über. Mit steigender Verbreitung von Multiplex-Kinos ab den 1980er-Jahren konnte zwar der Trend der sinkenden Kinoanzahl nicht gestoppt werden, doch stieg in den 1990ern die Anzahl der Säle auf 191 im Jahr 2001 wieder an. Wegen des nunmehrigen Überschusses und geringerer Auslastung sank die Zahl auf Kosten weiterer Kinos bereits 2002 wieder auf 166 ab.
Das 1900 gegründete Erika-Kino in der Kaiserstraße galt bei seiner Schließung im Jahr 1999 als ältestes noch betriebenes Kino der Welt. Heute ist es ein Theaterspielraum. Seither gelten die 1905 gegründeten, im 14. Wiener Gemeindebezirk befindlichen Breitenseer Lichtspiele als das älteste noch bespielte Kino Wiens.
In der Gegenwart besteht in Wien, nicht zuletzt aufgrund von Produktionsaufträgen des Österreichischen Rundfunks und staatlicher Filmförderung, eine sehr kreative Filmszene. Das Filmfestival Viennale, das Österreichische Filmarchiv, das Österreichische Filmmuseum und die Vienna Film Commission, 2009 von der Stadt Wien gegründet, tragen dazu bei.

### Bildende Kunst
In der bildenden Kunst hat Wien in Vergangenheit und Gegenwart international beachtete Künstler aufzuweisen, darunter Gustav Klimt, Koloman Moser, Richard Gerstl, Oskar Kokoschka, Egon Schiele, Fritz Wotruba, Maria Lassnig, Alfred Hrdlicka, Arik Brauer, Arnulf Rainer, Ernst Fuchs, Bruno Gironcoli, Hermann Nitsch, Franz West, Erwin Wurm und Heimo Zobernig.

### Architektur

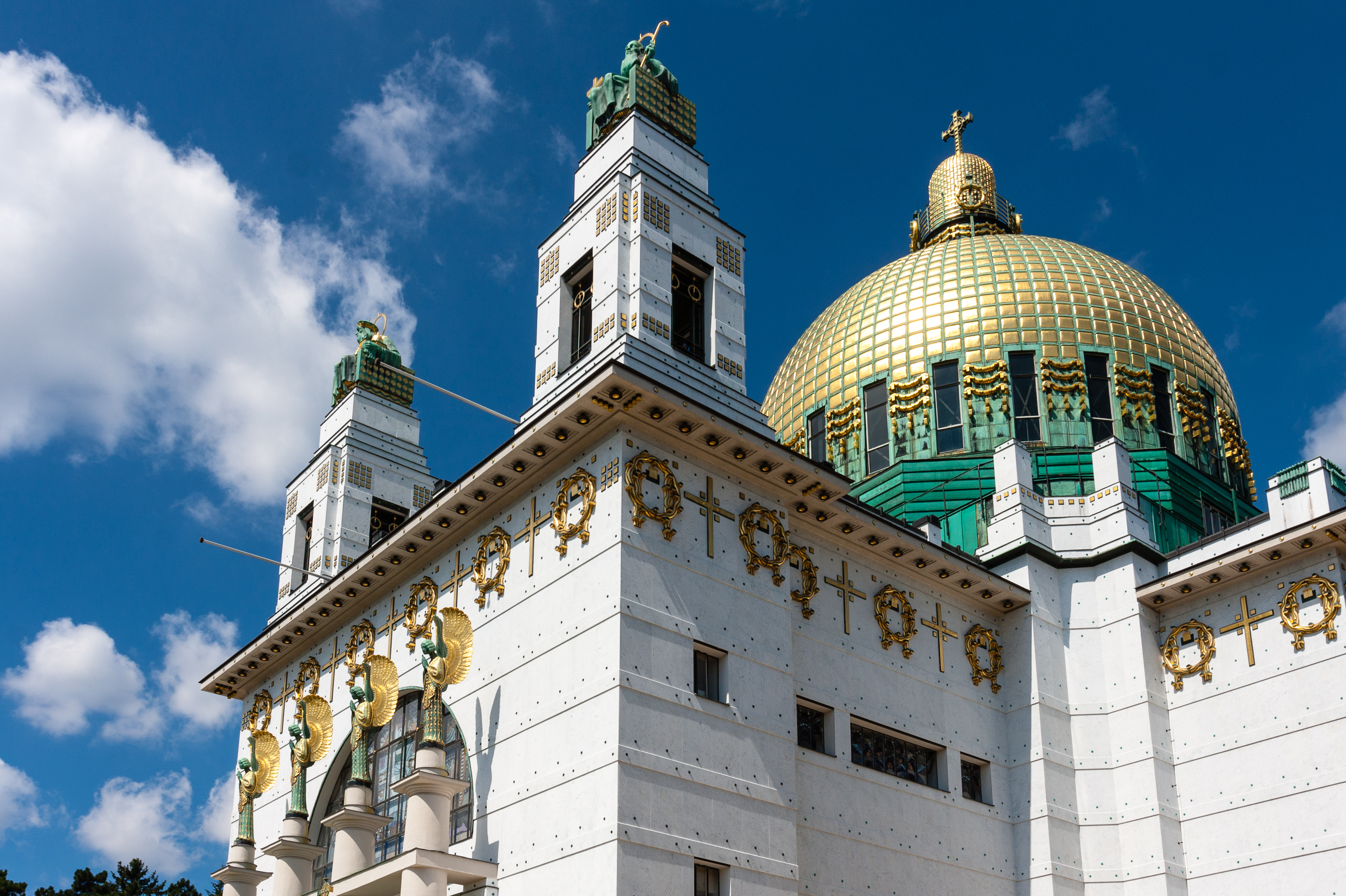
Die Kirche am Steinhof, 1904–1907 nach dem Entwurf von Otto Wagner im Jugendstil erbaut

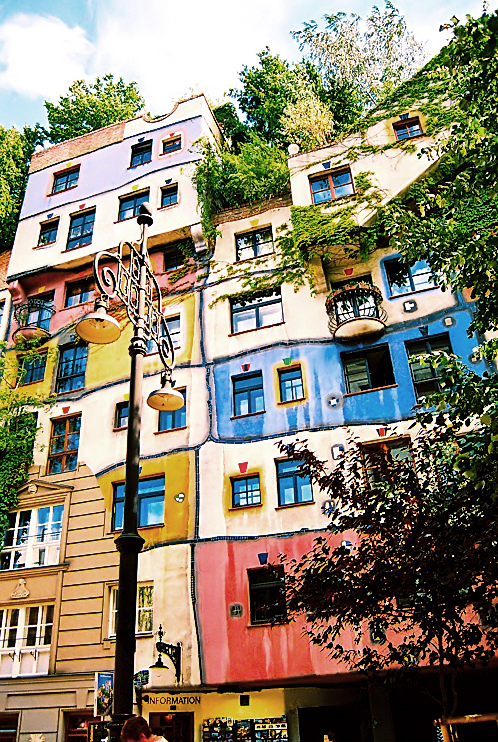
Das Hundertwasserhaus, 1983–1985 erbaut

In Wien finden sich Bauwerke aller Stilepochen der Architektur, von der romanischen Ruprechtskirche über den gotischen Stephansdom, die barocke Karlskirche, die hochbarocke Jesuitenkirche und die Bauten des Klassizismus bis zur Moderne.
Besonders hervorzuheben ist jedoch die Architektur der Gründerzeit, welche die ehemalige Kaiserstadt Wien wie aus einem Guss erscheinen lässt. Genau diese ist es, die in ehemaligen Städten der Donaumonarchie, wie Budapest oder Prag oder Lemberg im ehemaligen Galizien, deren Zugehörigkeit zu Österreich-Ungarn architektonisch repräsentiert.
Der Jugendstil hat ebenfalls seine Spuren in Wien hinterlassen: Die Secession, die Stadtbahnstation Karlsplatz und die Kirche am Steinhof von Otto Wagner zählen zu den weltweit bekanntesten Bauten dieser Epoche. 1910 entstand mit dem Kai-Palast auch das österreichweit erste Bürohochhaus in Stahlbetonbauweise.
Wien hat eine lange und große Tradition als Schauplatz und Ausbildungsort internationaler Architektur. Folgende Architekten stammen von hier bzw. studierten hier: Adolf Loos, Josef Hoffmann, Otto Wagner, Joseph Maria Olbrich, Josef Plecnik, Richard Neutra, Rudolph Michael Schindler, Margarete Schütte-Lihotzky, Josef Frank, Ernst Lichtblau, Karl Ehn, Max Hegele, Coop Himmelb(l)au, Gustav Peichl, Günther Domenig, Hans Hollein und Luigi Blau.
Eine der beliebtesten Touristenattraktionen stellt das Hundertwasserhaus von Friedensreich Hundertwasser dar, das als Gegenmodell zur nüchternen modernen Architektur gedacht ist. Ebenfalls von Hundertwasser künstlerisch gestaltet wurde die Müllverbrennungsanlage Spittelau. Ein weiteres Beispiel außergewöhnlicher Architektur ist die Wotrubakirche (Kirche Zur Heiligsten Dreifaltigkeit) des Bildhauers Fritz Wotruba. Auffällig im Stadtbild sind auch die Wiener Flaktürme und die Wiener Hochquellenwasserleitung.
Eine Reihe von Stadtteilen wurden seit den 1990er-Jahren neu erschlossen. Umfangreiche Bauvorhaben wurden rund um die Donau City (nördlich der Donau) und am Wienerberg (im Süden von Wien) umgesetzt. Der 202 m hohe Millennium Tower am Handelskai war zwischen 1999 und 2014 das bisher höchste in Wien gebaute Hochhaus und Zeichen einer architektonischen Wende in Wien hin zu mehr Selbstbewusstsein, aber auch Konformität. 2014 wurde er vom 250 Meter hohen DC Tower 1 abgelöst.
In den letzten Jahren werden vermehrt alte Gebäude mit moderner Architektur kombiniert, wie bei der Revitalisierung der Gasometer 2001, welche weltweites mediales Interesse auf sich zog. Der 2002 geschaffene Diva Award Immobilie des Jahres zeichnete jährlich mutige Immobilienprojekte aus, die das neue Selbstbewusstsein der Stadt demonstrierten.
Wien hat im Vergleich zu anderen Metropolen eine statistisch geringe Anzahl von Hochhäusern. Im Jahr 2006 gab es um die 100 Bauwerke über 40 Meter Höhe. Die Stadtverwaltung setzt hier mittlerweile auf Qualität vor Quantität, mit dem Ziel, die Naturräume Wiens und die als Weltkulturerbe anerkannten historischen städtebaulichen Elemente zu erhalten. An geplanten Hochhausprojekten, die in den 1950er-Jahren verwirklicht werden sollten, entzündeten sich wiederholt hitzige Diskussionen – zum Beispiel beim Bau des Gartenbauhochhauses, dessen Planung 1950 begann, das aber erst 1963 fertiggestellt werden konnte.
Deshalb gelten in Wien sehr strenge Richtlinien für die Planung, Genehmigung und den Bau von Hochhäusern. Gemäß Stadtplanung sind weite Teile Wiens, insbesondere in den inneren Bezirken, Ausschlusszonen, in denen keine Hochhäuser errichtet werden dürfen.
Nur rund 26 % der Gesamtfläche Wiens kommen somit überhaupt für die Hochhausplanung infrage. Auch dort müssen die Bauwerke dem städtebaulichen Leitbild entsprechen, eine Reihe von Auflagen erfüllen und dürfen keine bedeutenden Sichtachsen beeinträchtigen. Deshalb entstehen neue Hochhäuser vorrangig in äußeren Bezirken, wo noch mehr Gestaltungsspielraum vorhanden ist und weniger städtebauliche Besonderheiten berücksichtigt werden müssen.
Das höchste Hochhaus Wiens ist der 2014 eröffnete und 250 m hohe DC Tower 1. Das höchste Bauwerk ist der 252 m hohe Donauturm.

### Wissenschaft
- Biologie: Max Birnstiel, Kim Nasmyth, Renée Schroeder
- Computerwissenschaften: Heinz Zemanek
- Ingenieurswesen: Viktor Kaplan, Robert Adler
- Mathematik: Kurt Gödel
- Medizin: Ferdinand von Hebra, Karl Landsteiner, Carl von Rokitansky, Josef von Škoda, Julius Wagner-Jauregg, Robert Bárány, Ignaz Semmelweis, Theodor Billroth, Carl Koller
- Ökonomie: Eugen Böhm von Bawerk, Ludwig von Mises, Friedrich August von Hayek, Österreichische Schule, Rudolf Hilferding
- Sozialwissenschaften: Karl Polanyi, Otto Bauer, Max Adler, Schule des Austromarxismus
- Philosophie: Laurenz Müllner, Josef Popper-Lynkeus, Karl Popper, Ludwig Wittgenstein, Paul Feyerabend, Moritz Schlick
- Psychologie: Leistungen in den medizinischen Bereichen und der diversen Formen der Psychotherapie sind international anerkannt, z. B. Sigmund Freud, Alfred Adler, Erwin Ringel, Viktor Frankl, Harald Leupold-Löwenthal.
- Physik: Lise Meitner, Erwin Schrödinger, Wolfgang Pauli, Ludwig Boltzmann, Ernst Mach, Christian Doppler, Josef Stefan, Anton Zeilinger
- Rechtswissenschaften: Hans Kelsen, Karl Renner
- Theologie: Johannes Messner, Gründer der „Wiener Schule“ des Naturrechts

Wien war ein bedeutendes Zentrum der medizinischen Forschung zwischen dem zweiten Viertel des 18. und dem zweiten Viertel des 20. Jahrhunderts. Mit der ersten und zweiten Wiener Medizinische Schule werden die bedeutendsten Zeiträume medizinischer Lehre und Forschung in Wien bezeichnet. Der Beginn der ersten medizinischen Schule fällt in die Zeit von Maria Theresia und begann unter ihrem Leibarzt Gerard van Swieten, der die Universitäten vom Einfluss der Jesuiten befreite. Unter ihm wurde 1754 das erste moderne Krankenhaus Wiens gegründet und in der Folge 1784 durch Kaiser Joseph II. das erste Allgemeines Krankenhaus der Stadt Wien, das heute als Campus der Universität Wien der Universität als geisteswissenschaftlicher Campus dient. Die zweite Medizinische Schule beginnt in der zweiten Hälfte des 19. Jh. und wird vor allem durch die Lehre und Forschung des deutschen Chirurgen Theodor Billroth zu neuer Blüte geführt, der 1867 nach Wien kommt. Nach dem Ersten Weltkrieg gerät die medizinische Forschung in eine Krise und mit der Vertreibung von 3200 der insgesamt 4900 Wiener Ärzte im März 1938 ist die zweite medizinische Schule mit dem Anschluss Österreichs an das nationalsozialistische Deutsche Reich endgültig beendet.
Seit den 1990er-Jahren konnte sich Wien erfolgreich als Standort für die Lebenswissenschaften und der Biotechnologie etablieren. So betreibt etwa Boehringer Ingelheim ein großes Forschungszentrum im Bereich der Onkologie und das Forschungsinstitut für Molekulare Pathologie (IMP). Im 3. Wiener Gemeindebezirk entstand um das IMP das Vienna BioCenter, ein räumlicher Zusammenschluss verschiedener Forschungseinrichtungen und Unternehmen aus dem Bereich der Biowissenschaften.
Im Bereich der Pharmazie konnte sich Wien erfolgreich als Standort für Pharmakonzerne etablieren. So betreibt hier etwa Baxter International ein großes Laboratorium.
Der Asteroid (397) Vienna, welcher 1894 entdeckt wurde, ist zu Ehren der Stadt Wien benannt.

### Ess- und Trinkkultur

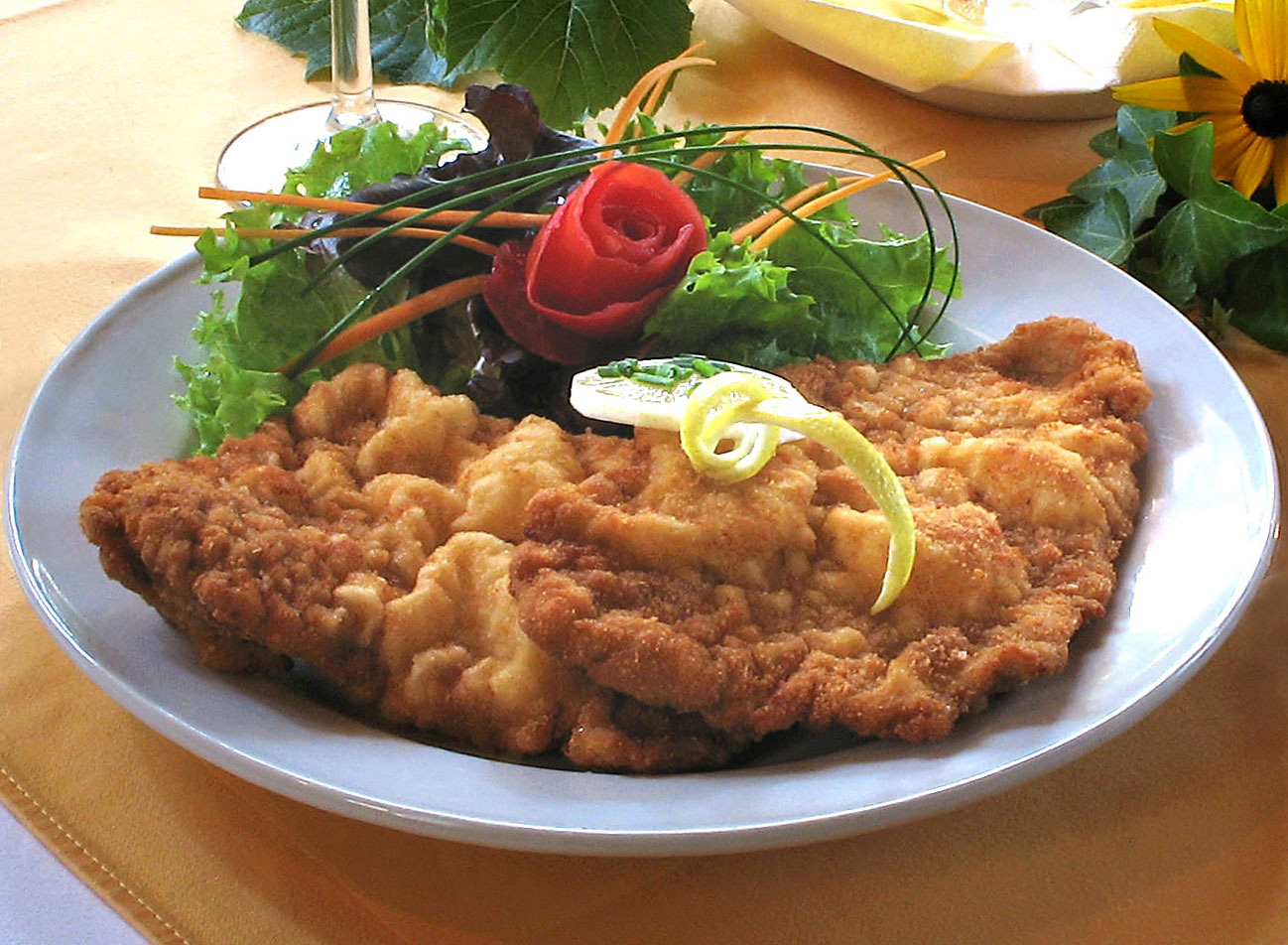
Wiener Schnitzel

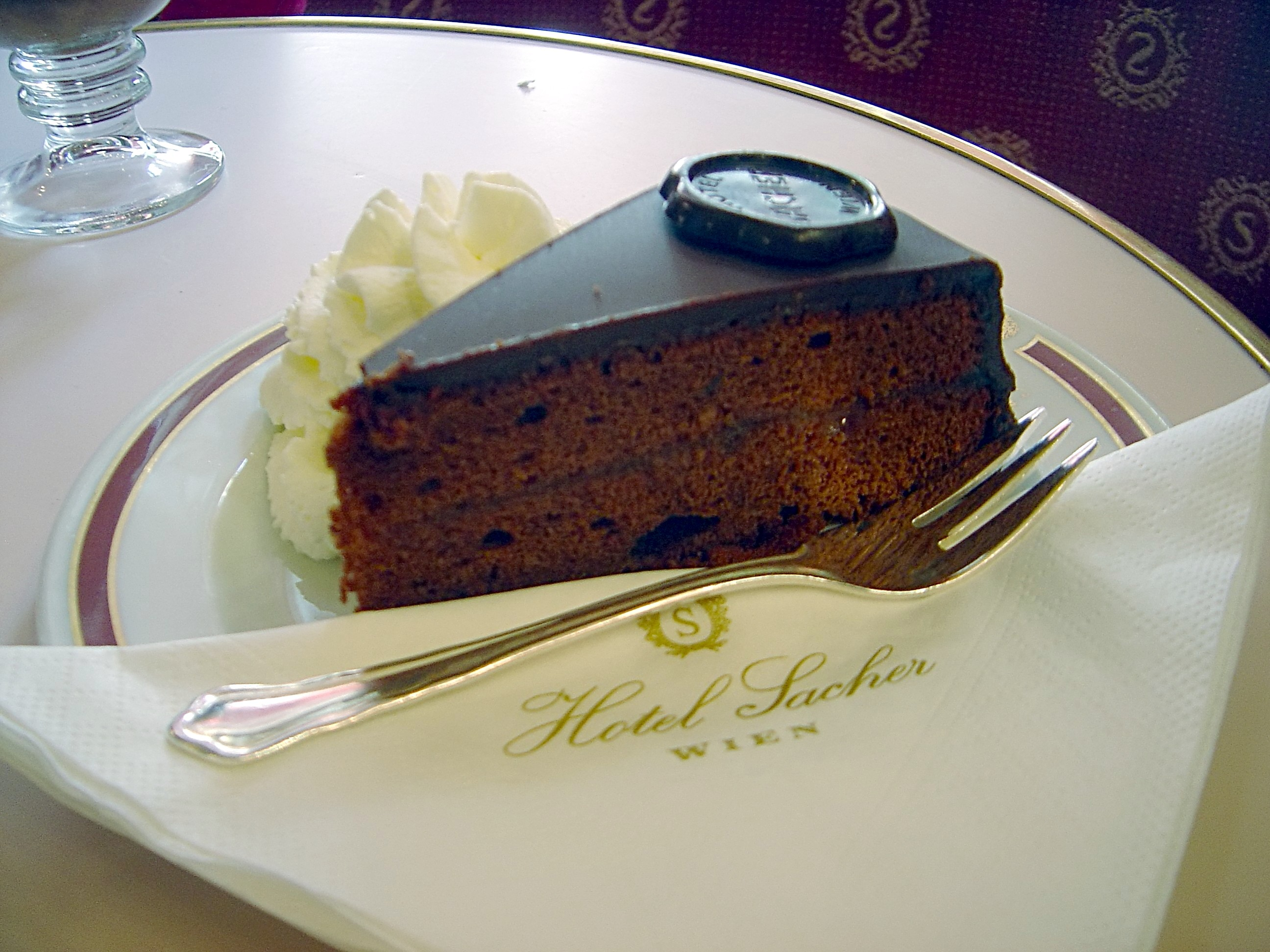
Die Sachertorte mit Schlagobers

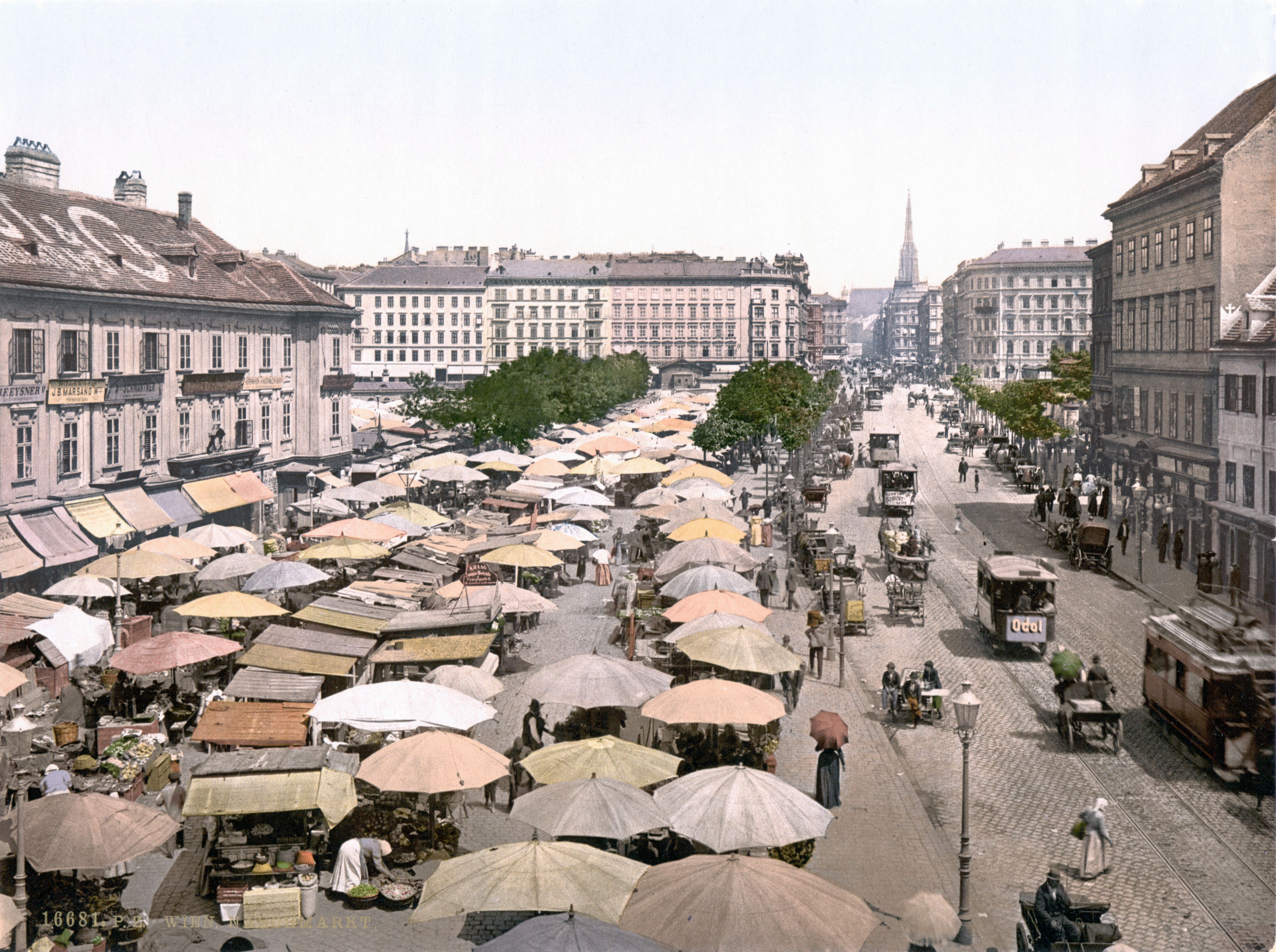
Der Naschmarkt um 1900

Die traditionelle Wiener Küche ist geprägt von den früheren Einflüssen der Zuwanderer aus den Regionen und Ländern der k.u.k. Monarchie. Bedingt durch die Lage der Stadt nahe der Grenze zu Ungarn und dem früheren Böhmen finden sich vor allem Speisen aus diesen Ländern auf den Speisekarten. So stammt das Gulasch mit seinen Wiener Varianten – dem Wiener-, Fiaker- und dem Zigeuner-Gulasch – aus Ungarn. Aus Böhmen kamen vor allem die Mehlspeisen, wie verschiedene Strudel, Golatschen und Palatschinken sowie verschiedene Knödelvarianten. Besonders beliebt sind das Wiener Schnitzel und der Tafelspitz.
Der größte und vielseitigste Markt mit festen Ständen ist der Naschmarkt, auf dem Obst, Gemüse, Gewürze, Fisch, Fleisch und vieles mehr aus aller Welt gekauft werden kann. Der Naschmarkt gilt als der Spezialitätenmarkt Wiens. Der längste Straßenmarkt Europas ist hingegen der Brunnenmarkt im 16. Wiener Gemeindebezirk.
Zum Stadtbild Wiens gehören die Würstelstände, an denen vor allem verschiedene heiße Würstel, wie die Burenwurst, und heißer Leberkäse angeboten werden. Seit einiger Zeit sind auch ähnliche Stände zu finden, an denen Döner, Pizzastücke und andere Speisen angeboten werden.

#### Wiener Kaffeehaus

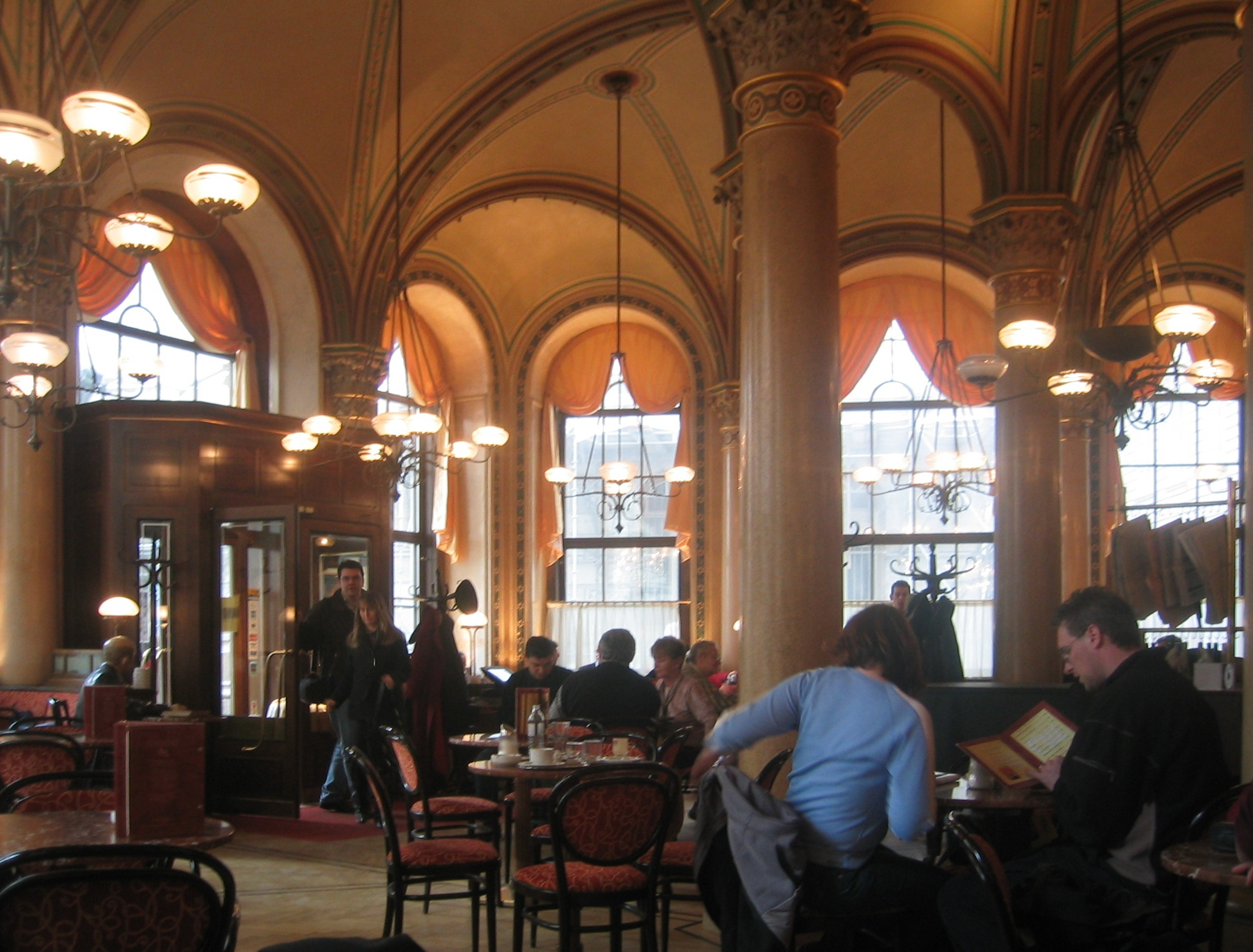
Im Café Central

Eine weitere Besonderheit der Wiener Kultur stellt das Wiener Kaffeehaus dar, in dem neben einer Vielzahl von Kaffeespezialitäten auch kleine Speisen serviert werden. Viele Besucher nutzen die Möglichkeit, während ihres Besuchs stundenlang die meist reichlich vorhandenen Zeitungen zu lesen. Neben vielen neueren chromblitzenden, Espresso genannten Kaffeebars italienischen Stils existieren noch viele „echte“ Wiener Kaffeehäuser, die in Angebot, Ausstattung und Stil den ursprünglichen Charme dieser Institution bewahrt haben. Das erste Kaffeehaus Wiens wurde 1685 von einem Griechen namens Johannes Theodat in seinem Wohnhaus am Haarmarkt, heute Rotenturmstraße 14, eröffnet.

#### Heurigen

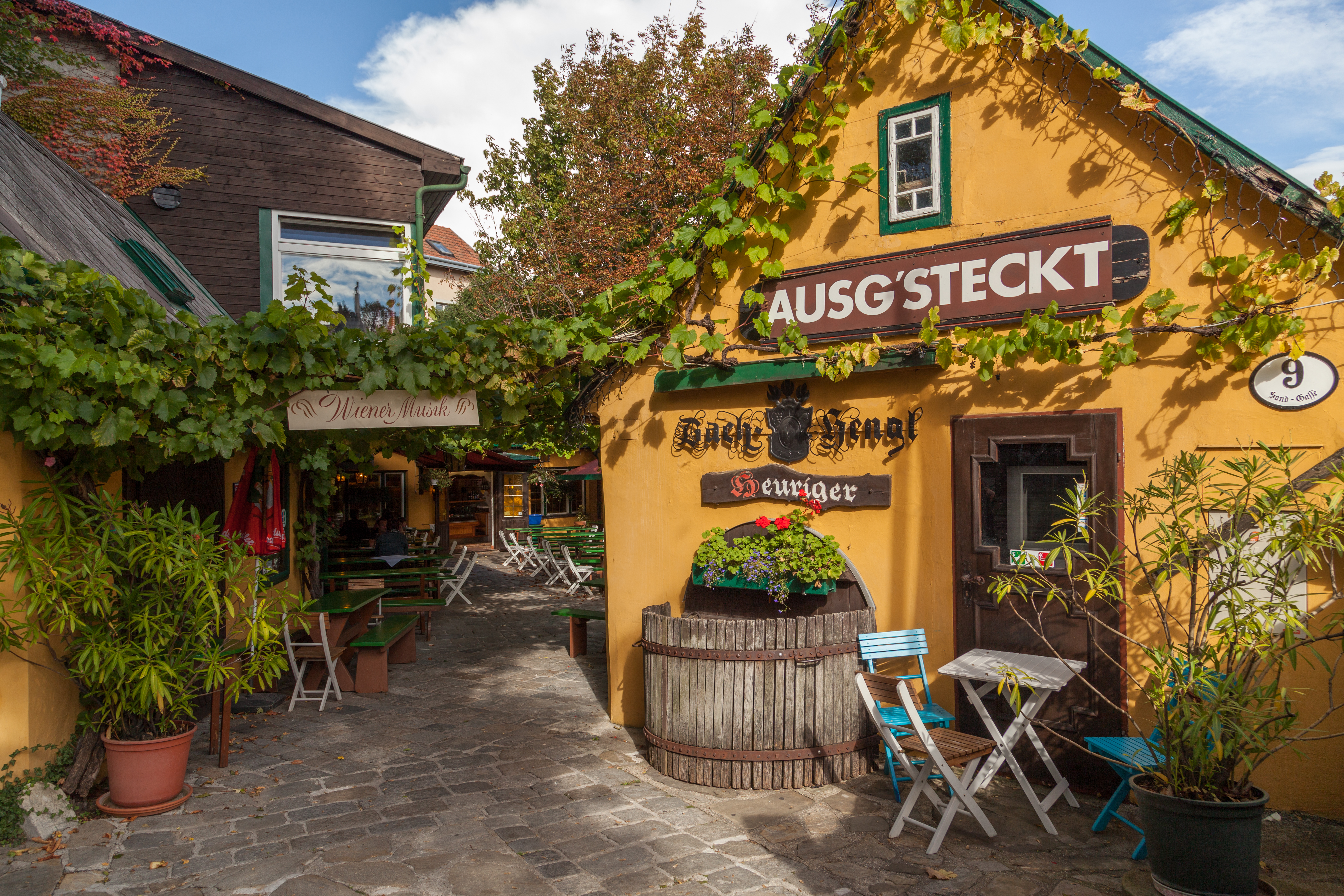
Typisches Heurigenlokal in Grinzing

Wien ist weltweit eine der wenigen Metropolen mit eigenem Weinbaugebiet. Dieser Wein wird in Wien in kleinen Lokalen, sogenannten Heurigen, ausgeschenkt, die sich vor allem in den Weinbaugebieten Döblings (Grinzing, Neustift am Walde, Nussdorf, Salmannsdorf, Sievering), Floridsdorfs (Jedlersdorf, Stammersdorf, Strebersdorf) sowie Mauer und Oberlaa konzentrieren. Der Wein wird oftmals auch als Gespritzter getrunken, ein Mischgetränk aus Weißwein und Soda- oder Mineralwasser, wobei das Mischungsverhältnis jahreszeitlich variieren kann (Sommer- oder Wintergespritzter).

### Sub- und Jugendkultur

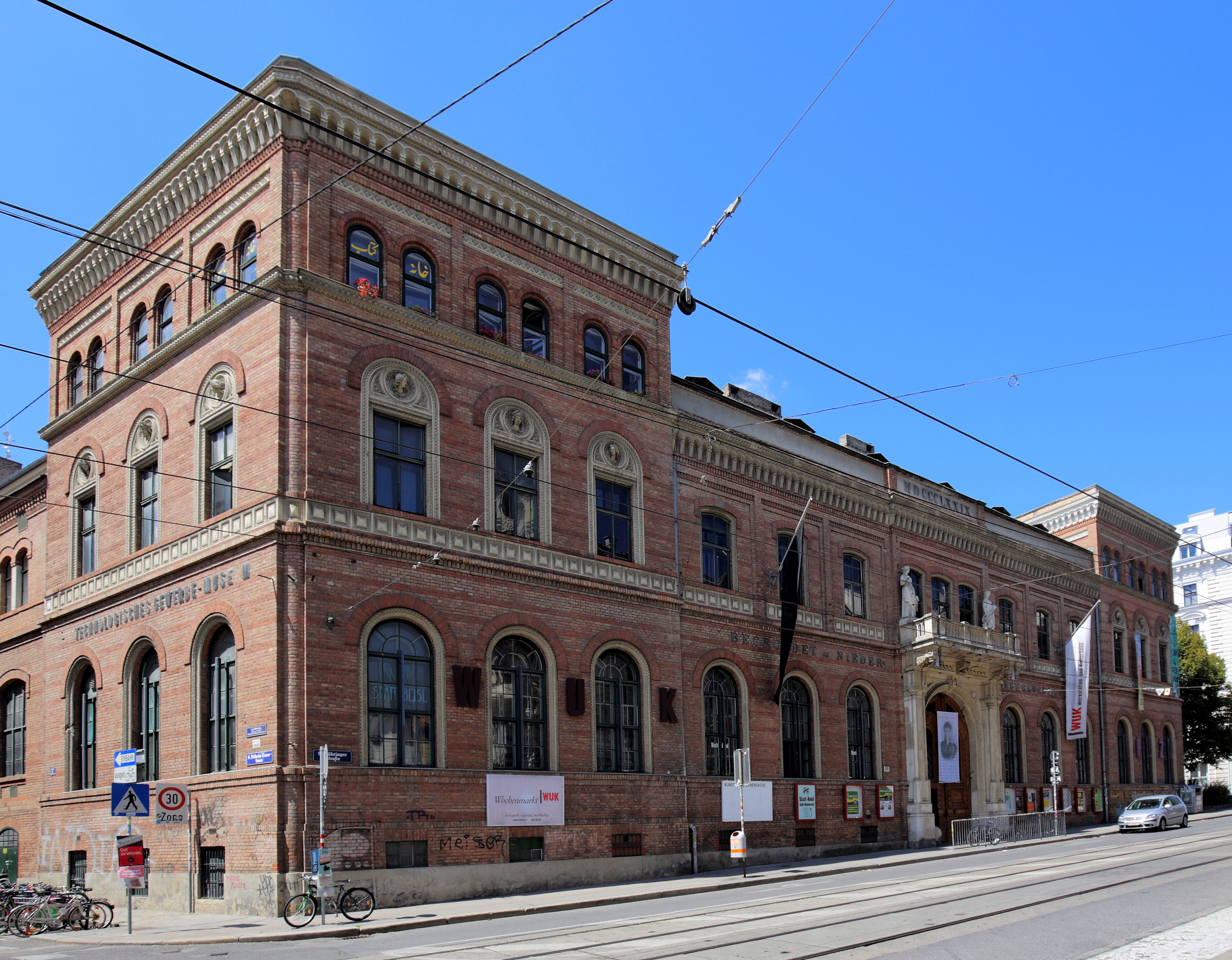
Das Werkstätten- und Kulturhaus (WUK) an der Währinger Straße ist ein beliebter Jugendtreffpunkt

Eines der ältesten Zentren für Jugend- und Subkultur ist das WUK auf dem Standort des ehemaligen Technologischen Gewerbemuseums, das in den frühen 1980er-Jahren zu einem freien Kultur- und Werkstättenhaus wurde. Auch heute noch findet hier eine Vielzahl künstlerischer Veranstaltungen aller Art statt.
Ein bekannter Veranstaltungsort der Stadt für subkulturelle Aktivitäten ist das früher im Besitz der KPÖ stehende und über lange Zeit von Autonomen besetzte Ernst-Kirchweger-Haus (EKH). Dort wurden neben diversen Workshops, Arbeitsgruppen, Informations- und Beratungstätigkeiten auch regelmäßig Konzerte und Partys mit Rock, Punk oder auch Tekno abgehalten. Mittlerweile ist dieser Treffpunkt im Besitz der Stadt Wien.
Ein weiteres Zentrum von Jugend- und Subkultur ist das Flex am Donaukanal, das internationale, genreübergreifende Konzerte und DJ-Events, die irgendwo zwischen Pop- und Alternativmusik angesiedelt sind, aufwartet und somit auf ein großteils jugendliches Publikum verweisen kann.
Auf dem Gelände des alten Schlachthofs in der Baumgasse befindet sich die Arena, ein ehemals besetztes Gelände, das mittlerweile ein eigenständiges Kulturzentrum ist in dem regelmäßig Konzerte und Partys stattfinden. Im Sommer gibt es auf der großen Freiluftbühne im Zentrum der Arena auch etliche Konzerte und Kinovorstellungen.
Weitgehend unbemerkt von der Öffentlichkeit, da im Untergrund aktiv, ist die Wiener Freetekno-Szene. Nur gelegentlich veranstalten Soundsysteme auch in bekannten Clubs öffentlich bekannt gegebene Tekno-Partys. Die meisten Veranstaltungen finden in Hallen am Stadtrand oder etwas außerhalb der Stadtgrenze, in Niederösterreich, statt.

### Jährliche Veranstaltungen

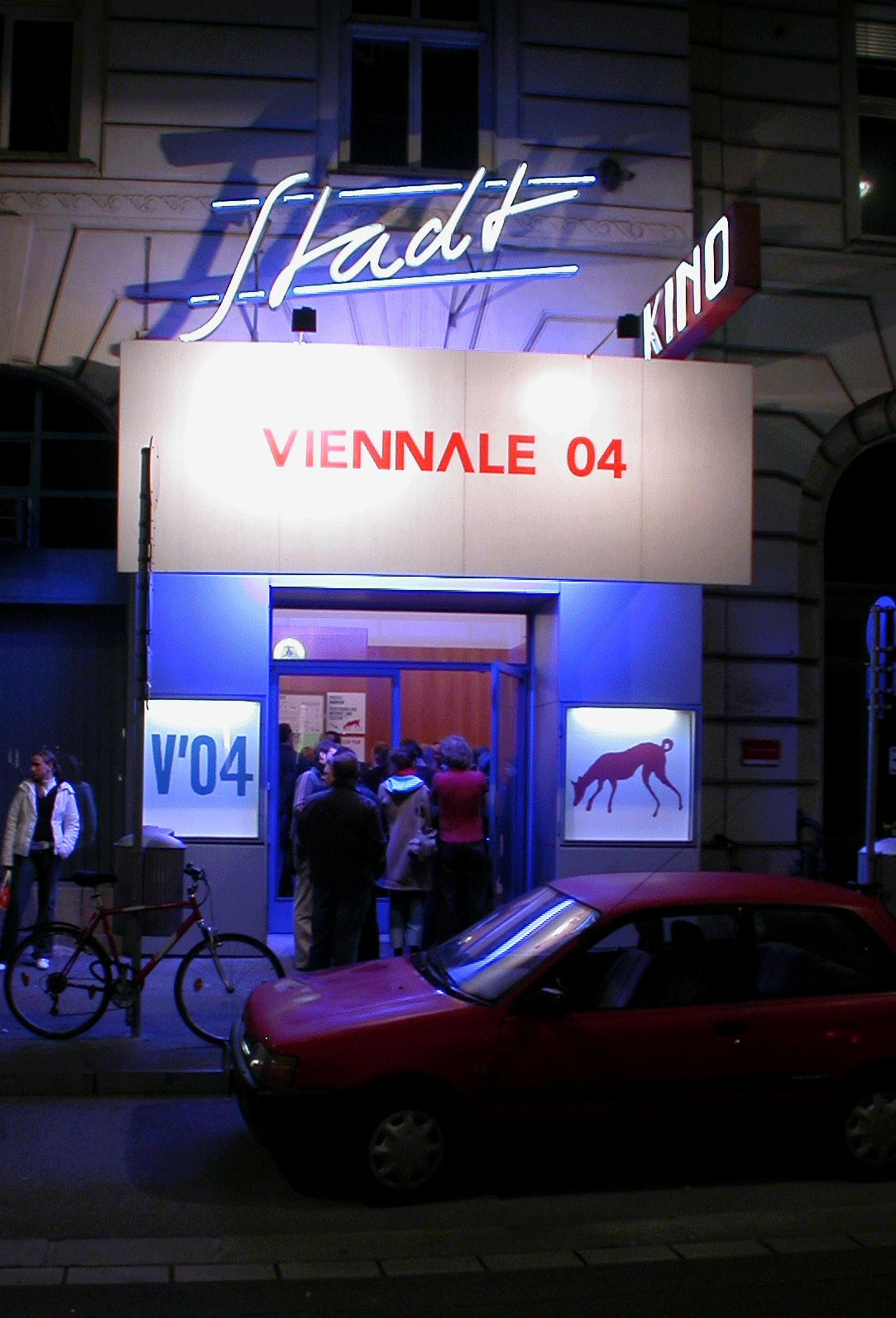
Stadtkino zur Viennale

(Auswahl jährlicher Veranstaltungen, chronologisch im Jahreslauf gereiht)
- Neujahrskonzert der Wiener Philharmoniker, übertragen an 50 Millionen Hörer in 90 Ländern, seit 1939 (1. Jänner)
- Wiener Opernball, der als gesellschaftlicher Höhepunkt der Wiener Ballsaison (November bis Feber/März) gilt, seit 1935 (Feber)
- Sommernachtskonzert der Wiener Philharmoniker, mit 100.000 Anwesenden und Übertragung in 80 Länder, seit 2004 (Mai)
- Wiener Festwochen, internationales Theater-, Musik- und Performancefestival, 1927/1951 gegründet (Mai/Juni)
- Life Ball, die größte AIDS-Benefiz-Veranstaltung Europas. 1992 gegründet, bis 2019 (Mai/Juni)
- Donauinselfest, mit drei Millionen Besuchern Europas größtes Freiluft-Musikfestival, 1984 gegründet (Mai/Juni)
- Jazz-Fest Wien, internationales Jazz-Festival, 1991 gegründet (Juni/Juli)
- Film Festival auf dem Wiener Rathausplatz, Musikfilm- und Gastronomiefestival, seit 1991 (Juli/August)
- ImPulsTanz, internationales Tanz- und Performancefestival, 1984 gegründet (Juli/August)
- viennacontemporary, internationale Kunstmesse und curated_by, Wiener Galerien-Festival, gegründet 2015 bzw. 2009 (September)
- Viennale, internationales Filmfestival, 1960 gegründet (Oktober)
- Wien Modern, Festival für Neue Musik, 1988 gegründet (November)
- Wiener Weihnachtstraum (Christkindlmarkt auf dem Rathausplatz) und weitere Weihnachtsmärkte, seit 1764 (November/Dezember)
- Hofburg Silvesterball und Wiener Silvesterpfad durch die Altstadt (31. Dezember)

## Freizeit

### Wiener Parks, Wälder und Auenlandschaften

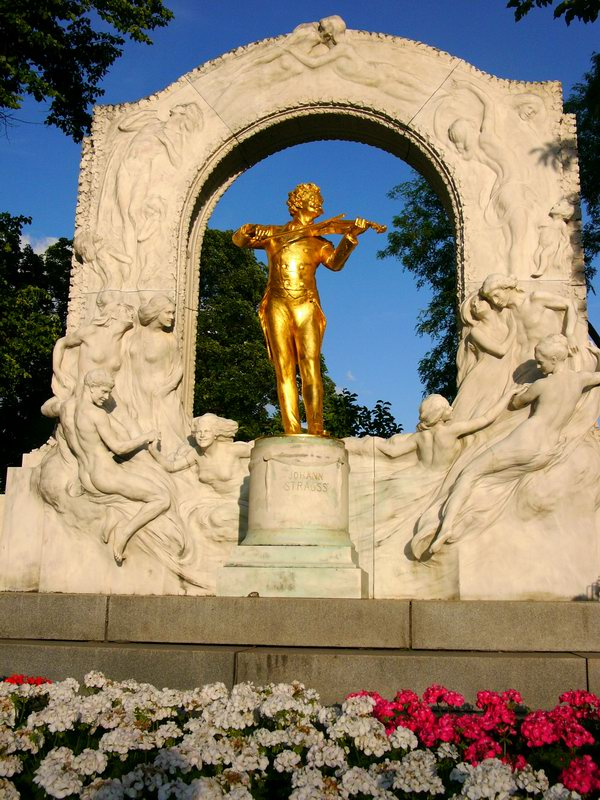
Johann-Strauß-Denkmal im Wiener Stadtpark

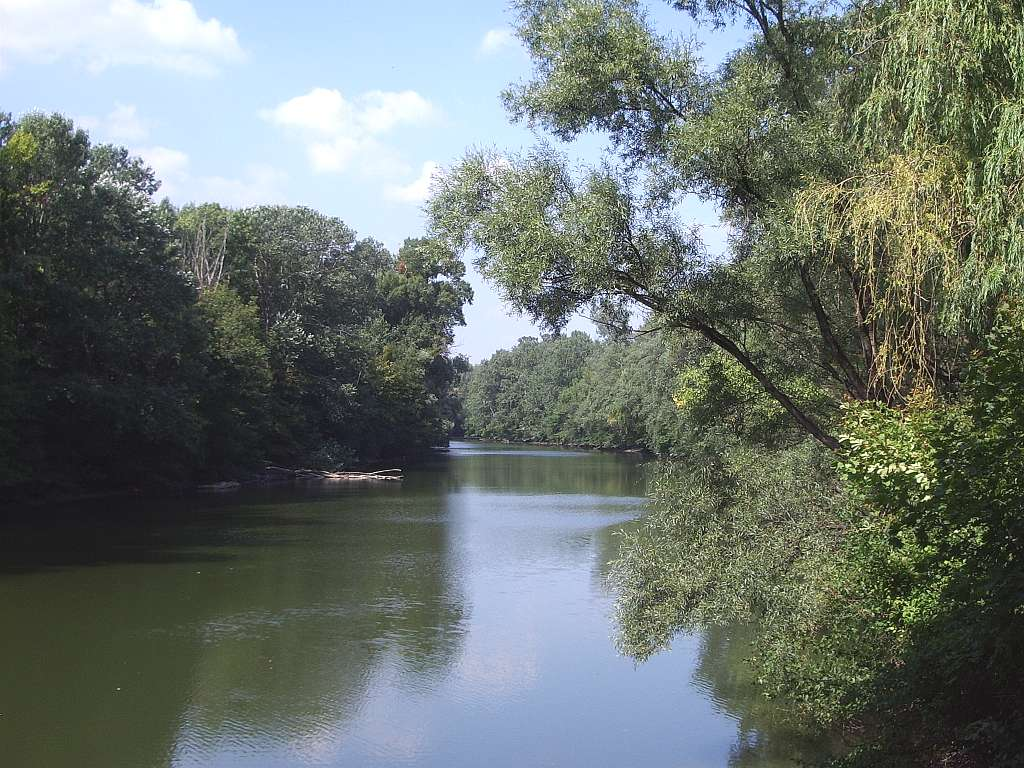
Das Heustadelwasser in den Praterauen

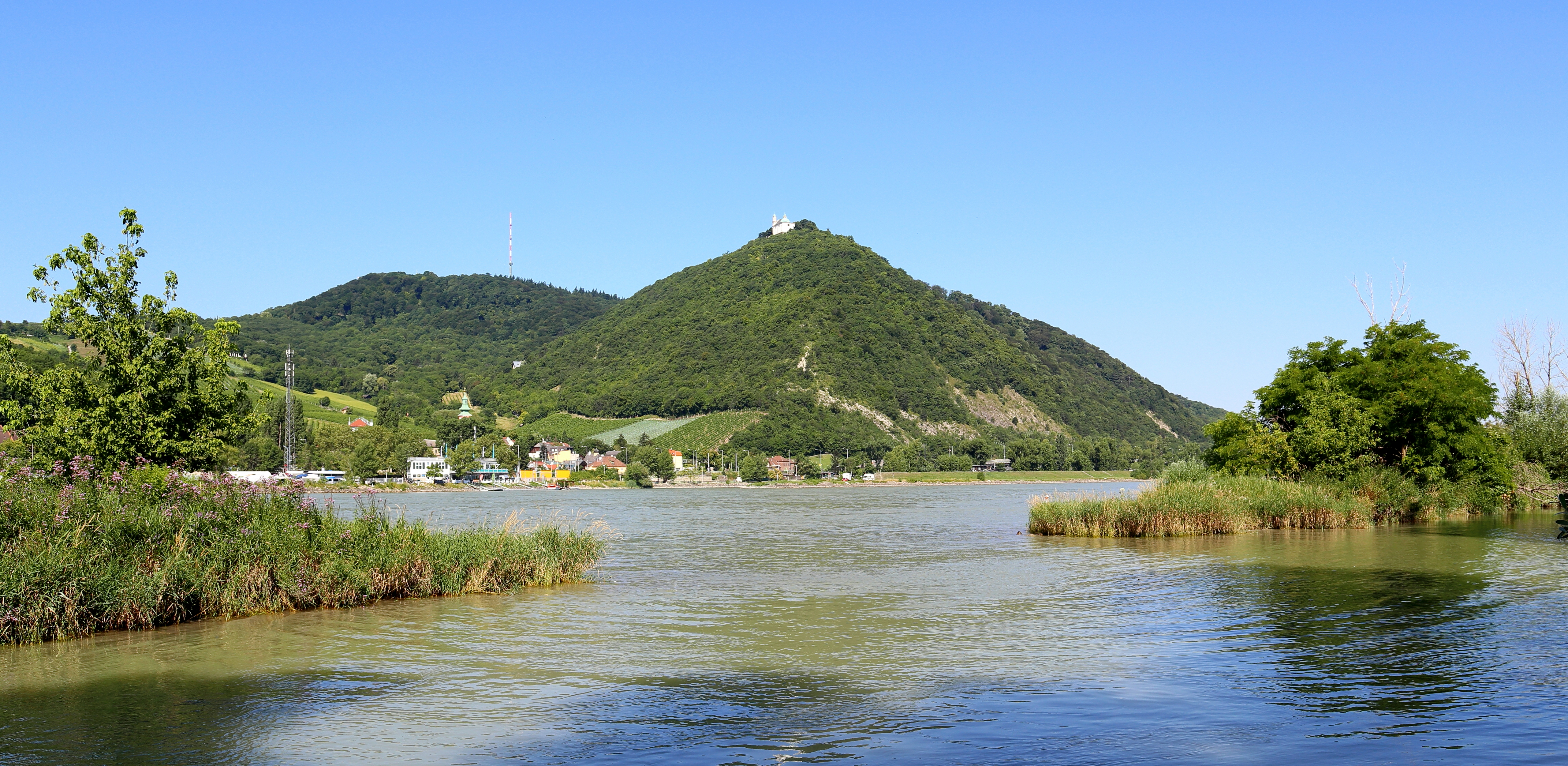
Blick von der Donauinsel zum Leopoldsberg und Kahlenberg im Hintergrund

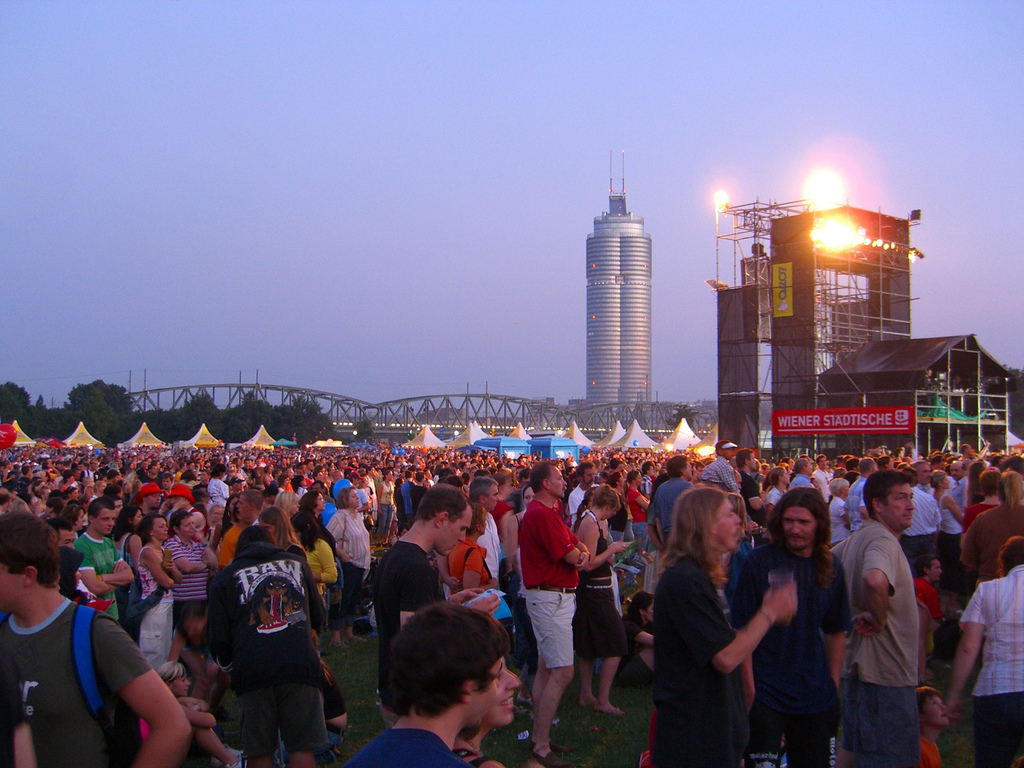
Das Donauinselfest findet jeden Sommer auf der Donauinsel statt

Siehe auch: Liste der Wiener Parks und Gartenanlagen (Überblicksliste zu den Bezirkslisten)
Wien besitzt viele unterschiedliche Parkanlagen und ist weltweit eine der Städte mit dem höchsten Grünflächenanteil, der die Hälfte des Stadtgebiets ausmacht. In der Innenstadt gibt es mehrere Parks, deren Geschichte bis ins 16. Jahrhundert zurückreicht und die reich mit Denkmälern und Parkbauten bestückt sind. Hierzu zählen der Stadtpark, der an die Hofburg anschließende Burggarten, der Augarten sowie der Volksgarten. Von den barocken Gartenanlagen der Vorstadtpalais ist der Schlosspark von Schloss Belvedere mit dem botanischen Garten noch fast in Originalgröße erhalten geblieben. Neben den großen Parks gibt es zahlreiche kleinere Parkanlagen insbesondere in den inneren Bezirken. Diese werden umgangssprachlich auch Beserlparks genannt. Auch Friedhöfe wurden in Parkanlagen (beispielsweise der Währinger Schubertpark) umgewandelt.
Die größte Parkanlage Wiens ist der Wiener Prater in der Leopoldstadt. Mit 600 Hektar ist er fast doppelt so groß wie der Central Park in New York und dreimal so groß wie der Berliner Tiergarten. Das ehemalige kaiserliche Jagdgebiet, das noch heute zu großen Teilen aus Aulandschaften besteht, wurde 1766 von Joseph II. dem Volk übergeben. Rund um den grünen Prater entstanden im Laufe der Zeit das Messegelände, wo die Weltausstellung 1873 stattfand, der Vergnügungspark Wurstelprater mit seinem Wahrzeichen, dem Riesenrad, und das Ernst-Happel-Stadion (ehemals Praterstadion), das größte Fußballstadion Österreichs.
Die 21,1 Kilometer lange und 200 Meter breite Donauinsel mit der Neuen Donau, die in den Jahren 1972 bis 1988 als Hochwasserschutz errichtet wurde, ist ebenfalls ein beliebtes Naherholungsgebiet der Wiener Bevölkerung. Einmal pro Jahr findet hier das Donauinselfest statt. Es gibt hier unter anderem einen großen FKK-Badebereich. Im Gebiet der Reichsbrücke hat sich zudem eine vielfältige Lokalszene entwickelt.
Im Westen der Großstadt reichen die Ausläufer des Wienerwaldes zum Teil weit in die verbauten Bereiche der Außenbezirke hinein. Hier findet sich unter anderem der Lainzer Tiergarten, ein weitläufiges Waldgebiet (2500 Hektar) mit reichem Wildbestand. In dem ehemaligen kaiserlichen Jagdgebiet finden sich neben dem Jagdschloss Hermesvilla bis heute Jagdwild, wobei insbesondere die Wildschweine im Lainzer Tiergarten sehr populär sind. Die Wälder im Westen werden durch den Wiener Grüngürtel im Süden (Wienerberg und Laaer Berg), der teilweise aufwändig wieder aufgeforstet wurde, fortgesetzt. Nördlich der Donau dient neben dem Donaupark insbesondere die Lobau als Naherholungsgebiet. Das Auengebiet der Donau ist Teil des Nationalparks Donau-Auen.
Sowohl Sehenswürdigkeiten als auch Grünoasen sind die Wiener Friedhöfe, die als Erholungsorte gelten und zum Spazieren einladen. Der Zentralfriedhof ist nicht nur für seine Ehrengräber berühmt. Es befinden sich dort auch ein evangelischer Friedhof, der neue und alte jüdische Friedhof, eine islamische Abteilung, eine moslemisch-ägyptische Abteilung sowie zahlreiche orthodoxe Abteilungen und Grabstätten der Anatomie. Im Frühjahr 2019 wurden im Zentralfriedhof zwei Laufstrecken markiert. Auch der Sankt Marxer Friedhof ist ein beliebtes Areal für Spaziergänge. Er wurde Ende des 19. Jahrhunderts geschlossen und wird heute als Parkanlage geführt. Hier wurden einst Mozart und Josef Madersperger, einer der Erfinder der Nähmaschine, in Schachtgräbern bestattet, wodurch die exakte Lage ihrer Grabstellen heute nicht bekannt ist.
Nicht alle Grünflächen werden intensiv gärtnerisch gepflegt. Dies gilt nicht nur für Nationalparks und Naturschutzgebiete (wie die Lobau), sondern auch für einige innerstädtische Flächen, die als Stadtwildnis bezeichnet werden. Es werden dort Wege angelegt, aber die Pflege der Natur beschränkt sich auf ein Minimum, es wird weder bewässert noch gedüngt. Es handelt sich überwiegend um ehemalige Industrie- oder Verkehrsflächen. Solche Grünflächen gibt es etwa beim ehemaligen Donauprallhang in Erdberg, am Gaudenzdorfer Gürtel oder auch bei einem ehemaligen Bahngleis an der Engerthstraße nahe der Donau. Zuletzt wurde im Jahr 2021 eine solche Stadtwildnis der Öffentlichkeit im Nordbahnviertel vorgestellt, die das Herzstück der dortigen Freien Mitte ist.

### Sport

#### Sportstätten

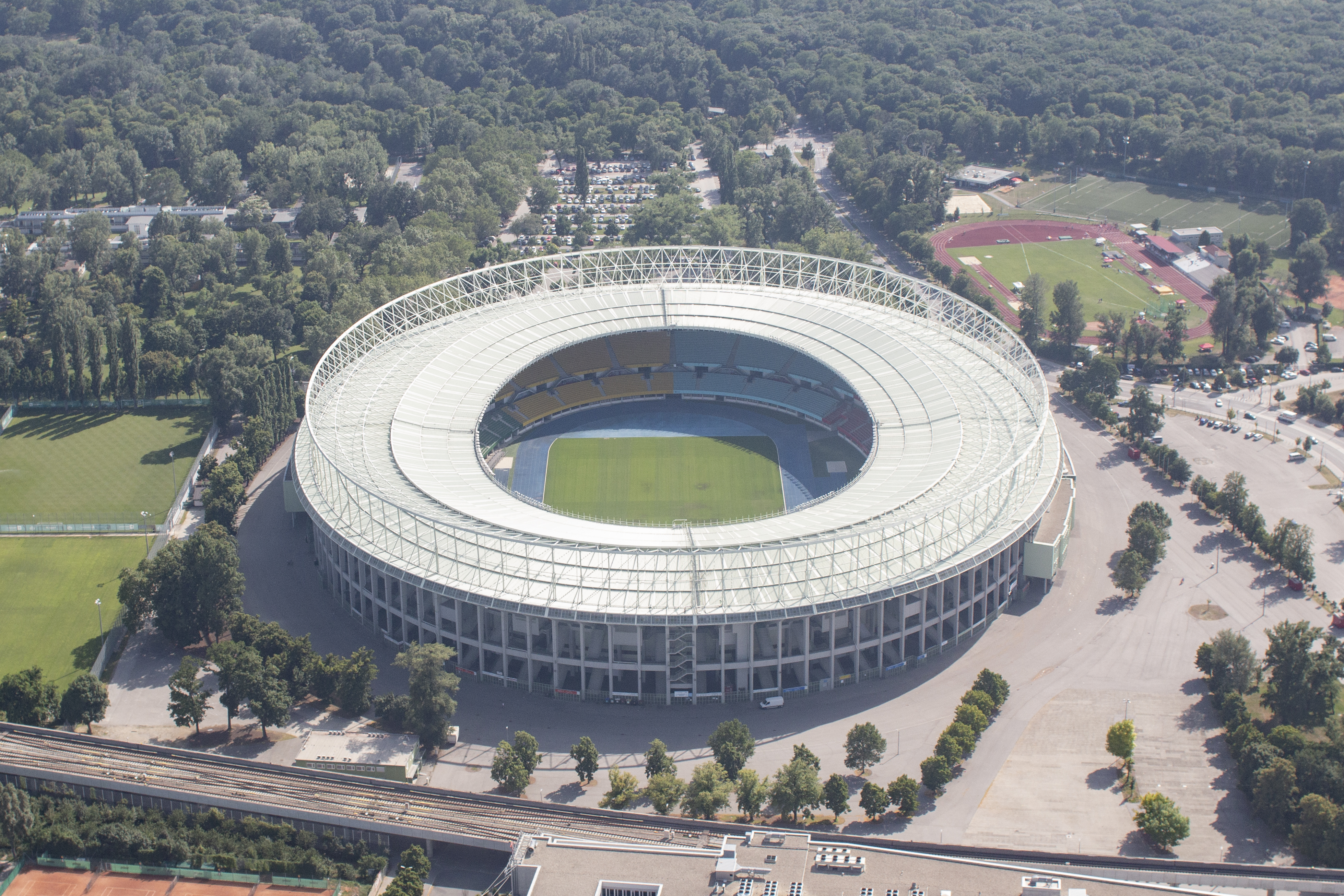
Ernst-Happel-Stadion im Prater

Wiener Stadthalle

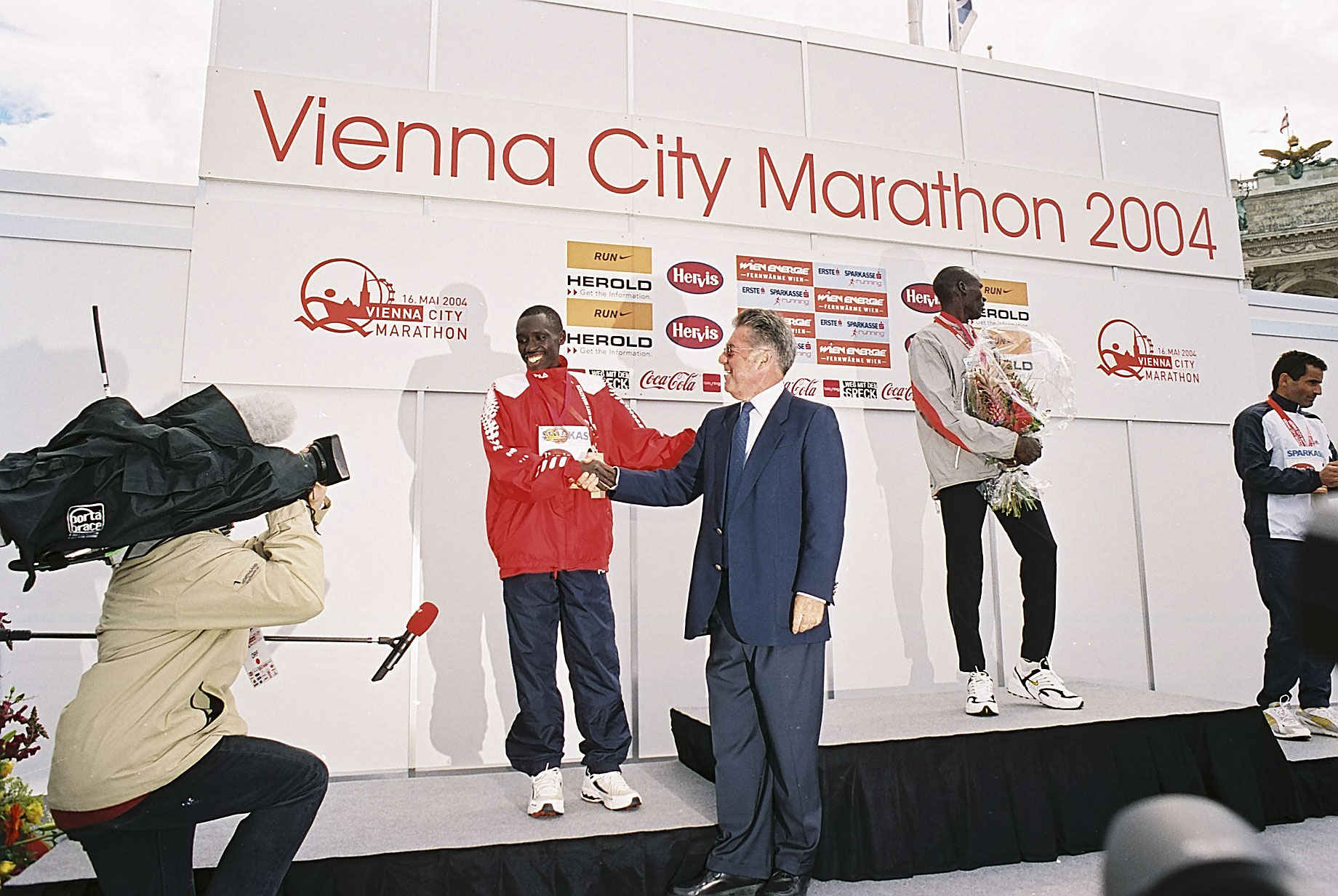
Siegerehrung 2004 zum Vienna Marathon mit Bundespräsident Heinz Fischer

Wien spielt im österreichischen Sportgeschehen eine zentrale Rolle. Viele neue Sportarten verbreiteten sich von hier aus nach ganz Österreich. Zu den Lieblingssportarten der Wiener zählt das Schwimmen. Hierfür stehen zahlreiche Schwimmbäder und natürliche Gewässer zur Verfügung, beispielsweise das Gänsehäufel, eine Sandinsel in der Alten Donau.
Das größte Fußballstadion Wiens, das Ernst-Happel-Stadion, mit seinen 49.825 Plätzen wird unter anderem von der österreichischen Nationalmannschaft genutzt. Es ist eines der wichtigsten Fußballstadien Europas und war in der Vergangenheit dreimal Gastgeber eines Europapokal-Finales – des Europapokals der Landesmeister in den Jahren 1987 und 1990 sowie der UEFA Champions League im Jahr 1995. Das Finale und einige weitere Spiele der Fußball-Europameisterschaft 2008 wurden ebenfalls hier ausgetragen.
Neben den Mannschaftssportarten gibt es in Wien ein breites Angebot für Individualsportarten. Als Laufstrecken sind die Wege im Wiener Prater oder auf der Donauinsel beliebt. Einmal jährlich findet zusätzlich der Vienna City Marathon statt. Radfahrern stehen neben über 1.000 Fahrradkilometern zahlreiche Mountainbikestrecken in den Wiener Bergen zur Verfügung. Golfplätze stehen beispielsweise am Wienerberg zur Verfügung.
Auch für den Wintersport, der in Österreich einen hohen Stellenwert genießt, gibt es vielfältige Angebote. Die Stadt Wien betreibt auf der ehemaligen FIS-Strecke Hohen-Wand-Wiese und auf der Dollwiese zwei Skipisten. Ab einer Schneelage von 20 cm zieht das Sportamt der Stadt Loipenspuren durch den Prater, auf der Donauinsel, am Wienerberg, auf den Steinhofgründen, im Schwarzenbergpark, am Cobenzl und im Maurer Wald. Die Streckenlängen reichen von 2,5 Kilometern (am Wienerberg) bis zu 12 Kilometern auf der Donauinsel. Wegen der geringen Schneefälle in Folge des Klimawandels ist das Langlaufen über einen längeren Zeitraum in der Stadt immer seltener möglich.

#### Vereine
Die mit Abstand größten Vereine in Wien sind die Sektionen Austria, Edelweiss und der Österreichische Gebirgsverein des Österreichischen Alpenvereins, der Österreichische Touristenklub, und Rapid Wien die ihren Hauptsitz in Wien haben.
Fußball genießt in Wien große Beliebtheit. Mit dem Rekordmeister SK Rapid Wien und dem Rekordcupsieger Austria Wien gibt es zwei stark rivalisierende Vereine in der Stadt. Der SK Rapid, der größte Fußballverein Österreichs, stand bislang zwei Mal in einem Europapokalfinale und konnte 32-mal Österreichischer Meister und 14-mal Österreichischer Cupsieger werden, außerdem gewann man einmal den Mitropapokal. Die Austria erreichte ebenfalls einmal das Europacupfinale, gewann 24-mal die Meisterschaft, 27-mal den Cup und zwei Mal den Mitropapokal. Diese beiden Vereine tragen mit dem Wiener Derby außerdem eines der traditionsreichsten Fußballderbys Europas aus, es ist nach dem Old Firm das zweitmeist ausgetragene Derby Europas sowie das am häufigsten durchgehend ausgetragene Derby Europas. Sporthistorisch wertvoll ist auch die First Vienna, Österreichs ältester Fußballklub, sowie der Wiener Sport-Club, der ebenfalls große Erfolge im Europapokal feiern konnte. Auch zwei der Vorläufervereine des in der Südstadt spielenden VfB Admira Wacker Mödling (Wacker Wien und Admira Wien) waren Wiener Vereine. Die Dominanz der Wiener Vereine zeigt sich alleine dadurch, dass mit dem LASK erst 1965 eine Mannschaft aus den Bundesländern Meister werden konnte.
Neben den Fußballvereinen gibt es zahlreiche erfolgreiche Wiener Vereine in anderen Sportarten. Im Eishockey wurden bei den Herren die Vienna Capitals 2005 und 2017 österreichischer Meister, sowie bei den Damen die EHV Sabres, die mit dreizehn Meistertiteln österreichischer Rekordmeister sind. Die Footballer von den Raiffeisen Vikings Vienna konnten fünfmal, zuletzt 2013, die Eurobowl gewinnen. Die Vienna Wanderers sind fünffacher österreichischer Staatsmeister, zuletzt 2015. Die Volleyballer der aon hotVolleys sind 18‑facher Österreichischer Meister. Die Handballer der SG Handball West Wien gewannen fünf Mal den Österreichischen Meistertitel, die der Margareten Fivers gewannen zwei Mal die Meisterschaft.
Darüber hinaus sind an der Alten Donau und an der Donau insgesamt elf verschiedene Rudervereine angesiedelt. Wien beherbergt drei ordentliche und vier außerordentliche Mitgliedsclubs des Österreichischen Golf-Verbands. Als Fechtklub ist vor allem der Wiener Sport-Club bekannt.

### Öffentliche Badeanlagen
Die wohl bekannteste öffentliche Badeanlage Wiens ist das Gänsehäufel – eine Insel an der Alten Donau, die zur Gänze dem Badevergnügen gewidmet ist. Direkt daneben befindet sich das „Kleine Gänsehäufel“, eine Halbinsel, auf der sich mehrere Arbeiterbäder, die während der Zeit des „Roten Wiens“ eröffnet wurden, befinden. Auch andere öffentliche Bäder stammen aus dem „Roten Wien“, wie etwa die Kinderfreibäder oder das Amalienbad im 10. Bezirk. Noch unter einem christlichsozialen Bürgermeister wurde 1914 das Jörgerbad eröffnet. Noch älter war das 2020 geschlossene Dianabad, welches 1806 vorerst nur für die gesellschaftliche Oberschicht fertiggestellt wurde. Ebenfalls zum Baden genutzt werden die zwischen der Neuen Donau und der Donau gelegene, über 21 km lange Wiener Donauinsel sowie die am nordöstlichen Ufer der Neuen Donau gelegenen Badebereiche im 21. und 22. Bezirk, zudem das Kaiserwasser und die Alte Donau.

### Nachtleben
Das Nachtleben Wiens wurde lange Zeit von den bis heute beliebten Nachtkaffeehäusern bestimmt.
In den 1980er-Jahren entwickelte sich zunächst im Grätzl rund um den Schwedenplatz und die Ruprechtskirche eine rege Beislszene, die scherzhaft Bermudadreieck genannt wird. In den 1990er-Jahren entstanden im Zuge der Sanierung des Gürtels zahlreiche Szenelokale in den ehemaligen Stadtbahnbögen, die mittlerweile fester Bestandteil des Wiener Musik- und Nachtlebens sind. Die Unterbringung dieser Lokale in den Gürtelbögen hat aufgrund ihrer mittigen Straßenlage den Vorteil, für die Anrainer keine zusätzliche Lärmbelästigung darzustellen. In den 2010er-Jahren entstanden zunehmend Cocktailbars. Während der Sommermonate verlagert sich ein großer Teil des Nachtlebens in Schanigärten, etwa im Museumsquartier und im Alten Allgemeinen Krankenhaus, sowie in Freiluftlokale, etwa am Donaukanal und auf der Donauinsel.

## Lebensqualität
Wien gilt als Weltstadt mit sehr hoher Lebensqualität. In der internationalen Mercer-Studie 2018, in der die Lebensqualität von Expatriates anhand von 39 Kriterien wie politische, wirtschaftliche, soziale und Umweltfaktoren in 231 Großstädten weltweit verglichen wurde, belegte Wien zum neunten Mal in Folge den ersten Rang. In der Mercer-Studie 2019 belegte Wien wiederum den ersten Platz (seitdem wurde die Mercer-Rangliste wegen der COVID-19-Pandemie nicht mehr erhoben). Eine Studie der Vereinten Nationen sah Wien 2012 als die Stadt mit dem weltweit höchsten Wohlstand im umfassenden Sinn – neben wirtschaftlichen Faktoren wurden auch die Lebensqualität sowie Infrastruktur und Umweltqualität in die Bewertung einbezogen. Nachdem Wien während der COVID-19-Pandemie und der damit verbundenen Schließung von Museen und Restaurants im Jahr 2021 auf den zwölften Platz abfiel, konnte im Jahr 2022 erneut der erste Platz in der Rangliste der Economist Intelligence Unit sowie 2023 bei der Mercer-Studie erreicht werden. Im Global Liveability Index 2025 der Economist Intelligence Unit wurde Wien nach dreimaliger Topplatzierung von Kopenhagen abgelöst. Grund dafür war auch der vereitelte Terroranschlag auf das Taylor-Swift-Konzert 2024.